# 近鐵特急

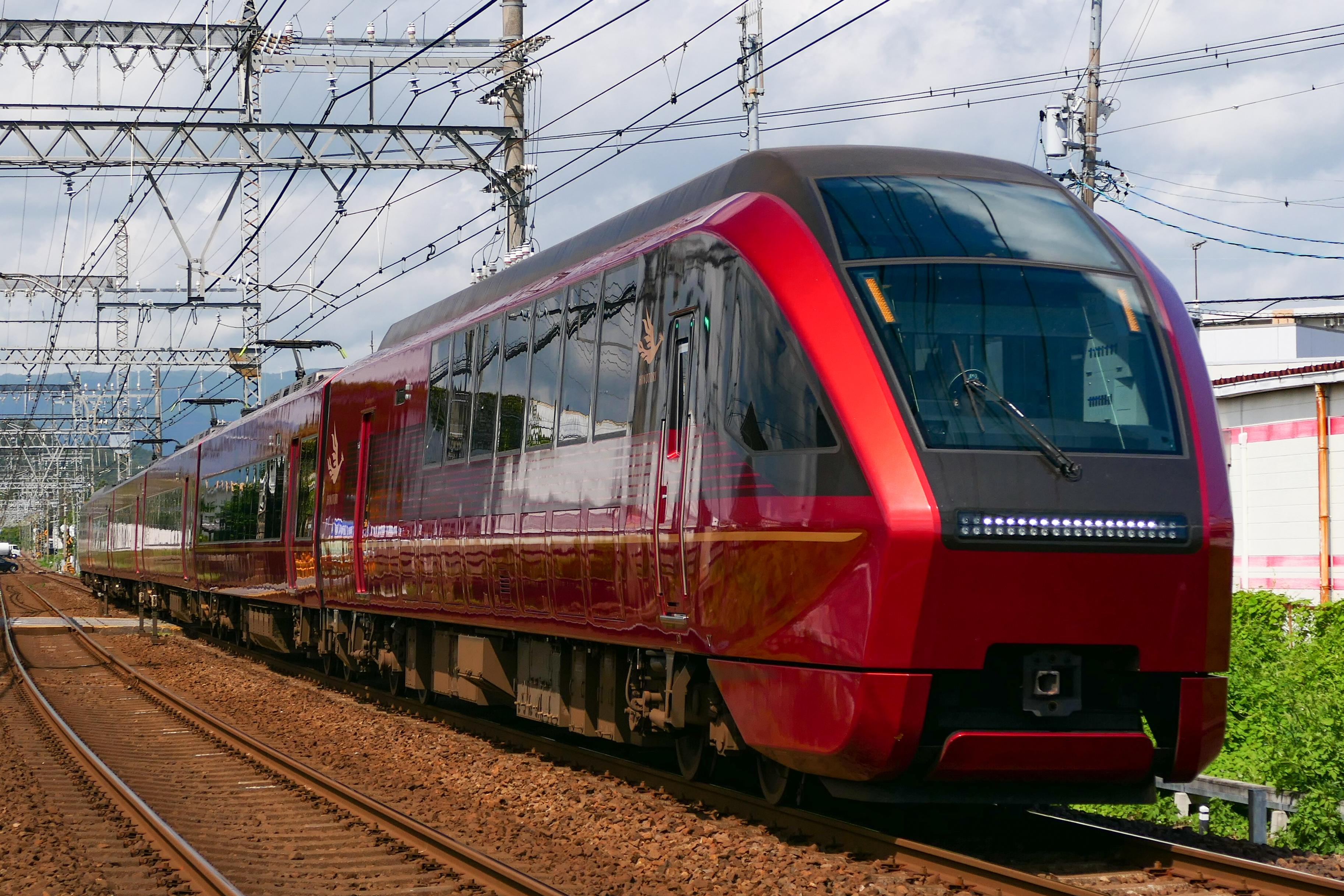
近鐵大阪線上的近鐵80000系特急列車「火之鳥」（2023年9月）

近鐵特急泛指由近畿日本鐵道（近鐵）營運的收費特急列車，為近鐵其中一個品牌。
現時主要有Shimakaze（志摩風）、蔚藍交響曲、Urban Liner（城市Liner）、Anoiyoshi、伊勢志摩Liner、Sakura Liner（櫻花Liner）、Vista Car（遠景列車）、Hinotori（火之鳥）等特急車輛類型。
有關特急歴史，請參見「近鐵特急史」，有關過往近鐵特急時間表的變更，請參見「1987年為止之近畿日本鐵道時間表的變更」和「1988年起之近畿日本鐵道時間表的變更」。

## 概要

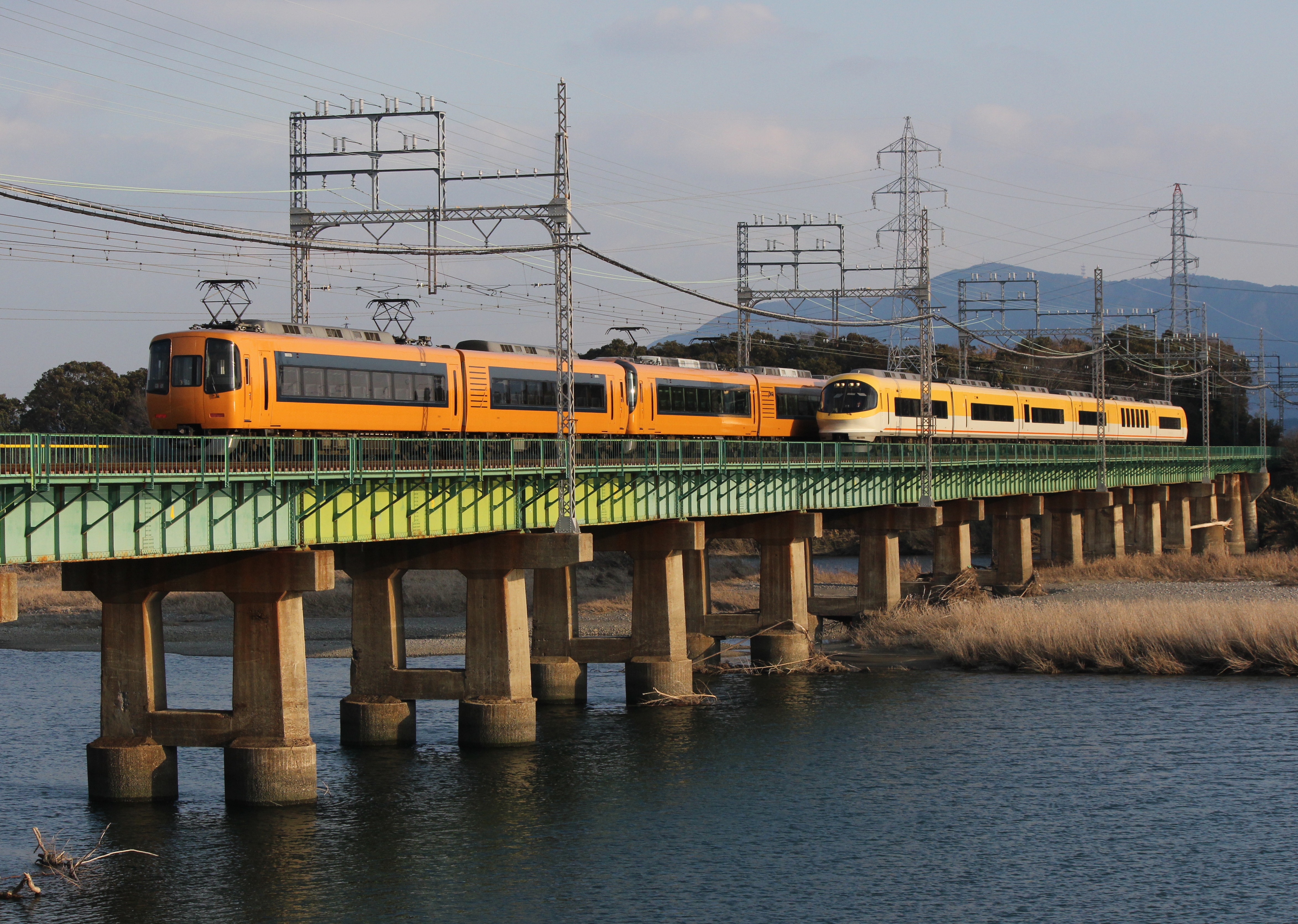
近鐵23000系電聯車在小俁站與宮町站之間

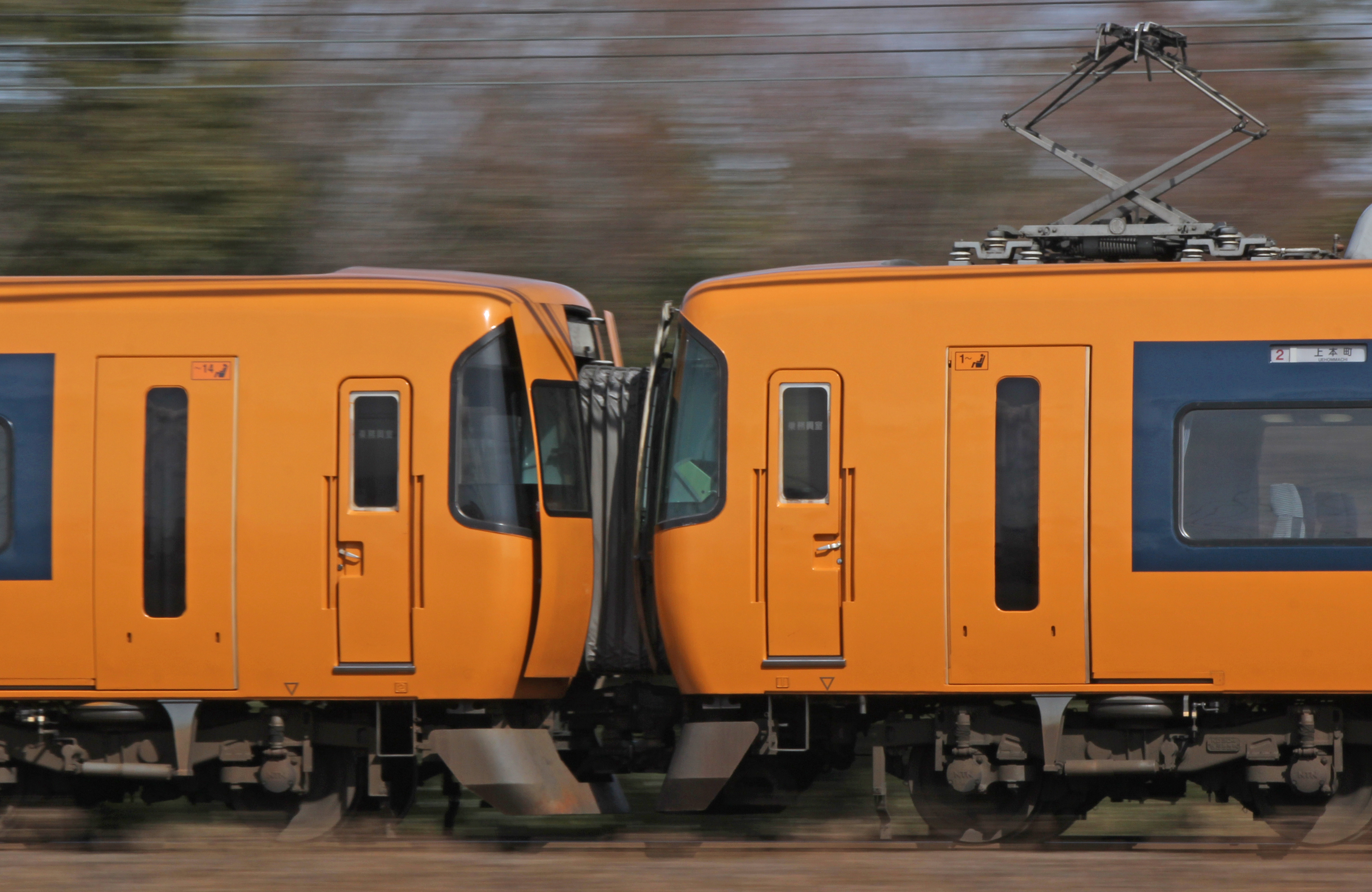
兩列近鐵22000系電聯車正在串聯運輸

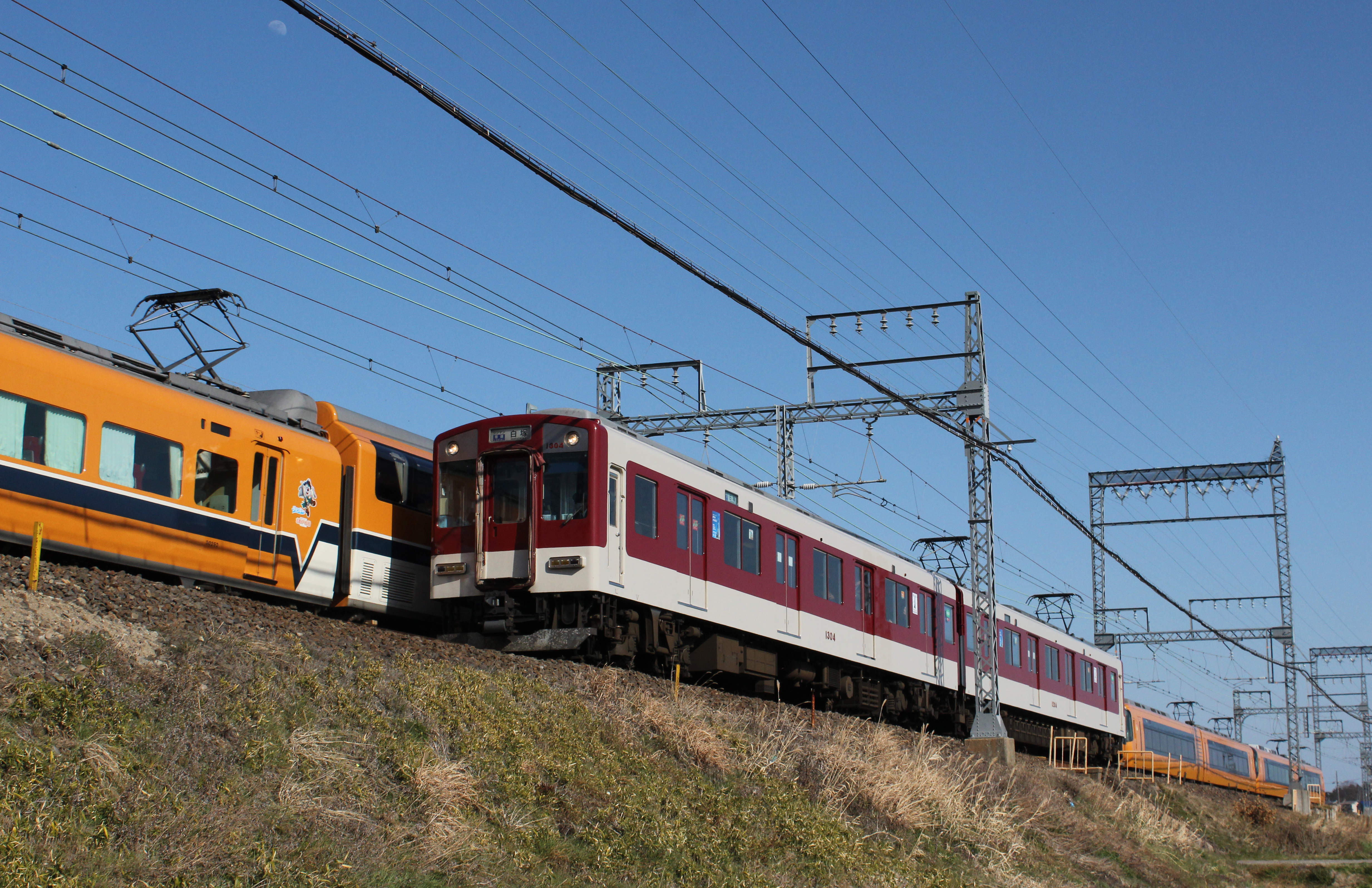
在輸送密度低的路線（山田線、鳥羽線、志摩線）中，普通列車多以2卡編成並一人控制，相比特急則為8卡編成。這代表在這些線區中特急運輸是不可或缺的。

近畿日本鐵道路線版圖中，連接了大阪、名古屋兩大都市，以及四日市、津、橿原等地方城市，另外也連接了京都、奈良、飛鳥、吉野、伊勢志摩等觀光地點。大部分鐵路線都有收費對號座位特急列車行走，以達到都市之間的運輸，以及通勤、消閒、觀光運輸需要。
在行走密度來說，近鐵擁有全日本私鐵中最龐大的特急運輸網絡。
近鐵特急有不同的路線，約在八成近鐵鐵路線上行走，形成一個特急網絡。在不同特急路線之間可以在各轉乘站轉乘特急列車。
近鐵特急有專用的特急車輛。在JR集團情況下，有時部分特急車輛會行走非特急班次（Home Liner、快速、普通等班次）。而「南海特急南方」、名鐵特急（全車特別車的「μ-SKY」除外）、京阪特急（8000系連結「高級車廂」）中，會以一般車輛（自由席）與收費車輛（指定席）共同連結運行。近鐵在特急車輛與通勤車輛的運用上有嚴格分別。在座位上基本會使用可轉換式座位，在伊勢志摩觀光列車上，列車座位中更會採用梳化等舒適設備。

### 特急網絡
現時，近鐵1日有446班特急列車班次行走。在1947年剛設立特急列車時，只有一條特急路線，行走大阪至名古屋之間，每日只有4班（2往返班次）。隨後，由於與國鐵優等列車在同一段區間開設班次運行，開始進行競爭同時間需求上升。直至1963年，經過鐵路線改善及增加特急車輛數目後，開始以城市之間的運輸為主體，該時一共有3條特急路線，班次增加至每日78班。
但是，在1964年10月東海道新幹線開業後出現了轉捩點，尤其是近鐵特急列車在大阪至名古屋區間，在速度上以及班次密度上都不及新幹線，亦不可能與新幹線進行競爭。而車費方面由於兩者相差不大，所以當時預計客量的市佔率會下跌。由近鐵特急開始營運以來，都以大阪至名古屋為路線主體，直至新幹線的出現而面臨瓦解危機。面對這個情況，時任近鐵社長佐伯勇表示：
|  | 名阪間で新幹線に勝てないのは自明の理 |

|  | 名阪之間由新幹線勝出是不言而喻 |

近鐵特急的方針，反而應該透過使用新幹線的高速運輸，使乘客從東京前往近畿、中部地區後，吸引他們在名古屋或京都站轉乘近鐵特急列車前往觀光地點。
透過此戰略，近鐵特急由本來的都市之間的運輸外，新設了來往觀光地點之間的運輸。使特急主要幹線縱橫交錯，在列車時間表上，也可安排在各轉乘站方便轉乘特急列車，形成一個緊密的特急網絡。這個網絡一直運行至今，為近鐵特急其中一個主要特徴。
在特急制度層面，轉乘特急列車時計算特急費用方式，特急車票樣式，以及提供方便購買特急車票的方法，使近鐵特急網路更臻完善。

### 特急營運
近鐵鐵路線沿線多數是過度偏避地帶以及山谷，都市地帶只佔路線30%，其餘70%是荒蕪路線。這意味著，在開拓大都會地區路線中相對營業距離上，近鐵整體盈利能力不及東急和阪神等其他鐵路公司。為了彌補這弱點，近鐵特急列車會途經荒蕪地帶，連接大中小城市和觀光地點，透過不同類型的乘客而獲利。因此近鐵的特急専用車輛中，以全席指定座、高速運輸、以及因應旅客的需要來營運。在這些服務中收取特急費用，以此提供資金維持和營運長途路線。據說近鐵一直以來都著重改善特急的營運與其列車。

## 特急列車路線與運行狀況
現時，各近鐵特急班次都不會像JR各社特急按路線、停站方式賦予列車名稱（例如：「希望」、「瑞穗」）。在本條目中，各列車將會以近鐵內慣常稱呼的名字來作解說。
現時近鐵特急中，設有由大阪、京都、名古屋出發前往各地方城市、觀光地點的路線，一共有8條路線。當中，來往大阪至名古屋之間的路線稱為「名阪」特急。根據這個稱呼方法，這8個路線分別是名阪、阪伊、名伊、京伊、京橿、京奈、阪奈、吉野。以下將會順序進行介紹。另外，在本節中各特急路線名稱後都會加上特急兩字，例如「名阪特急」。此外，近鐵特急不會像部分鐵路公司一樣會使用「快速特急」「準特急」等衍生種類。
近鐵公司內以及鐵路迷會在名阪、阪伊、名伊3特急路線上再次分類。以較快速和停車站較少的特急稱為甲特急，在主要站停車的特急稱為乙特急兩種區分。以較快速但卻停主要站，以及其他特急路線上的列車則只稱為特急。為了方便解說，將會以以上分法區分不同的特急列車。但是，「Shimakaze」和「蔚藍交響曲」則不會區分為甲、乙特急，這些特急會被區分為觀光特急，在近鐵官方刊物和網頁中也會稱呼為「觀光特急」。因此在本節中，除了稱呼「近鐵特急」「特急」外，在必要時部分班次會稱呼「甲特急」「乙特急」「觀光特急」這些名字。
現時近鐵特急列車會附上名稱的有Shimakaze（志摩風）、蔚藍交響曲、Anoiyoshi、Urban Liner（城市Liner）、伊勢志摩Liner、Sakura Liner（櫻花Liner）、Hinotori。這些名稱是因為該班次是使用指定車輛。但是「Shimakaze」（50000系電聯車）、「蔚藍交響曲」（16200系電聯車）、「Anoiyoshi」（19200系）是觀光特急専用車輛，在近鐵現有的特急路線上行走的觀光列車，會與近鐵現有的特急有所不同。因此除了阪伊特急、京伊特急、名伊特急及吉野特急等各節外，「觀光特急Shimakaze」與「觀光特急蔚藍交響曲」會在另外章節解説。
在本節中會記載編成表，這些內容以及時間表、使用車輛等都以固定編成為標準。實際上特急列車會在運行日前數日，才確定車種和車廂數目。
各特急路線的行走區間和停車站如下圖展示。圖中，在主要站停車為標準型特急（乙特急和特急），長距離並不會停中途站則為快速型特急（甲特急和觀光特急）。此外，圖中沒有展示臨時行走的特急，包括前往天理、湯之山溫泉方向的特急列車路線。
近鐵特急運行圖及停車站（2014年10月10日至今）

### 名阪特急（大阪 - 名古屋之間）

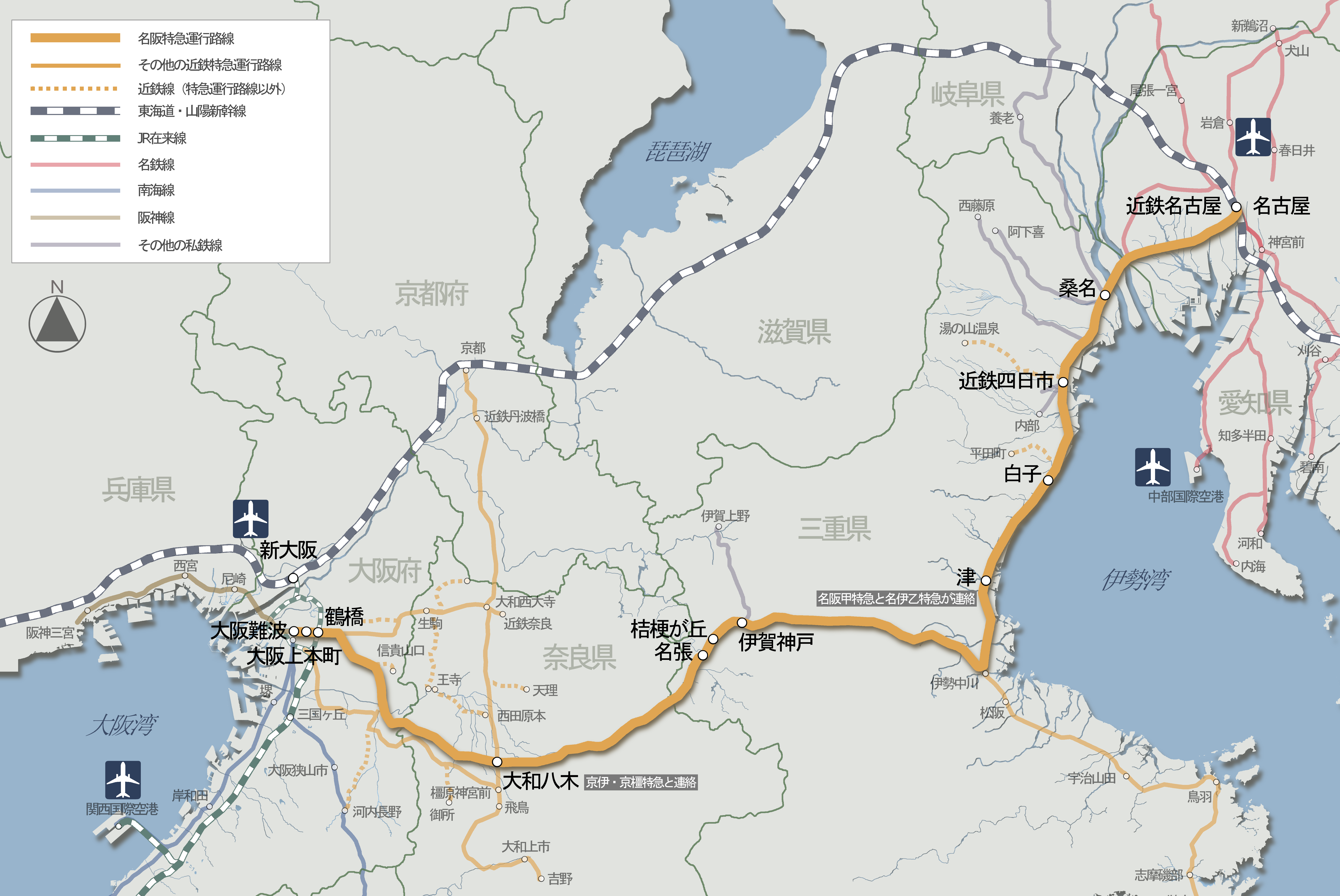
名阪特急路線圖

名阪特急是行走大阪難波站、大阪上本町站至近鐵名古屋站之間，原則上在鶴橋站至近鐵名古屋站之間共有兩個類別，如果只有在津站停車為甲特急，在三重縣、奈良縣內的主要站停車則為乙特急。此特急行經大阪線與名古屋線，途中在伊勢中川站轉往另一條鐵道路線，又或在該站前轉入特設之短絡線（中川短絡線）。
在列車時間表上，在大阪難波站、近鐵名古屋站中，甲特急是由早上7時至晚上9時毎小時00分出發。在星期六、日及假期有額外班次，包括在大阪難波站於早上6時、下午4至6時之間每小時20分出發，近鐵名古屋站則於早上8時20分、下午4至6時之間每小時25分出發。在乙特急方面，由早上6時半至晚上9時半毎小時30分出發，另外在近鐵名古屋站中設有額外班次，在平日早上5時58分及星期六、日及假期早上6時正出發。阪神難波線快速急行列車可在大阪難波站同站轉乘名阪特急，包括平日大部分乙特急班次，以及星期六、日及假期大部分甲特急班次。名阪甲特急上下行列車可在津站轉乘名伊乙特急班次，使名阪甲特急不停的白子、近鉄四日市、桑名等車站可以在津站轉乘名阪甲特急來往大阪。此外，名阪乙特急在大和八木站可轉乘京伊特急或京橿特急，此轉乘方法擔當了愛知、三重、奈良三縣與京都府城市之間之運輸。雖然名阪乙特急為每小時一班車，但是在伊勢中川站，名伊乙特急和阪伊乙特急可互相轉乘，所以實際上來往大阪與近鐵名古屋線沿線城市，以及來往名古屋至近鐵大阪線沿線城市的班次為每小時三班。
班次編號一般會以下行為單數，上行為雙數為原則。但關於名阪特急的班次編號，由於大阪方向的名阪特急在名古屋線上是使用下行路軌，但經過中川短絡線進入大阪線後，在大阪線上則使用上行路軌，因此不會以列車使用上下行路軌而編定班次編號。名阪特急的班次編號會以出發時間為原則，例如早上8時出發的特急，編號會為8號。除甲特急往名古屋的班次外，其他班次會冠上其他數字。當中，甲特急往大阪的班次編號會加50（早上8時出發的編號為58列車），甲特急在星期六、日及假期的額外班次則會加700（大阪難波站在下午4時（16時）20分出發的編號為716列車），晚上9時在大阪難波站出發之甲特急列車會加停白子站、近鐵四日市站與桑名站，也就是大阪難波站至津站之間為甲特急模式，津站至近鐵名古屋站之間為乙特急模式，而該列車編號會加600，以621列車作區別。乙特急往名古屋的班次編號加100、往大阪則加150（大阪難波站在早上8時30分出發為108列車，反方向為158列車），星期六、日及假期在近鐵名古屋站早上5時58分出發的班次編號為155列車。另外，每日上午設有一班自名張站開往近鐵名古屋站的列車，編為105列車。在21000系「Urban Liner」、80000系「Hinotori」行駛的班次中，旅客資訊中會展示「特急Urban Liner」、「特急Hinotori」，以顯示專用車輛的地位。
主要站之間的所需時間
大阪難波站 - 近鐵名古屋站之間：約2小時05分鐘 - 2小時33分鐘 (189.7km)
大和八木站 - 近鐵名古屋站之間：約1小時37分鐘 - 1小時52分鐘 (152.9km)
大阪難波站 - 近鐵四日市站之間：約1小時50分鐘 - 1小時59分鐘 (152.8km)
大阪難波站 - 津站之間：約1小時20分鐘 - 1小時30分鐘 (123.2km)
停車站
甲特急
大阪難波站 - 大阪上本町站 - 鶴橋站 - （大和八木站） - 津站 - （白子站） - （近鐵四日市站） - （桑名站） - 近鐵名古屋站
乙特急
大阪難波站 - 大阪上本町站 - 鶴橋站 - 大和八木站 - 名張站 - （桔梗丘站） - （伊賀神戶站） - 津站 - 白子站 - 近鐵四日市站 - 桑名站 - 近鐵名古屋站
- 部分列車停（ ）括號內之車站。
- 粗體為起點、終點站。
- 以下列車停大和八木站：
  - 每日早上6時至10時及星期六、日及假期黃昏時段，由大阪難波出發往近鐵名古屋的甲特急
  - 平日早上7時至10時及星期六、日及假期早上8時20分及黃昏之後，由近鐵名古屋出發往大阪難波的甲特急
  - 全部乙特急列車班次

- 全部乙特急列車，以及晚上9時由大阪難波出發往近鐵名古屋的甲特急列車班次停白子站、近鉄四日市站、桑名站三站。

- 在早上及晚上往大阪方向，以及在早上往名古屋方向的乙特急班次停伊賀神戶站。在早上往大阪方向的乙特急停桔梗丘站。
- 平日早上設有由近鐵名古屋站出發往大阪上本町站的乙特急班次。

使用車輛與編成
名阪特急有專用車輛80000系（Hinotori）、21020系（Urban Liner next）與21000系（Urban Liner plus）。營運上，甲特急以Hinotori、乙特急以Urban Liner next及Urban Liner plus運行。除Urban Liner next外，另2型列車可以6輛或8輛編成營運。

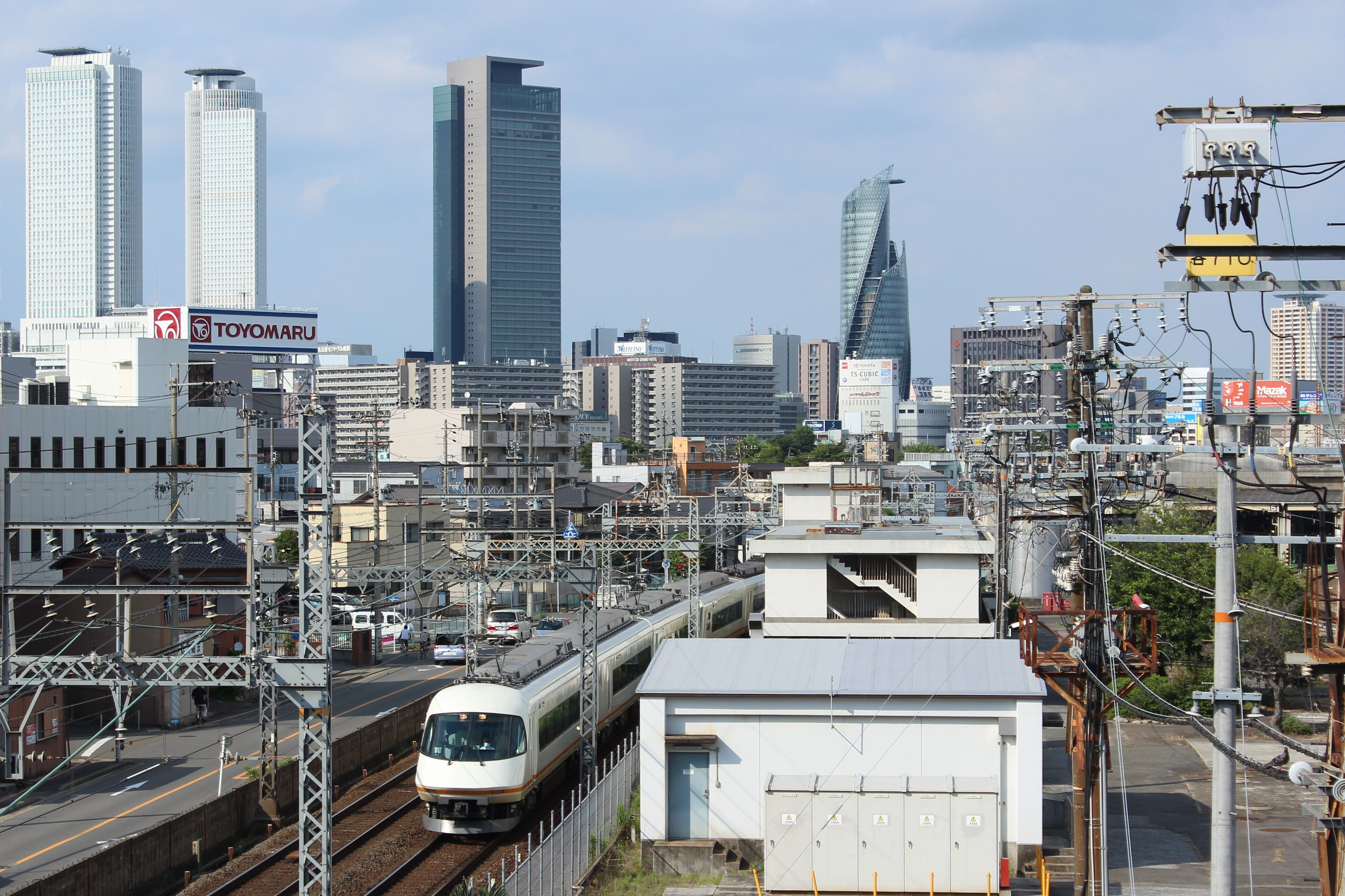
攝於名古屋市街內往大阪方向的21000系（米野站 - 黃金站之間）
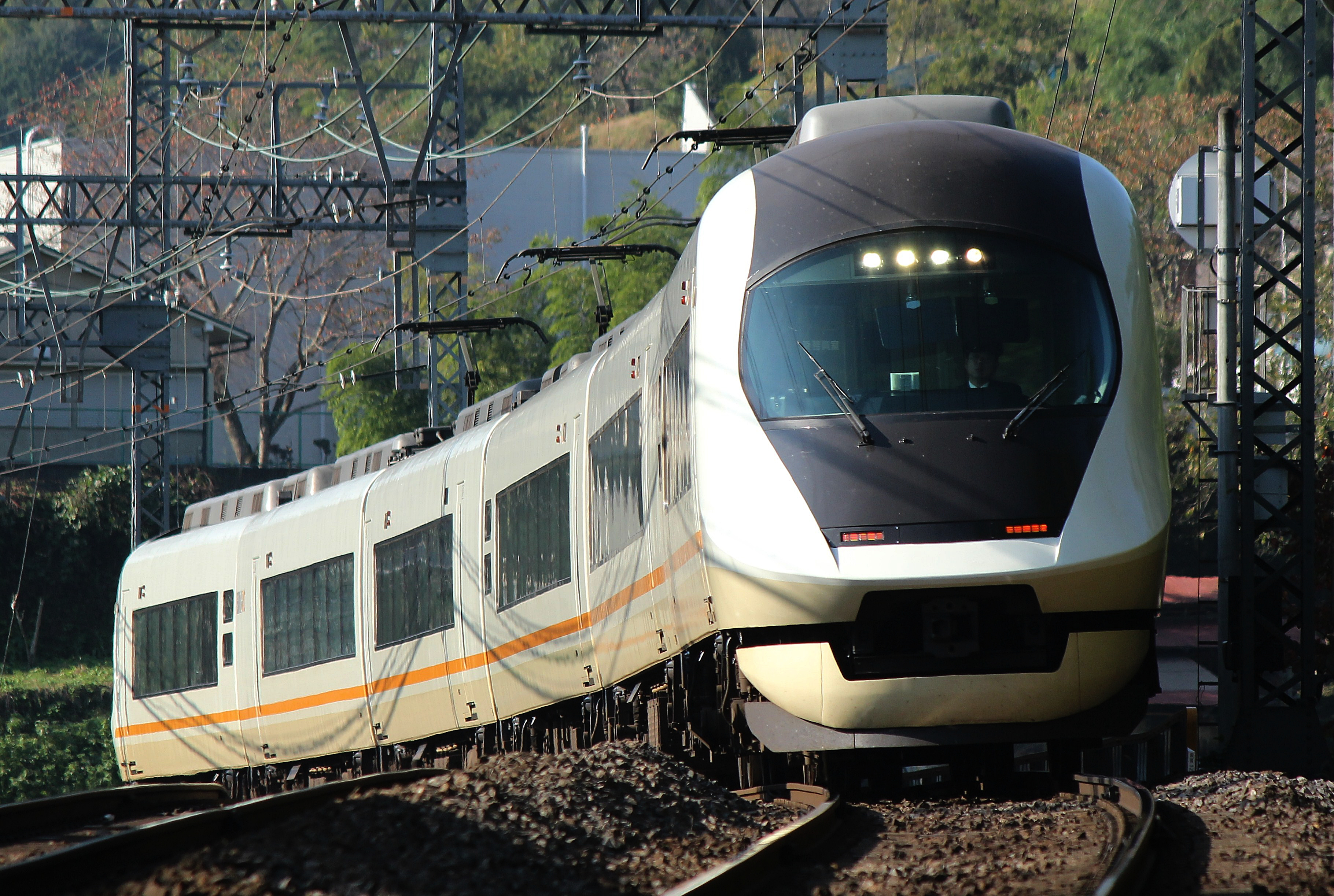
在大阪線三本松站附近上斜中的21020系
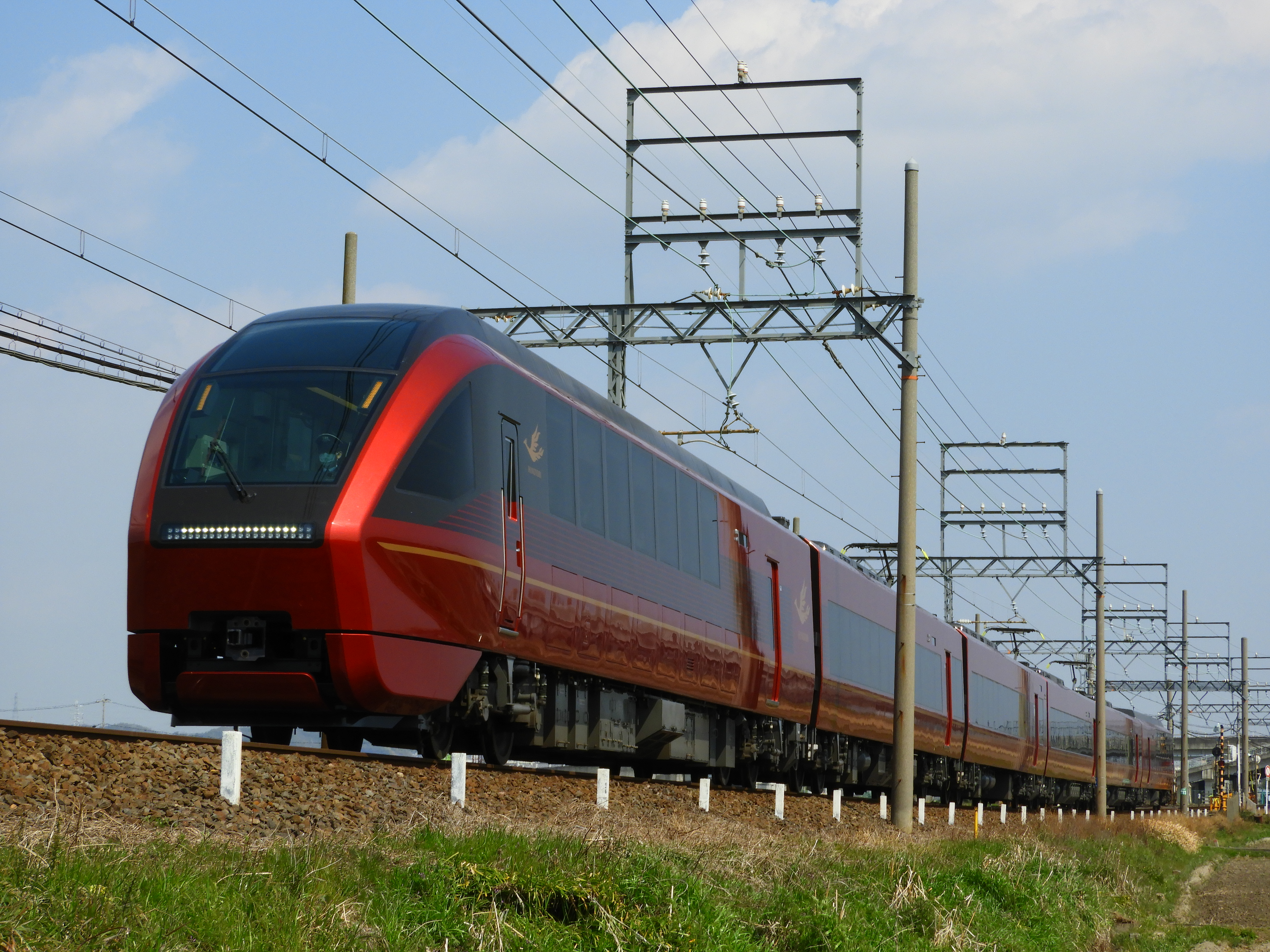
在名古屋線霞浦站 - 近鐵富田站之間行走的80000系

沿革
在近鐵特急中，名阪特急是最古老的路線，在1947年10月開始運行。當時來往上本町站（現時：大阪上本町站）至近畿日本名古屋站（現時：近鐵名古屋站）。由於當時大阪線和名古屋線的軌距不同，所以需要在伊勢中川站轉乘列車。在1948年7月，大阪線的名阪特急延長至宇治山田站，使名阪特急同時擔任連接伊勢地區的特急列車服務。在1959年12月，名古屋線的改軌距工程完成，同日實施的時間表修正中，使用新製列車10100系行走名阪特急，並且開始直通運輸，不用再在伊勢中川站轉乘，但依然停伊勢中川站，而伊勢中川站至宇治山田站之間則提供短程區間特急來往伊勢地區。但是，在下一個月（1960年1月）後開始不停伊勢中川站（實際是列車到站後掉頭，為運輸停車），來往鶴橋站至近畿日本名古屋站之間為不停站列車，來往伊勢地區的名阪特急短程區間特急班次廢止，同日開設了乙特急班次。在1961年3月29日，中川短絡線開通，列車不用駛入伊勢中川站掉頭（當時只有甲特急使用短絡線，在1963年3月21日起乙特急使用短絡線）。在1964年10月，東海道新幹線開業，使甲特急客量大幅下跌，而乙特急由於停中途站方便乘客，使乘車率每年上升，班次一直增加，與慢慢衰退的甲特急形成反比（關於甲特急的隨後動向參見「新幹線與近鐵名阪特急」）。在1970年3月21日，難波線開業後數日，名阪特急延長至近鐵難波站（現時：大阪難波站）。在1990年3月，早上和晚上的甲特急列車加停津站或大和八木站，之後每年都增加班次停該兩站。在2012年3月時間表修正後，所有甲特急班次停津站，再沒有不停站班次，同時在津站可轉乘名伊特急。在2016年3月19日的時間表修正，星期六、日及假期在近鐵名古屋站增加1班甲特急班次，同時在6時出發的甲特急班次降級為乙特急，晚上9時在大阪難波站出發的甲特急加停白子、近鐵四日市及桑名站，部分乙特急班次加停伊賀神戸站，在中途站出發的區間名阪特急廢止。

#### 新幹線與近鐵名阪特急
名阪特急在東海道新幹線開通後，在所需時間、車費兩方面的優勢盡失。與新幹線進行直接競爭，使甲特急客量大受打擊，名阪之間在近鐵的市佔率，由1964年上半年的69.4%，至1965年的32.7%，最後到1966年的只有19%，2年內大幅下跌。在這下跌的情況下，使減少列車車廂數目，最小曾經以2卡或3卡編成並常規化。隨後由於新幹線「光」的車票減價（與「回聲」的票價看齊），以及「光」列車設置自由席，使在1976年3月18日的時間表修正中，甲特急減班並同時把所有甲特急列車都以2卡編成運行。
可是在1976年11月，在國鐵車費、特急票費用大幅上升的契機下，名阪特急的車費優勢再現，同時以家庭為中心的客群迅速增加。這些因素使翌年1977年1月18日的時間表修正中，由全部列車以2卡編成，再次增加至3卡至4卡編成。在1980年3月18日時間表修正中，所有甲特急班次中再沒有以2卡編成運行，最短編成班次也有3卡。
其後國鐵的車費、特急票費用繼續上調，使名阪特急的客量繼續上升，甲特急的編成增至與乙特急一樣，除了3/4卡編成列車外，還有5卡甚至最多8卡編成運行。在這個趨勢下，在1988年3月，甲特急列車21000系（Urban Liner）投入服務，提供6往返班次。使用列車運行時，行車時間縮短最多6分鐘。在細緻的市場研究上，反映乘客重視車輛和服務之中，結果名阪特急需求量增加了10%。有了這個成功的經驗，使甲特急全部班次均採用21000系，部分班次還以8卡編成運行。
隨後，近鐵經過數次加價（那時期除了引入消費稅和修改消費稅外，JR保持價格不變），日本經濟泡沫爆破後，經濟氣氛惡化以及人口老化，沿線人口開始減少，隨之客量也開始相應減少，業績也回落至21000系投入前的情況。那時近鐵開始推出高折扣率的優惠券以及因應日本環球影城開業，改善了這個情況。
使用東海道新幹線來往新大阪站至名古屋站之間最快只需48分鐘，再加上轉乘地下鐵時間後，來往難波站至名古屋站之間大約為1小時20分左右。再者在班次方面，近鐵每小時共有2班列車（如包括在伊勢中川站轉乘則為4班，當中1班會被下一班甲特急追越，因此實際上為3班），相比新幹線每小時約10班。所以，在雙方都不利情況下近鐵特急難以與新幹線進行競爭。
票價
大阪難波站至近鐵名古屋站之間的車費與特急費用以一般正規票價合共為4,260日圓（普通座位），而新大阪站至名古屋站之間的車費與新幹線特急費用合共為6,550日圓（通常期及使用「光」、「希望」號指定席），近鐵便宜2,290日圓（通常期「希望」號指定席費用為2,500日圓，「希望」、「光」、「回聲」號自由席為1,570日圓）。在使用「EX-IC預約」及「Smart-EX」下可購買「EX回聲Family早特」（名阪之間單程4,200日圓）車票，與近鐵車費相近，但EX-IC預約及Smart-EX必須註冊成為會員，並於3日前預約2人以上車票，限定乘坐「回聲」號，在繁忙期間與特定日子不能使用等限制。
便利性
近鐵車站坐落於大阪市南部繁華地區難波，使乘客不用轉乘便到達市中心。同時總站也連接大阪市高速電氣軌道（Osaka Metro）、南海電氣鐵道（南海）以及阪神電氣鐵道多條路線，使連接大阪東、南部與名古屋之間，利用近鐵會較為方便。

### 阪伊特急（大阪 - 伊勢志摩之間）

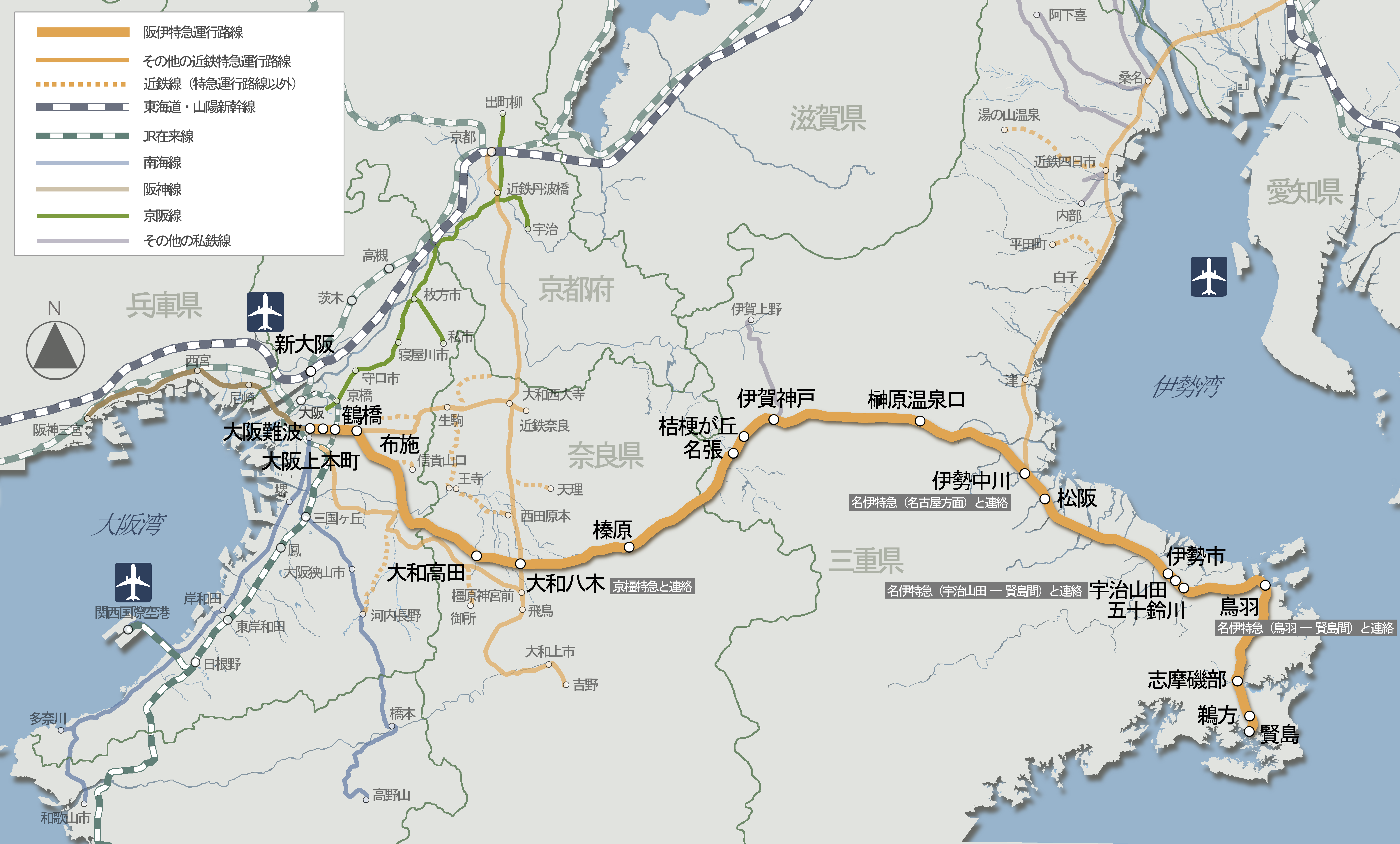
阪伊特急路線圖

阪伊特急是連接大阪與伊勢志摩之間的特急列車。設有來往大阪難波站、大阪上本町站至名張站、伊賀神戶站、松阪站、宇治山田站、五十鈴川站、鳥羽站、賢島站之間的列車班次。與名阪特急一樣，停車站少的班次為甲特急，在主要站停車的班次為乙特急。乙特急可以在伊勢中川站互相轉乘名伊乙特急，在大和八木站互相轉乘京橿特急。名阪乙特急與京伊特急的轉乘班次會兼任阪伊特急角色。因此，名阪特急不停的大和高田站、榛原站也可透過透過阪伊特急與轉乘其他特急列車，前往名古屋方向以及京都線內特急停車站。
阪伊特急基本上每小時設有2班，其中1班直通難波線和志摩線，來往大阪難波站至賢島站之間（但早上8時和9時之間的班次由大阪上本町站出發），其餘1班則行走大阪上本町站至宇治山田站、五十鈴川站（星期六、日及假期的首班車）或鳥羽站之間，兩種班次互相運行。以宇治山田站或鳥羽站為終點站的特急，可轉乘名伊特急前往志摩線內特急車站，詳細參見「名伊特急」一節。上行往大阪也同樣，在志摩線特急車站乘坐往名古屋的名伊特急列車後，可在鳥羽站、五十鈴川站或宇治山田站轉乘在該站出發的阪伊特急。此外，在17時之後往伊勢志摩的班次並沒有直通至志摩線，那些班次需在終點站轉乘名伊特急。在深夜接近尾班車時段，特急列車運行區間開始縮短，最短運行區間只前往名張站。除此之外，在晚上8時以後，所有阪伊特急均在大阪難波站出發。另外在大阪線內，阪伊特急與名阪乙特急的運行區間與停車站基本上是重複的，因此來往大阪市內與大和八木站至名張站之間的特急班次，基本上為每小時3班，約每20分鐘一班。另外，阪伊甲特急在星期六、日及假期有1往返班次行走於大阪難波與賢島間，以及1班行走於大阪難波與鳥羽間的下行班次，下行特急班次於上午9時20分、9時45分由大阪難波出發，上行特急班次於下午3時由賢島站出發。
主要站之間的所需時間
大阪難波站 - 名張站之間：約1小時 (69.2km)
大阪難波站 - 宇治山田站之間：約1小時41分 - 1小時52分 (139.2km)
大阪難波站 - 賢島站之間：約2小時24分 - 2小時33分 (176.9km)
停車站
甲特急
大阪難波站 - 大阪上本町站 - 鶴橋站 - （大和八木站） - 伊勢市站 - 宇治山田站 - 鳥羽站 - 志摩磯部站 - 鵜方站 - 賢島站
乙特急
大阪難波站 - 大阪上本町站 - 鶴橋站 - （布施站） - （大和高田站） - 大和八木站 - （榛原站） - 名張站 - （桔梗丘站） - （伊賀神戶站） - 榊原溫泉口站 - 伊勢中川站 - 松阪站 - 伊勢市站 - 宇治山田站 - 五十鈴川站 - 鳥羽站 - 志摩磯部站 - 鵜方站 - 賢島站
- 部分列車停（ ）括號內之車站。
- 粗體為起點、終點站。
- 直通志摩線的甲特急不停靠大和八木站
- 在日間班次中，除下列班次外停大和高田站、榛原站和伊賀神戶站。
  - 大阪上本町站7時45分、8時50分始發的下行乙特急
  - 鳥羽站15時16分、16時16分、17時16分始發的上行乙特急
  - 全部的甲特急

- 在早上、黃昏至晚間時段，一部列車加停布施站、桔梗丘站。

使用車輛與編成
除了通用特急車輛外，阪伊特急會使用23000系「伊勢志摩Liner」。在23000系進行列車檢査時會使用通用特急車輛代行。一般上往返大阪難波與賢島的甲特急班次只會由23000系行走。使用通用特急車輛及30000系時基本上以4卡編成，在繁忙時間將增加車廂，至最多10卡編成。在每年正月時，行走大阪上本町至鳥羽之間的列車會以10卡編成（由於鳥羽至賢島之間的特急車站月台只可容納8卡，當以10卡編成運行時，列車會在鳥羽站把車尾2卡車廂分離）。此外，由於在名張站以東區間的客量不多，6卡編成以上的列車會在名張站把車尾部分車廂分離，多數在名張以東區間會以4卡編成繼續前往終點站。（也有在鳥羽站分離車廂的情況）

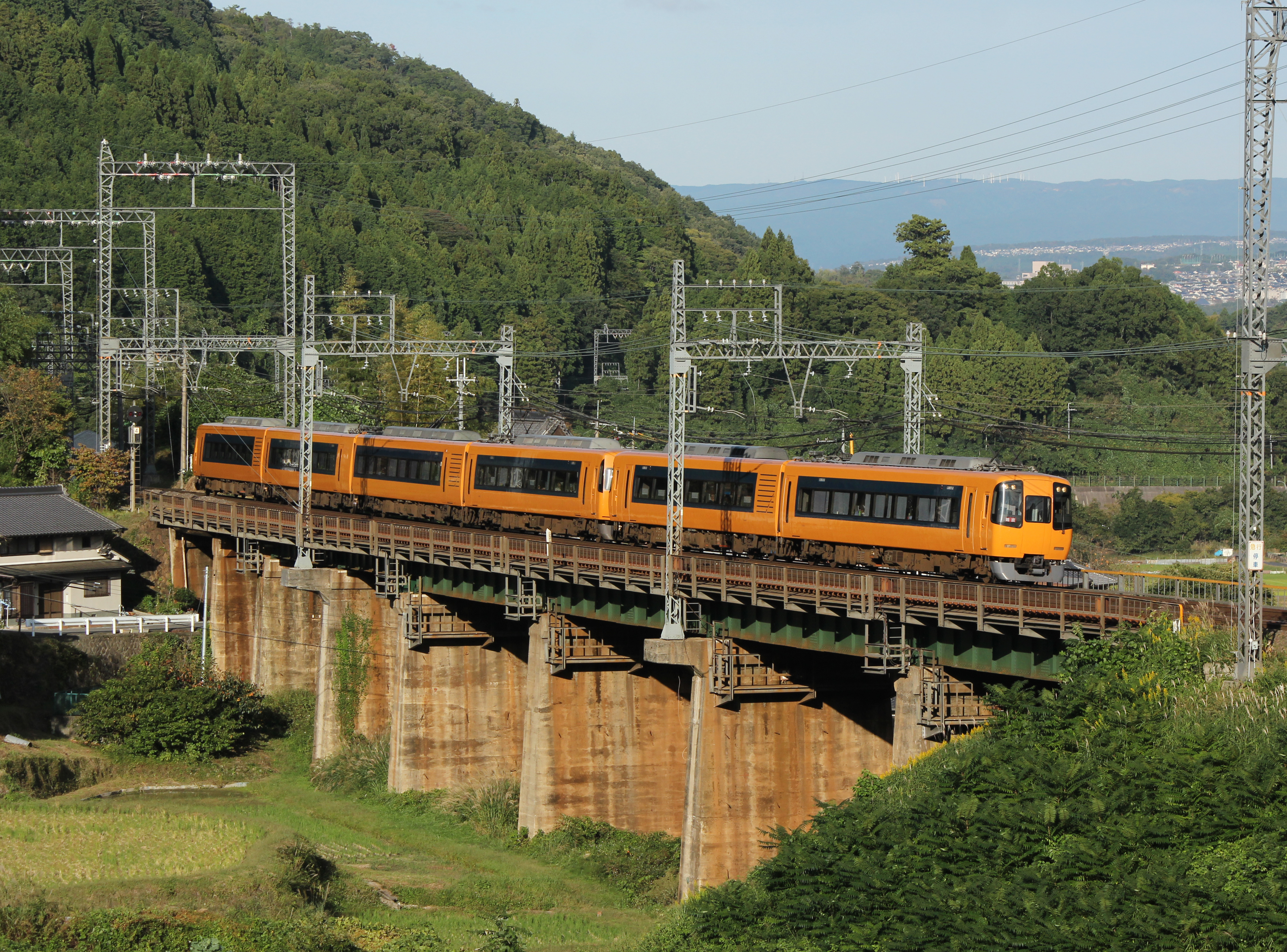
大阪線三本松站至室生口大野站之間的22000系6卡編成
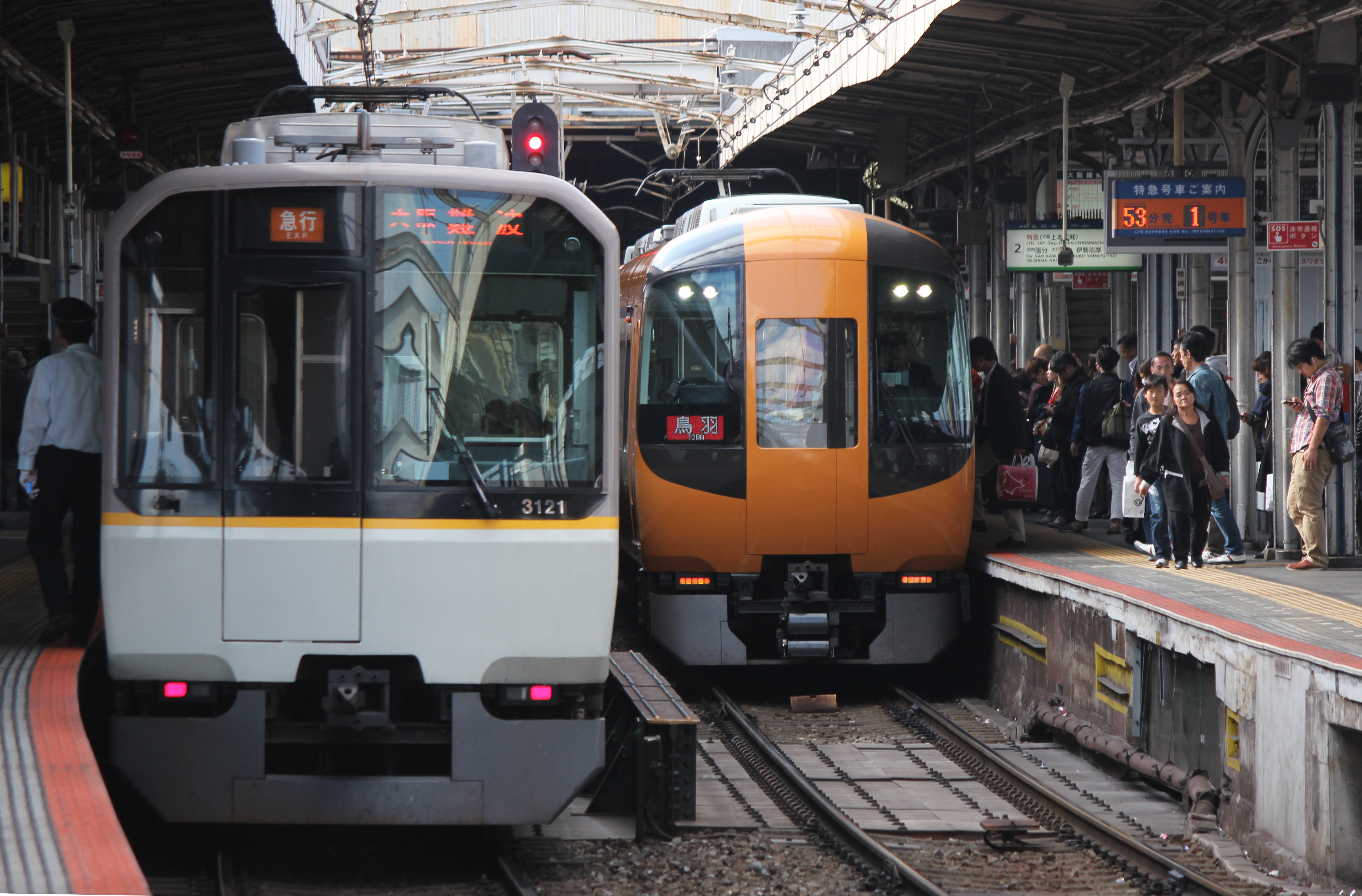
往來大阪上本町站的班次在上本町、鶴橋兩站會與往來難波站的班次使用不一樣的月台（圖中為鶴橋站）

沿革
阪伊特急是在1948年7月，當時在近鐵鐵路線軌距不相同的情況下，名阪特急大阪線區間行走上本町站至伊勢中川站之間，延長至宇治山田站下誕生。但是在1959年12月，名古屋線改軌距後，在時間表修正中整合名阪特急班次，由原來行走大阪至伊勢之間的列車，改至需要在伊勢中川站轉乘，當時開設了行走伊勢中川站至宇治山田站之間的短程區間特急作為該轉乘列車。在翌年1960年1月，名阪甲特急在鶴橋站至近畿日本名古屋站之間不停站，所以也不會停伊勢中川站，為了補償列車前往伊勢地區，開設了5往返班次來往上本町站至宇治山田站之間。隨後，由於經濟高速成長，特急列車班次數量也增加，在1967年開設甲特急（直至1970年，只在週末運行）。在1994年，志摩西班牙村開業，使甲特急部分時段增至每小時2班列車。但是在日本經濟泡沫爆破後，經濟氣氛惡化，使客量減少，同時使用私家車觀光的旅客增加，旅遊需求多樣化，以及度假村熱潮減退，種種情況下使伊勢志摩觀光需求減少，以運送觀光量為主的甲特急班次也每年減少，2014年之後，在星期六、日及假期除了1往返班次外其餘班次均取消，直到2021年7月才再度增加班次。

### 名伊特急（名古屋 - 伊勢志摩之間）

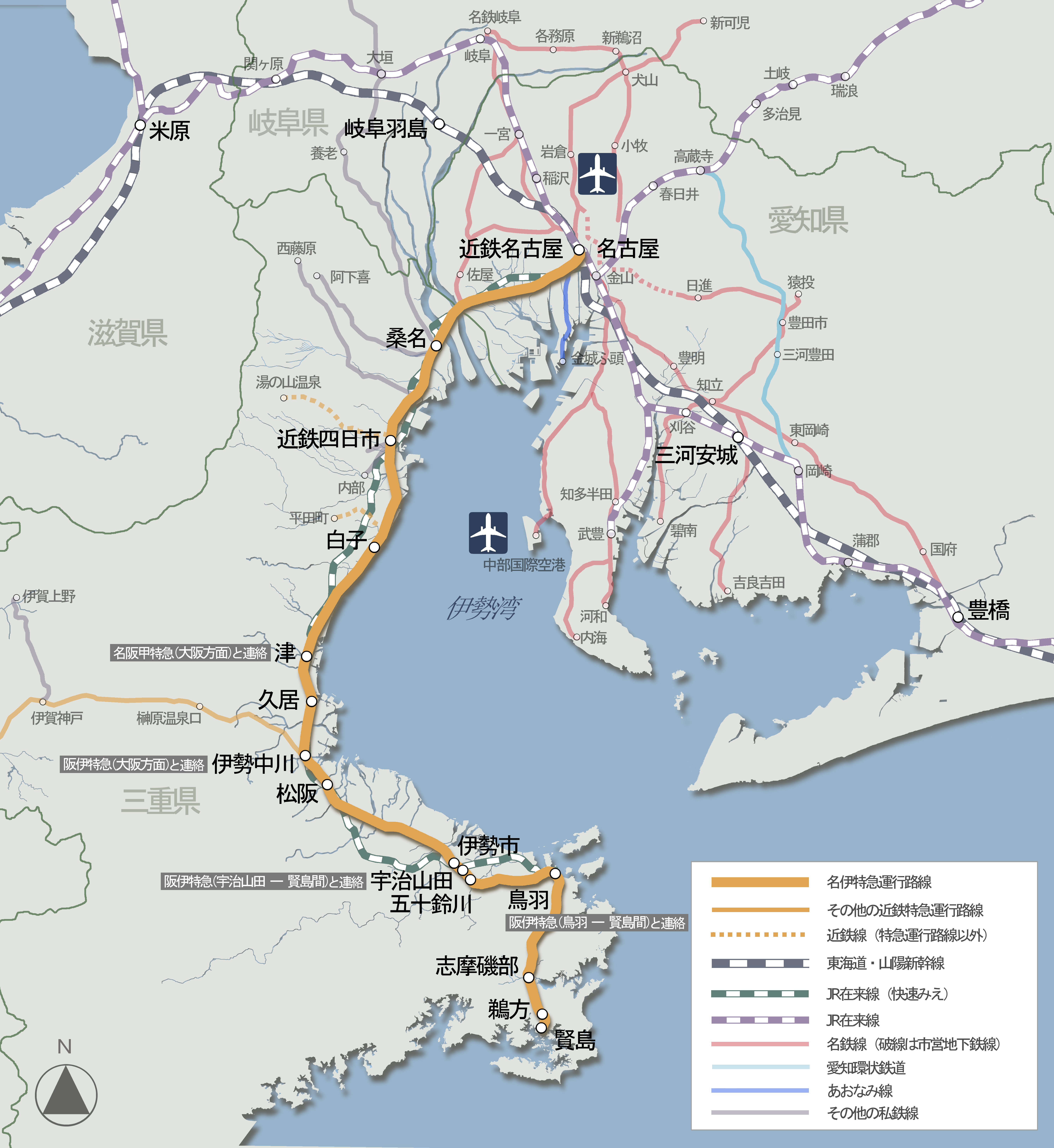
名伊特急路線圖

名伊特急是連接名古屋與伊勢志摩之間的特急列車，設有來往近鐵名古屋站至津站、松阪站、宇治山田站、五十鈴川站、鳥羽站或賢島站之間之班次。與阪伊特急一樣，設有甲乙特急兩種班次。乙特急班次可以在伊勢中川站轉乘阪伊乙特急，為名阪之間提供更多班次。部分列車可以在津站轉乘名阪甲特急，使方便乘客來往大阪與白子、近鐵四日市與桑名之間。
在所有近鐵特急班次中，名伊特急佔最多班次。在早上上行與黃昏下行方向中有較多班次，多數為商務客。在日間上下行班次各每小時2班。但是在近鐵名古屋站至津站之間與名阪乙特急是運行相同區間，在這區間中實際班次為每小時3班，約每20分鐘一班。與阪伊特急一樣，下行部分班次會直通至志摩線，部分則以宇治山田站及鳥羽站為終點站，後者之班次可以在終點站轉乘直通志摩線的阪伊特急班次前往志摩線特急車站。上行也是這樣運行，但在日間部分班次的起點站會在五十鈴川站。下行列車在晚上7時時段後，再沒有班次直通至志摩線，乘客需要在終點站轉乘普通列車班次前往志摩線。在接近深夜時段，特急運行區間將會縮短，最後一班名伊特急會以津站為終點站。甲特急在星期六、日及假期有1往返班次行走近鐵名古屋站至賢島站之間。下行班次於上午9時25分在近鐵名古屋站出發，上行班次於下午2時40分在賢島站出發。
主要站之間的所需時間
近鐵名古屋站 - 津站之間：約45分鐘 - 52分鐘 (66.5km)
近鐵名古屋站 - 宇治山田站之間：約1小時16分鐘 - 1小時28分鐘 (107.1km)
近鐵名古屋站 - 賢島站之間：約2小時2分鐘 - 2小時12分鐘 (144.8km)
停車站
甲特急
近鐵名古屋站 - 津站 - 伊勢市站 - 宇治山田站 - 鳥羽站 - 志摩磯部站 - 鵜方站 - 賢島站
乙特急
近鐵名古屋站 - 桑名站 - 近鐵四日市站 - 白子站 - 津站 - （久居站） - 伊勢中川站 - 松阪站 - 伊勢市站 - 宇治山田站 - 五十鈴川站 - 鳥羽站 - 志摩磯部站 - 鵜方站 - 賢島站
- 部分列車停（ ）括號內之車站。
- 粗體為起點、終點站。
- 早上上行與黃昏至晚間下行列車加停久居站。

使用車輛與編成
名伊特急列車主要使用通用特急車輛，也有使用23000系「伊勢志摩Liner」或21000系「Urban Liner」。但甲特急班次只會由23000系行走。通用特急車輛與30000系許多時刻會使用6卡以上編成行走，比阪伊特急的編成數為長。特別在星期六、日及假期時，所有班次都會以6卡或8卡編成行走。在名古屋線內的特急停車站月台最多只可容納8卡列車，因此名伊特急的列車最多只可連結8卡車廂。此外，由於相比阪伊特急，名伊特急的客量較多，所以在所有班次中並沒有在中途站把部分車廂分離，以減少車廂的運行情況。

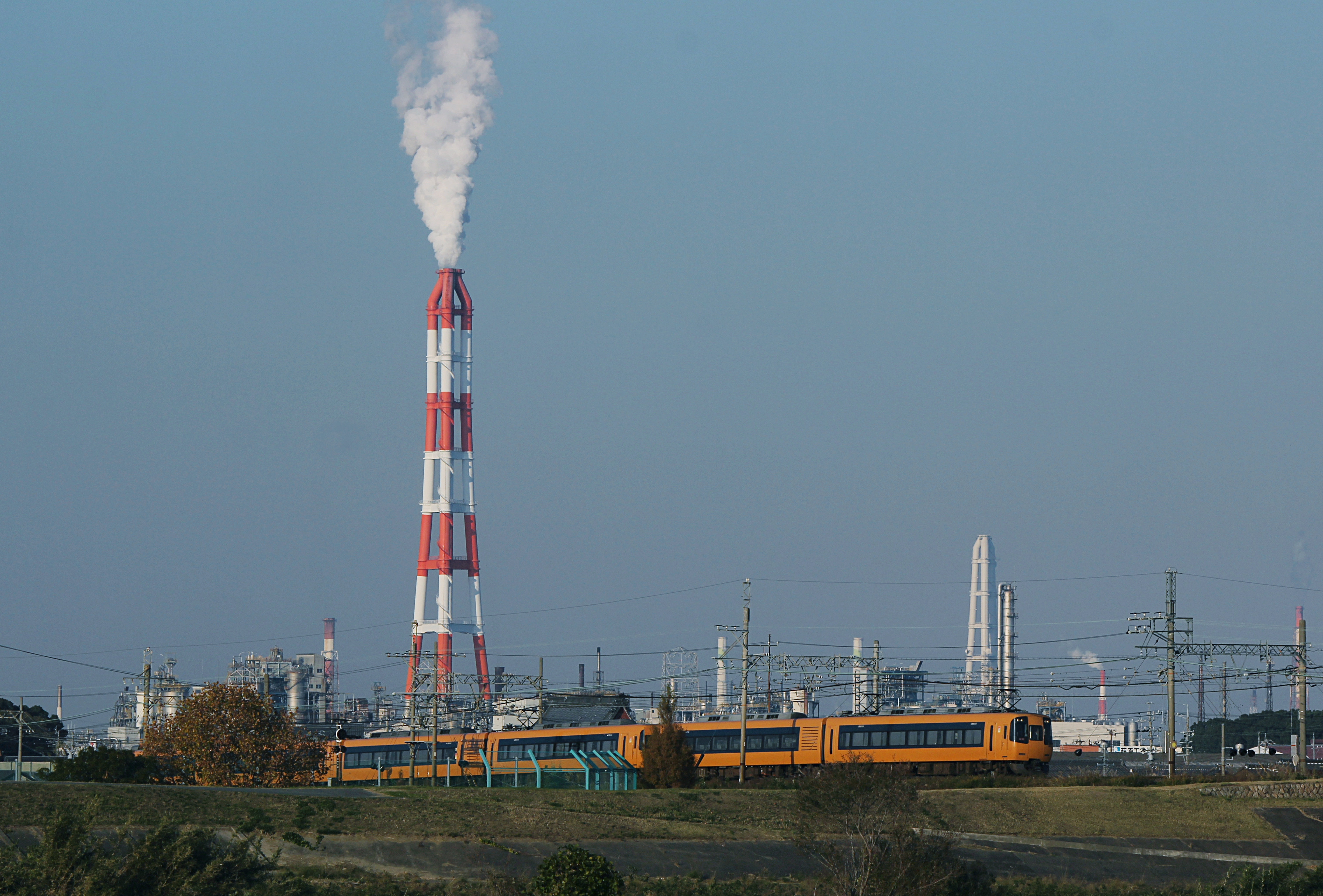
22000系在四日市附近重工業地帶中行走
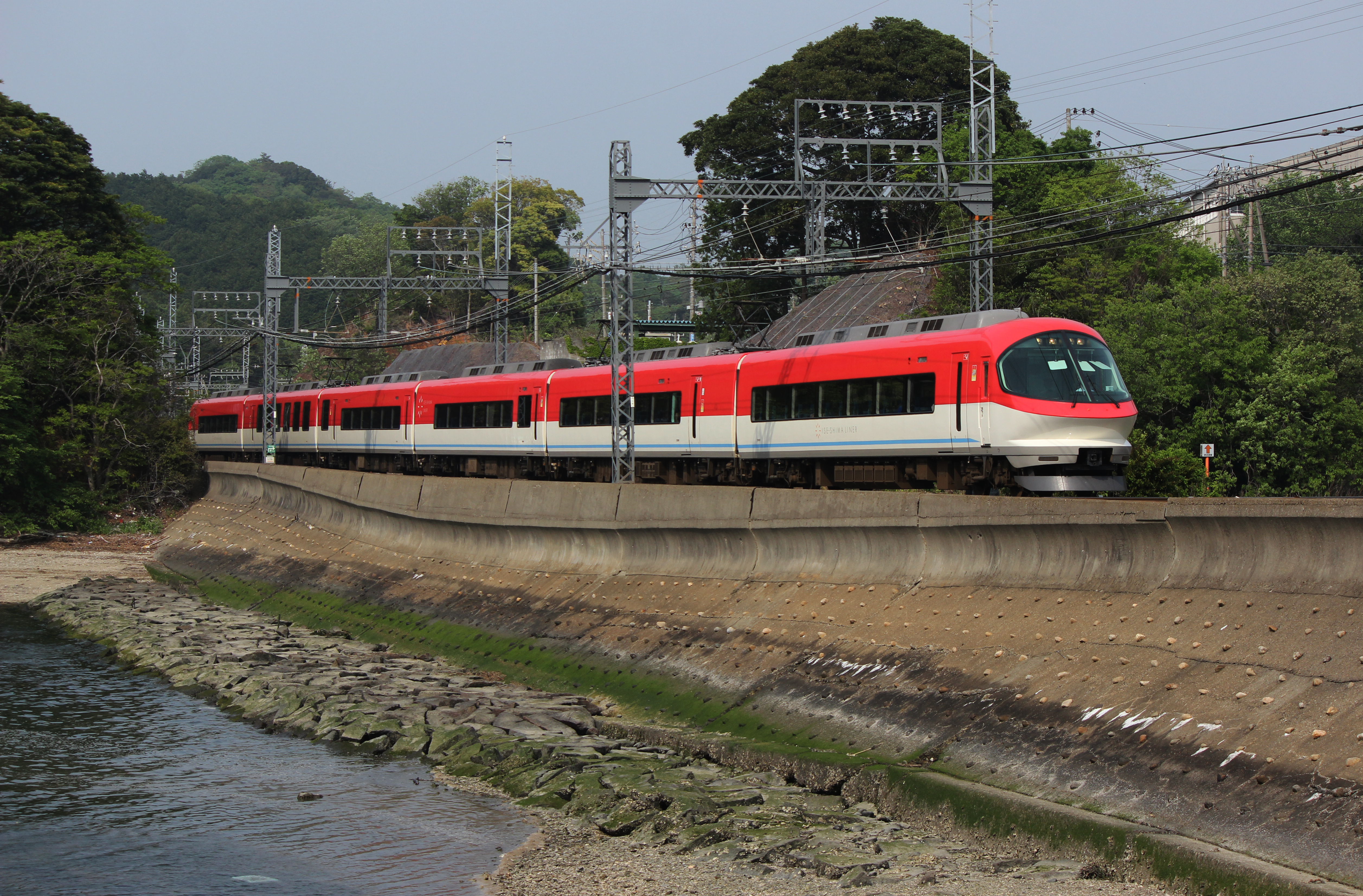
23000系正在行走只在星期六、日及假期中1往返班次的名伊甲特急

沿革
此特急路線在1960年1月開始前。當時在近鐵鐵路線軌距在不相同的情況下，名阪特急分開為名古屋線區間（近畿日本名古屋站至伊勢中川站之間）與大阪線區間（上本町站至伊勢中川站之間）。在1948年7月名阪特急大阪線區間由伊勢中川站延長至宇治山田站，使來往名古屋至伊勢地區之間可以經伊勢中川站轉乘前往目的地。在1959年12月，名古屋線改軌距後，名阪特急整合班次並開始直通運輸，行走上本町站至近畿日本名古屋站之間，同時開設來往伊勢中川站與宇治山田站之間的短程區間特急，使乘客可以繼續在伊勢中川站轉乘來往名伊之間。但是，在翌年1960年1月，名阪甲特急在鶴橋站至近畿日本名古屋站之間不停站，所以也不停伊勢中川站，為了補償列車前往伊勢地區，開設了5往返乙特急班次來往近畿日本名古屋站至宇治山田站之間。形成了名阪、阪伊、名伊3特急路線並擁有密切的關係。在1965年10月，開設名伊甲特急（往宇治山田方向只停伊勢市站，往近畿日本名古屋站不停任何車站）。當初設有5往返班次，在東海道新幹線開業契機下，在名古屋站與國鐵作為轉乘站，吸引觀光客在名古屋轉乘近鐵特急列車前往觀光地點。同時，中部地方經濟圈的發展與在商務客的需求增加下，使名伊列車增加班次。但是，在下節提及的快速「三重」列車、私家車普及化、人口老化、以及伊勢志摩觀光客減少使客量有所減少。

#### 快速「三重」與名伊特急

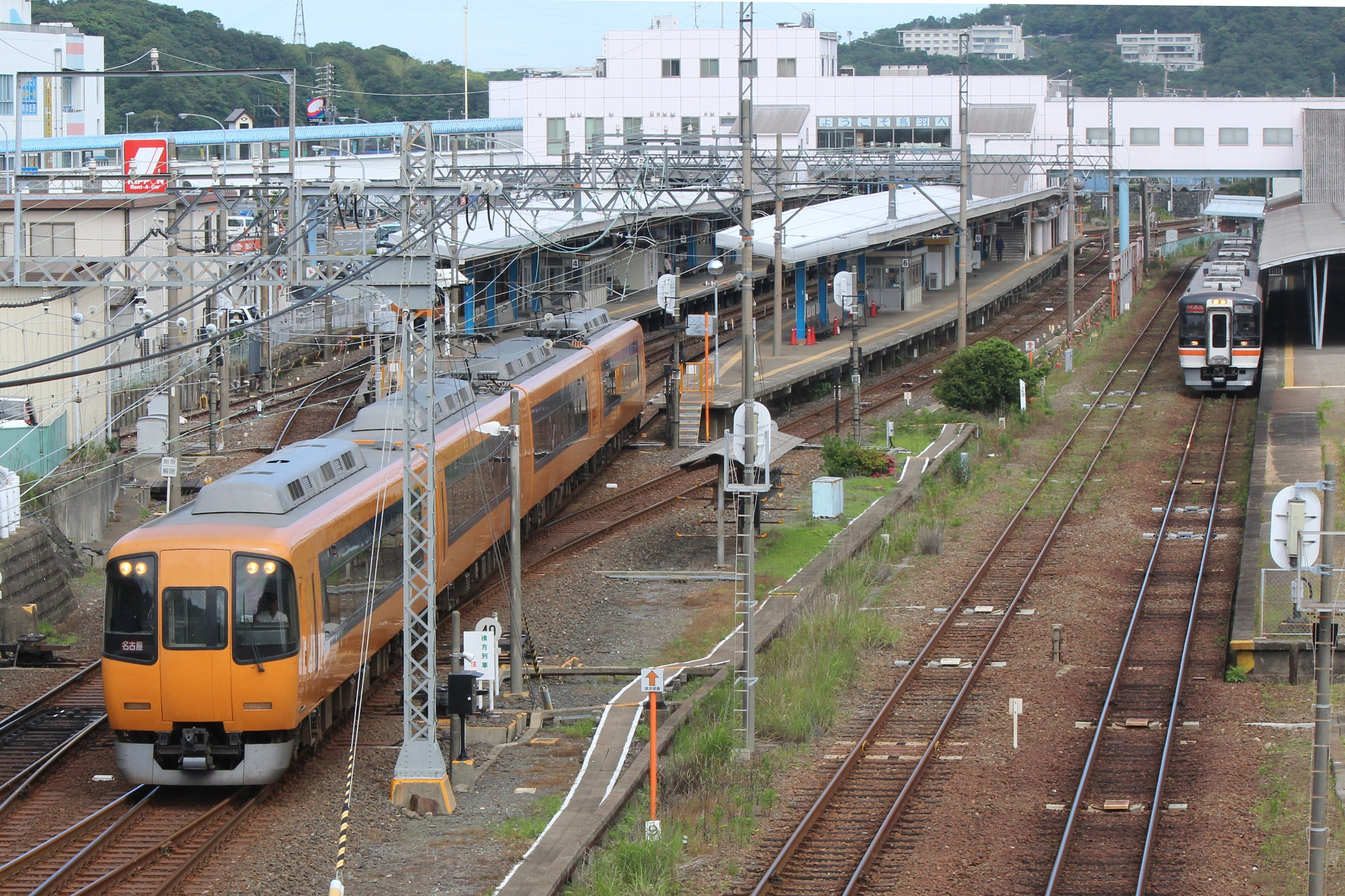
近鐵特急與快速「三重」，兩列列車均正向名古屋行駛中（鳥羽站）

來往名古屋站至鳥羽站之間，除了近鐵鐵路線外，也有JR與伊勢鐵道的鐵路線。當中在後者設有快速「三重」號列車運行。在快速「三重」開始運行當初，下行列車於毎小時10分在名古屋站出發。在2003年10月的時間表修正後，名伊特急於每小時35分在名古屋出發，在2013年3月後，逢37分出發（早上8時至下午5時）。現時，近鐵名阪乙特急於毎小時30分在近鐵名古屋站出發。近鐵特急與快速「三重」在（近鐵）名古屋站至津站之間進行競爭，快速「三重」的運行區間中會經過單線路段以及進行列車交會，使乙特急會先到達津站。同時，在來往名古屋站至津站之間的班次上，近鐵特急的班次為每小時共4班列車，比JR快速「三重」為多。
在車費方面，近鐵特急所有座位都是指定席，以及必須支付特急費用。在快速「三重」方面，除了乘坐指定席時需要支付指定席費用外，乘坐快速「三重」不需要追加費用。連同計算伊勢鐵道線的車費後，近鐵特急比快速「三重」為貴。例如，使用近鐵特急近鐵名古屋站至松阪站之間的總車費為2,630日圓，但快速「三重」（乘坐自由席）只需1,690日圓，便宜940日圓。同時，JR東海也設有「日语：」優惠套票，該套票平均一程的價錢比近鐵車費便宜（未計算近鐵特急費用），以此抗衡近鐵特急。

### 京伊特急（京都 - 伊勢志摩之間）

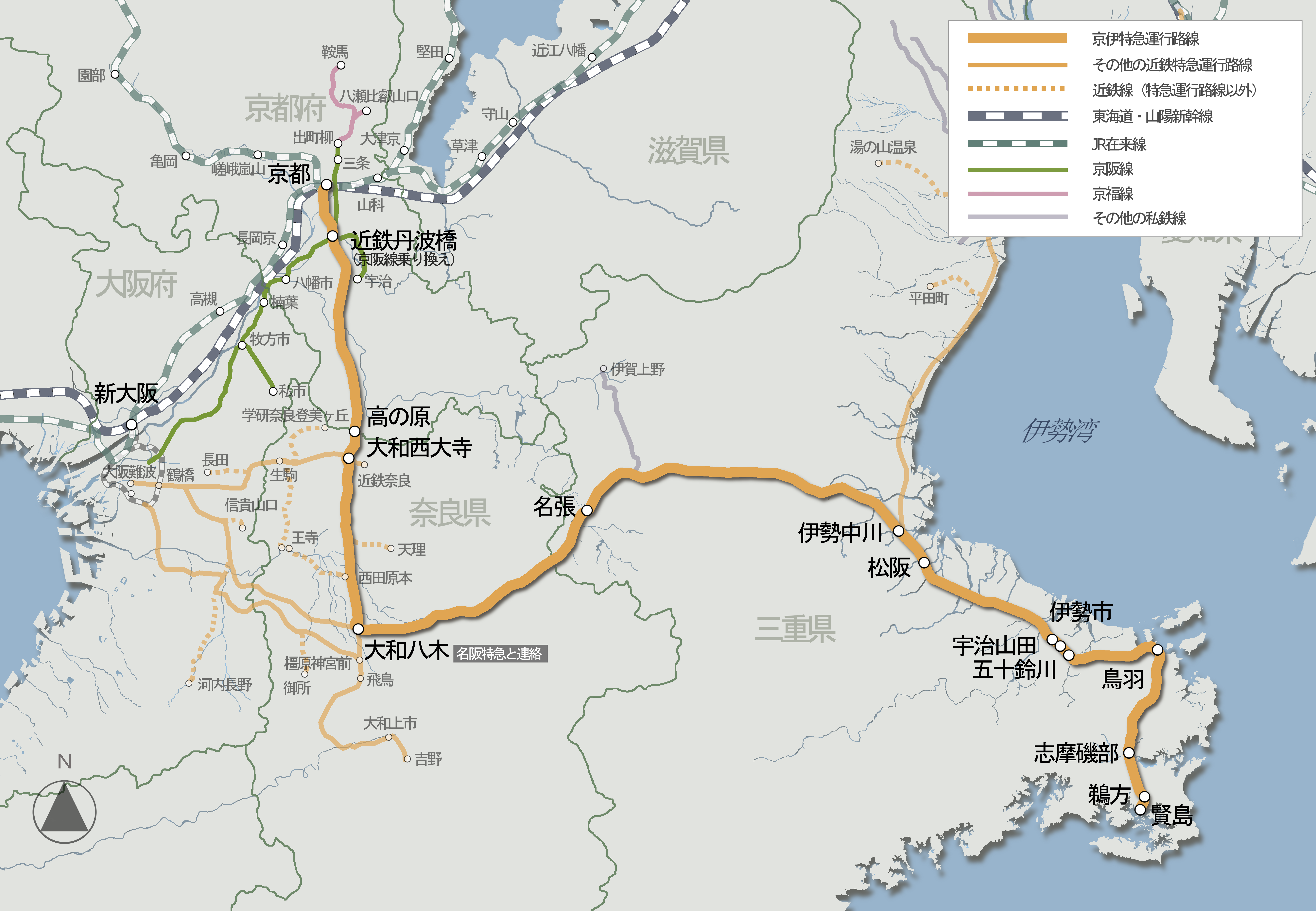
京伊特急路線圖

京伊特急是行走京都市與伊勢志摩之間的特急列車。設有來往京都站至名張站、松阪站、宇治山田站、鳥羽站或賢島站之間之班次。在京都站，乘客可以轉乘新幹線前往大阪方向，為來自西日本（中國地方、四國地方、九州地方）的新幹線乘客以及JR在來線乘客可經京都站轉乘京伊特急前往伊勢志摩地區，擔當運送觀光客的使命。另外，京伊特急也方便乘客來往名古屋線特急車站與大和西大寺站、近鐵丹波橋站或京都站之間。由於在伊勢地區至大和八木站之間是與阪伊乙特急的路線一樣，使增加了該區間的班次。在大和八木站至新之口站之間，京伊特急會行走新之口連絡線，連接大阪線路軌與橿原線路軌，亦使乘客可以在大和八木站第2層大阪線月台上，在同月台層互相轉乘名阪乙特急。
運行班次上，下行（京都往伊勢志摩）班次在8、9、17時時段各有1班。上行班次到達京都站的時間大約在7時半前、9時前、10時半前、17時半前、18時半前。合共3往返與2班單向上行班次。在星期六、日及假期京都站會額外加設在早上7時時段出發的班次，以及在約早上11時半會有1班列車到達，即是在星期六、日及假期會額外增加班次。
主要站之間的所需時間
京都站 - 宇治山田站之間：約2小時2分鐘 - 2小時9分鐘 (157.5km)
京都站 - 賢島站之間：約2小時47分鐘 - 2小時50分鐘 (195.2km)
大和西大寺站 - 宇治山田站之間：約1小時32分鐘 - 1小時36分鐘 (122.9km)
停車站
京都站 - 近鐵丹波橋站 - （高之原站） - 大和西大寺站 - 大和八木站 - （榛原站） - 名張站 - （榊原溫泉口站） - 伊勢中川站 - 松阪站 - 伊勢市站 - 宇治山田站 - 五十鈴川站 - 鳥羽站 - 志摩磯部站 - 鵜方站 - 賢島站
- 部分列車停（ ）括號內之車站。
- 粗體為起點、終點站。
- 早上設有2班以松阪站為起點站的上行列車班次，平日早上設有1班以名張站為起點站的上行列車班次，黃昏以京都站為起點站的下行列車班次加停高之原站。平日早上1班以名張站為起點站的上行列車加停榛原站。平日早上2班、星期六、日及假期早上3班上行列車加停榊原溫泉口站。

使用車輛與編成
京伊特急列車方面，除了1往返班次使用23000系「伊勢志摩Liner」外，其他均使用通用特急車輛。在列車編成上，由於列車在京都線上行走，因此京伊特急的列車最多只可6卡編成。
沿革
京伊特急與之後記述的京橿特急一樣，均在1966年12月開設，當時是為了東海道新幹線乘客而設，使關東地區的旅客經京都站轉乘前往觀光地區。當初開始營運時只有2往返班次。因京橿特急在大和八木站轉乘阪伊特急時會造成不便，京伊特急在大和八木站後會直通運輸至大阪線以方便乘客。但是，由於京都線、橿原線與大阪線、山田線，兩者之間的架空電纜以及車輛斷面界限不同。因此京伊特急使用專用的18200系列車，該列車車長約18m，並配備多電壓設備，在開設當初是獨立運行。由於當時大阪線還有單線區間，可以行走的班次受到限制，加上大阪線的特急加班。在京伊特急增加至5往返班次後，在1967年12月，改由京伊特急在大和八木站至宇治山田站之間與阪伊乙特急串聯運輸。在新青山隧道開通後，大阪線全線複線化工程完成，提高了大阪線的運輸能力，在1976年3月後再次獨立運行。同時所有班次在大和八木站至松阪站之間不停站，使列車擁有甲特急與乙特急的特性。在2003年3月由於需求下跌，所有列車均停名張站和伊勢中川站，在非繁忙時間中，部分列車在大和八木站至賢島站之間與阪伊乙特急串聯運輸，在27年後再次有串聯運輸班次。串聯運輸之班次均停榛原站、伊賀神戶站與五十鈴川站。在2012年3月20日時間表修正中，全部列車停五十鈴川站，早上1班上行列車和黃昏1班下行列車加停高之原站。同時京伊特急被大幅削減班次（早上和黃昏一共4往返班次，日間變更為京橿特急，在大和八木站轉乘阪伊乙特急），並且不再與阪伊乙特急串聯運輸。
在1970年，列車開始直通至賢島站時，京伊特急的行走距離為195.2km，為全部近鐵特急路線中最長。在大幅減班前，日間為每小時一班，由於來往京都與伊勢志摩的旅客不多，列車主要客源為來往京都至奈良，以及奈良縣至三重、愛知縣之間。

### 觀光特急「Shimakaze」（大阪・京都・名古屋 - 伊勢志摩之間）

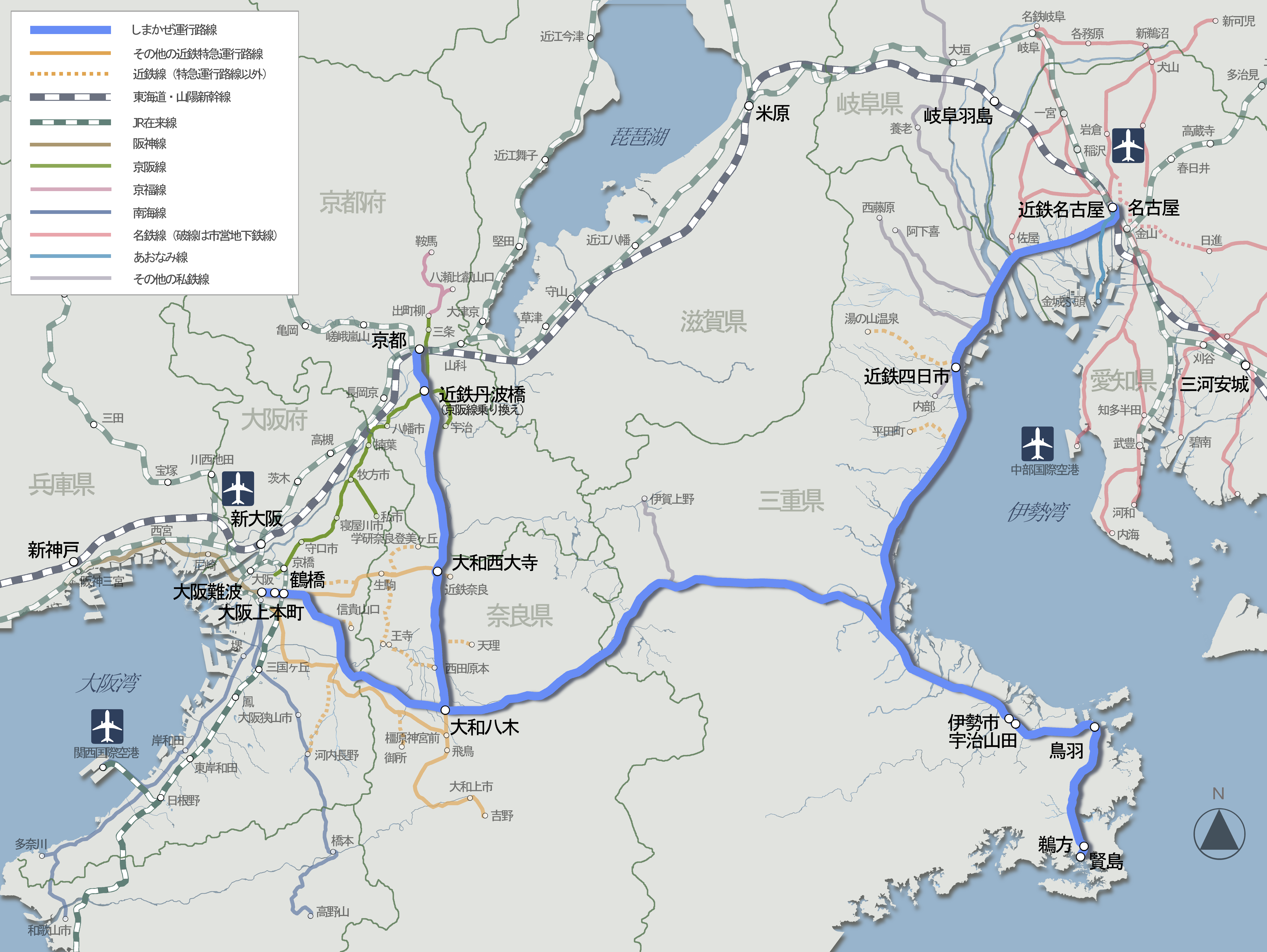
「Shimakaze」路線圖

除暫停服務日外每星期行走6日（但是在春假、暑假、日本黃金周以及年終年初時則毎日行走。當專用車輛作全面檢査時，會長期暫停服務。），列車分別行走大阪難波站、京都站、近鐵名古屋站至賢島站之間，各1往返班次。關於暫停服務日，原則上來往大阪難波站的班次為逢星期二，來往京都站的班次為逢星期三，來往近鐵名古屋站的班次為星期四。乘坐「Shimakaze」的乘客除了支付特急費用後還需要付「Shimakaze」特別車輛費用，若使用獨立包廂時，更必須要另外支付包廂費用。
在3個地方出發的下行列車會在早上10時時段出發，到達最近伊勢神宮外宮的伊勢市站與宇治山田站約為中午12時左右，到達賢島站在約下午1時左右，上行列車約下午5至6時到達終點站。若乘客使用新幹線，可在東京或廣島於約早上8時出發，在名古屋站或京都站轉乘「Shimakaze」，回程到達東京或廣島的時間大約是在晚上8時前。在博多站乘坐早上6時的新幹線「希望」號也可在京都站或名古屋站轉乘「Shimakaze」。
車內所有座位均為高級座位，每行只有3個座位，座位間距為1,250mm，座位使用真皮製造，並配備電動擱腿架和按摩功能，比JR的綠色車廂還要高級，直迫特等車廂等級。此外，1號與6號車廂的地板比一般車廂高72cm，車廂中的車窗伸延近天花板，以及設定為展望車廂。一列列車中有兩間包廂（分別為西式和日式包廂），另外設有3組半隔間式沙龍座位（每組供4人至6人使用）。此外，由於是觀光特急列車，所以在車廂內也提供相應的服務。車上設有4名專屬服務員接待乘客，在車內販賣商品和食品，以及發放乘車記念証與毛巾。此外，在咖啡廳車廂中會提供「海鮮抓飯」、「松阪牛咖哩」、「海鮮烏冬」、紅酒、伊勢志摩出產的餜子和啤酒等食品和飲料。部分菜色在車上商店購買後，可於高級座位上品嘗，在各包廂中也提供客房服務。
主要站之間的所需時間
大阪難波站 - 賢島站之間：約2小時20分鐘 (176.9km)/大阪難波站 - 宇治山田站之間：約1小時55分鐘 (139.2km)
京都站 - 賢島站之間：約2小時50分 (195.2km)/京都站 - 宇治山田站之間：約2小時5分鐘 (157.5km)
近鐵名古屋站 - 賢島站之間：約2小時 (144.8km)/近鐵名古屋站 - 宇治山田站之間：約1小時20分鐘 (107.1km)
主要站之間的所需時間
阪伊路線
大阪難波站 - 大阪上本町站 - 鶴橋站 - 大和八木站 - 伊勢市站 - 宇治山田站 - 鳥羽站 - 鵜方站 - 賢島站
京伊路線
京都站 - 近鐵丹波橋站 - 大和西大寺站 - 大和八木站 - 伊勢市站 - 宇治山田站 - 鳥羽站 - 鵜方站 - 賢島站
名伊路線
近鐵名古屋站 - 近鐵四日市站 - 伊勢市站 - 宇治山田站 - 鳥羽站 - 鵜方站 - 賢島站
- 粗體為起點、終點站。
- 列車停站方式與甲特急一樣，但設有千鳥停車關係。當中阪伊、名伊甲特急在大和八木站與近鐵四日市站通過，但「Shimakaze」則停站。但甲特急班次停津站與志摩磯部站，「Shimakaze」則通過。

使用車輛與編成
「Shimakaze」使用專用50000系列車。此列車共有三列，分別毎日在每個地方共行走3往返班次。除多客時期外，原則上毎星期都會有一日暫停運輸，以作列車檢査。

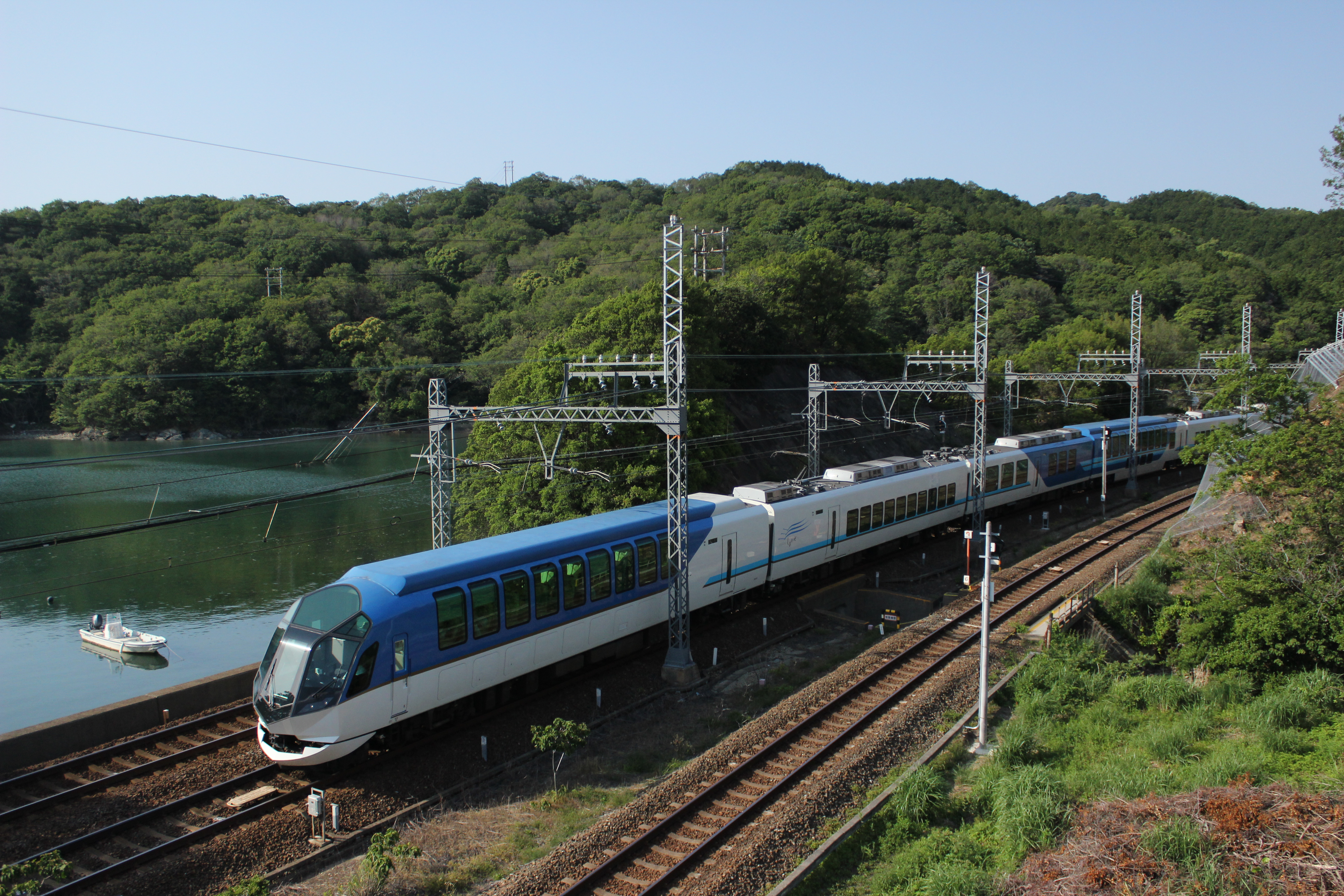
上行列車於下午運行
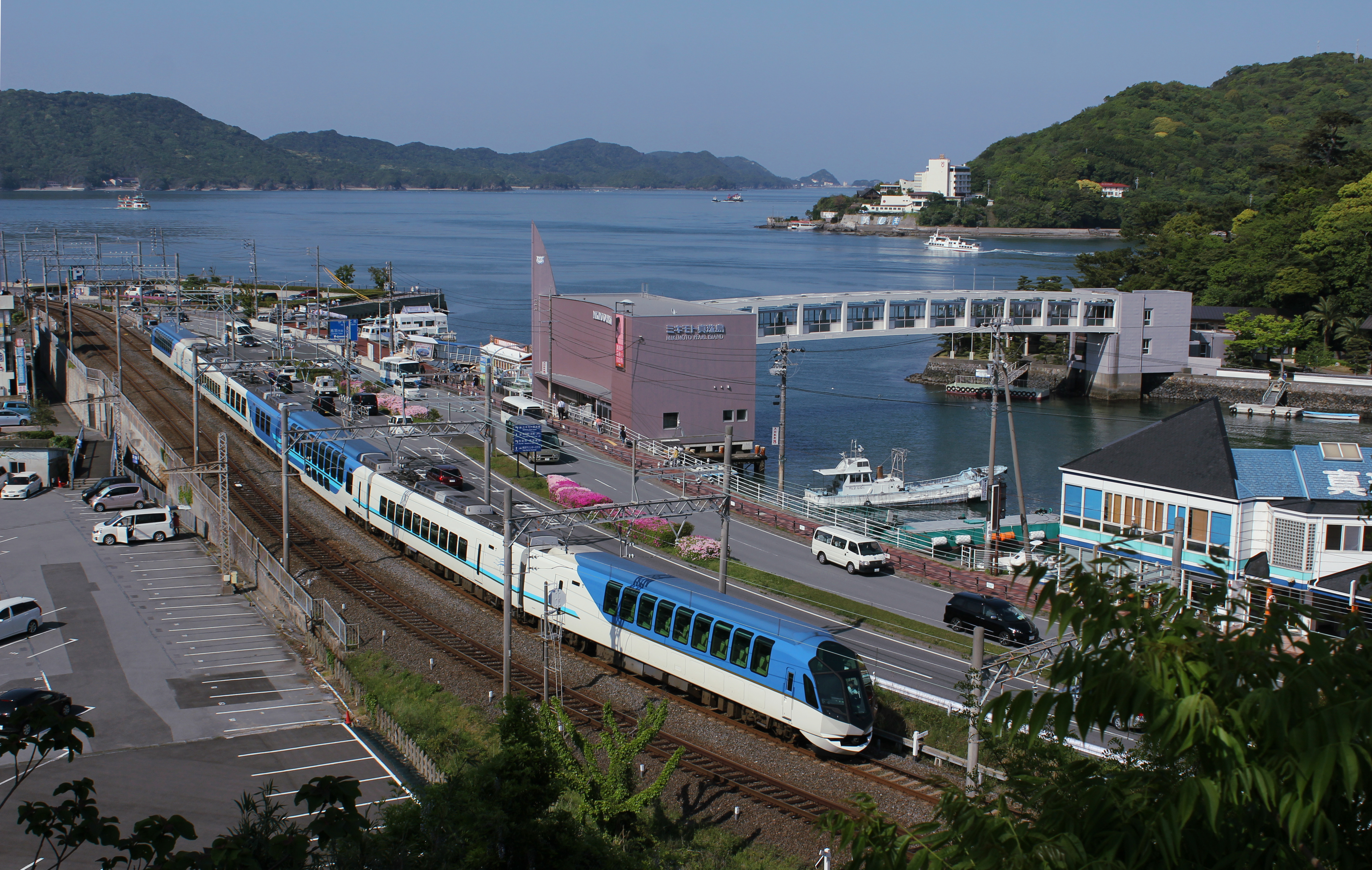
50000系「Shimakaze」在觀光景點鳥羽附近

沿革
在2013年（平成25年）3月21日，「Shimakaze」開始運行。當初只有分別來往大阪難波、近鐵名古屋至賢島站的班次，各1往返班次。在2014年（平成26年）10月10日開始，增加來往京都站至賢島站之間之班次。

### 京橿特急（京都 - 橿原之間）

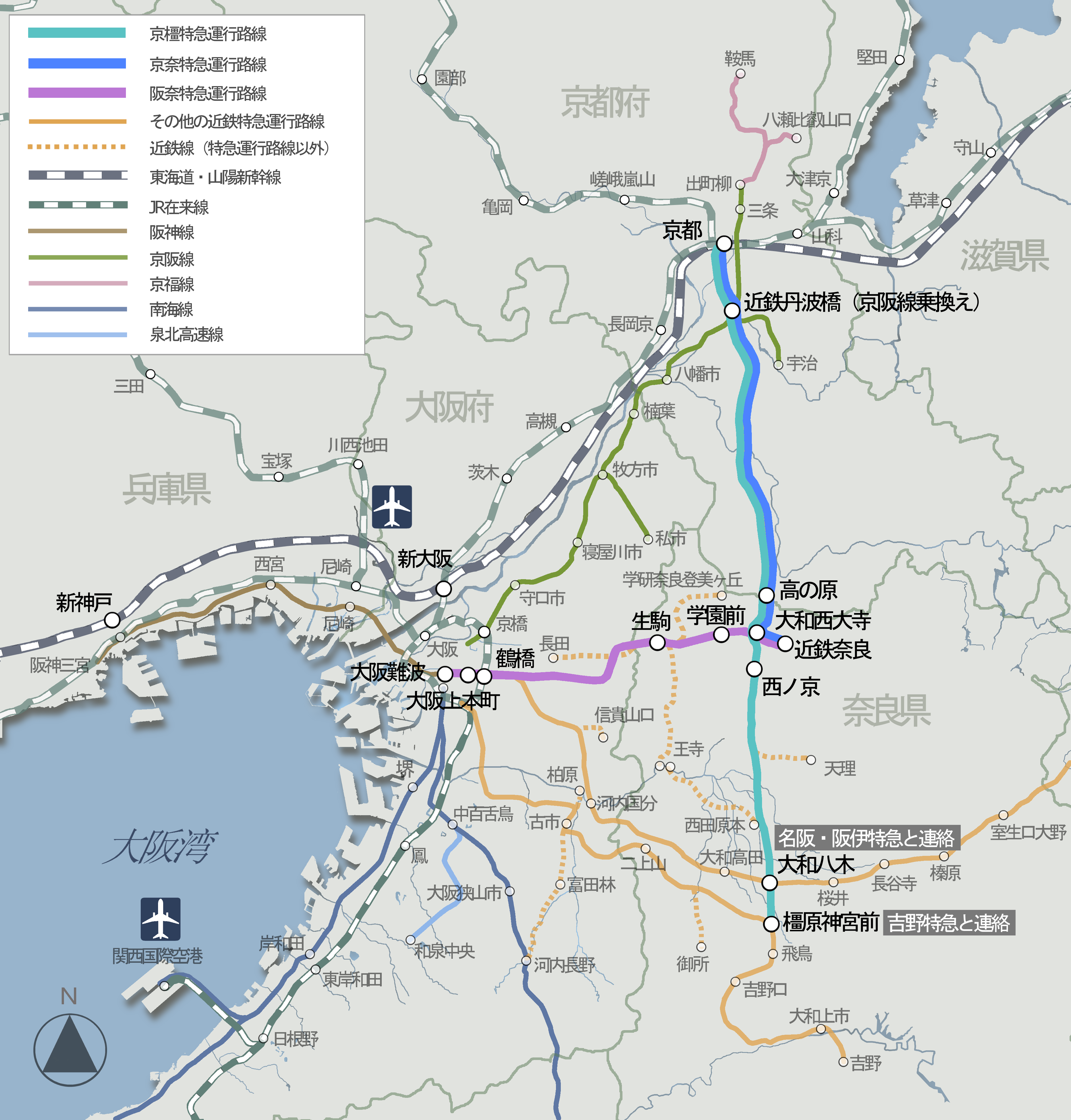
京橿、京奈、阪奈特急路線圖

京橿特急是連接京都與奈良縣中部及橿原市的特急列車，設有來往京都站、大和西大寺站至橿原神宮前站之間之班次。此特急路線可在京都站轉乘新幹線、JR在來線，在近鐵丹波橋站轉乘京阪本線前往枚方、出町柳、三條等車站。在日間時段列車加停西之京站，方便乘客前往唐招提寺、藥師寺、垂仁天皇陵等歴史觀光景點。在大和八木站可轉乘阪伊、名阪乙特急前往三重縣、愛知縣各城市及觀光景點。在橿原神宮前站可轉乘吉野特急前往近鐵南大阪線內各城市以及吉野、大峰山等吉野熊野國立公園一帶。擔當運送觀光客的使命。
京橿特急基本上全日毎小時有2班列車運行。但是在早上和黃昏時，設有京伊特急班次，當中京伊特急在京都站至大和八木站之間與京橿特急行走相同區間，京伊特急則在該時段為每小時1班。此外，部分京橿特急班次不會前往京都線，只行走大和西大寺至橿原神宮前之間。
主要站之間的所需時間
京都站 - 橿原神宮前站之間：約55分鐘 (58.4km)
京都站 - 大和八木站之間：約50分鐘 (55.1km)
京都站 - 大和西大寺站之間：約30分鐘 (34.6km)
停車站
京都站 - 近鐵丹波橋站 - （高之原站） - 大和西大寺站 - （西之京站） - 大和八木站 - 橿原神宮前站
- 部分列車停（ ）括號內之車站。
- 粗體為起點、終點站。
- 在早上9時35分之前以大和西大寺站出發的上行列車，以及下午3時起以京都駅為起點站的下行列車加停高之原站。在日間所有列車加停西之京站。

使用車輛與編成
所有班次只會使用通用特急車輛。通常多以4卡編成，在2018年前，列車曾經以6卡編成。

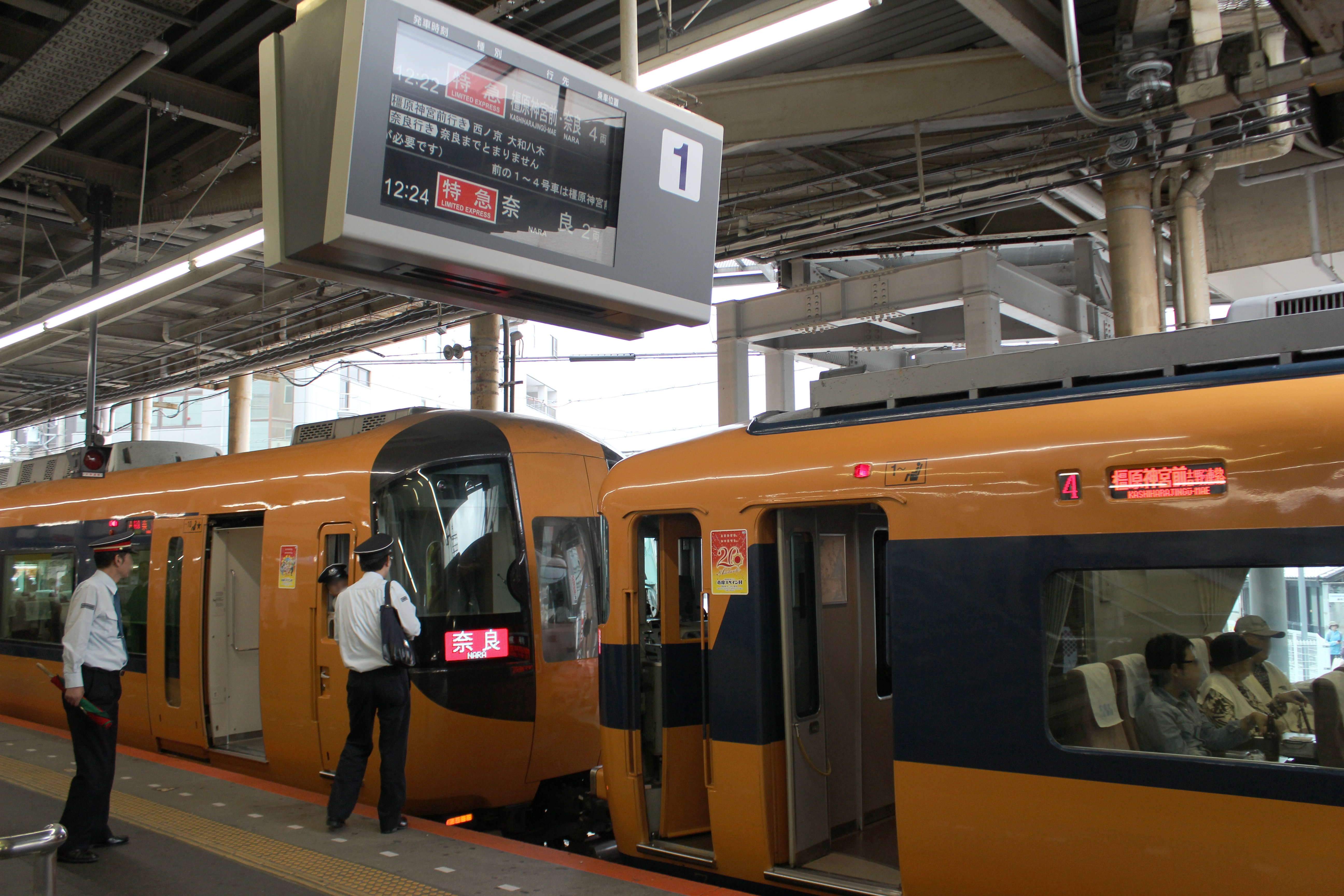
在日間京橿特急部分列車會與京奈特急串聯運輸（圖中為大和西大寺站）
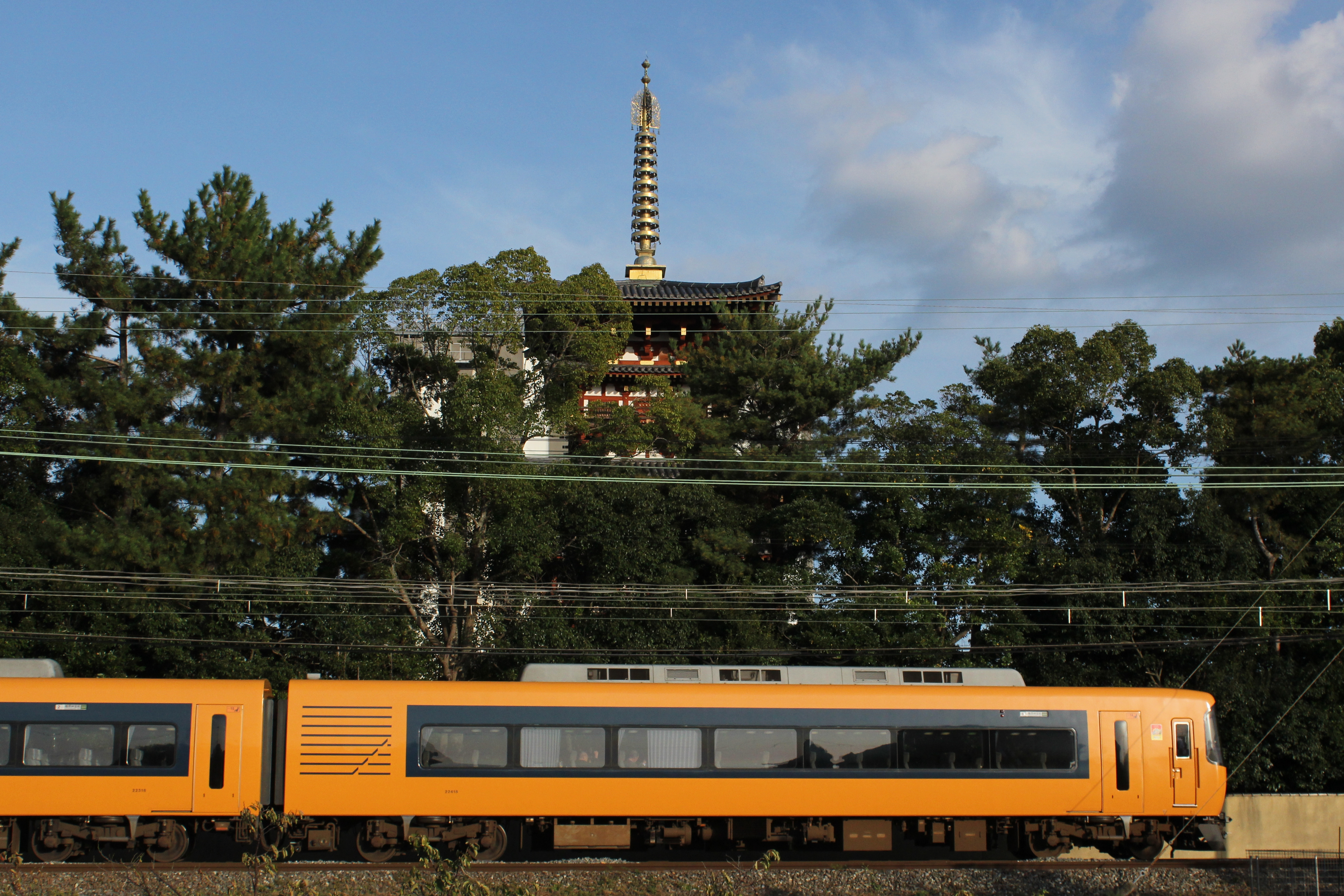
京橿特急在藥師寺西塔前行走

沿革
京橿特急在1964年10月1日起開始運行，當初有6往返班次。此特急路線，為來自關東旅客乘坐東海道新幹線至京都站後，轉乘京橿特急前往近鐵沿線之觀光景點，同時是為彌補名阪特急客量減少而設。同時，也是在大阪線、名古屋線及山田線以外，首條新設的近鐵特急路線。以往近鐵特急的定位主要是城市之間的運輸，在此特急開設後，開始把定位轉移至連接城市與觀光景點之間，為之後擴大特急網絡作為基礎。在翌年開設吉野特急（詳情參見「吉野特急」一節），在橿原神宮前站可轉乘吉野特急，前往吉野與大台原方向。在2012年3月20日的時間表修正起6年間，日間部分列車與京奈特急串聯運輸，同時在這修正中，取消京伊特急日間班次，取而代之是增加京橿特急日間班次，日間由毎小時1班增加至毎小時2班。

### 京奈特急（京都 - 奈良之間）
京奈特急是連接京都市與奈良市的特急列車，設有來往京都站至大和西大寺站或近鐵奈良站之間之班次。與下節的阪奈特急相同，是一條短距離的特急路線，行去京都站至近鐵奈良站之間只有39.0km，連接京都市和奈良市兩古都。在觀光層面上，為東海道新幹線乘客提供特急列車服務前往奈良方向。早晨、黃昏時段每小時2班，日間毎小時有1班運行。
大部分運行區間（京都站至大和西大寺站）與京橿、京伊兩特急路線相同，包括京奈特急在內，每小時共有4班列車運行該區間，約10至20（平均15分鐘）分鐘一班。
主要站之間的所需時間
京都站 - 近鐵奈良站間：約35分鐘 (39.0km)
近鐵丹波橋站 - 近鐵奈良站間：約30分鐘 (33.0km)
停車站
京都站 - 近鐵丹波橋站 - （高之原站） - 大和西大寺站 - 近鐵奈良站
- 部分列車停（ ）括號內之車站。
- 粗體為起點、終點站。
- 在早上9時35分之前大和西大寺站出發的上行列車，以及下午3時起以京都站為起點站的下行列車加停高之原站

使用車輛與編成
主要使用通用特急車輛。此外，此特急路線也會使用京伊特急和京橿特急的列車，以執行前往西大寺回廠前之班次。因此，京伊特急其中1往返班次會使用23000系「伊勢志摩Liner」。在通用特急車輛中，與上節提及的京橿特急一樣，主要以4卡編成運行。在2018年前，列車曾經以6卡編成。

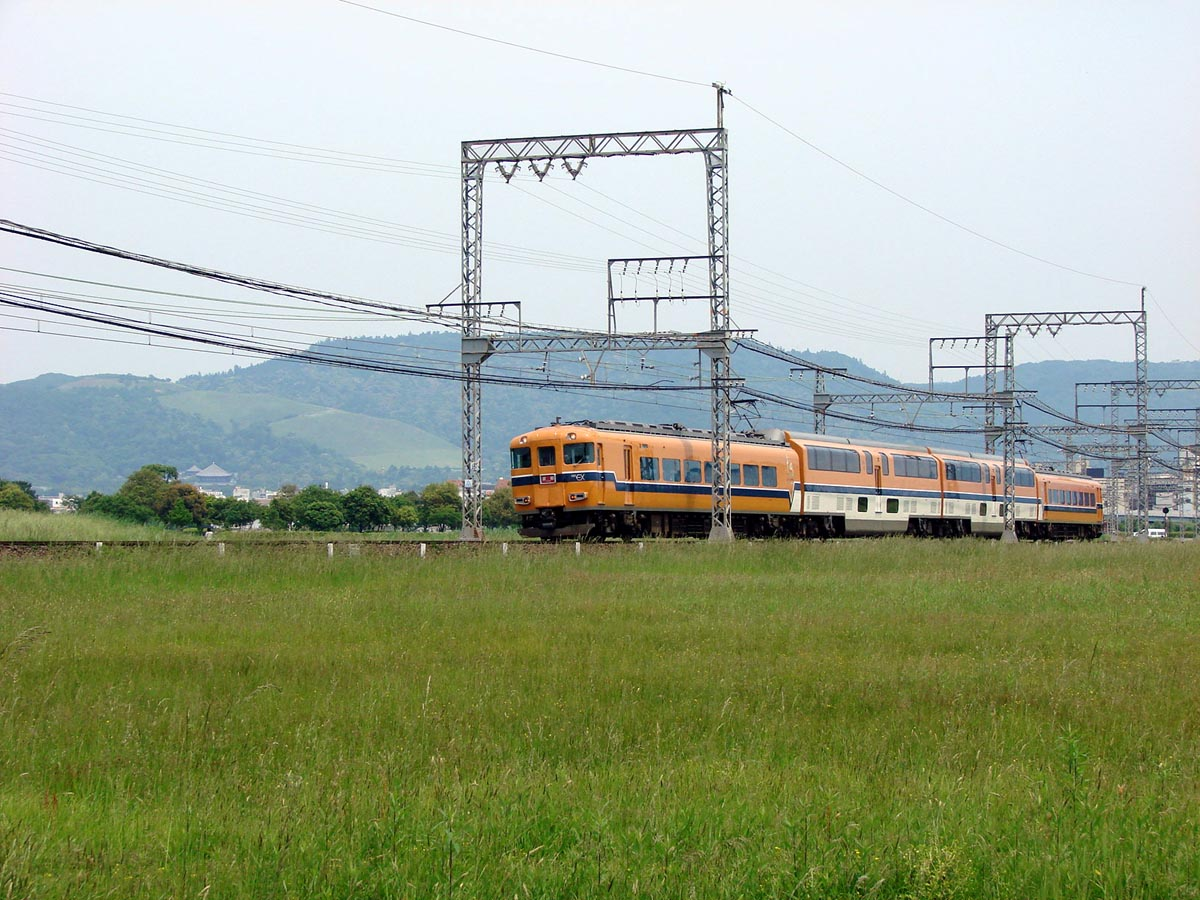
京奈特急在新大宮站與大和西大寺站之間行走，背景是東大寺和若草山。

沿革
在1964年12月1日，京奈特急開始運行，比京橿特急遲2個月，當初開設5往返班次。在1973年3月1日，阪京特急（參見「阪京特急」一節）開始運行後，京奈特急部分班次轉為阪京特急，但隨著阪京特急在1992年廢止，便回復至原來班次。在2012年3月20日的時間表修正後6年間，日間部分列車在行走京都站至大和西大寺站之間會與京橿特急串聯運輸。另外日間每小時有1班以獨立列車運行，合共提供每小時2班列車行走京奈特急（在時間表修正前全部為獨立列車，提供毎小時2班班次）。由於串聯列車在大和西大寺站進行分離和結併作業，這作業會影響時間表，並使行車所需時間延遲約5分鐘。因此在2018年3月17日的時間表修正中，便取消串聯運輸，全部回復以獨立列車運行，以毎小時2班列車提供提供服務。此外，一直以來所有列車均行走京都站至近鐵奈良站之間。在1972年11月7日的時間表修正至1973年3月1日的時間表修正前，這期間設有3班不在近鐵奈良站出發的班次，改由大和西大寺站出發。在2018年的時間表修正中，重現了45年前的班次，但只設定在星期六、日及假期，並只有1往返班次運行。

### 阪奈特急（大阪 - 奈良之間）
阪奈特急是連接大阪與奈良市的特急列車，設有來往大阪難波站至大和西大寺站或近鐵奈良站之間之班次。大阪難波站至近鐵奈良站之間的行走距離只有32.8km，所需時間只需約35分鐘，與同區間行走的快速急行及急行班次相差無幾。此外，在班次上（快速）急行提供每10分鐘一班，比特急班次多。因此阪奈特急的存在意義只是確保有座位和提供較高級服務。此外，因為特急列車行走的區間是通勤路線，因此此列車的定位只是滿足座位需求的通勤特急列車。
運行班次上，上下行有很大分別。下行班次（大阪往奈良）方面，只在黃昏至晚間運行。此外，在晚上下行班次中，會加密班次至約30分鐘一班。另外，此特急其中一個特色是在平日接近尾班車的時段，會有較多班次行走。在晚上8時45分至11時40分中，每約30分鐘一班。上行列車在通勤尖峰時段運行，且可以在大和西大寺站前往對面月台轉乘京橿特急，以方便來往橿原線特急停車站與學園前站或生駒站之間的乘客，以及來往近鐵奈良站與近鐵丹波橋站或京都站之間的乘客。
主要站之間的所需時間
大阪難波站 - 近鐵奈良站之間：約35分鐘 (32.8km)
大阪難波站 - 生駒站之間：約20分鐘 (20.3km)
停車站
大阪難波站 - 大阪上本町站 - 鶴橋站 - 生駒站 - 學園前站 - 大和西大寺站 - 近鐵奈良站
- 粗體為起點、終點站。

使用車輛與編成
此特急路線不少列車是執行進出西大寺檢車區之班次。因此，23000系「伊勢志摩Liner」、21000系「Urban Liner」、80000系「Hinotori」等阪伊特急和名阪特急為主的列車會行走此路線。特別是在週六、週日及假期中，20時45分之後的班次都是Hinotori與Urban Liner。餘下的班次以30000系「Vista EX」為主，並與通用特急車輛連掛。在通用特急車輛的運用上，平日早上上行1班列車會以10卡編成運行。

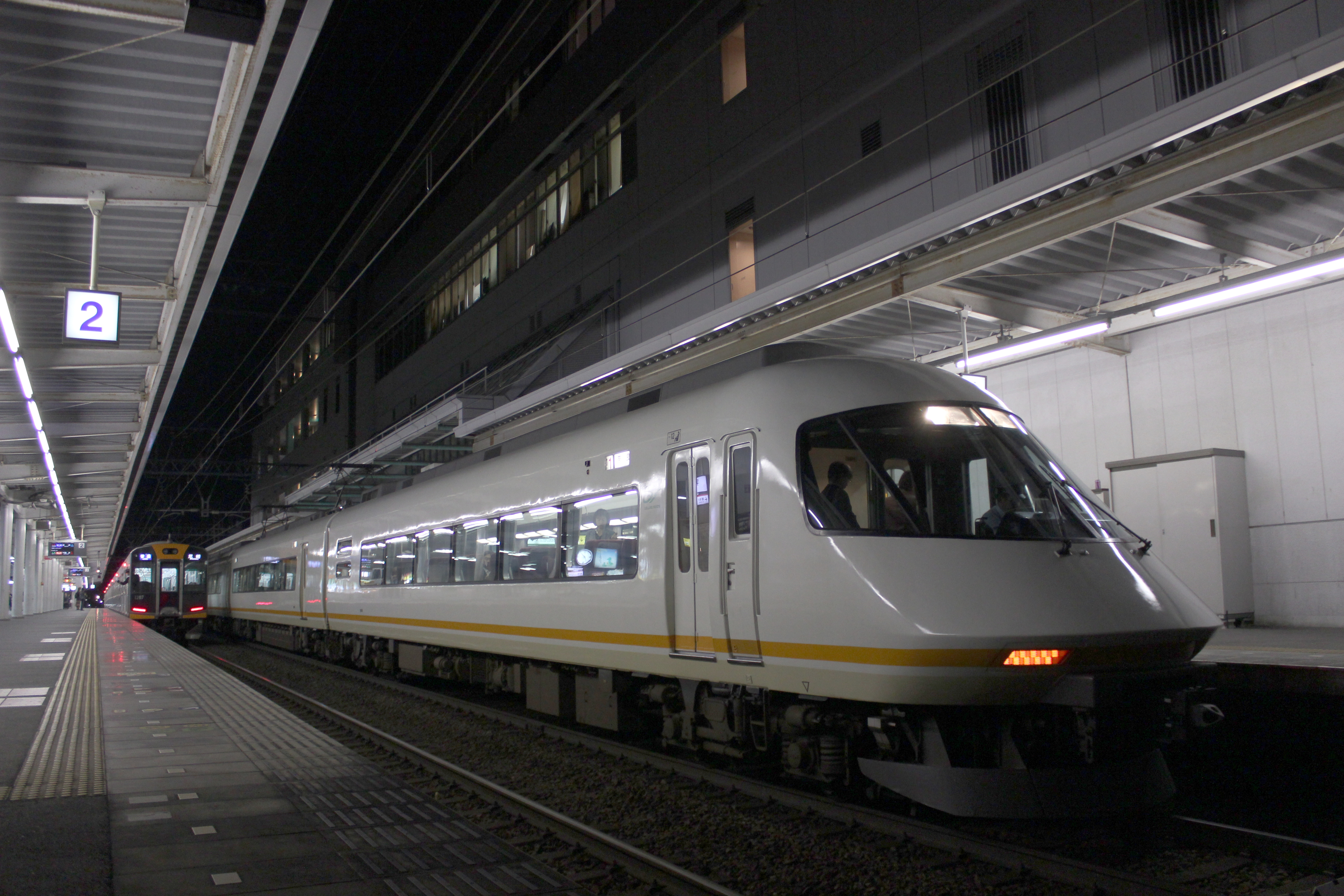
部分班次會使用21000系行走阪奈特急（圖中為學園前站）

沿革
阪奈特急在1973年9月開始運行。當時的班次為平日日間每小時1班，在1999年3月的時間表修正中，使用使用量低，便取消了平日日間班次（上下共12班）。而後在2021年7月廢止日間下行班次。此外在1956年11月，阪奈特急其實已經開始運行，但當時是使用通勤型列車，而且是一列不需特急費用的「特急」列車。在1972年11月，該「特急」增加停車站並改變列車種類為快速急行。

### 觀光特急「Anoiyoshi」

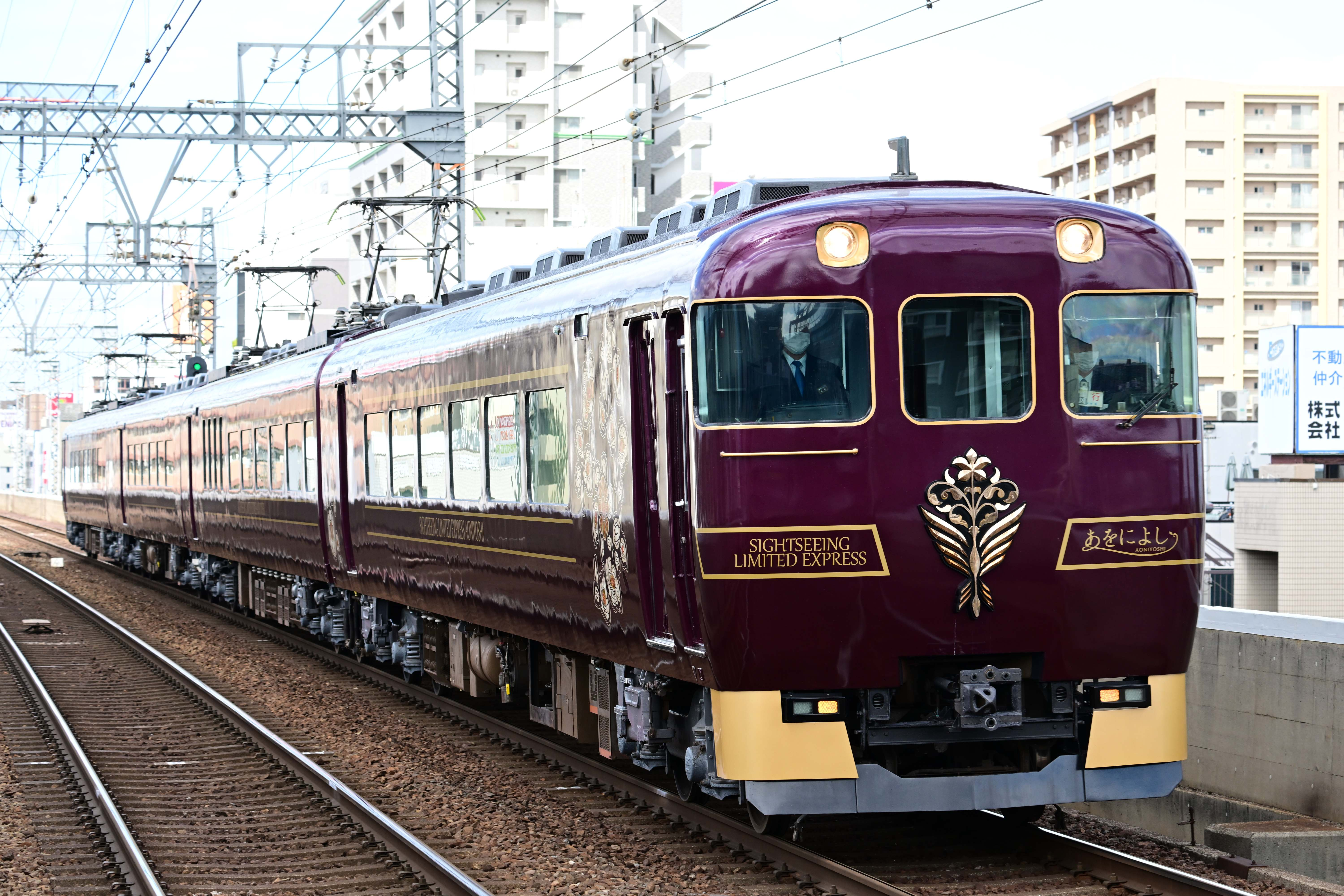
19200系電聯車

「Anoiyoshi」是為了促進奈良縣（經由京都）的觀光，於2022年4月開設的觀光列車，除了週四外每日行駛。
運行班次上，「Anoiyoshi」在京都＝奈良間每行駛日2往復，另有一往復是1992年之後不再有定期列車的阪京特急。由於路線設計的原因，行駛阪京特急的班次時，會在近鐵奈良站調轉行車方向。
停車站
京都＝奈良間
京都站 - 近鐵丹波橋站 - 大和西大寺站 - 近鐵奈良站
大阪＝京都間
大阪難波站 - 大阪上本町站 - 鶴橋站 - 生駒站 - 學園前站 - 近鐵奈良站- 大和西大寺站- 近鐵丹波橋站 - 京都站
使用車輛與編成
「Anoiyoshi」使用專用的19200系電車，此列車是由12200系改造。
改造後的19200系為全固定式座椅，設有2人對坐的Twin、與4人用的半包箱Salon。購票時，Twin或Salon需所有座位（Salon可3人乘坐，並只支付3人份的特急費）一起購買，並支付「特別車輛費用」。

### 吉野特急（大阪 - 吉野之間）

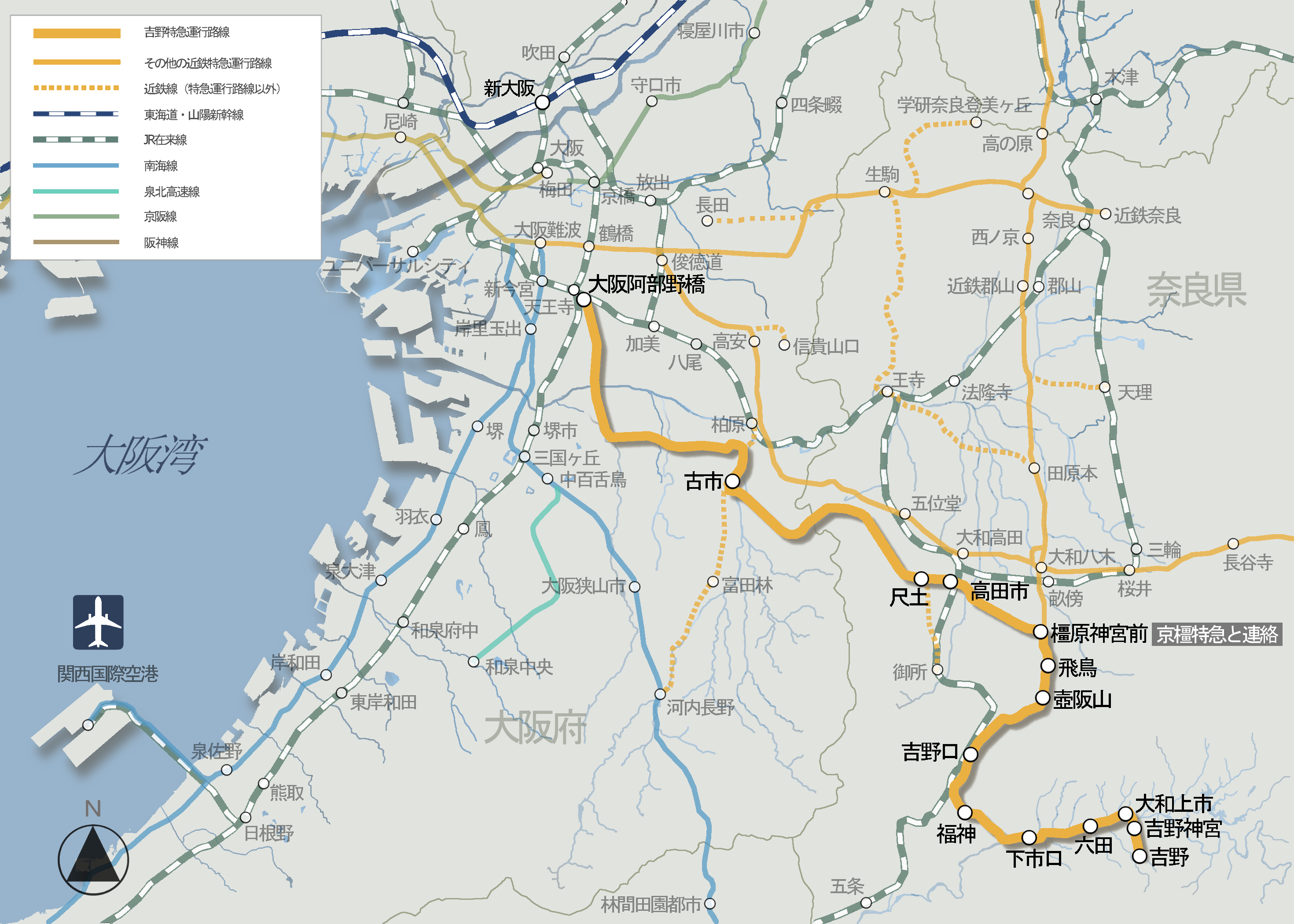
吉野特急路線圖

吉野特急是連接大阪與奈良縣中部吉野町的特急列車，設有來往大阪阿部野橋站至橿原神宮前站或吉野站之間之班次。由於歷史因素，南大阪線和吉野線的軌距為1067mm（窄軌），與其他特急路線行走的路軌1435mm（標準軌）不同，因此不能直通運輸，是一條獨立的特急路線。此特急擔當運送觀光客來往大阪與橿原神宮、飛鳥（明日香）、吉野、大台原、大峰山（在大和上市站或下市口站轉乘巴士）等觀光地點。在前節「京橿特急」中提及，京橿特急可與吉野特急在橿原神宮前站轉乘，使吉野特急也擔當通勤運輸的角色。順帶一題，不在吉野線運行，只在南大阪線內區間運行的特急列車也會稱為吉野特急。
班次方面，吉野特急約60分鐘一班，在6至10時（僅上行方向）、17至23時之間為30分鐘一班，在多客時則全日30分一班。
吉野線橿原神宮前站至吉野站之間前身是吉野鐵道，在開業以來路線都在陡峭的山岳之中，整條路線基本上有許多急彎和斜坡，以及單線路段，所以特急列車行走的所需時間與同區間的最快的急行列車相差無幾（日間兩種列車標準運行所需時間差為大約15分鐘）。此外在南大阪線內，由於路線的前身是大阪鐵道，承繼了當時的線形，所以南大阪線內擁多許多急彎。而行走南大阪線的最高時速比大阪線、名古屋線低10km/h至110km/h。相比其他路線行走的特急列車相比，吉野特急在全區間的表定速度為低。
主要站之間的所需時間
大阪阿部野橋站 - 吉野站之間：約1小時15分鐘 (64.9km)
大阪阿部野橋站 - 橿原神宮前站之間：約35分鐘 (39.7km)
橿原神宮前站 - 吉野站之間：約40分鐘 (25.2km)
停車站
大阪阿部野橋站 - （古市站） - 尺土站 - 高田市站 - 橿原神宮前站 - 飛鳥站 - 壺阪山站 - 吉野口站 - 福神站 - 下市口站 - 六田站 - 大和上市站 - 吉野神宮站 - 吉野站
- 部分列車停（ ）括號內之車站。
- 粗體為起點、終點站。
- 在早上繁忙時間時上行列車與晚間下行列車加停古市站。

使用車輛與編成
除了通用特急車輛，還會使用26000系「Sakura Liner」。當使用此列車運行時，會以圖案化的SL字樣顯示在時間表上。在平日早上由橿原神宮前往大阪阿部野橋之間會使用2列Sakura Liner串聯，以8卡編成運行。當使用通用特急車輛，基本上是2卡編成，在早上和晩上的班次會增加車廂數目。

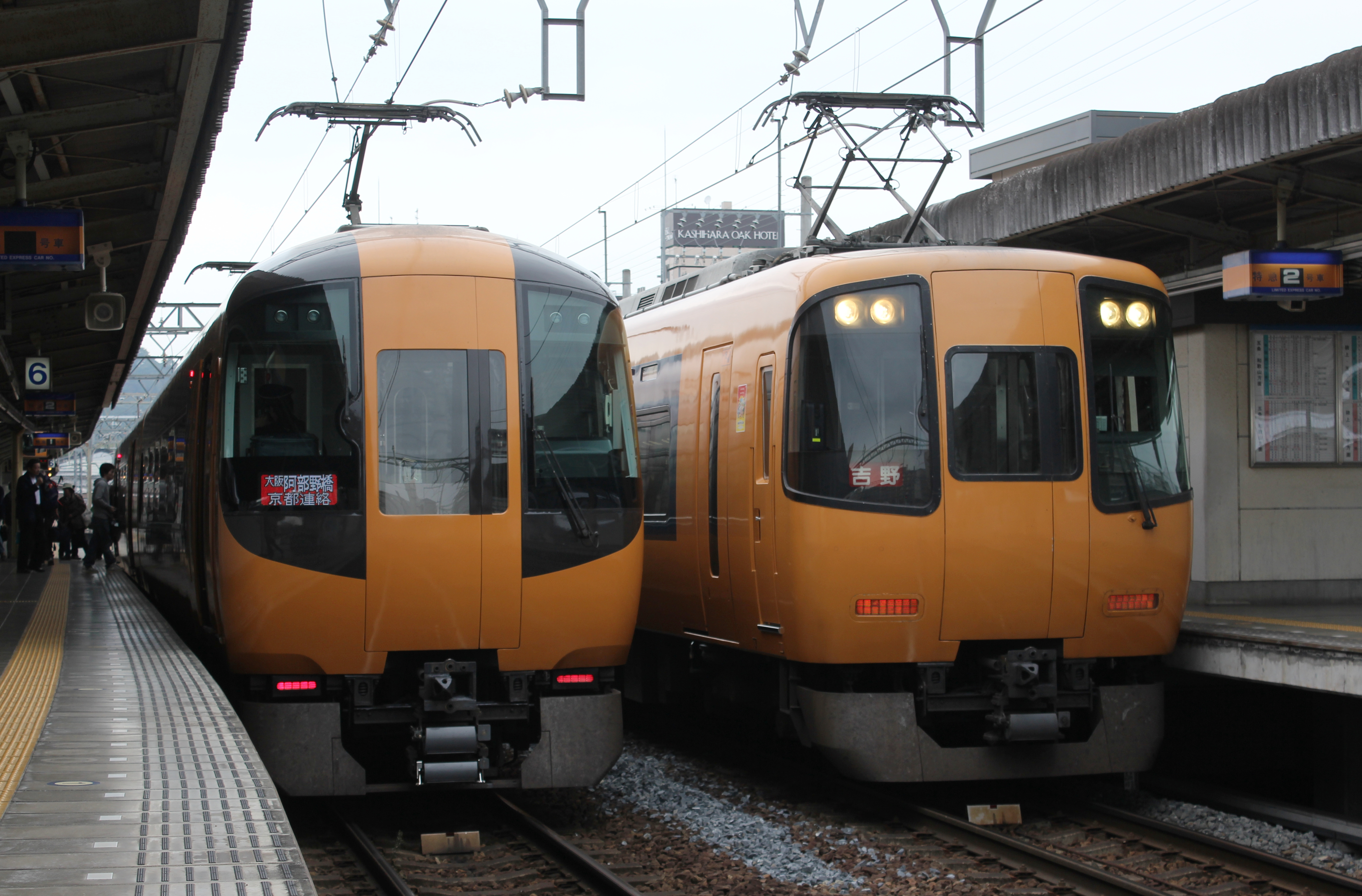
大阪阿部野橋方向之特急列車與京橿特急（圖中為橿原神宮前站）

沿革
與前節的「京橿特急」相同理念，由於東海道新幹線的出現使近鐵對於特急的方針由城市之間運輸，轉移至連接城市與觀光景點，因而誕生吉野特急。當初計劃是在新幹線啟用當日與京橿特急同時開始運行。在當時，大阪阿部野橋站至吉野站之間已設有快速「蘇門羚」號（1961年為止為不定期特急），以Mo 5820形運行，但是以列車性能與設備方面均無法達到收費特急的標準。在翌年1965年，將會行走吉野特急的新建造16000系列車完工。在同年3月18日，開始提供每日6往返班次（當中3往返班次為不定期列車），當時所有列車班次都可以在橿原神宮站（現時：橿原神宮前站）轉乘京橿特急，成為近鐵特急網絡的一分子。隨後，由於增加更多車輛投入服務，班次也有所增加，直至COVID-19疫情前約30分鐘一班（在非繁忙時間則為1小時一班）。疫情後的時刻改正，將定期列車減為約60分鐘一班（在繁忙期為30分鐘一班）。
在開始運行當初，中途站只有橿原神宮站、下市口站、大和上市站和吉野神宮站四站。但由於前往吉野地區的觀光客減少，飛鳥、葛城地區開設新觀光景區，使該區的觀光需求開始上升，以及因應通勤需求，常客開始增加，種種因素使在在平成成代開始增加停車站。在1999年時間表修正後，中途站增至11個（在2012年的時間表修正後，部分列車的中途站為12個），特別在吉野線內超過一半的車站都是特急停車站。因此大阪阿部野橋站至吉野站之間最快列車的所需時間，由開始運行當初的68分鐘增加至76分鐘。同時在修正後，在南大阪、吉野線內的特急費用不會按照一般計算方法（按乘坐距離計算費用），而是一律500日圓（現時為520日圓）。在修正前，大阪阿部野橋站至吉野站之間單程特急費用為870日圓（當時），比現時的特急費用高出不少。

### 觀光特急「蔚藍交響曲」（大阪 - 吉野之間）

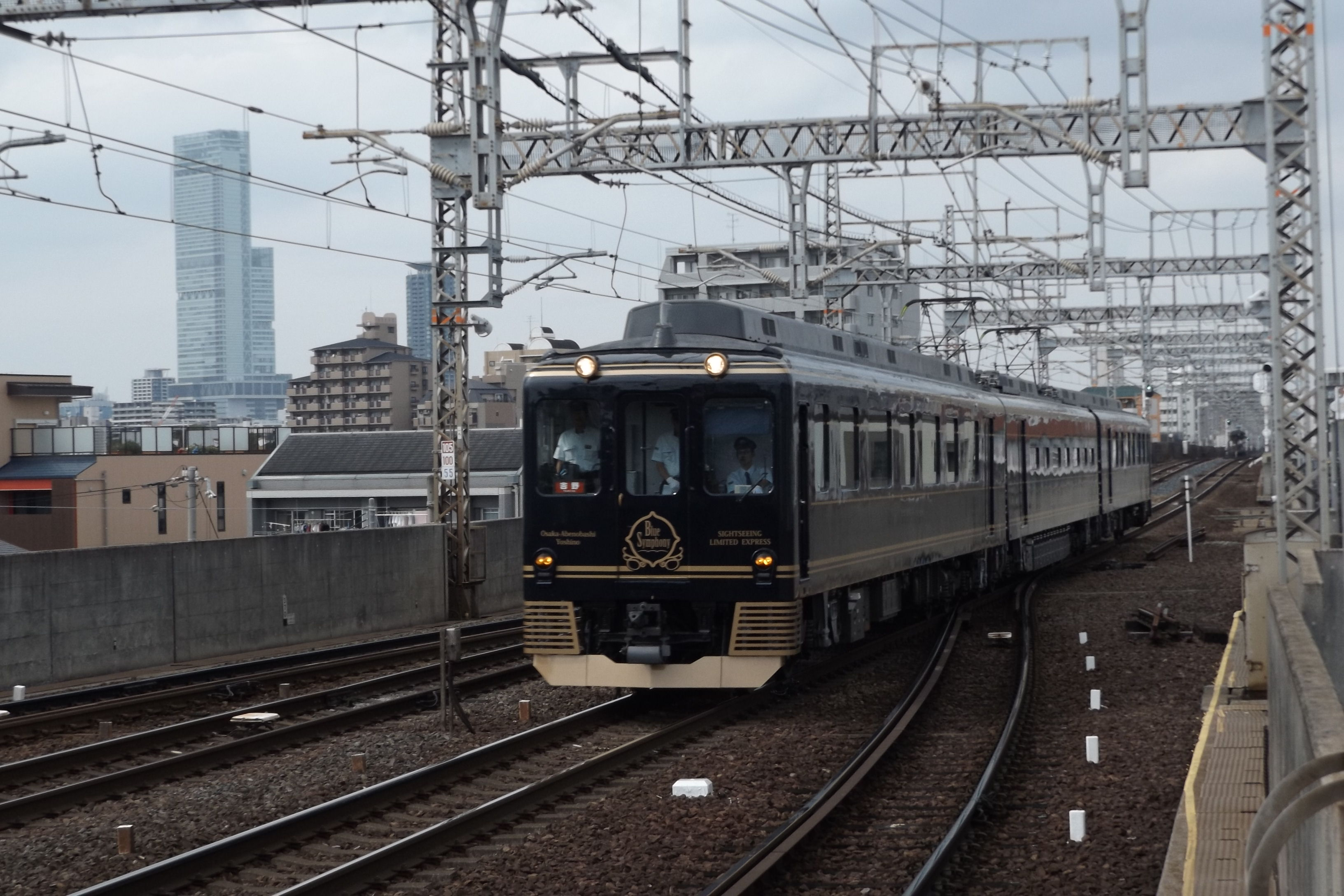
阿倍野Harukas和16200系。

「蔚藍交響曲」（日语： Aonoshinfonī）除暫停服務日外一星期6日運行（但是在春假、暑假、日本黃金周以及年終年初時則毎日運行。）。有2往返班次來往大阪阿部野橋站至吉野站之間。原則上逢星期三是暫停服務日，但是與「Shimakaze」情況不同，在「蔚藍交響曲」暫停服務日時會使用通用特急車輛代行，行走與相同路線，包括列車時間與停車站，那時候，列車班次將不會附上名稱「蔚藍交響曲」。在乘坐「蔚藍交響曲」的乘客除了支付特急費用後還需要支付「特別車輛費用」。
停車站
大阪阿部野橋站 - 尺土站 - 高田市站 - 橿原神宮前站 - 飛鳥站 - 壺阪山站 - 吉野口站 - 福神站 - 下市口站 - 六田站 - 大和上市站 - 吉野神宮站 - 吉野站
- 粗體為起點、終點站。

使用車輛與編成
「蔚藍交響曲」使用專用列車16200系，此列車是由6200系改造而成。

## 臨時運行的路線

### 往來天理的臨時特急
在天理教進行月次祭（毎月26日）或其他祭事時，將會開設臨時特急「天理臨」列車來往京都站或近鐵名古屋站至天理線天理站之間。列車在天理線內只停終站天理站，通過包括平端站在內之其他天理線車站（但是來往近鐵名古屋站的班次由於需要在平端站改變行車方向，因此於平端站運輸停車），在其他路線上，停車站與京橿特急及名阪乙特急一樣（來往京都站的列車除平日下行班次外加停西之京站）。
一般乘客可以乘坐來往京都站的班次，但是來往近鐵名古屋站的班次則為團體專用列車，一般乘客不能乘坐，而該列車在近鐵名古屋站至大和八木站之間與名阪乙特急串聯運輸。

### 湯之山特急
「湯之山特急」是連接大阪或名古屋與三重縣西北部湯之山溫泉的特急列車。是在新幹線開業後的契機下，以及擴充特急網絡下，在1965年7月開始運行。設有來往近鐵難波站（現時：大阪難波站）或近鐵名古屋站經近鐵四日市站至湯之山溫泉站之班次（在1983年之前，原則上以上本町站（現時：大阪上本町站）為終站）。以名古屋或大阪為起點來往湯之山溫泉的特急列車均名為「湯之山特急」，所以必須要區分每班列車的出發地，在來回大阪、名古屋、四日市至湯之山溫泉的列車，分別稱呼為阪湯特急、名湯特急和四湯特急。
在1971年12月8日起，由於近鐵四日市站附近開始進行高架化工程，直通湯之山線之列車暫時停止，列車只在湯之山線內運行（在修正當時有5往返班次）。高架化工程在1973年完成後，在翌年1974年9月20日起，再次有獨立直通列車來往上本町站或近鐵名古屋站至湯之山溫泉站之間，各有1往返班次。
此外在開始運行至1967年，以及1974年重開直通列車至1980年之間，由大阪的阪湯特急使用名阪乙特急時間班次以獨立列車行走。在1980年後，則從名阪乙特急時間班次中獨立出來以獨立列車行走（但是，除了部分阪湯特急班次的終站是上本町站外，名阪乙特急的終站是近鐵難波站）。在1983年至1998年之間，在近鐵難波站出發的班次與名阪乙特急串聯運輸，但是串聯列車不是在湯之山線起點近鐵四日市站內分割與併結，實際上是在白子站內進行分離和結併。
在1974年後，來往名古屋的名湯特急以獨立的時間表運行。由近鐵名古屋出發的名湯特急於1983年廢止，隨後直至1997年，由湯之山溫泉出發往近鐵名古屋的名湯特急只有1班。
湯之山長久之來已經有許多觀光客前往，在西名阪自動車道、東名阪自動車道開通後，觀光客開始轉用私家車前往湯之山，使使用特急人數開始減少。在2002年3月，特急班次只剩下來往近鐵四日市站至湯之山溫泉站之間（四湯特急），在星期六、日及假期只有2往返班次（可於近鐵四日市站轉乘名阪乙特急），隨後客量進一步減少，在2004年3月的時間表修正後，四湯特急廢止。
在2008年，為了記念御在所索道開通50周年及鈴鹿國定公園成立40周年，在當年7月下旬至8月上旬的星期六、日及假期共9日間，開設臨時特急來往近鐵名古屋站至湯之山溫泉站之間。另外在2009年，在當年7月下旬至8月上旬的星期六、日及假期共9日間，開設臨時特急「湯之山溫泉Summer Liner」來往近鐵名古屋站至湯之山溫泉站之間。在2008年、2009年運行的臨時特急中，均使用12200系以2卡編成運行。在2010年和2011年也同樣開設臨時特急，但改由22000系以2卡編成運行。在2012年，臨時特急「湯之山溫泉Summer Liner」運行日改由7月中旬至8月下旬逢星期六運行，合共7日，使用車輛改由22600系以2卡編成運行。隨後毎年都開設臨時特急「湯之山溫泉Summer Liner」至2017年，在2018年後便再沒有開設。
在2019年1月中旬至2月下旬之星期六、日及假期共9日間，開設臨時特急「樹冰Liner」由近鐵四日市單向前往湯之山滑泉。

### 除夕通宵運輸
近鐵沿線各地都有神社和聖殿，為了方便初詣（日本新年初拜）乘客，除2020-2021年外每年都實施通宵運輸，當中也有通宵特急班次。在1990年代後期以後，通宵班次開始減少。在2013年起至現時，在每年除夕夜將會有以下路線通宵行走。
阪伊特急
部分大阪方向之班次會臨時加停櫻井站（伊勢方向則不停站）。甲特急列車在2012-2019年除夕夜間沒有運行。設有由距離伊勢神宮內宮最近的五十鈴川站出發的列車。列車上使用23000系、21000系或21020系。除2004年，在1994年至2010年除夕夜，志摩西班牙村設有倒數活動，通宵班次延長至賢島站，在2011年以後再沒有這項活動，列車縮短至在鳥羽站出發。
名伊特急
以每30分鐘至1小時1班運行，現時所有班次的停車站以乙特急為標準。在1990年代，設有較快速的列車行走近鐵名古屋站至宇治山田站之間，中途站只停近鐵四日市站、津站與伊勢市站。
京伊特急
在2008年除夕夜前，所有列車均獨立運行，在之後則與阪伊乙特急串聯運輸。在2012年除夕夜起，京伊特急只會在通宵運輸時才與阪伊乙特急串聯運輸，在定期班次中不會與阪伊乙特急串聯運輸，而以往中途站只停榛原站和伊賀神戶站，現加停榊原溫泉口站和高之原站。在元旦早上會設有班次由鳥羽前往京都。在2002年之前，那時近鐵丹波橋站還未有定期特急停車，但通宵運行的特急列車（包括京橿特急和京奈特急）會臨時加停此站。
京橿特急、京奈特急
2018年除夕夜起，兩路線與京伊特急相互開出班次（奈良出發往京都為毎小時1班、其他列車在通宵時段則只有1至2班）。在2012年除夕夜起，開始加停高之原站。
吉野特急
只行走大阪阿部野橋站與橿原神宮前站之間。在2002年之前，那時古市站還未有定期特急停車，但通宵運行的特急列車會臨時加停此站。
此外，名阪特急沒有通宵班次，來往名阪之間的乘客需在伊勢中川站進行轉乘。1990年代前，阪奈特急曾經設有通宵班次，然而1990年後只有2023-2024年跨年夜開行。

## 過去運行路線

### 奈伊特急
奈伊特急是連接奈良市與伊勢志摩的特急列車，在1970年3月設有1往返班次。奈伊特急其實是把行走京都站至伊勢志摩之間的京伊特急中，把起點站變更為近鐵奈良站外，與京伊特急一樣沒有分別。由於路線的關係，與下節記述的阪京特急一樣，奈伊特急在大和西大寺站時會把列車方向掉轉。此外，奈伊特急與京伊特急一樣，在大和八木站至賢島站之間與阪伊乙特急串聯運輸。
在1972年11月7日，奈伊特急整合至京伊特急，隨即廢止。隨後再沒有行走近鐵奈良站至伊勢區域之間的直通特急列車。

### 阪京特急
阪京特急是連接大阪與京都市的特急列車，設有來往近鐵難波站（現時：大阪難波站）至京都站之間之班次，在1973年3月開設。
阪京特急是奈良線布施站至大和西大寺站之間，首個收費特急列車，列車到達大和西大寺站時會把列車方向掉轉。此外，在京都出發的時間會與京奈特急協調，提供一個較平均的班次（除了在運行末期，在晚上9時15分出發的列車除外）。
當時，國鐵新快速行走相近的區間（京都站至大阪站之間）需時29分鐘，阪急特急列車（河原町站至梅田站之間）則近40分鐘，京阪特急列車（三條站至淀屋橋站之間）約46分鐘，但阪京特急行走近鐵難波站至京都站之間則需時58至62分鐘。此外，阪京特急是京都來往生駒市或大阪難波地區唯一直通列車。
在1984年近鐵時間表中，基本上日間有2往返班次，在黃昏繁忙時間則1往返班次。
在1992年3月，此路段分割成為阪奈特急與京奈特急，阪京特急廢止。

### 伊勢中川 - 宇治山田之間特急
在1959年12月12日，名古屋線改軌工程完成，名阪特急本來設有上本町站至宇治山田站之間與伊勢中川站至近畿日本名古屋站之間的列車，把兩區間合併成為來往上本町站至近畿日本名古屋站之間。為彌補伊勢中川站至宇治山田站之間的特急列車服務，便開設特急班次來往伊勢中川站與宇治山田站之間。
在1960年1月20日，名阪（甲）特急不再停伊勢中川站（變為運輸停車），因此開設名阪準特急（即名阪乙特急），來往伊勢中川站至宇治山田站，作為接駁列車用途。當時停車站為松阪站、伊勢市站（只限宇治山田方向），共有2往返班次，所需時間為24至26分鐘。
在1963年3月21日，名阪乙特急因改經中川短絡線，伊勢中川至宇治山田之間特急列車廢止。

## 過去運行之臨時路線

### 名奈特急

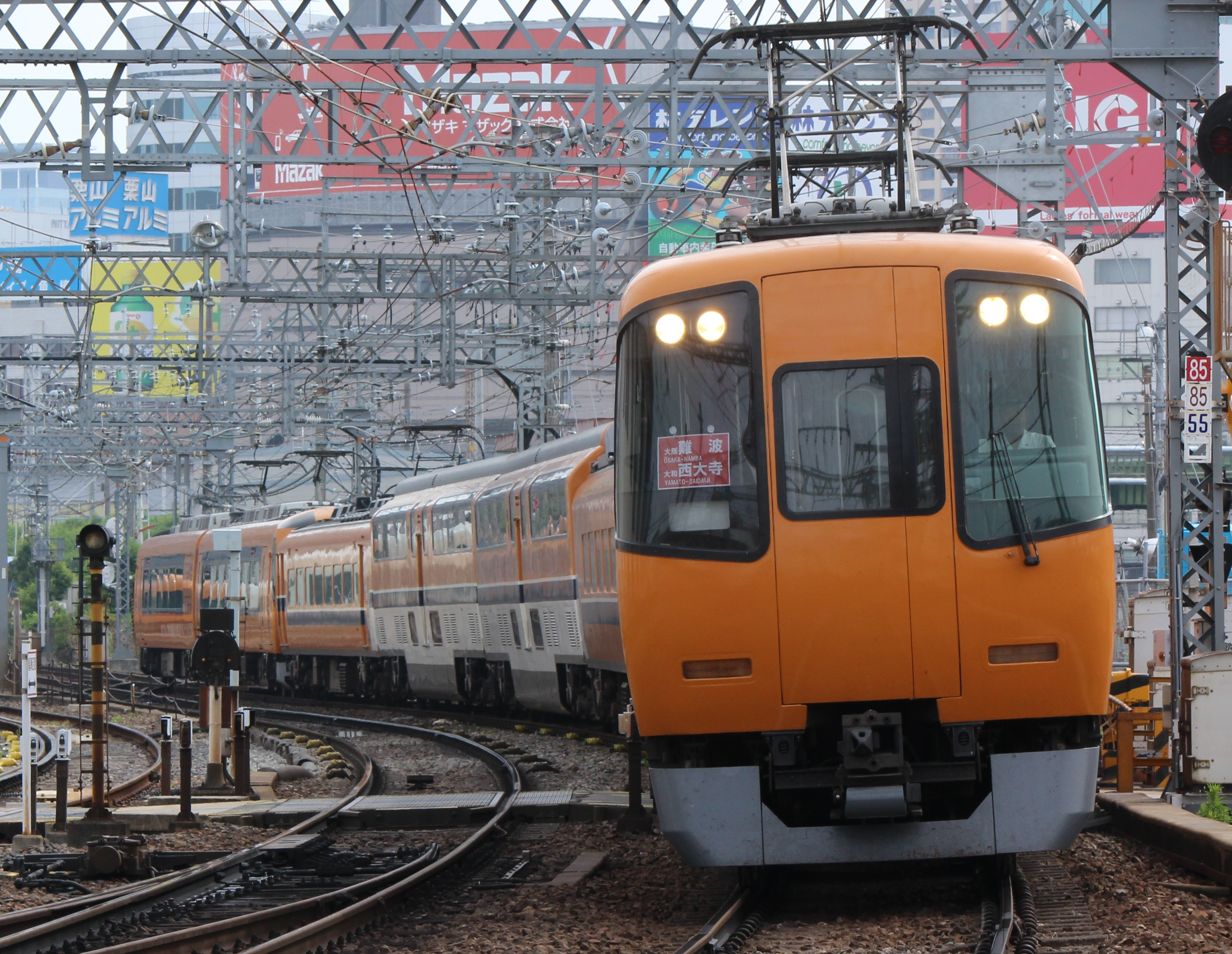
名奈特急與名阪特急串聯運輸。最尾2卡車廂是前往大和西大寺站

名奈特急是連接名古屋市與奈良市之間的臨時特急列車。因應舉行平城遷都1300年祭而開設的臨時特急，在會期中的星期六及假期運行（但也同時設有暫停運輸日），設有1往返班次來往近鐵名古屋站至大和西大寺站之間。
該祭典結束後。在2011年起的春、秋季期間，在星期六及假期繼續開設臨時列車運行，在2011年4月起列車加停西之京站。與前節「往來天理的臨時特急」一樣，名奈特急在近鐵名古屋站至大和八木站之間與名阪乙特急串聯運輸。列車只使用22600系 (Ace) 2卡編成。
但是在2016年3月19日的時間表修正後，便再沒有開設名奈特急班次。

## 特急路線之間轉乘
近鐵在轉乘及班次頻率中展現了強大的近鐵特急網絡。在前節記述，名伊特急與阪伊特急（在伊勢中川站轉乘）組合，是可當作名阪乙特急的替代路線。名阪乙特急通常每小時1班列車，若加入前述的轉乘組合路線，每小時一共可提供3班列車。由此可提供更頻密的班次來往三重縣中北部與奈良縣北部都市。若名伊特急以鳥羽站為終點站，在該站可轉乘阪伊特急繼續前往志摩線方向。另外，阪伊特急往大阪的列車到達大和八木站後，可轉乘京橿特急前往奈良、京都方向之車站。這個轉乘網絡使名古屋、伊勢志摩、橿原神宮前等不同地區出發的特急可透過轉乘網絡前往各地。
在轉乘站方面，除了伊勢中川、大和八木、橿原神宮前、大和西大寺等有兩條鐵路線的交匯站外，宇治山田、鳥羽、津等非交匯站也是轉乘站對象。
在特急票方面，若有轉乘列車時，會以1張特急票顯示該行程所有特急列車班次資訊，1張特急票最多可記錄4班特急列車班次資訊，即是最多可轉乘3次。這個做法使方便乘客乘坐列車，也在心理上感覺只是乘坐一班列車移動。
此外，當進行轉乘時，特急費用不是按每程特急列車的乘車距離計算，而是把整段使用特急列車的距離作計算。例如，由桑名站前往大和西大寺站，中途在伊勢中川和大和八木兩站轉乘，若把每一程特急列車分開計算，桑名站至伊勢中川站之間為920日圓，伊勢中川站至大和八木站之間為920日圓，大和八木站至大和西大寺站之間為520日圓，總特急費用合計為2,360日圓。但若把整段計算，桑名站至大和西大寺站之間距離為149.7km，換算出來的特急費用為1,640日圓，此計算方法可節省720日圓（詳細參見「收費制度」）。

## 收費制度

### 特別急行費用
現時，使用近鐵特急列車除了車票外，還必需要特別急行券（特急票）。過去，特急票原則上是在乘車日的1個月前（即上個月同一日，若上個月沒有那日，便以當月第1日為準。例如：10月31日的特急票在10月1日開始發售）的早上10時30分開始發售。
在2021年7月3日至2022年6月11日間，特別急行券變更為2週前的早上10時30分開始發售。例如適用新制的第一天，2021年7月3日，的特別急行券自6月19日開始發售。
特急費用整年同價，沒有分繁忙時期與非繁忙時期。此外，由於所有特急列車都是指定席，沒有自由席，因此也沒有自由席的特急費用。
| 區域 | 公里數    | 特別急行費用（日圓） |
| ---- | --------- | -------------------- |
| 1    | 1 - 40    | 520                  |
| 2    | 41 - 80   | 920                  |
| 3    | 81 - 140  | 1,340                |
| 4    | 141 - 180 | 1,640                |
| 5    | 181 -     | 1,930                |

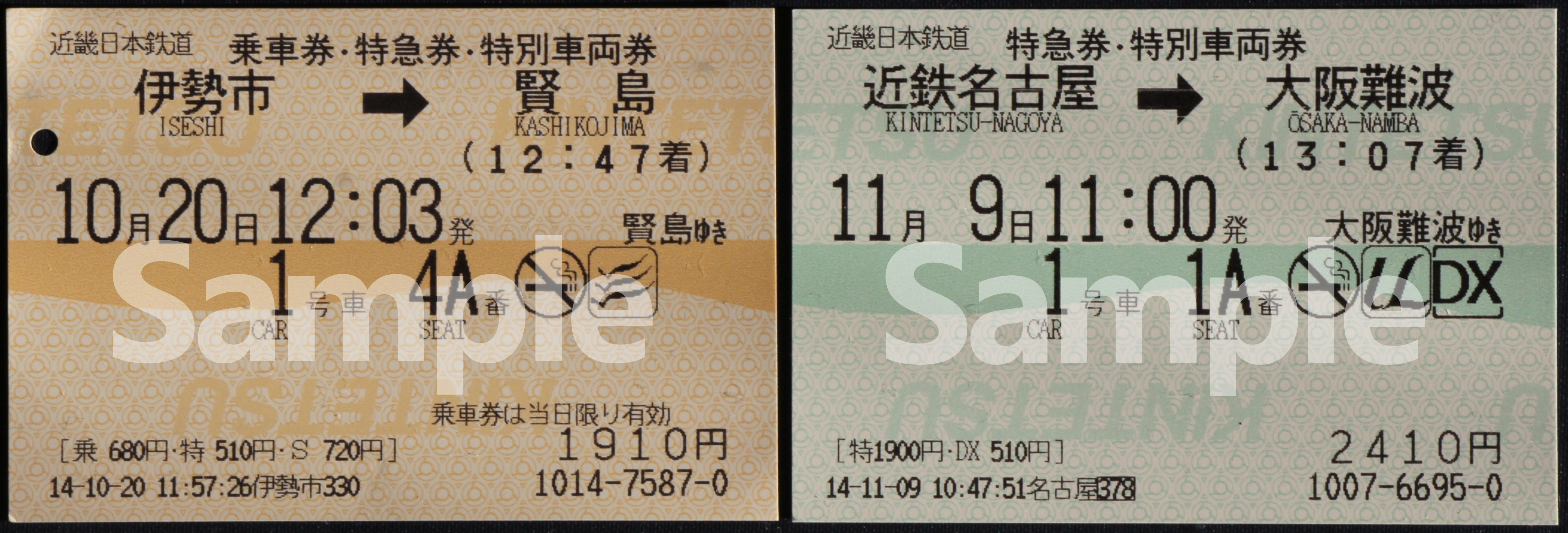
各種特急票
左方是乘車和特急票（以及Shimakaze特別車輛票）
右方為特急票（以及特別車輛票）

但是，使用南大阪線和吉野線特急列車時，一律以區域1（520日圓）計算。

### 特別車輛費用（豪華車廂）
特別車輛費用是按照乘坐特急列車的公里數而定（小童半價）。Urban Liner、伊勢志摩Liner及Sakura Liner三架列車部分車廂為豪華車廂。蔚藍交響曲所有座位均要付特別車輛費用。
| 區域 | 公里數    | 特別車輛費用（日圓） |
| ---- | --------- | -------------------- |
| 1・2 | 1 - 80    | 210                  |
| 3    | 81 - 140  | 320                  |
| 4    | 141 - 180 | 420                  |
| 5    | 181 -     | 520                  |

沙龍座位（半包廂）
乘坐沙龍座位時，以實際使用人數支付相應的費用。此外，雙人座位最少為支付2人（包含小童）費用，沙龍座位最少為支付3人（包含小童）費用。當使用人數不足也可使用沙龍座位（適用於小童費用及轉乘其他列車。例如，由2名成人使用沙龍座位時，2名成人除了各支付特急費用和購入乘車票外，只要另外付1名小童的特急費用和購入乘車票後便可使用）。
團體専用席
Vista EX的雙層車廂中，下層設有供3至5名乘客用之團體専用席。只要同一團體乘客中持有相同區間的車票與特急票便可以使用。在特急票方面，發售特急票時，團體乘客可以把數張特急票合併至1張。

### 「Shimakaze」的特別車輛費用
「Shimakaze」各座位，除了上節提及的特急費用外，還需要「Shimakaze」特別車輛費用。此外，使用日式包廂或西式包廂（1列列車中各有1包廂，使用人數最多為4名，3名乘客也可使用）時，除了各人的車票、特急費用、「Shimakaze」特別車輛費用外還需要額外的包廂費用（1間包廂為1,050日圓）（乘坐區間最短必須為大和八木站至伊勢市站之間，或近鐵四日市站至伊勢市站之聞才可使用包廂）。而使用沙龍座位（1列列車有3組座位，每組最多6人使用，最少使用人數為4人）時除了各人的車票、特急費用外，還要「Shimakaze」特別車輛費用。
| 區域 | 公里數    | 特別車輛費用（日圓） |
| ---- | --------- | -------------------- |
| 1・2 | 1 - 80    | 740                  |
| 3    | 81 - 140  | 820                  |
| 4    | 141 - 180 | 1,050                |
| 5    | 181 -     | 1,160                |

### 「Hinotori」的特別車輛費用
在2020年3月14日運行的「Hinotori」中，使用各座位時，除了上節提及的特急料金外，還需要付「Hinotori」特別車輛費用（小童半價）。

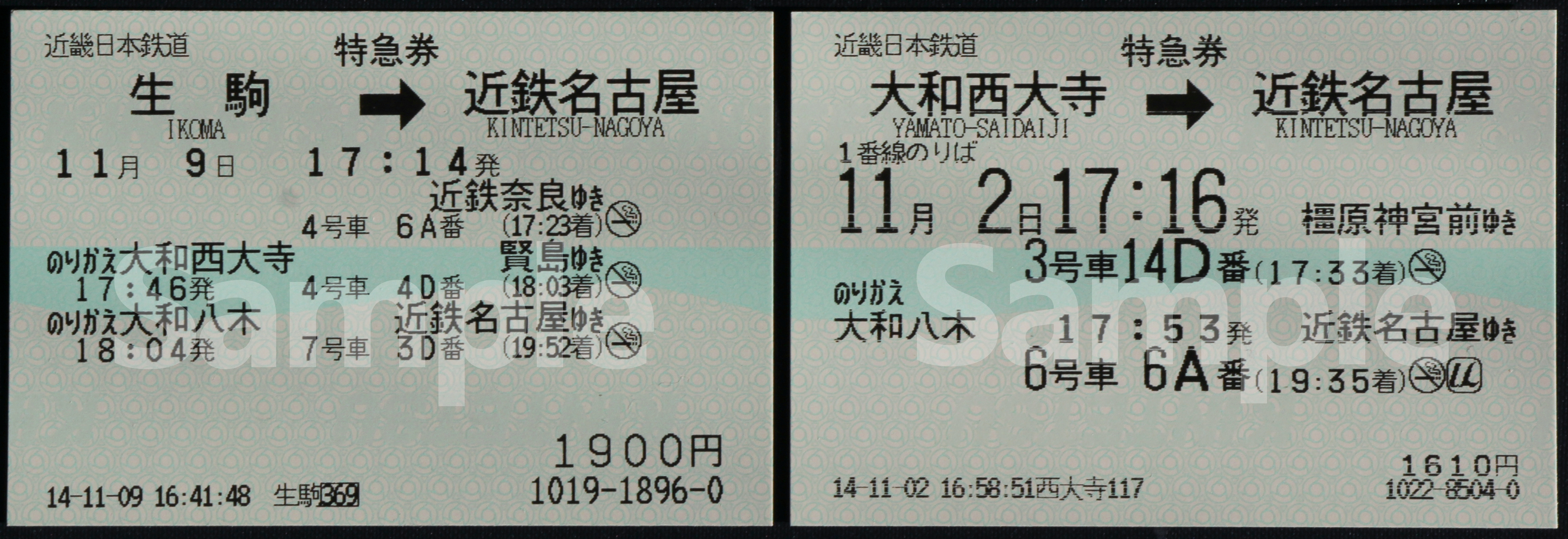
以1張特急票發售數程特急列車行程

| 區域 | 公里數    | 一般車輛費用（日圓） | 高級車輛費用（日圓） |
| ---- | --------- | -------------------- | -------------------- |
| 1    | 1 - 40    | 100                  | 300                  |
| 2    | 41 - 80   | 100                  | 400                  |
| 3    | 81 - 140  | 200                  | 600                  |
| 4    | 141 - 180 | 200                  | 800                  |
| 5    | 181 -     | 200                  | 900                  |

特急轉乘
在1966年1月20日車費和特急費用修正後，在乘車前購買特急票的情況下，如果在30分鐘內在一架特急列車轉乘另一架特急列車，特急費用都會一併計算（轉乘次數不限）。此外、在座位預約系統，可以發售一張特急票記錄最多4架特急列車班次（即轉乘3次）（在售票機或網上預約時最多只可記錄3架特急列車（即轉乘2次））。但是，若當中有使用「Shimakaze」並且需要轉乘時，是不會一併計算。詳情參見轉乘費用制度。
列車誤點
當發生事故或天災等因素使編定時間表混亂時。若列車到站或發車時間比編定時間遲1小時以上，特急費用將可全數退還。但是，對於回數特急票及特急卡的乘客並不會退還該列車的特急費用。
利用定期票乘坐特急
近鐵特急所有列車（包括觀光特急「Shimakaze」「蔚藍交響曲」）可以以定期乘車票（定期票）作普通乘車券之用。

## 售賣特急票的地點

### 近鐵車站
原則上在近鐵車站內可以使用以下方法購買特急票：
乘客可使用信用卡在特急票發售櫃臺中購買特急票，以可在自動售票機中以現金購買特急票。在2018年3月20日起，部分自動售票機可以使用使用卡或智能卡（IC卡）購買特急票。
特急停車站
在櫃臺或自動售票機購買（但是，由於吉野口站的櫃臺業務是由JR西日本經營，因此乘客需要前往大阪阿部野橋方向的月台上的自動售票機購買特急票）。此外，在所有特急停車站中，其中28個站的月台上設置自動售票機，使乘坐快速急行或以下之列車在轉乘特急時方便購買特急票。
在櫃臺購買特急票時，請先向職員告訴你的目的地，隨後告訴列車的出發時間（例如：「日语：」，中譯：50分出發往鳥羽站的特急列車班次），再而告訴乘車人數、座位種類、座位位置偏好（希望乘坐的座位是靠窗還是靠通道）、座位是禁煙席還是吸煙席、乘車日期等其他資訊。另外，若由起點至目的地需要轉乘特急列車時，櫃臺電腦會進行自動檢索轉乘資訊繼而發票，但在同樣的場合，購買JR特急特急票的乘客需先知道轉乘特急班次的時間與列車才向職員告訴你需要的特急票。因此，在購買近鐵特急票，只需向職員告訴你的目的地，便可得知你將乘坐的特急列車資訊。
定期票即時發售站
在櫃臺或自動售票機即可購買。

### 旅行社
以下16間旅行社可以購買近鐵特急票及乘車票：
近畿日本Tourist、JTB、日本旅行、農協觀光、東武Top Tour、名鐵觀光服務、南海國際旅行、阪急交通社、奈良交通、讀賣旅行、京王觀光、西鐵旅行、名阪近鐵旅行、三重交通、共立觀光

### 近鐵以外的私鐵車站
在近鐵伊賀線的時代，在上野市站的櫃臺中設置了「ASKA」系統，透過該系統可購買近鐵特急票。在伊賀鐵道接管後也有繼續售賣近鐵特急票。
在2009年3月20日，阪神難波線開業並開始與近鐵直通運輸，在神戶三宮站內開始發售近鐵特急票與乘車票。當初是在站長室的櫃台中使用「ASKA」系統發售近鐵特急票。現時由於車站進行改善工程，售票地點轉移至西口的定期票售賣場，售票時間是平日為7:30 - 20:00，星期六、日及假期為7:30 - 18:00。

### 車內
若乘客在沒有購入特急票而乘坐特急列車時，必需向車內的列車長購買未指定座位（不保証有位）的特急票。購入後可以使用暫時未有人佔用的座位，但當遇上持有指定座位特急券的乘客乘車時，必須移動到其他座位或企位。
售賣未指定座位（企位）的特急票是了緊急旅客之用，而未指定座位（企位）與指定座位的特急費用是相同的。

## 近鐵網上預約、售票服務
乘客可以利用電腦、手提電話、智能手機等裝置進行預約或購買特急票，又或預約購買新的通勤定期票（只限成人）服務。但部分功能需事前登記成為會員才可使用。使用時間為日本時間早上5時30分至時上11時45分。預約特急票後，可在近鐵特急票發售櫃臺、或指定特急票售票機中領取。
此外在互聯網普及前，設有電話預約名阪特急車票服務，但於2008年度起終止。

### 近鉄特急存款服務
近鐵特急存款服務是一款存款卡（儲值卡）服務，用法是把現金儲值在卡內。當購買特急票時，在車站特急票發售櫃臺或指定特急票售票機支付費用時，可以使用存款卡取代現金或其他支付方式。在近鐵網上購買或預約特急票時，只需要連同存款卡號碼登記成為會員後，使可以使用該會員帳號，透過存款卡內的餘額購買特急票。存款卡可在特急票發售櫃臺中購買。
存款卡可以使用現金在「定期票、特急票自動售票機」、「特急票自動售票機」及「特急票櫃臺」儲值。在退還存款卡需收費手續費500日圓，該手續費在存款卡餘額中扣除，若存款卡餘額不足500日圓，則手續費為存款卡全部餘額。

### 近鐵特急免票服務
近鐵特急免票服務是指在網上購買近鐵特急票後，不用領取及持有特急票也可乘坐特急列車。
當乘客在網上完成購買特急票後，會有發出一張電子（特急）車票。當乘車前，可以把該車票列印或截圖。在乘車時，查票時只需展示列印本或截圖圖片便可。
當使用信用卡或「近鐵特急存款服務」存款卡在網上支付特急費用時，乘車時必須攜帶相應的信用卡或存款卡，若發生問題時，乘客可展示相應的信用卡或存款卡以作確認。
在網上購買特急票後至該特急列車出發前，以及在購買特急車票內三個月皆可更改特急票，最多可更改三次且不用手續費。若購入特急票後乘車人數減少，更改時需付220日圓手續費。
但是，此免票服務只限於特急票（包括豪華座位和沙龍座位）。在實際乘車時，與一般情況一樣而持有有效的車票（包括乘車票、IC卡、定期票、回數卡等）。

### 近鐵特急net點數服務
在網上以會員身份購買特急票時，在支付費用中的10%將會儲值在點數中，實際上點數會在乘車日後的下個月1日儲值，點數有限日期為儲值當日的一年間。這些點數可在下次在網上購買特急票時支付，但點數不能與現金等其他支付方法同時支付特急費用。
另外，也可以利用KIPS信用卡或KIPS點數卡內的點數作為支付特急票的費用（但是必須進行所需手續）

## 優惠車票、套票及通票
伊勢、鳥羽、志摩超級通票 Mawaryanse
此通票包含了：
- 由近鐵各地使用近鐵特急來往伊勢志摩地區的車票（已包特急費用）。
- 在四日內不限次數乘坐近鐵線松阪站至賢島站之間（包括4程特急列車）、伊勢志摩的指定巴士路線、指定定期海上航線。
- 當地數十個觀光施設可以免費入場。
- 連接伊勢神宮內宮與伊勢志摩部分酒店的「Pearl Shuttle」（需事前預約）的單程車票。
- 部分購物、租車等優惠。

售票為成人9,800日圓，小童5,300日圓。有效期為乘車日起連續4日。
伊勢神宮參拜車票
此車票於關西和東海部分地區限定發售。
此車票包含了：
- 使用近鐵特急往來關西或東海指定車站與伊勢志摩地區的車票（已包特急費用）。
- 在三日內不限次數乘坐近鐵線松阪站至賢島站之間（包括2程特急列車）及三重交通巴士（伊勢區域內指定範圍）。
- 在伊勢志摩地域歐力士租車優惠。
- 連接伊勢神宮內宮與伊勢志摩部分酒店的「Pearl Shuttle」（需事前預約）的單程車票。

售票為成人6,600日圓（關西）、5,900日圓（東海），小童3,300日圓（關西）、2,950日圓（東海）。有效期為乘車日起連繼3日。
在過去也有推出其他優惠車票，以下為部分例子：
- 名阪Maru得車票：此優惠套票是來往大阪難波站與近鐵名古屋站之間乘車、特急票的回數票組合套票。此套票分為一般座位與豪華座位兩種類，另外也設有5程或10程兩款。一般情況下，使用來往大阪難波站至近鐵名古屋站特急一般座位的單程車費（包含特急費用）為4,260日圓，購買1張5程一般座位套票為18,000日圓（平均1程3,500日圓，便宜約16%），購買1張10程一般座位套票為33,500日圓（平均1程3,250日圓，便宜約22%）。該套票的有效期為發票起的三個月。但是在2017年12月30日起，此套票終止發售[172]。由於套票期限是三個月，實際上套票最終使用日則為2018年3月30日。
- 特急卡：以用作支付特急費用，於2013年2月20日終止發售。
- Monthly Vista 14：以6,000日圓購買一張14程500日圓區間之特急回數乘車卡（平均每程約便宜14%），或以9,800日圓購買一張14程870日圓區間之特急回數乘車卡（平均每程約便宜19%）。有效期為1個月。
- Vista Car Plus：為特急票、特別車輛票及沙龍座位票專用的儲值卡。以5,000日圓購入一張5,500日圓的儲值卡（便宜約9%）。有效期為發卡日起3個月間。此卡不可用於「Shimakaze」列車任何特急費用上。
- 日本環球影城來回車票4：套票包括了使用近鐵線來回近鐵線內指定區域至大阪難波站之間（包含特急票在內）的車票、使用阪神線與JR線來回大阪難波站經西九條站至環球影城站之間的車票、以及日本環球影城1日票。在近鐵名古屋站出發的售價為13,940日圓（便宜2,280日圓）。

## 特急座位預約系統「ASKA」

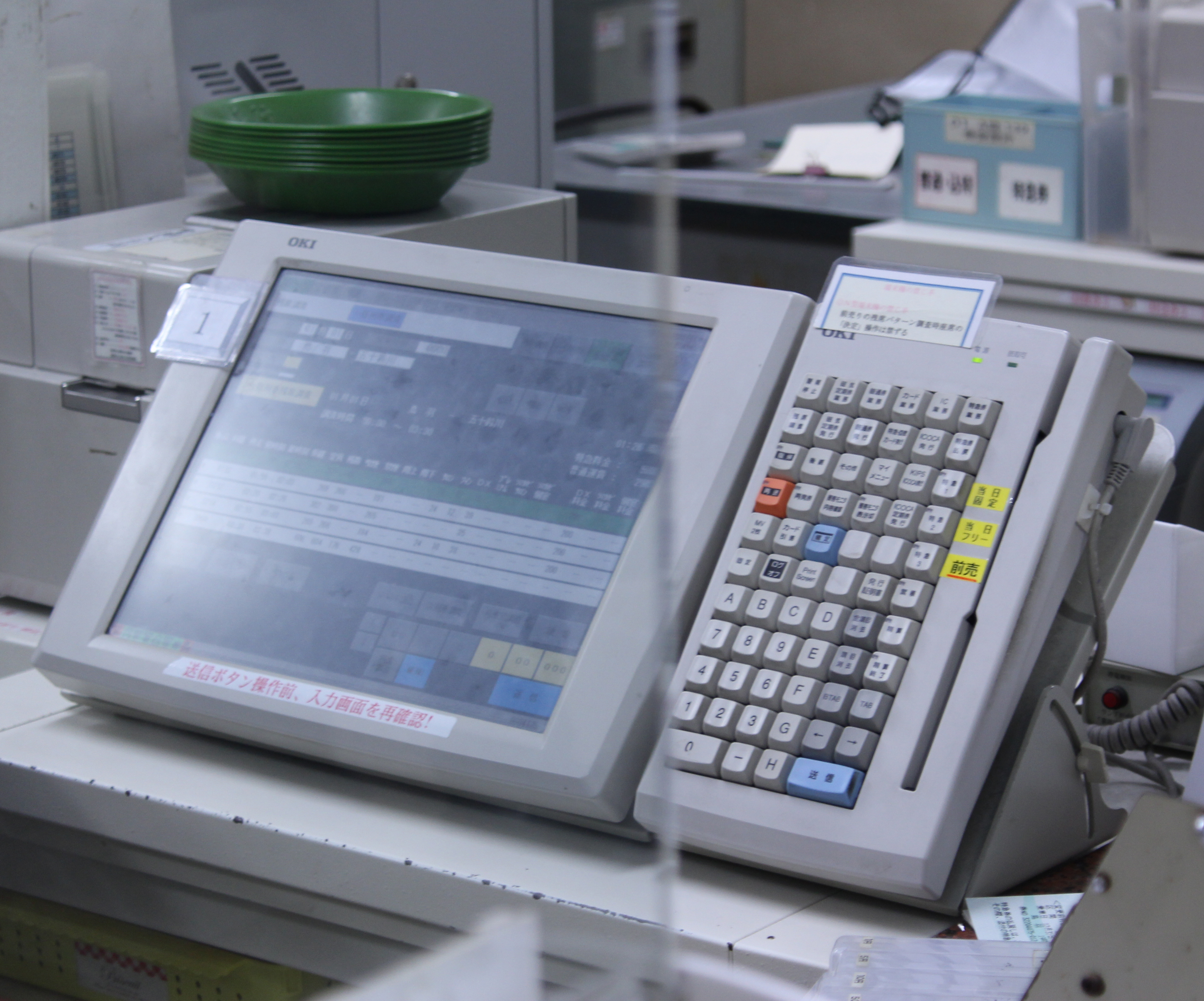
特急票發售櫃臺中ASKA系統終端機

近鐵設有一個名為ASKA (All-round Services by Kintetsu and its Agencies） 的系統，與JR的MARS系統相似，用作發售乘車票等不同票種。

### 電腦裝置
ASKA系統裝置中，由2台電腦組成，1台使用「ASKA」系統作正式售票用途，另一台則後備，用作其他用途（例如預約特急座位以外的事務和公司內部用途）。當正式售票用途的電腦發生問題時，則自動轉用後備電腦繼續處理售票事務。另外，「ASKA」系統透過伺服器，使乘客可以在網上預約特急車票服務及使列車長可以確認車廂座位預約情況，同時部分作業會在伺服器中進行。此外，ASKA系統的電腦裝置是委托近鐵訊息系統公司負責。

### 歴史
參考資料。
- 1960年（昭和35年）：由日本電氣 (NEC) 製造專用機開始引入服務，特急座位預約系統亦同時開始引入服務。當時，特急票使用紙張發行（印刷出來），在終端機上會展示車廂號碼、座位號碼，並印在特急票上。
- 1970年（昭和45年）：引入通用機（大型電腦），在終端機可以發行特急票。同時主機電腦由NEC製造變為UNIVAC製造（現時：日本UNISYS）。
- 1971年（昭和46年）：近畿日本Tourist的電腦開始連接此系統。
- 1976年（昭和51年）：日本交通公社（現時：JTB）的電腦開始連接此系統。
- 1979年（昭和54年）：售賣特急票的自動售票機開始投入服務。
- 1984年（昭和59年）：日本旅行的電腦開始連接此系統。
- 1987年（昭和62年）3月1日：特急座位預約系統，與線上乘車票發行系統（主要發行定期票）和企劃旅行系統（旅行業務）整合至一個系統，名為「ASKA (All-round Services by Kintetsu and its Agencies) 系統」。在此之後，在近鐵特急座位系統中，會稱呼為「ASKA」。
- 1990年（平成2年）：售賣定期票的自動售票機開始投入服務（使用KIPS卡支付）。
- 1994年（平成6年）：特急空席顯示牌開始投入服務。
- 2001年（平成13年）：網上預約或購買特急票開始投入服務。
- 2002年（平成14年）：售賣定期票、特急票於一身的自動售票機開始投入服務。

## 使用在特急班次的車輛

### 現役車輛
現時近鐵特急車輛分為標準軌路線用與窄軌路線用兩類車輛。
以特急網絡為主力的車輛兩端設有貫通幌，分別在標準軌路線與窄軌路線運行。一列特急列車的編成可以由新車與舊車共同串聯運輸。此外，所有特急車輛中，會分為通用特急車輛群，以及於特定班次上運行的車輛群（包括Urban Liner、伊勢志摩Liner、Shimakaze、Hinotori、Anoiyoshi、Vista EX、Sakura Liner及蔚藍交響曲）。但是，由於Vista EX設有貫通幌，所以該列車一般會與通用特急車輛連掛運行。
標準軌線區

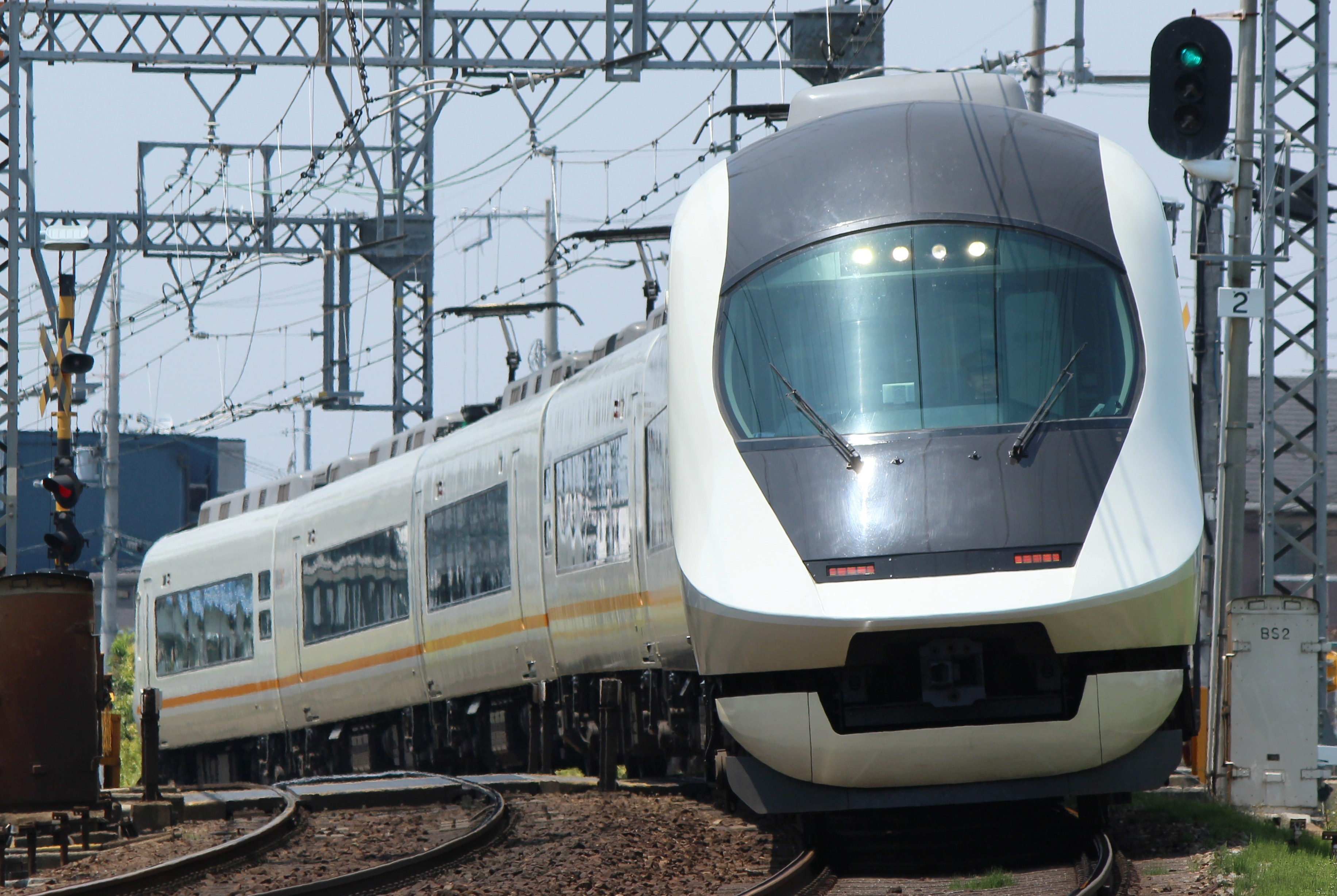
21020系「Urban Liner next」
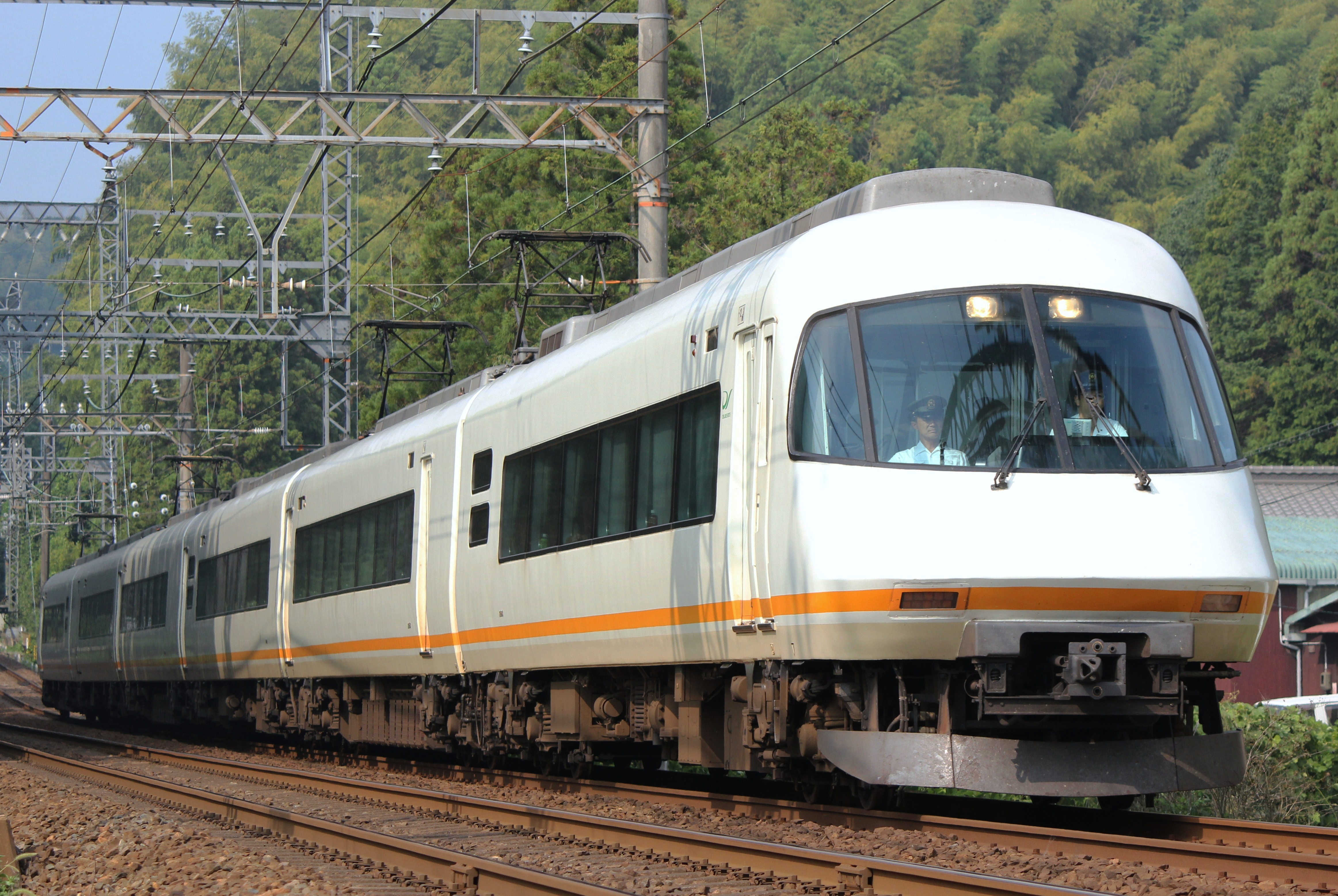
21000系「Urban Liner plus」
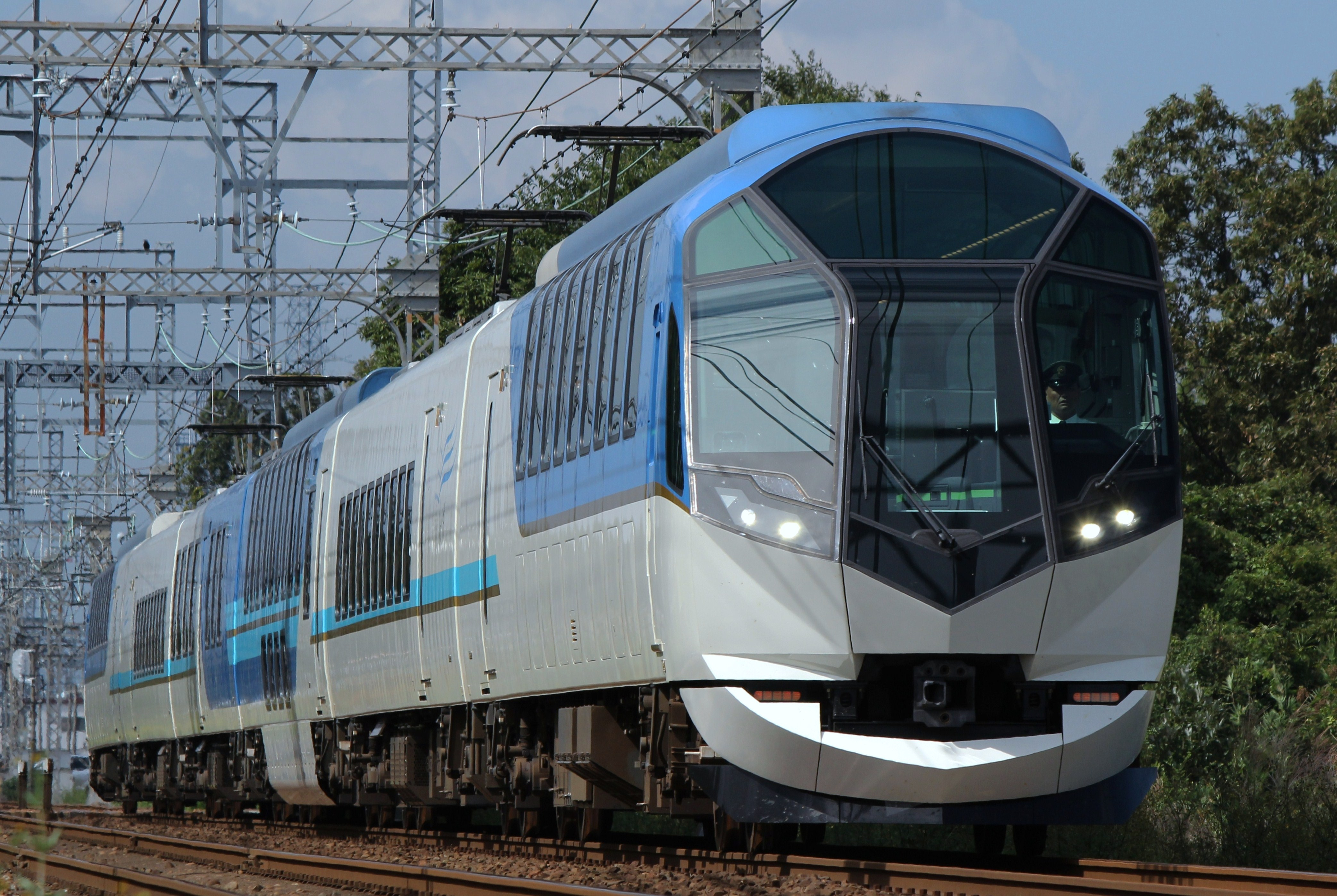
50000系「Shimakaze」
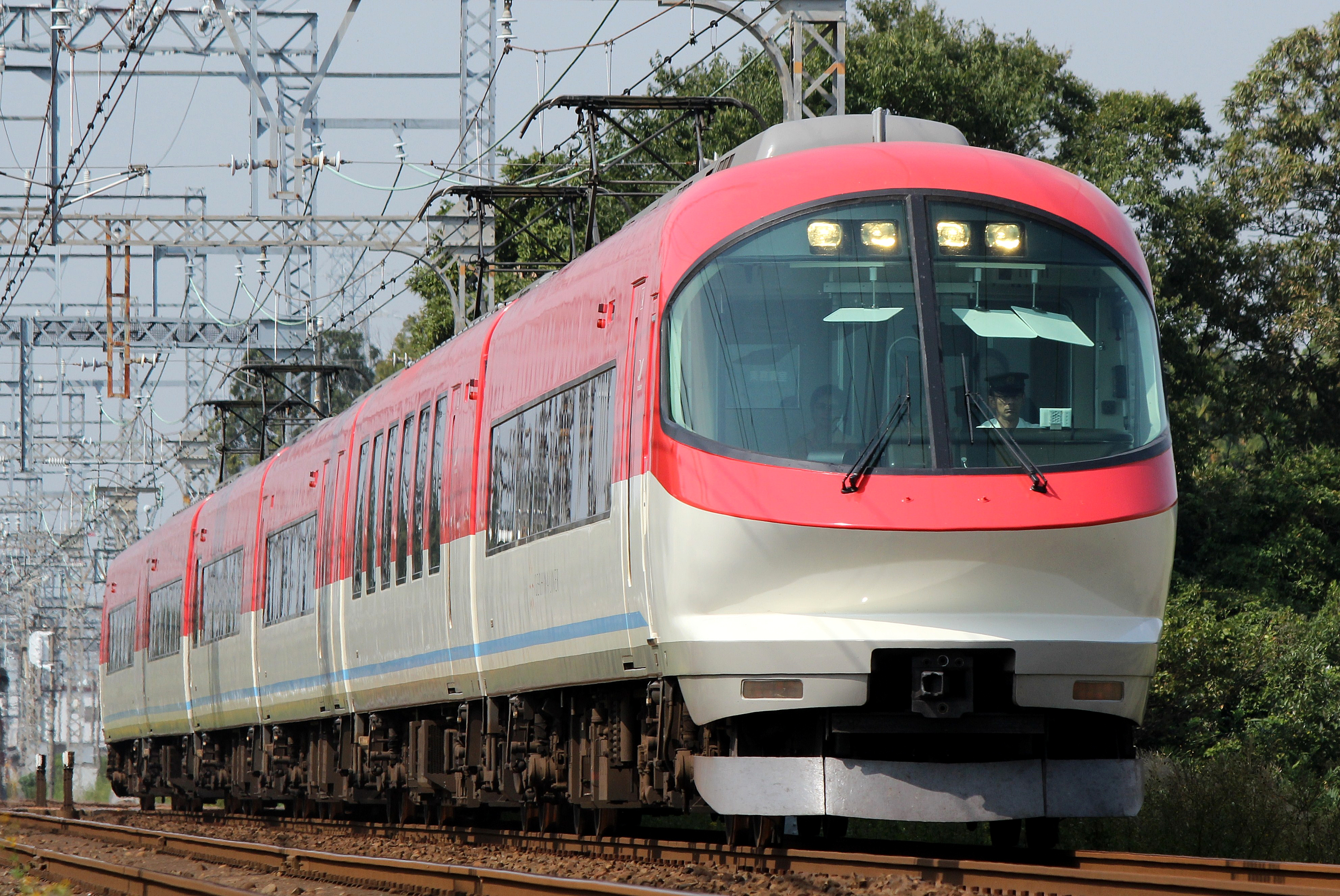
23000系「伊勢志摩Liner」
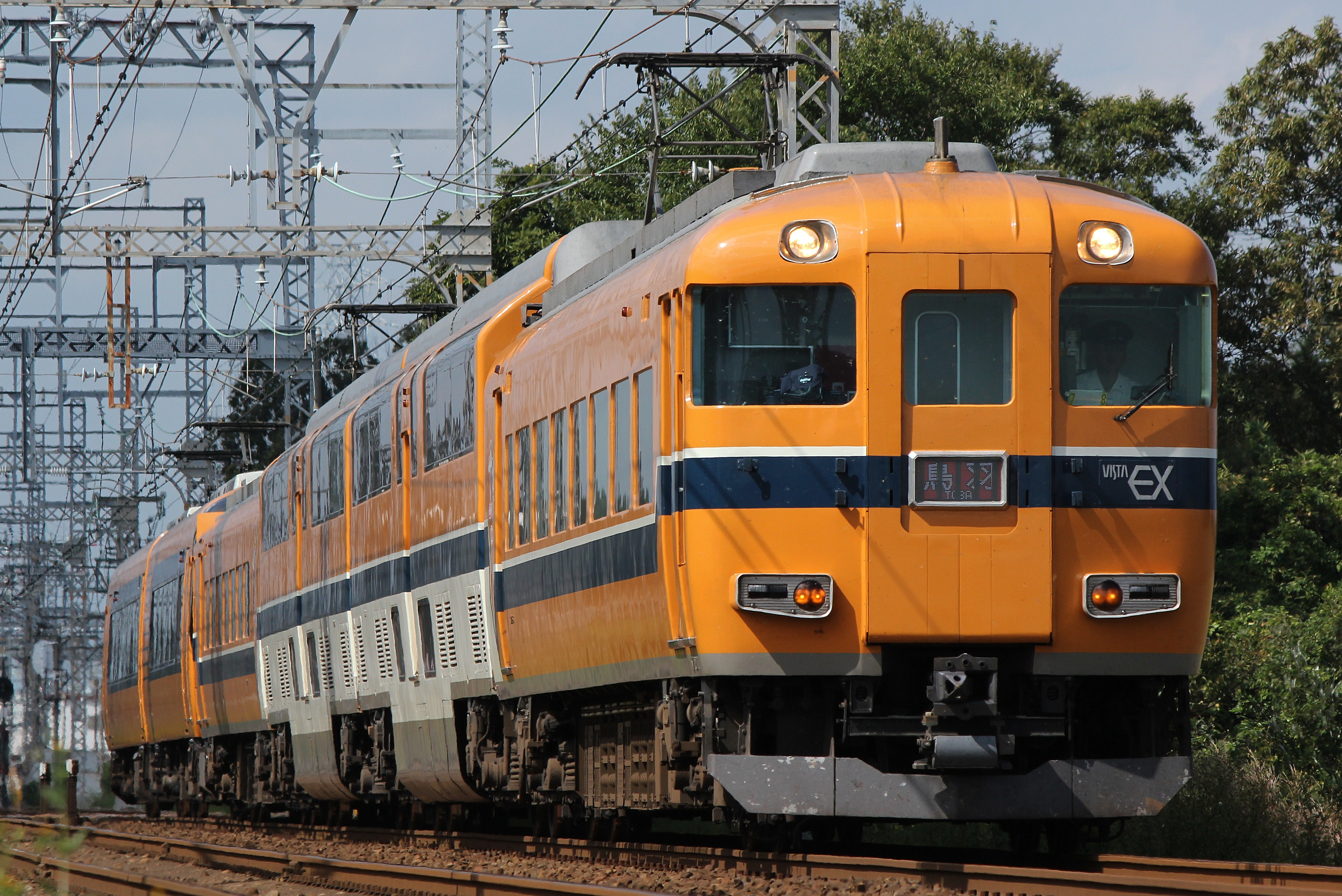
30000系「Vista EX」
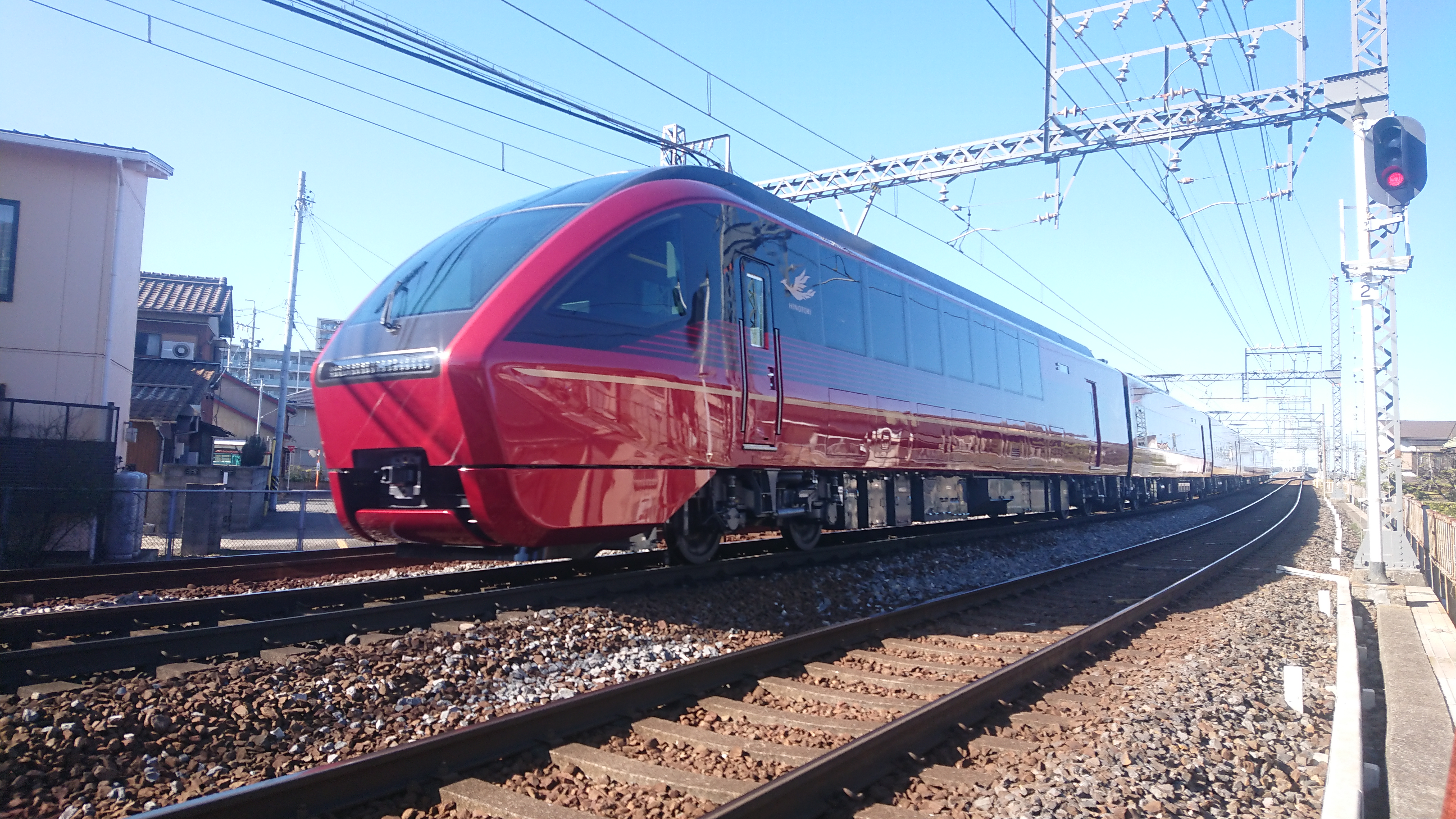
80000系「Hinotori」
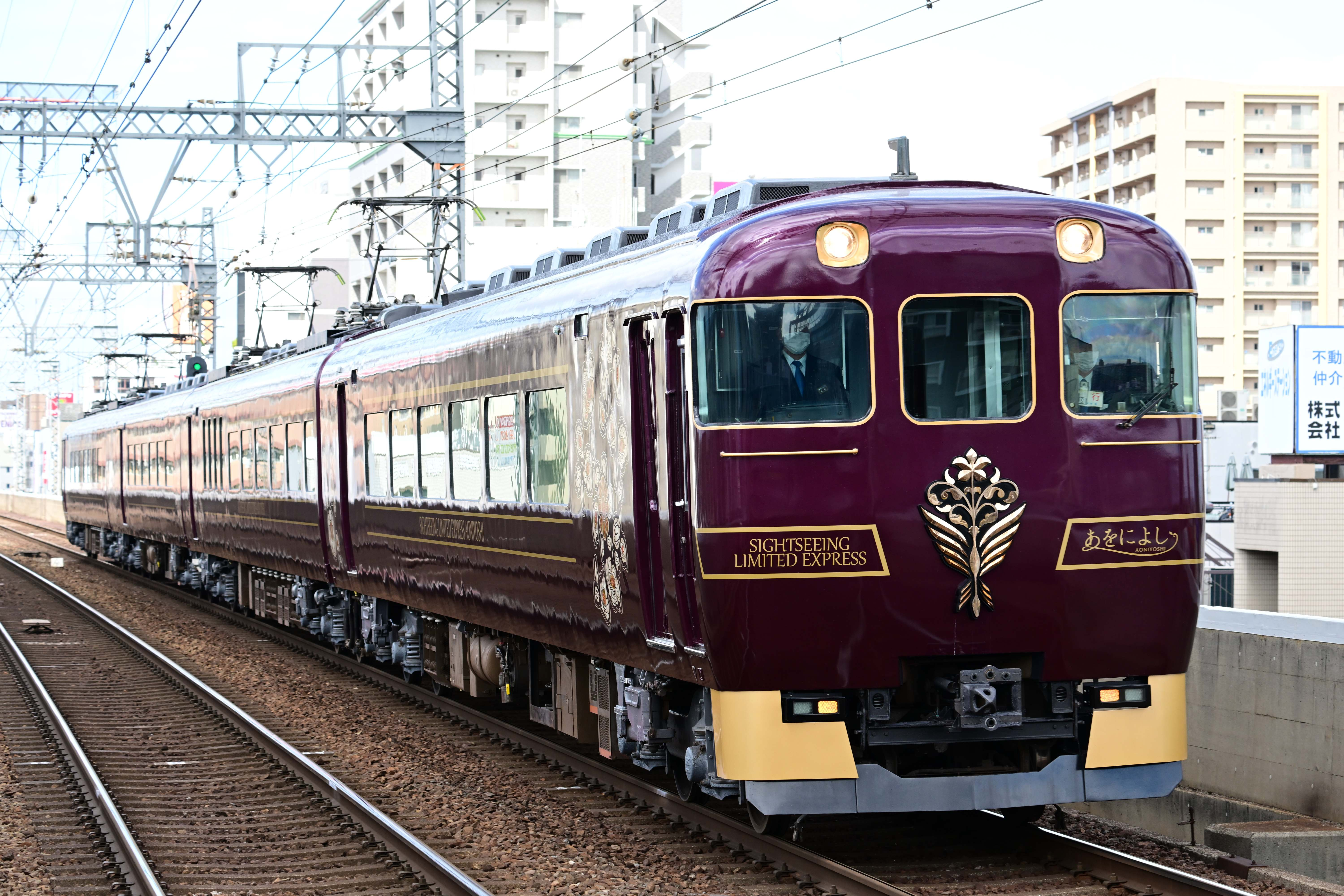
19200系「Anoiyoshi」
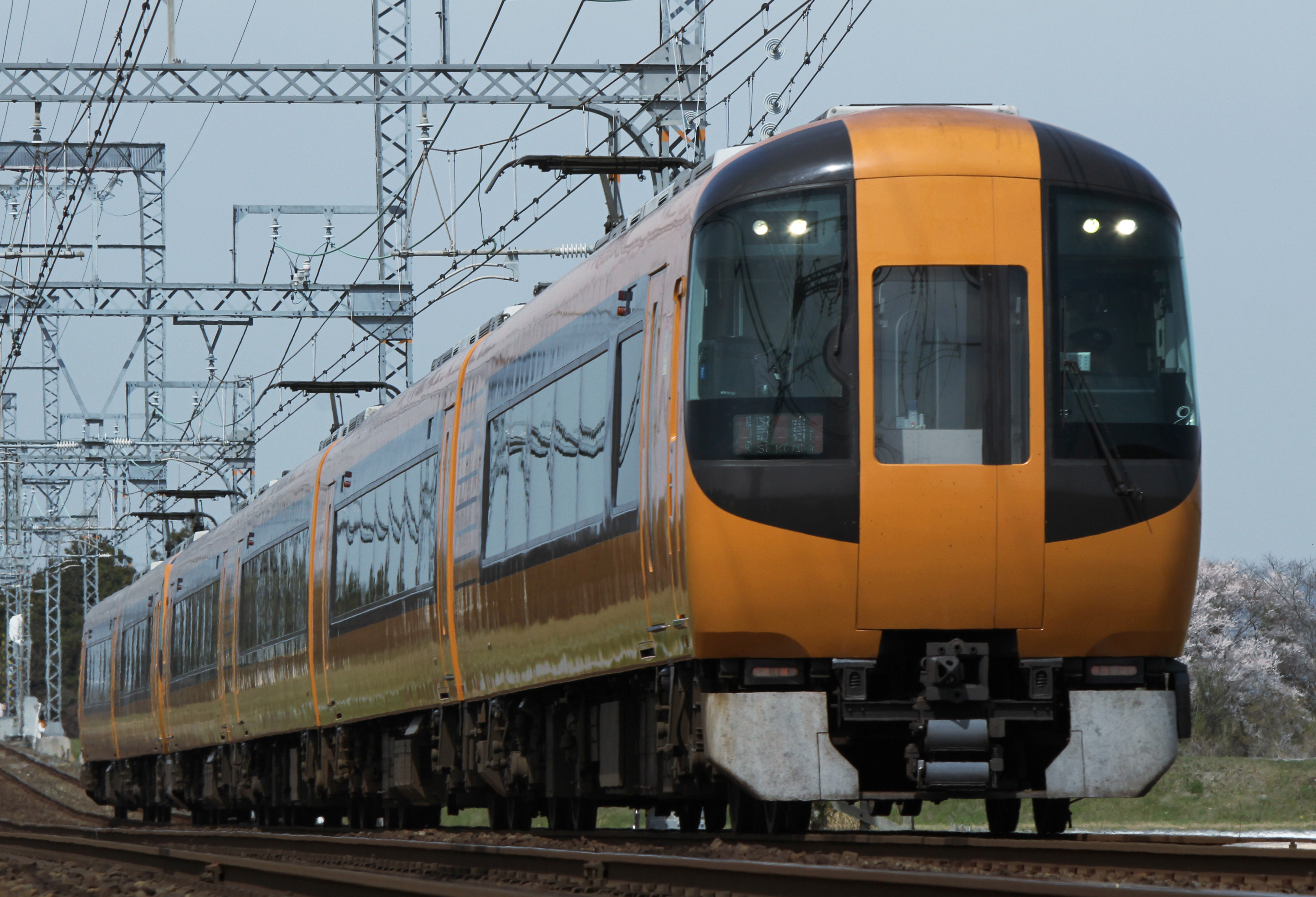
22600系「Ace」 （通用特急車輛）
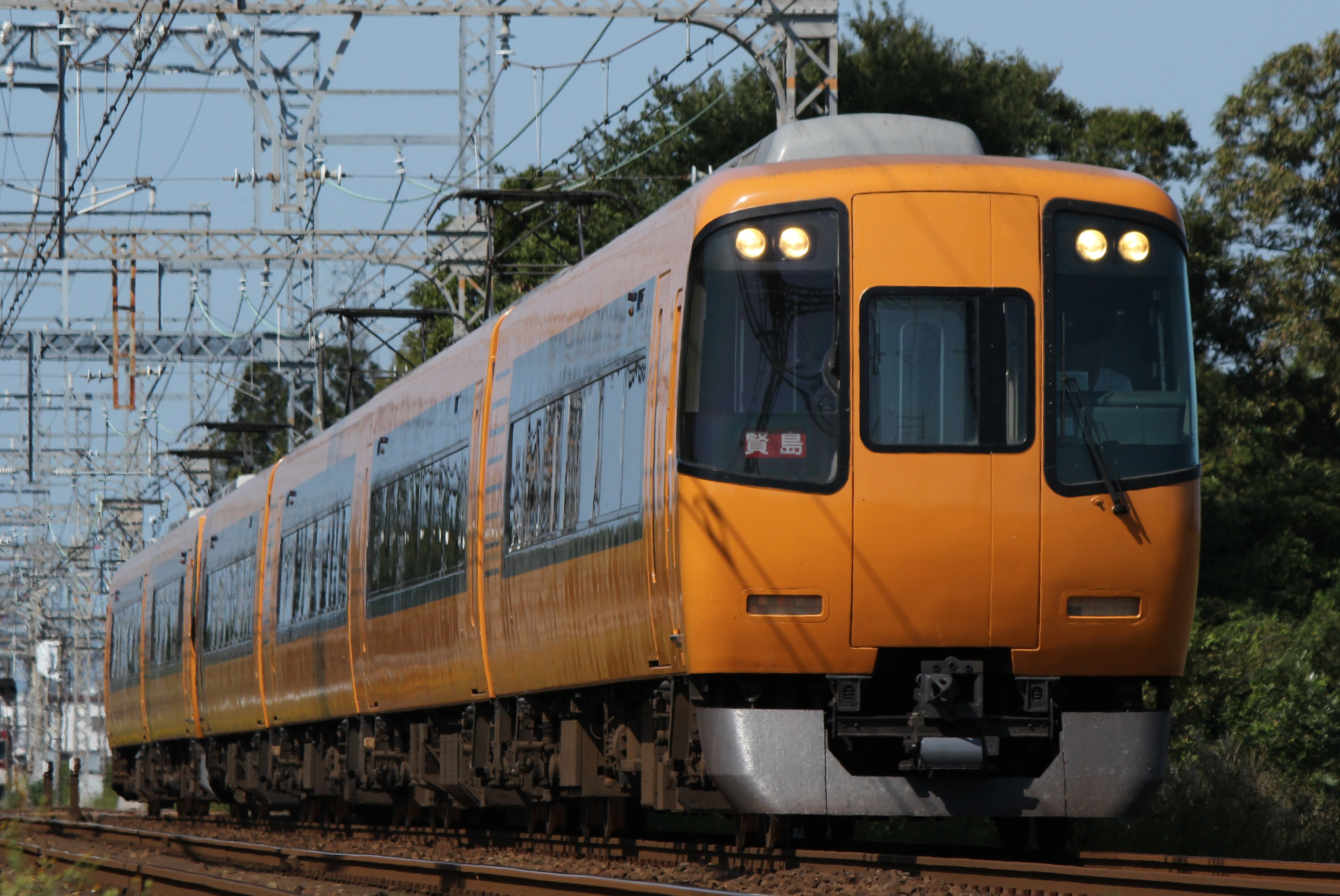
22000系「ACE」 （通用特急車輛）
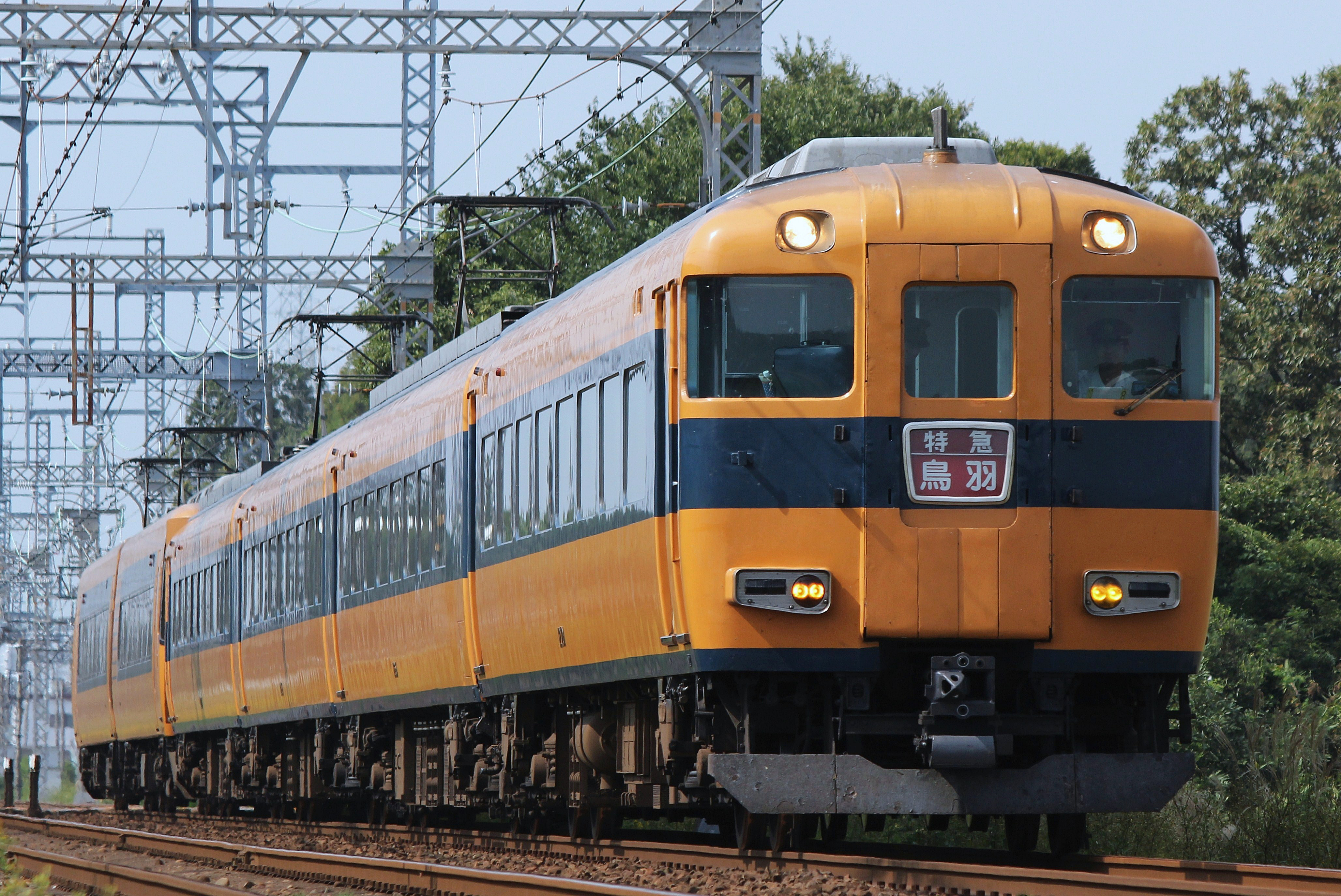
12600系 （通用特急車輛）
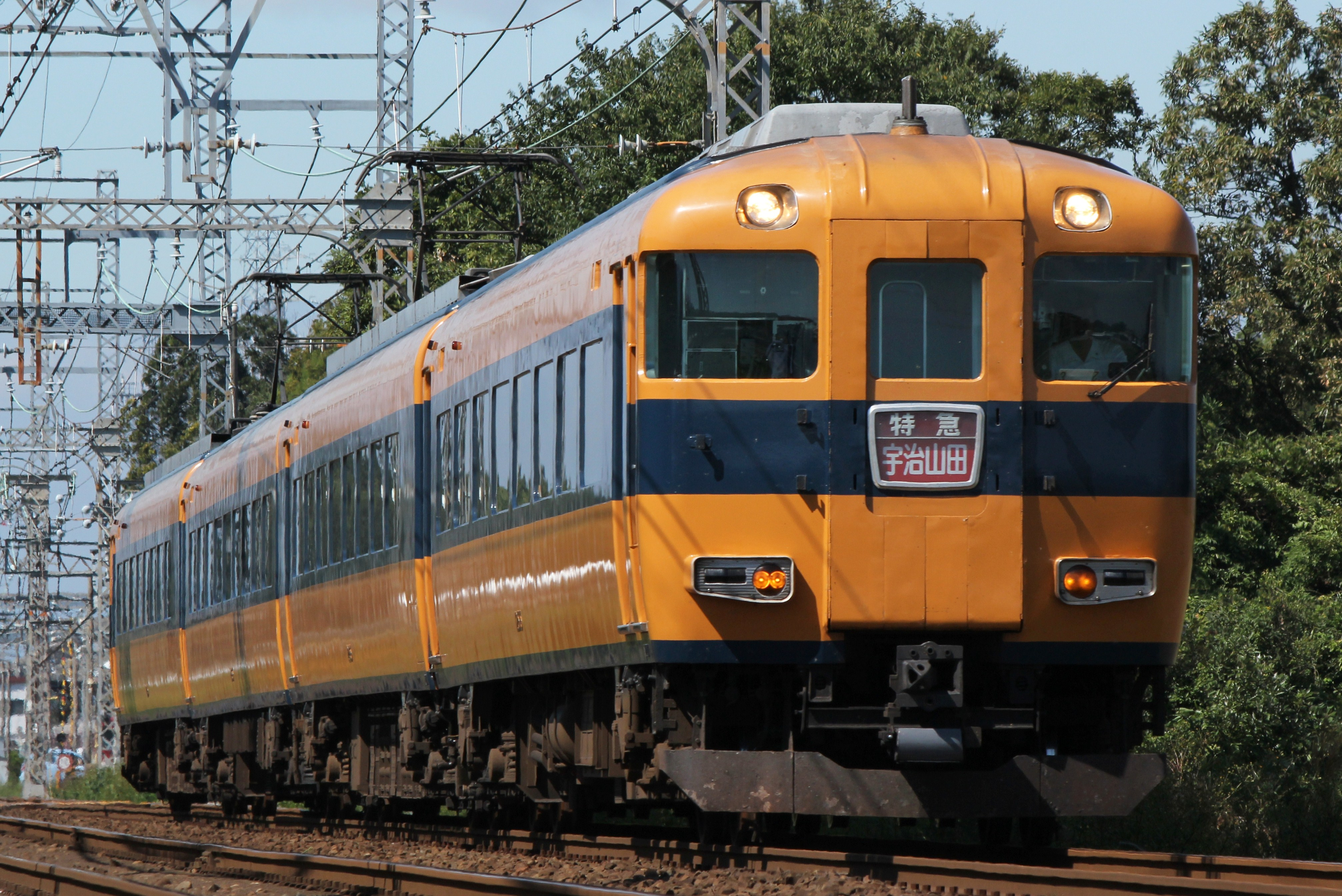
12410系 （通用特急車輛）
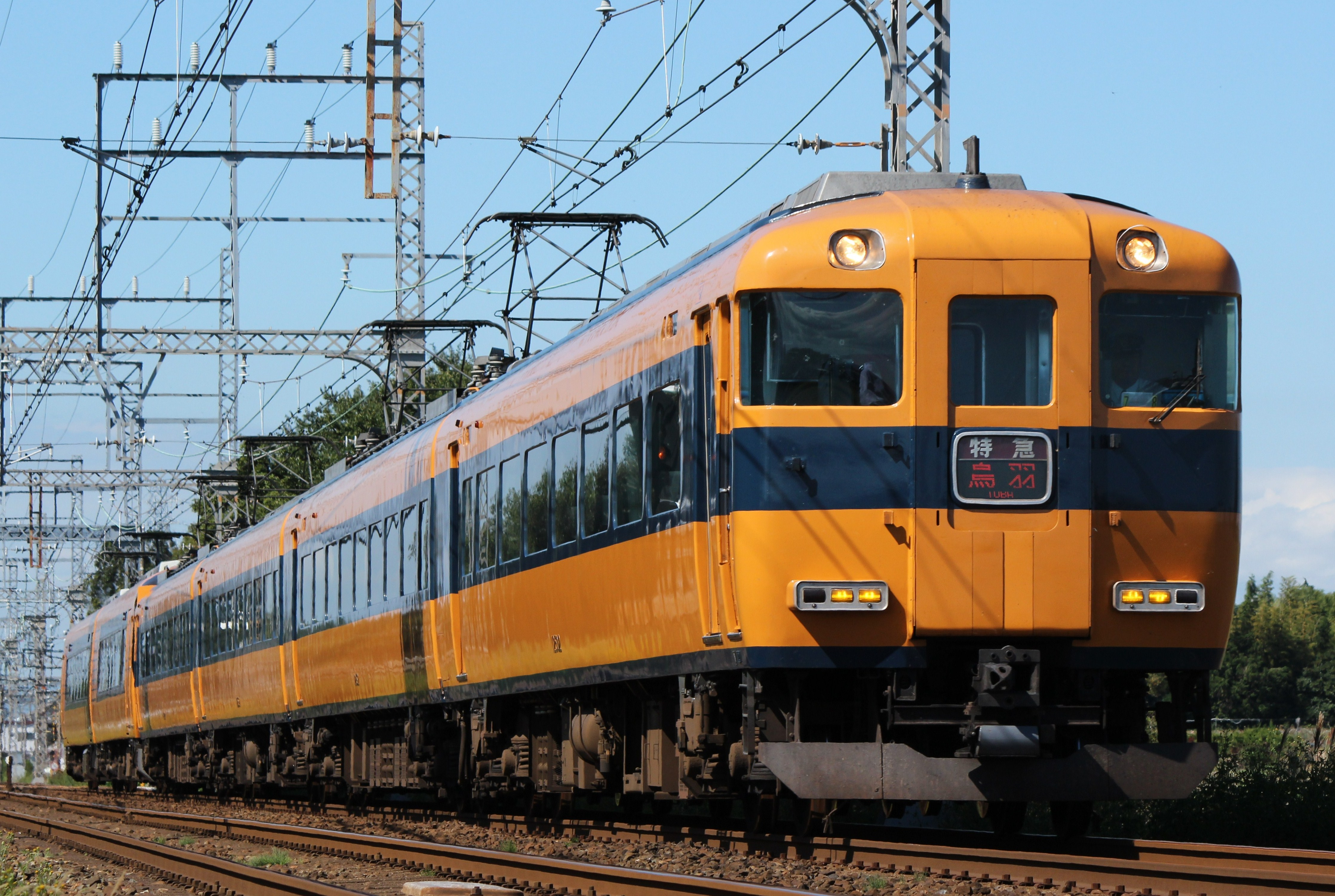
12400系「Sunny Car」 （通用特急車輛）
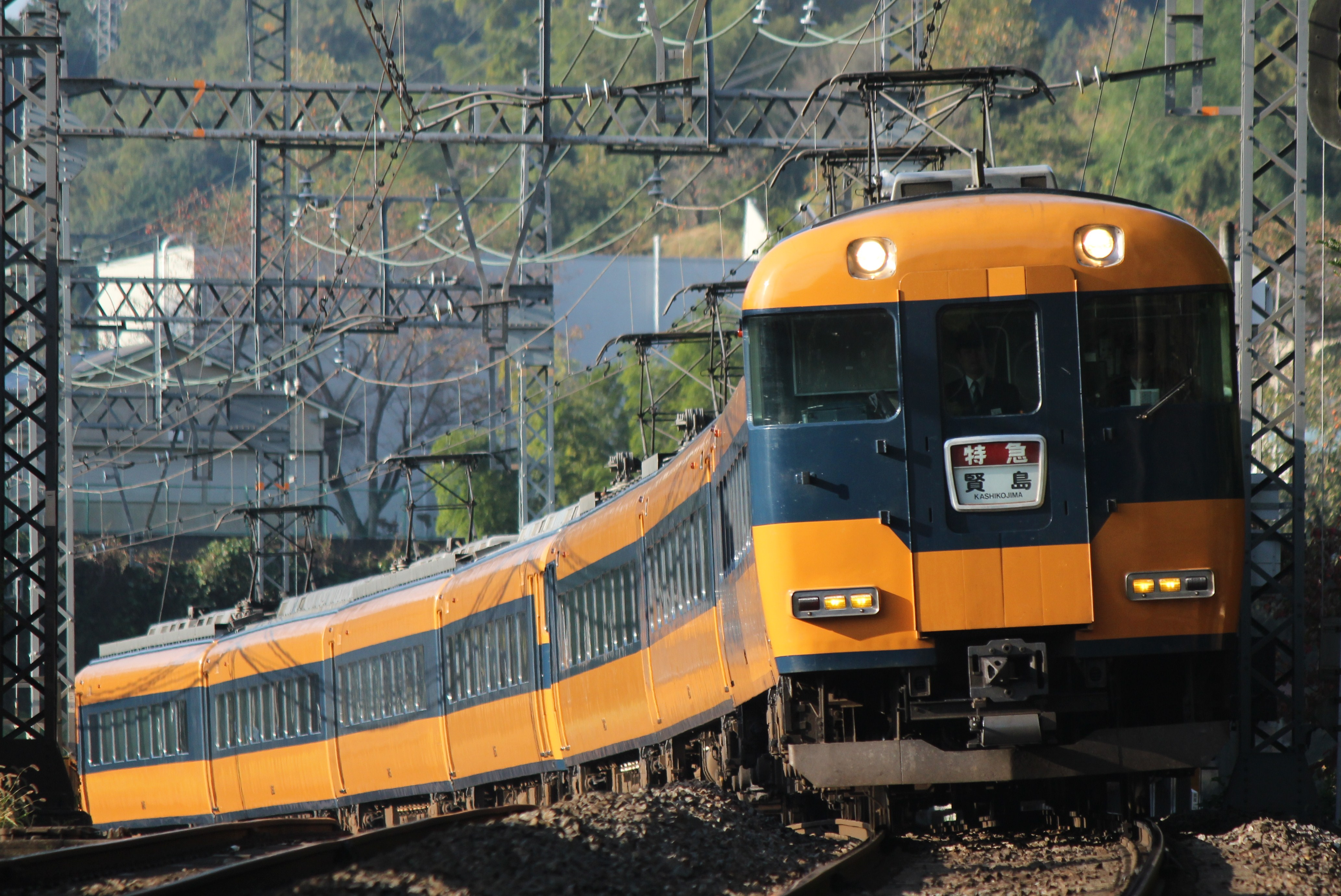
12200系「新Sunny Car」 （通用特急車輛）

窄軌線區（吉野特急、蔚藍交響曲）

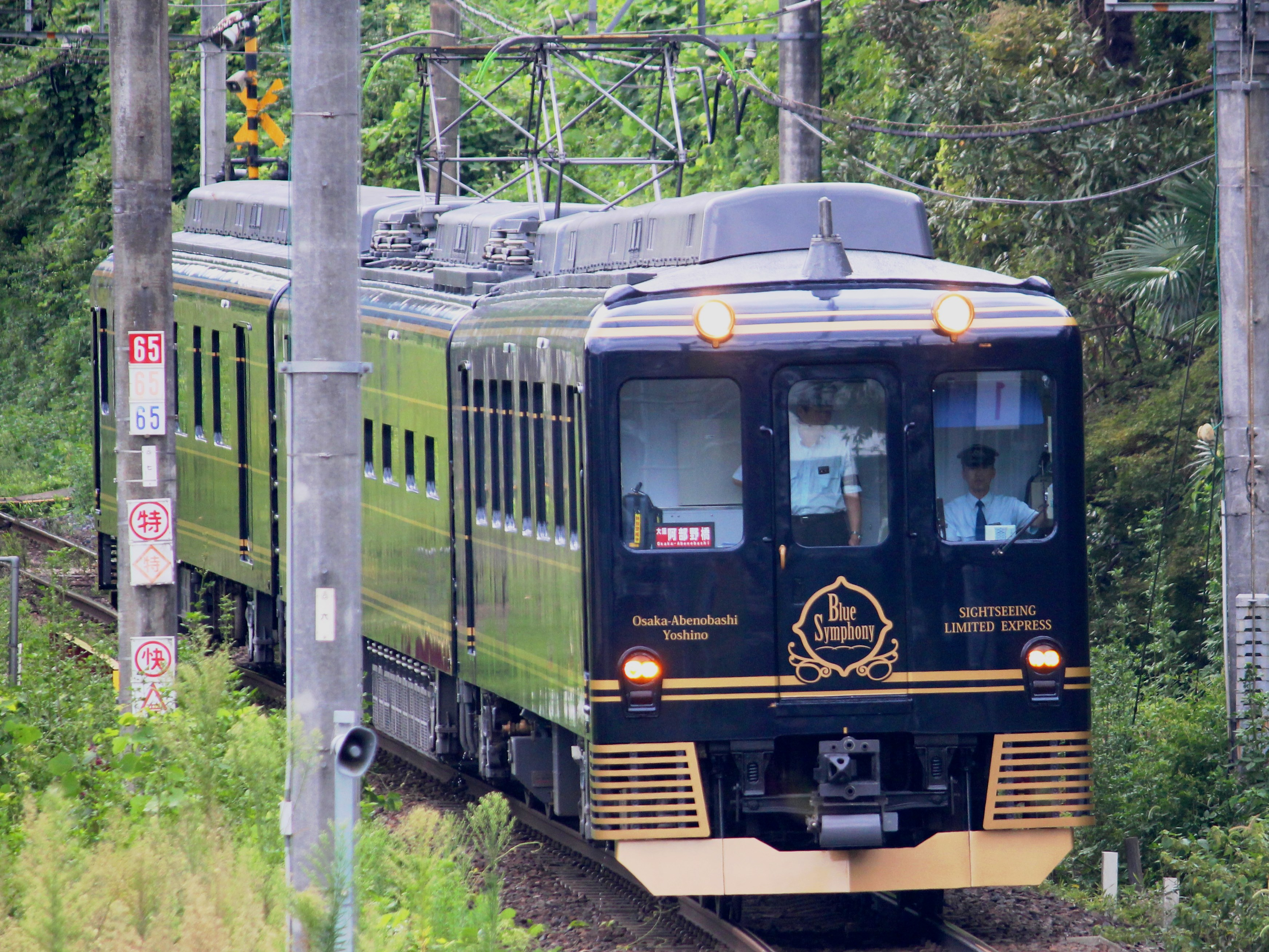
16200系
「蔚藍交響曲」
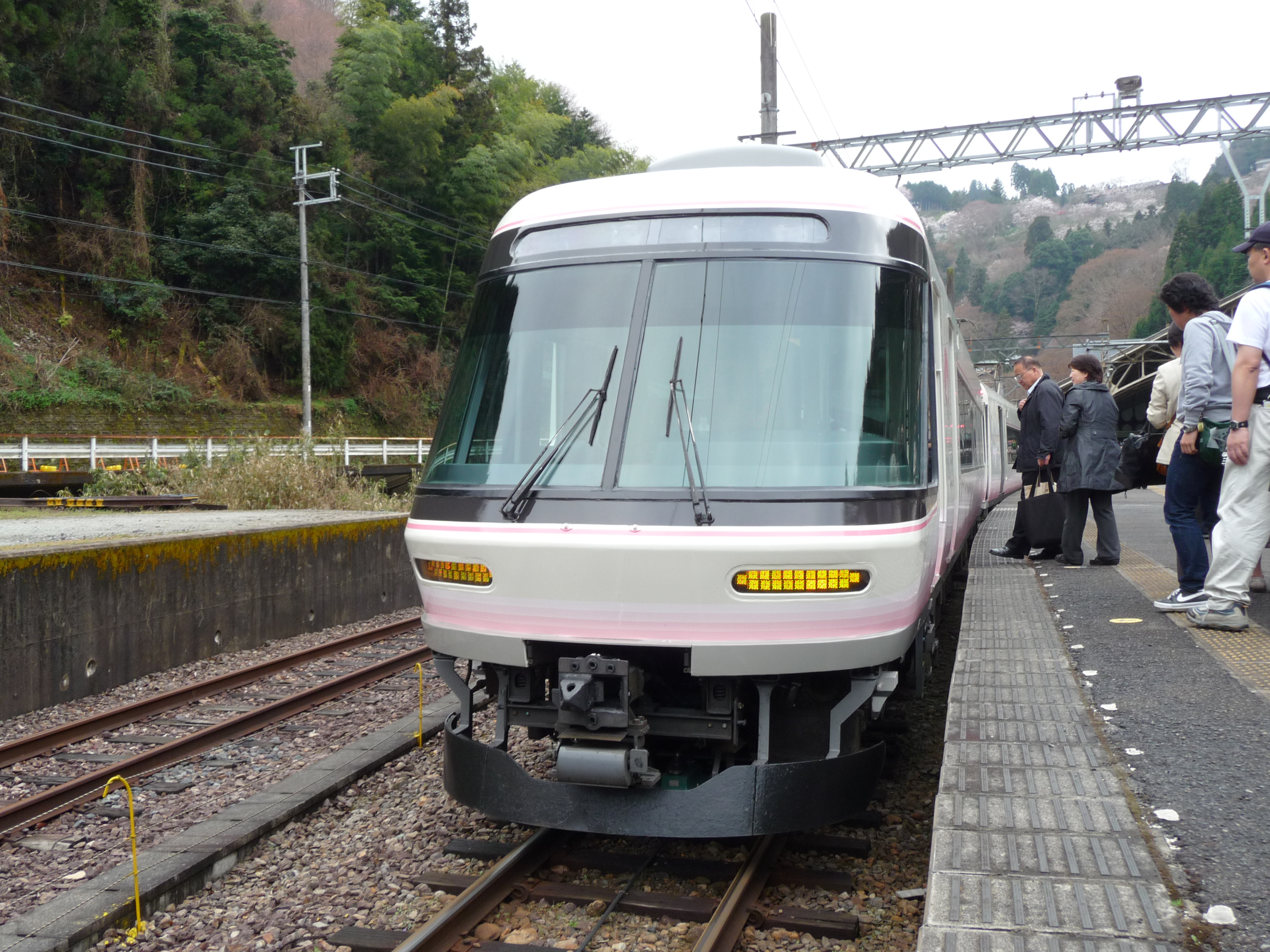
26000系 「Sakura Liner」
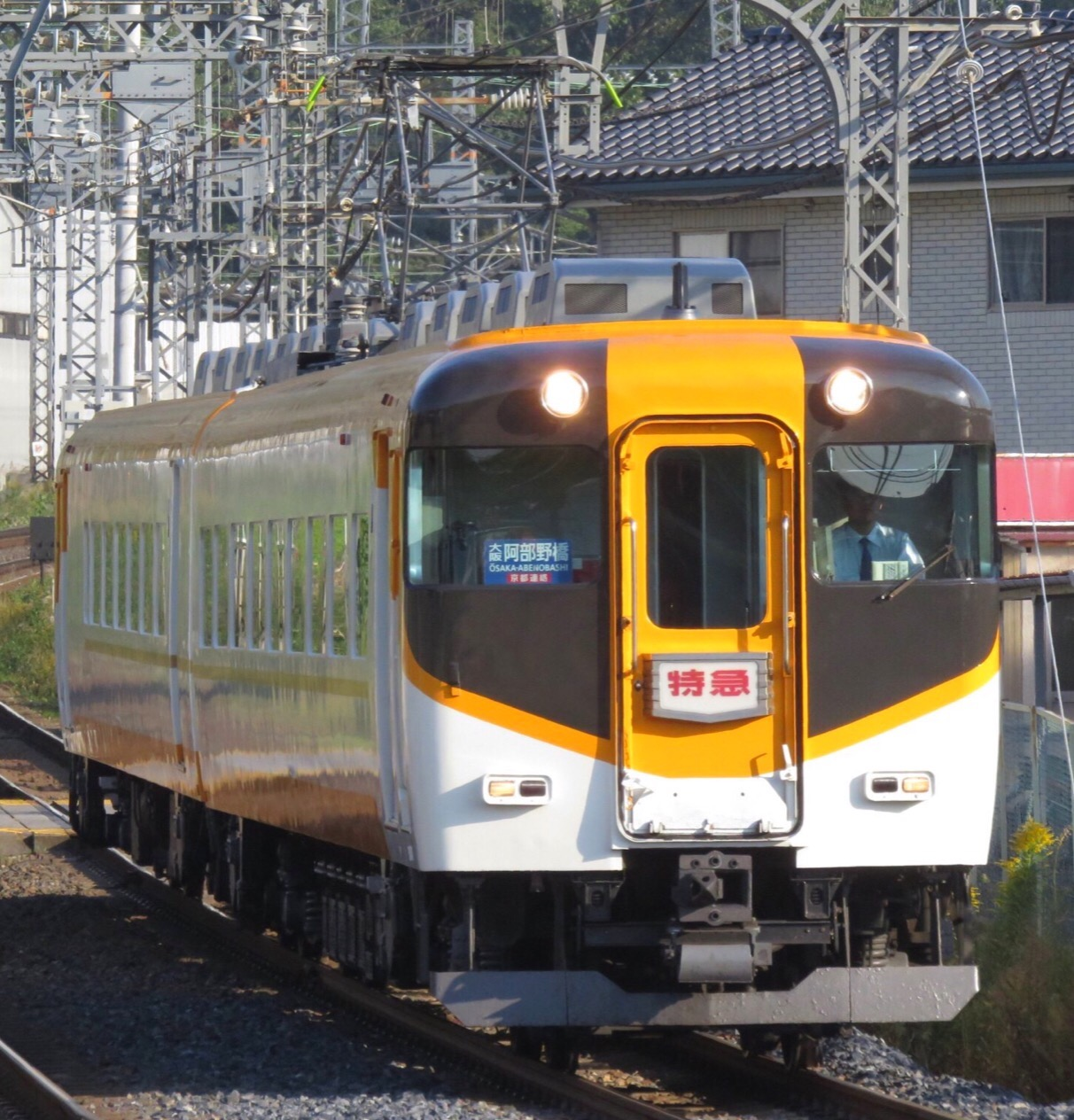
16000系 （通用特急車輛）
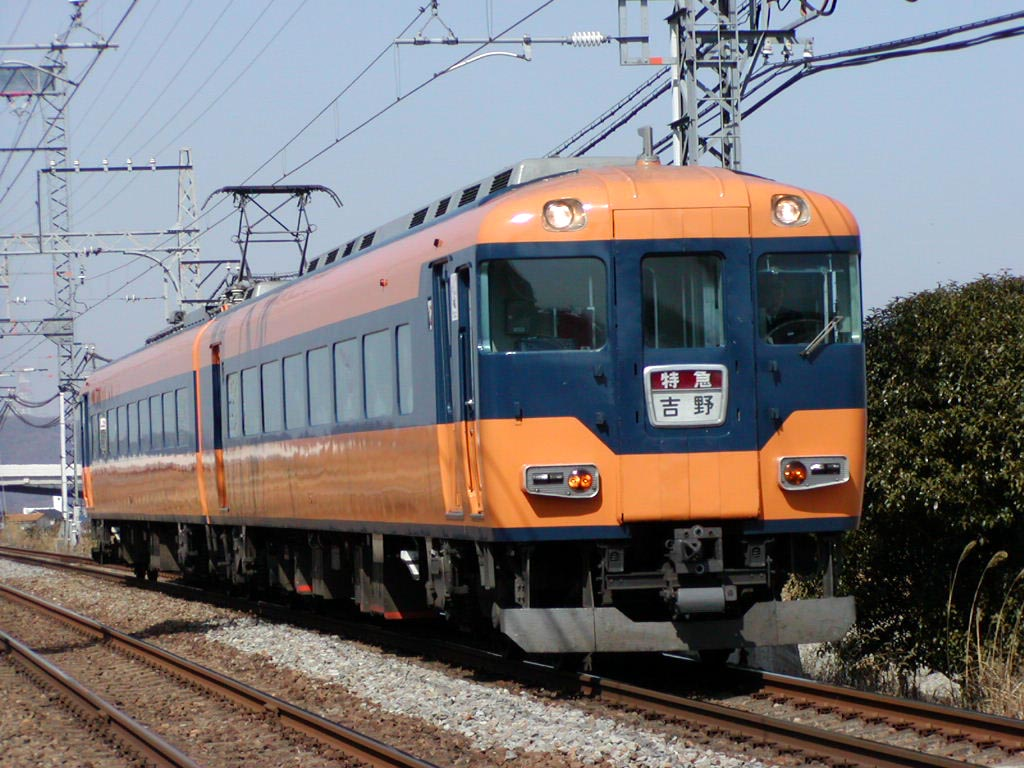
16010系 （通用特急車輛）
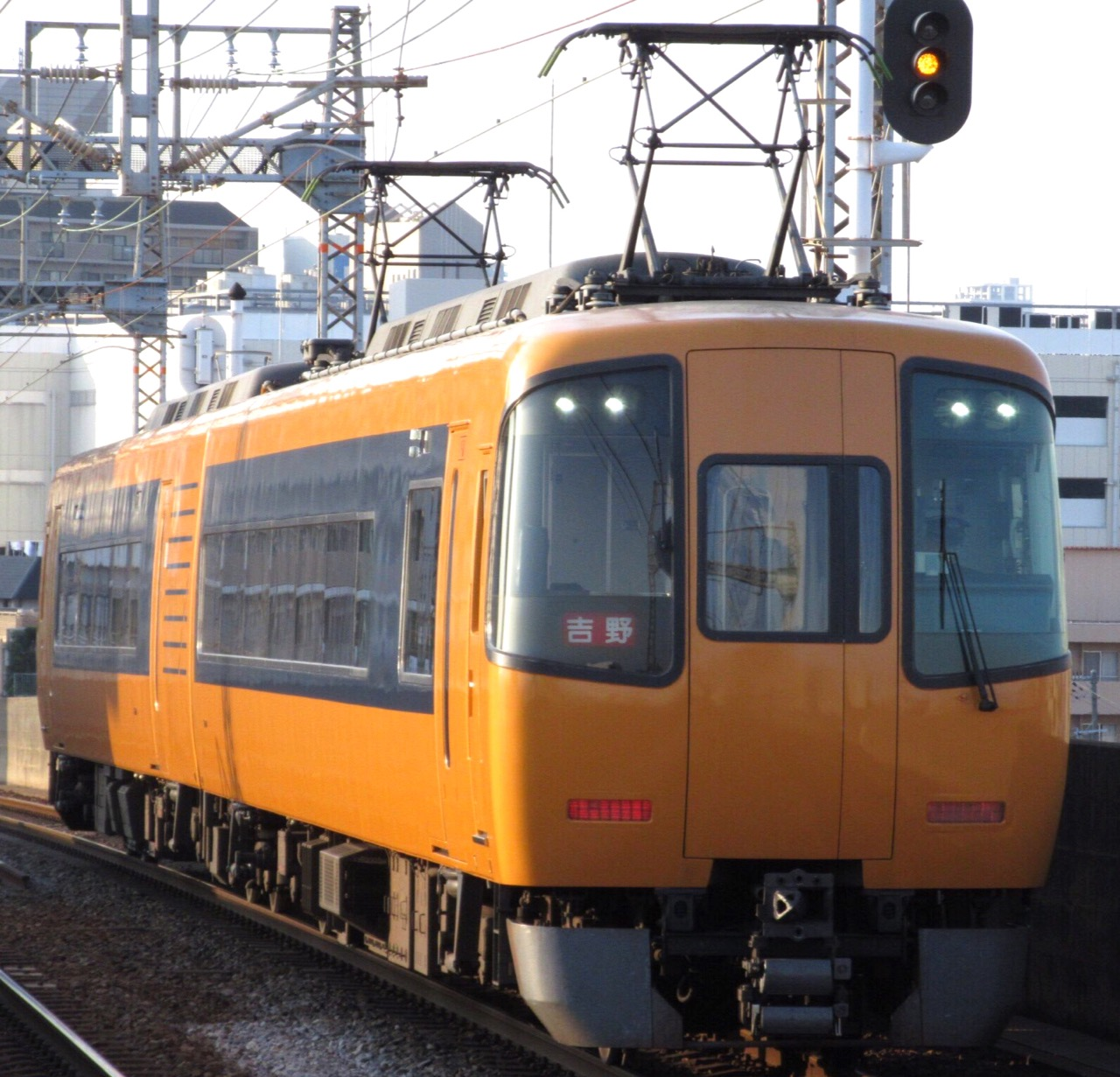
16400系「ACE」 （通用特急車輛）
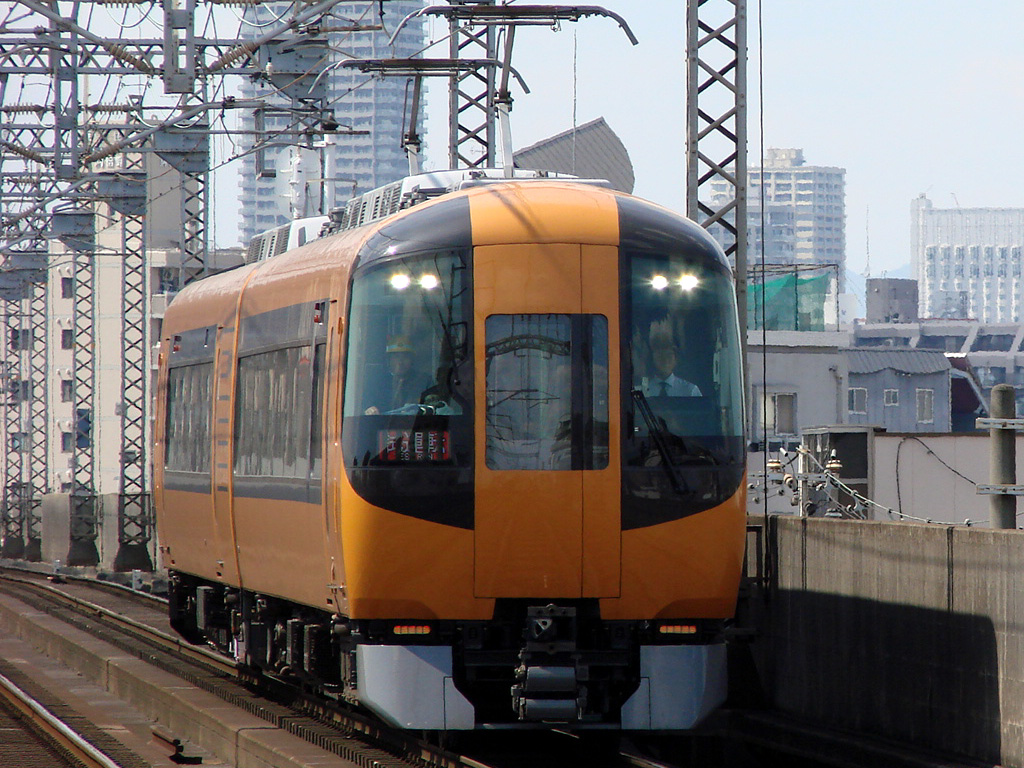
16600系「Ace」 （通用特急車輛）

### 過去使用車輛

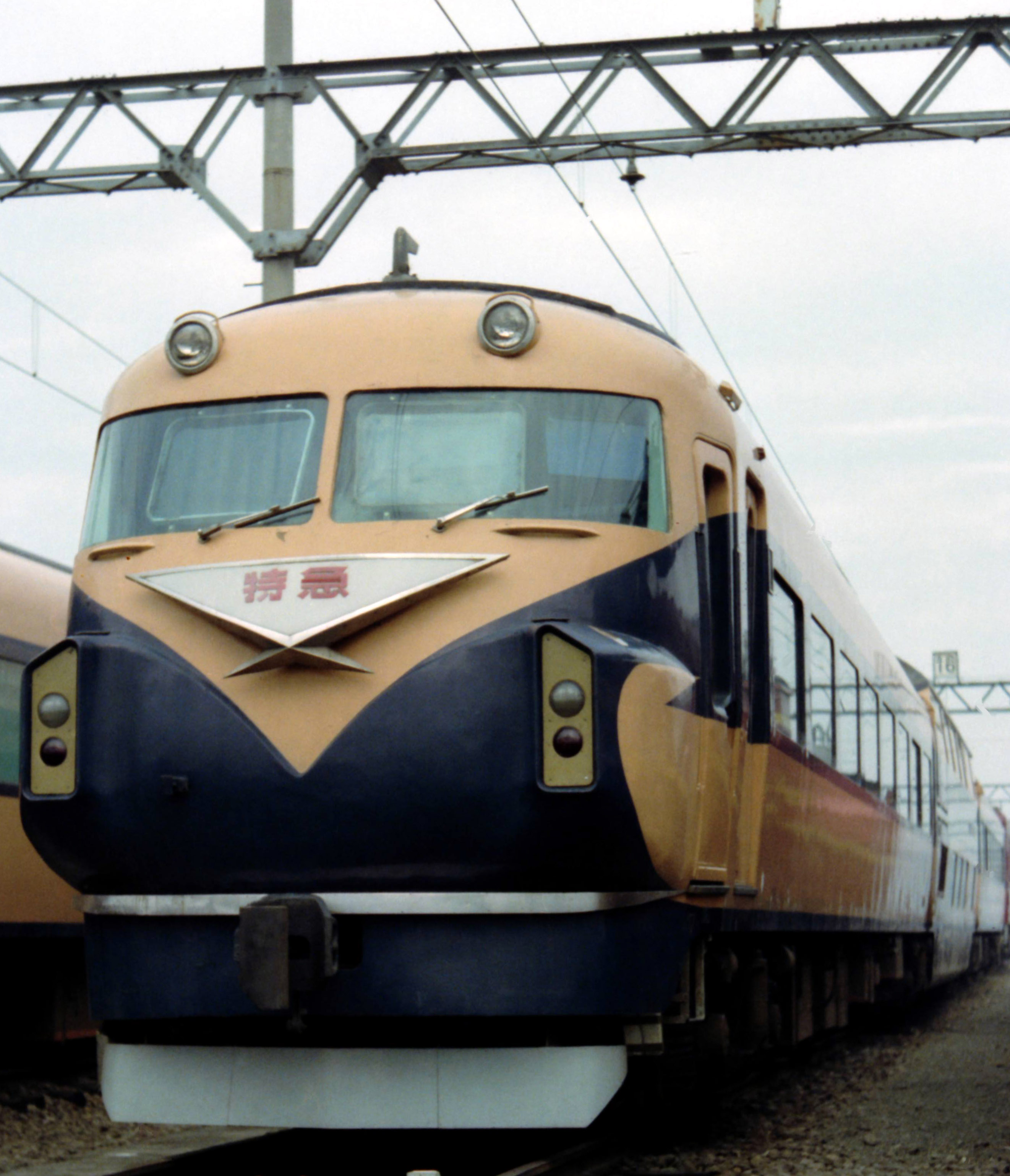
1960年代至1980年代之間製造的特急車輛10100系。在名阪之間軌距統一工程完成後行走的車輛。

- 2200・2227系
- 2250系
- 6301形（在名古屋線使用）
- 6401系（在名古屋線使用）
- 6421系（在名古屋線使用）
- 6431系（在名古屋線使用）
- 680系（在京橿、京奈特急使用）
- 5820形 (初代)（在南大阪線「蘇門羚」使用）
- 10000系（Vista Car I世）
- 10100系（Vista Car II世）
- 20100系（藍天及臨時列車使用）
- 10400系（Ace car）
- 11400系（新Ace car）
- 18000系（在京奈、京橿特急使用）
- 18200系（在京伊特急使用）
- 18400系（Mini Snack Car・京伊特急使用）
- 12000系（Snack Car）

### 用途改變車輛
直至2014年，在1958年以後製造的特急型車輛（除6431系外）有改變至其他用途的有18200系、18400系、12200系三款。這三款車輛均改變為團體專用車輛。當中，18200系「藍天II世」與18400系全部退役。現時只剩下由12200系改造的15200系「新藍天II世」和15400系「光輝」。

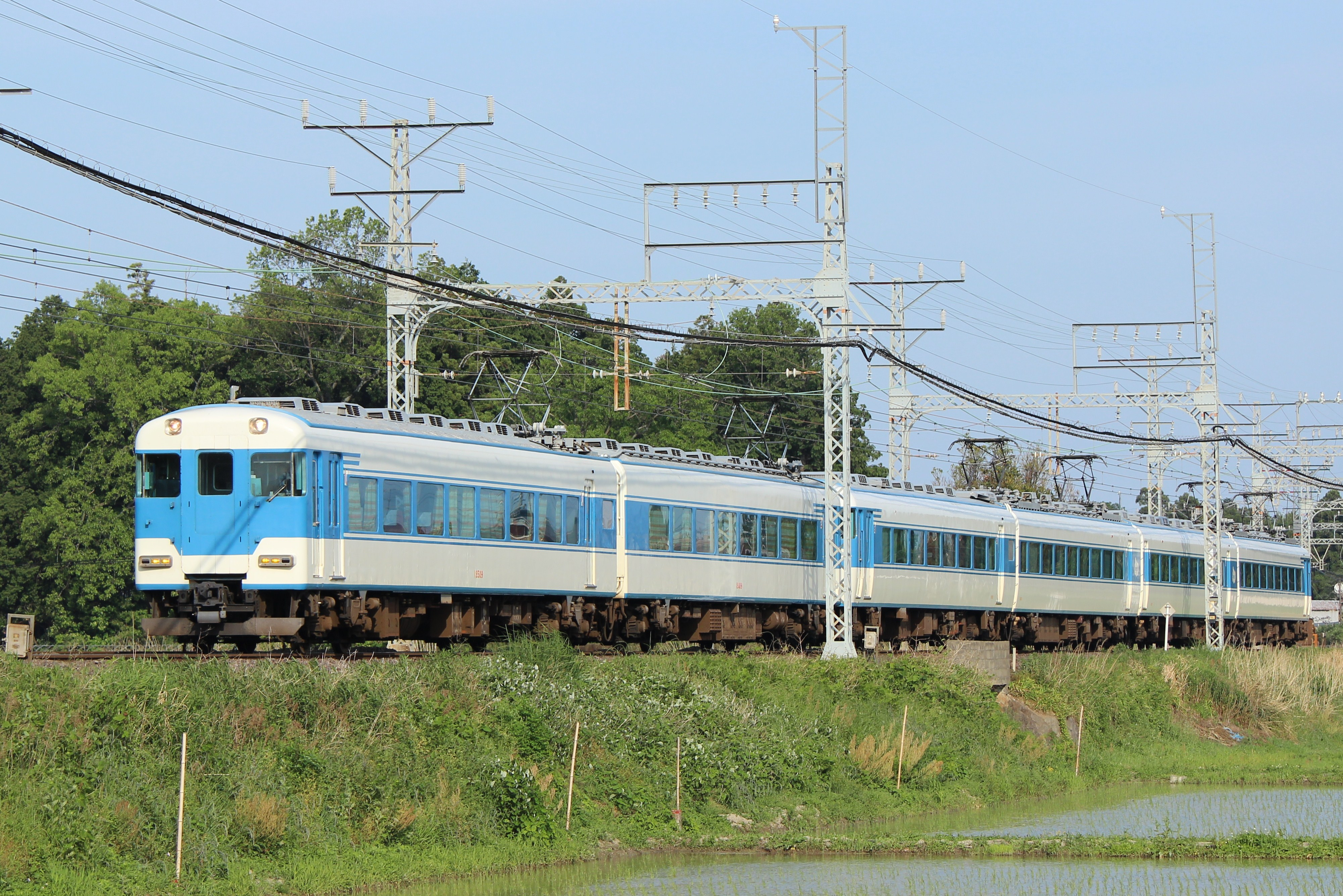
18400系（增加車廂至「藍天II世」用）
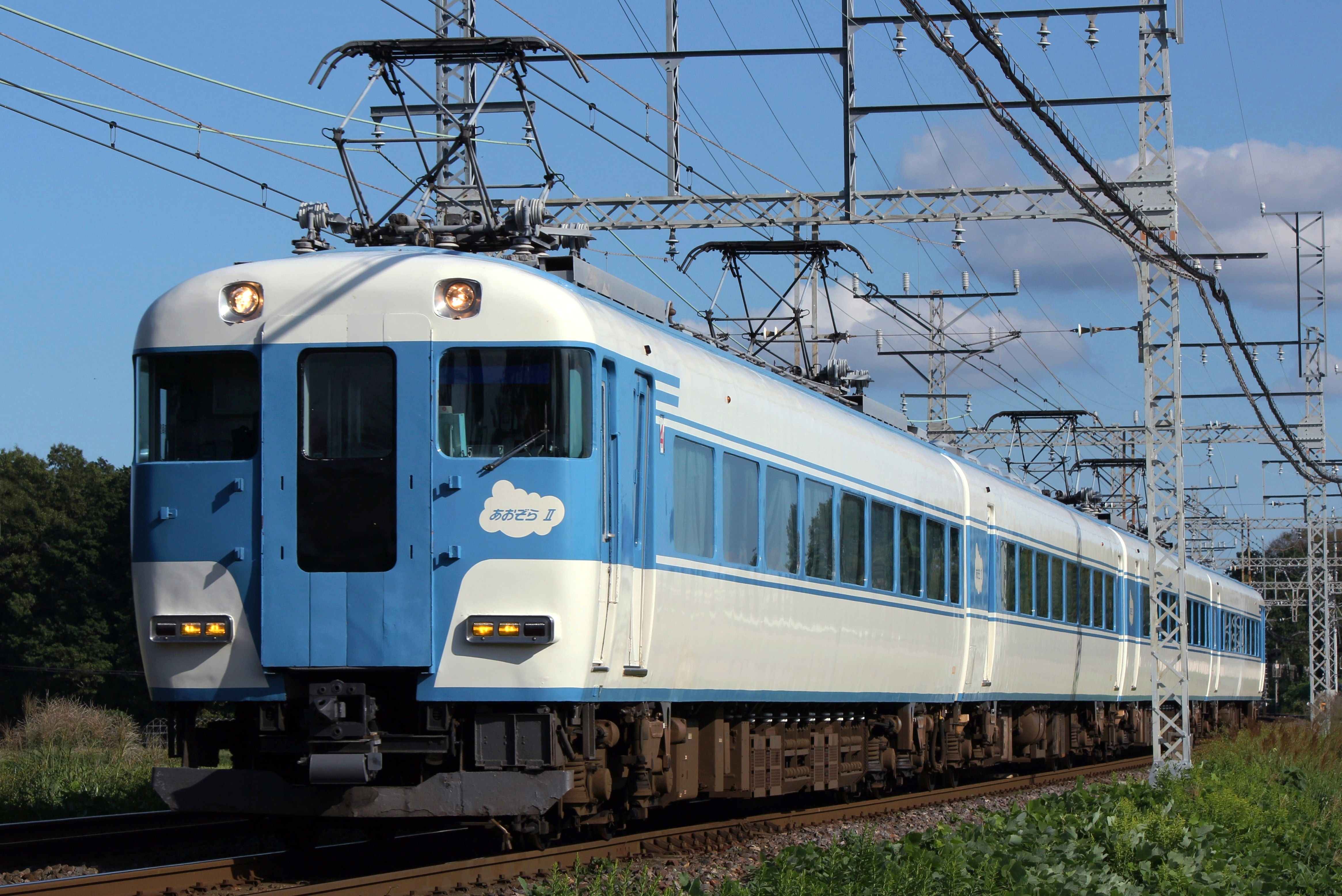
15200系「新藍天II世」
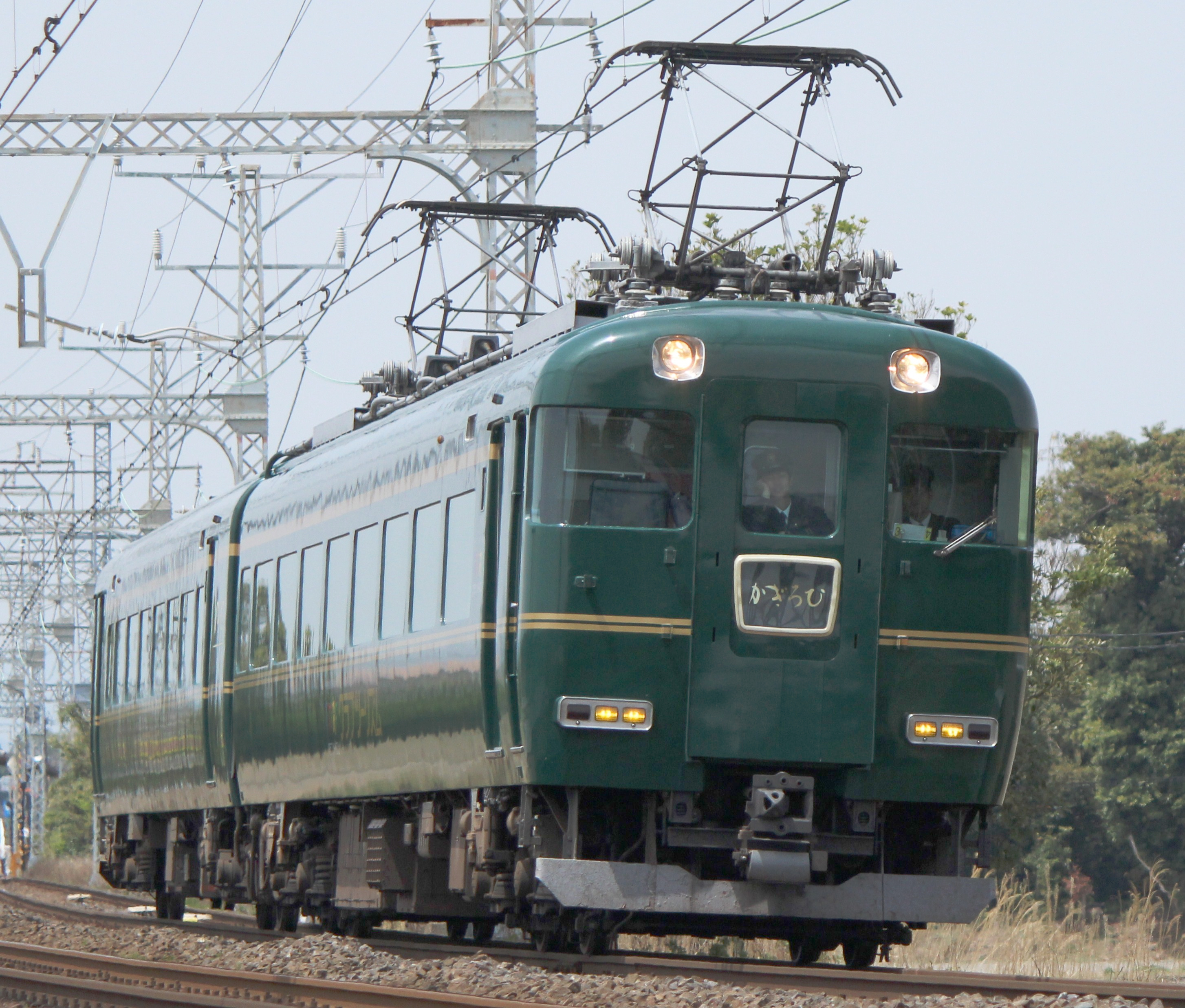
15400系「光輝」

## 特急車廂內部

### 座位
因應現今社會需求多樣化，提供了不同種類的座位與空間，使可以根據不同的旅行目的作出選擇。

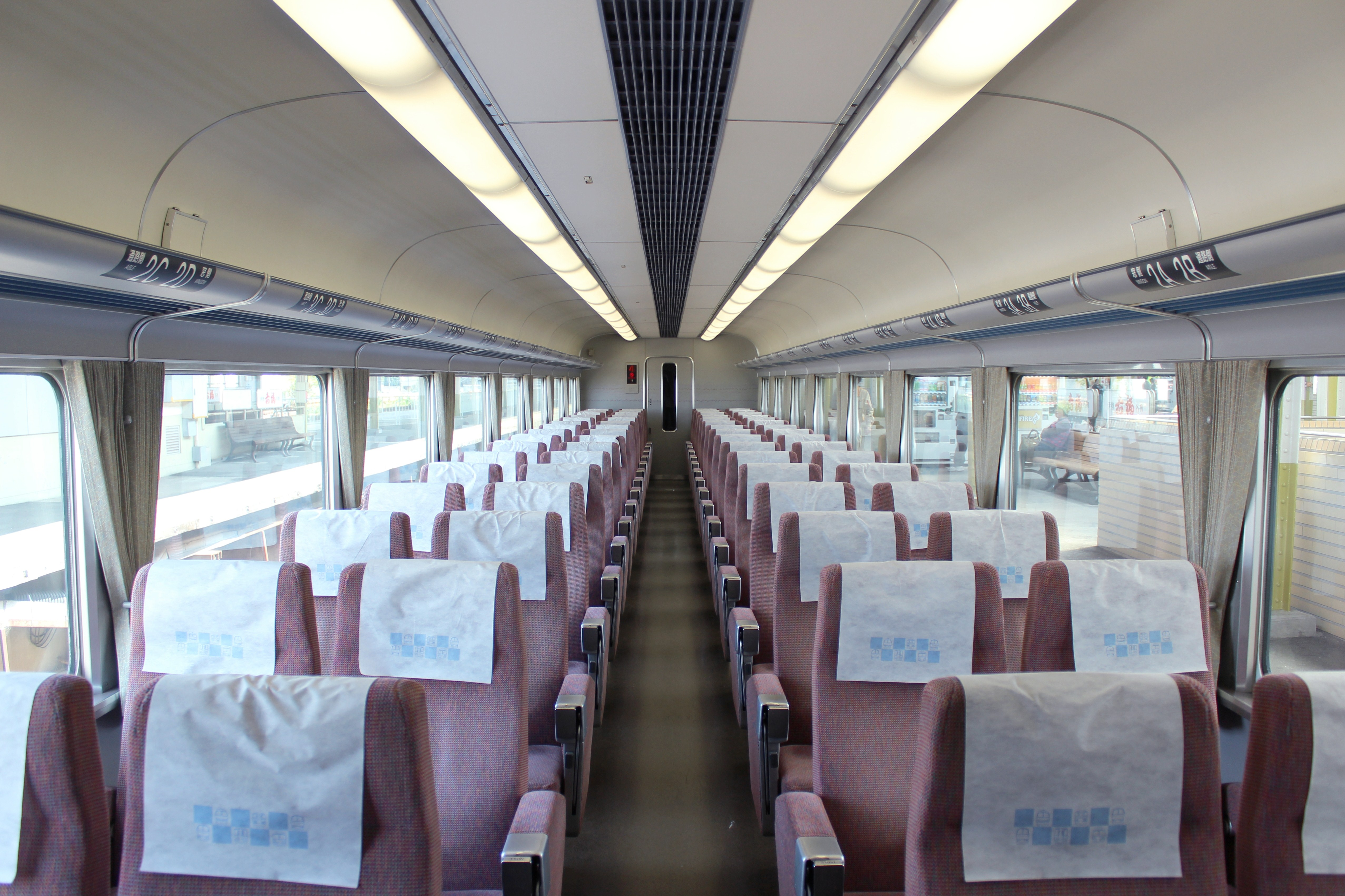
普通車廂座位 （通用特急車輛）
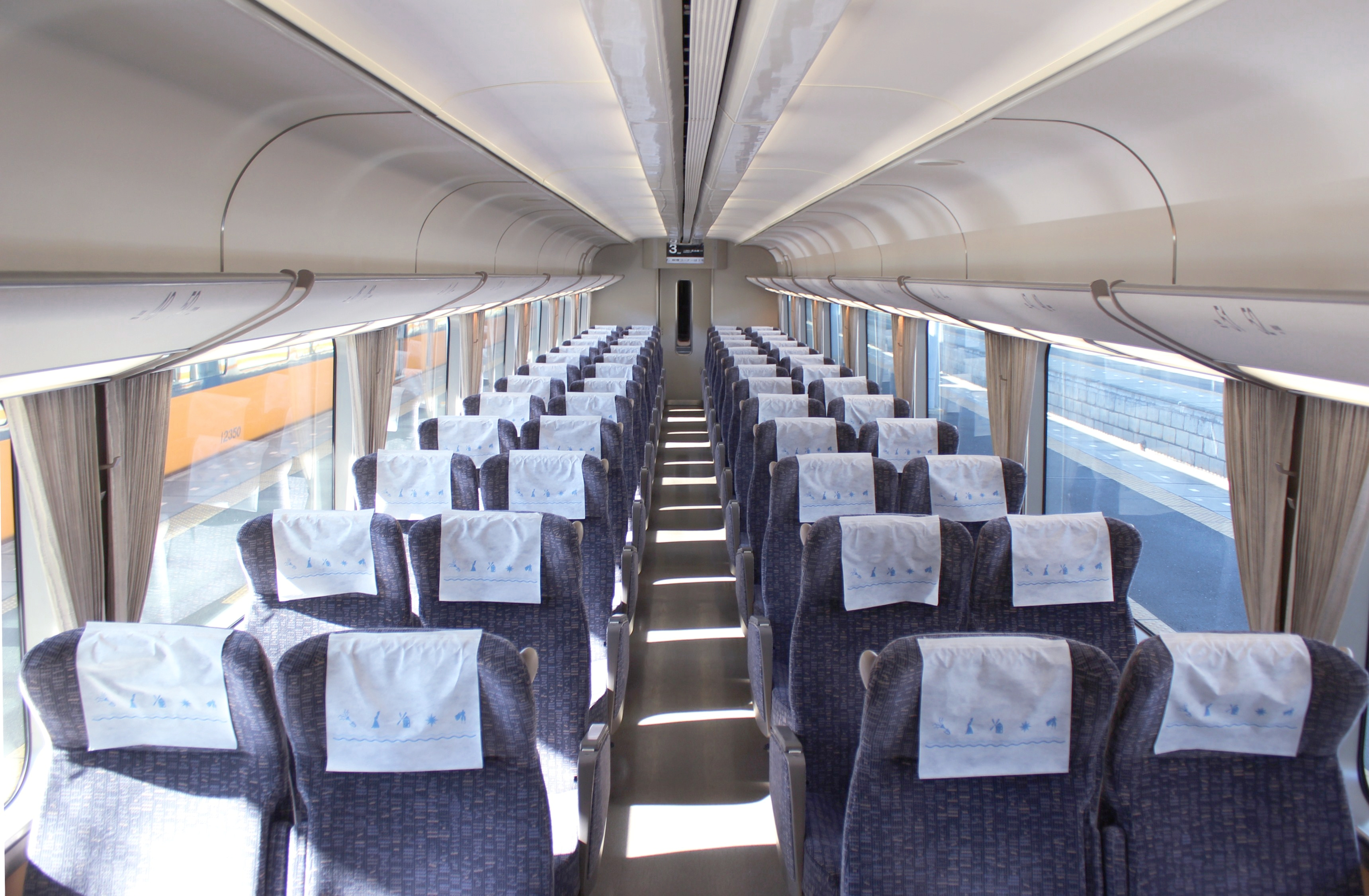
普通座位 （Urban Liner）
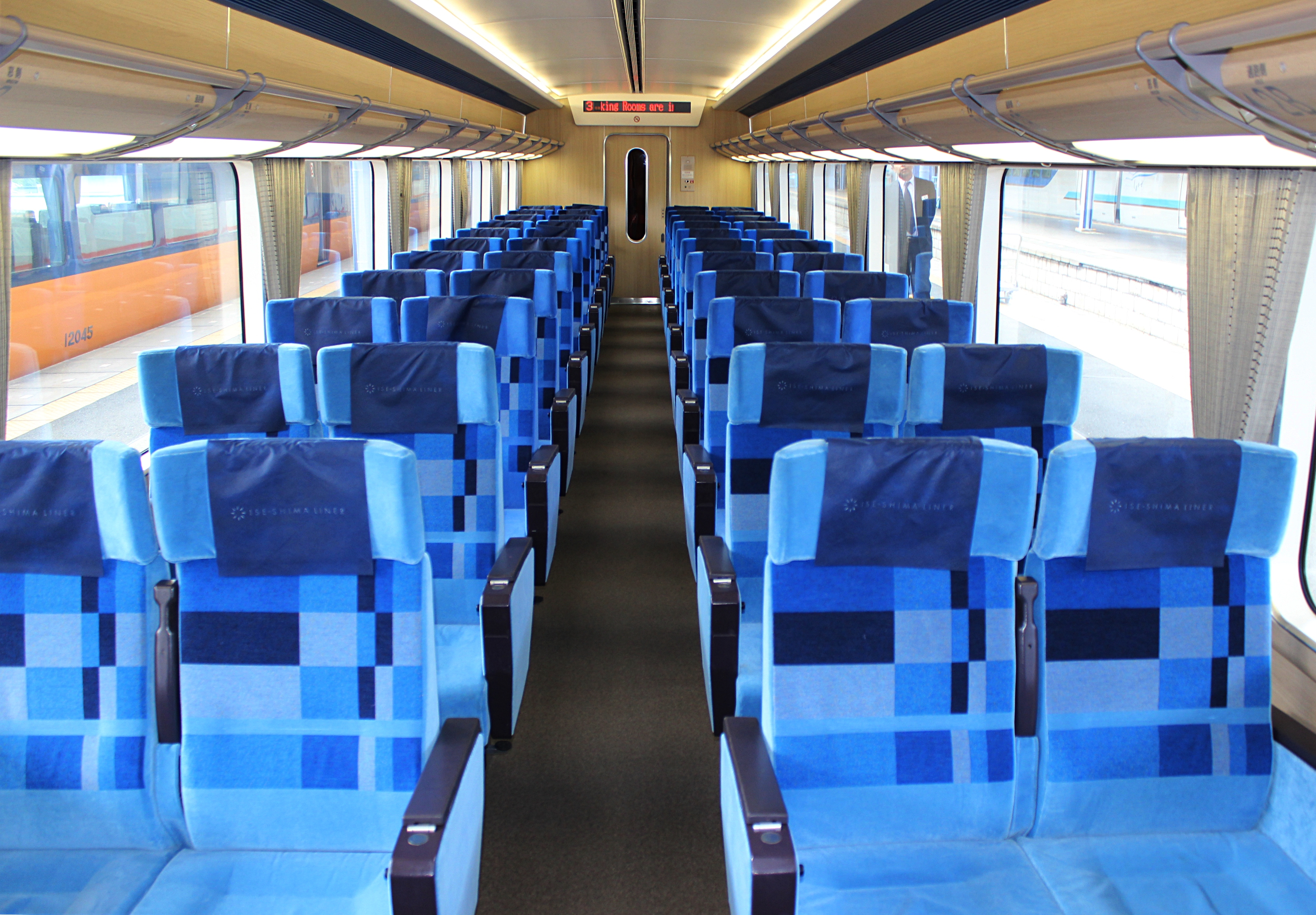
普通座位 （伊勢志摩Liner）
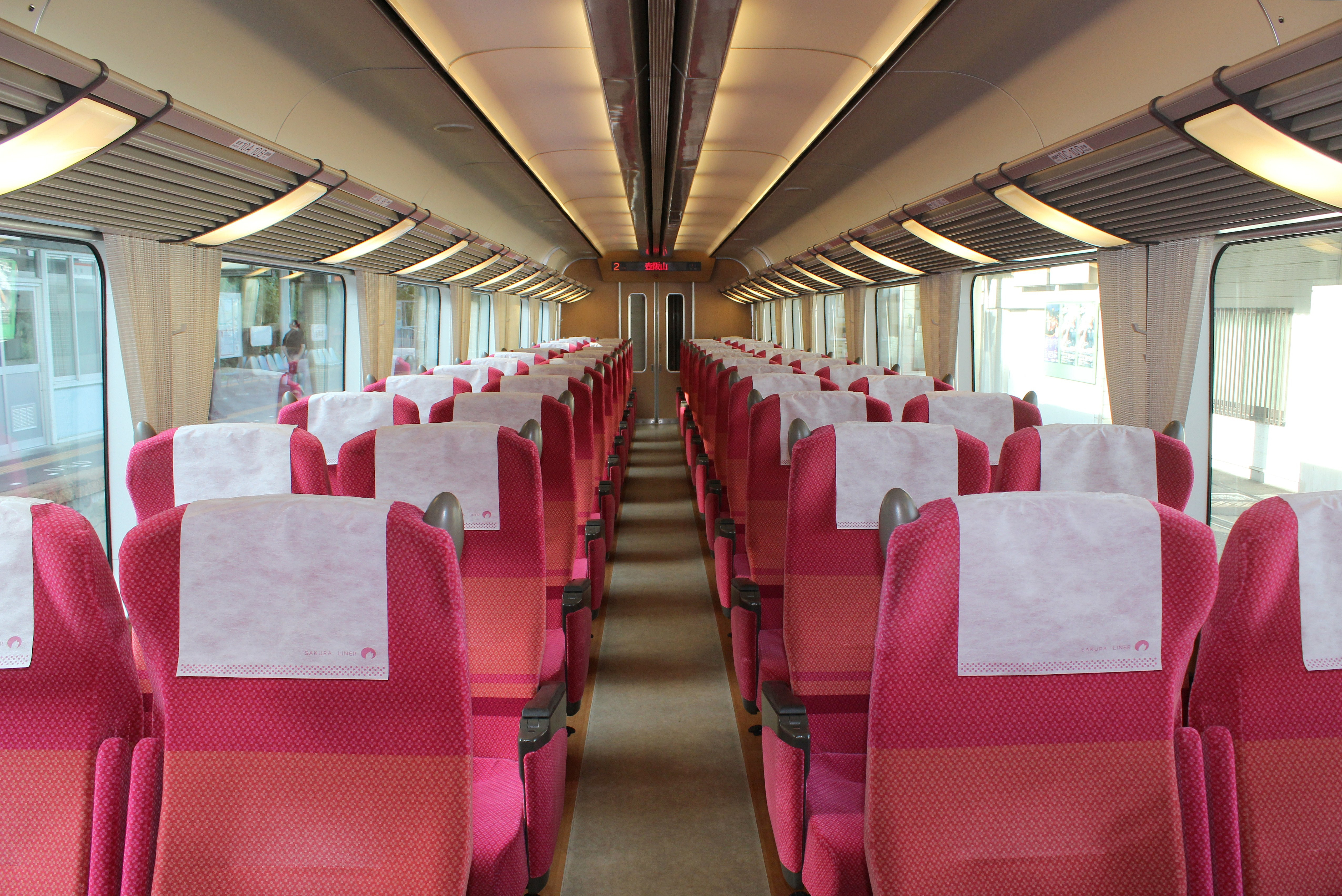
普通座位 （Sakura Liner）
普通座位 （Hinotori）
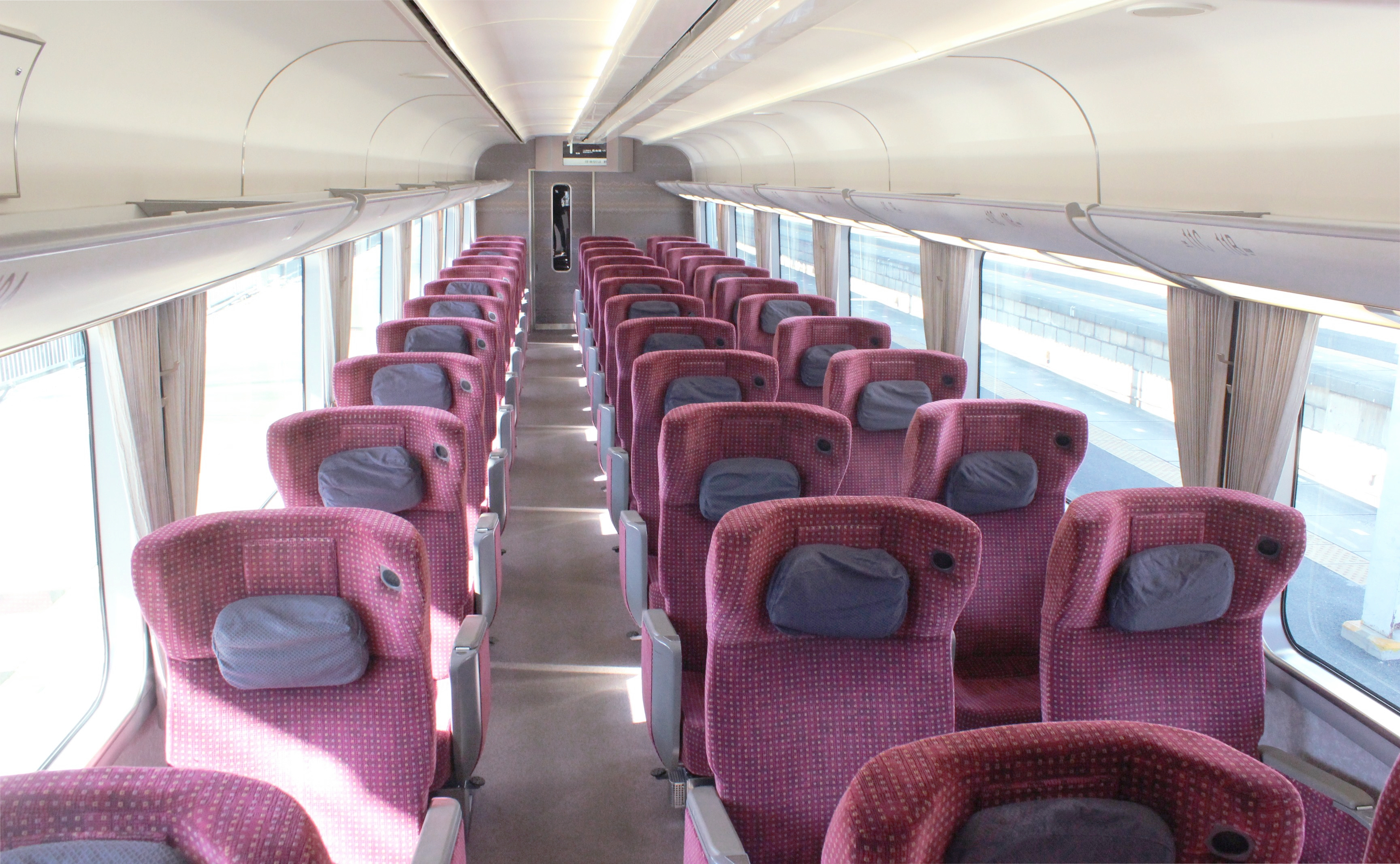
豪華座位 （Urban Liner）
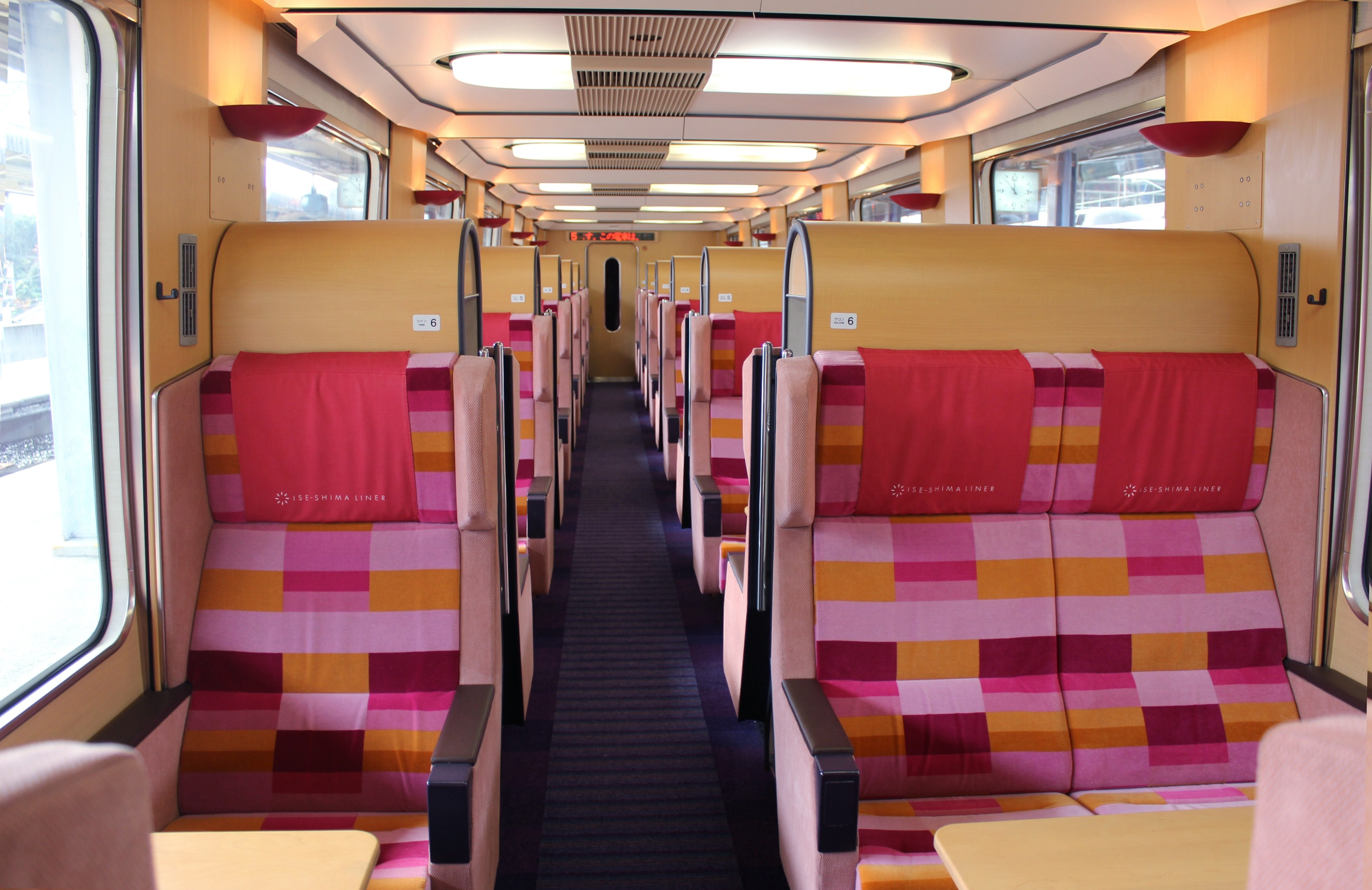
沙龍座位 （伊勢志摩Liner）
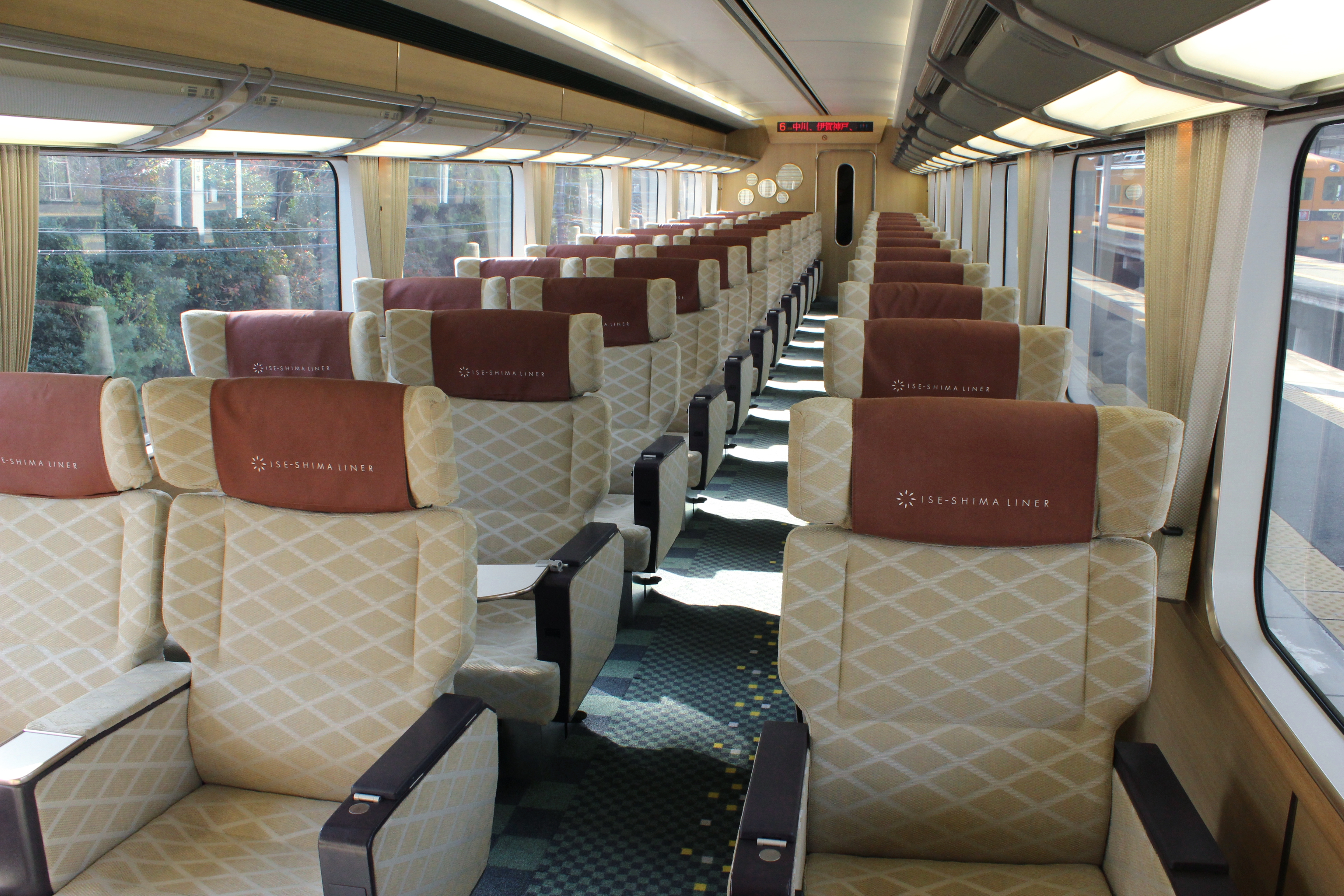
豪華座位 （伊勢志摩Liner）
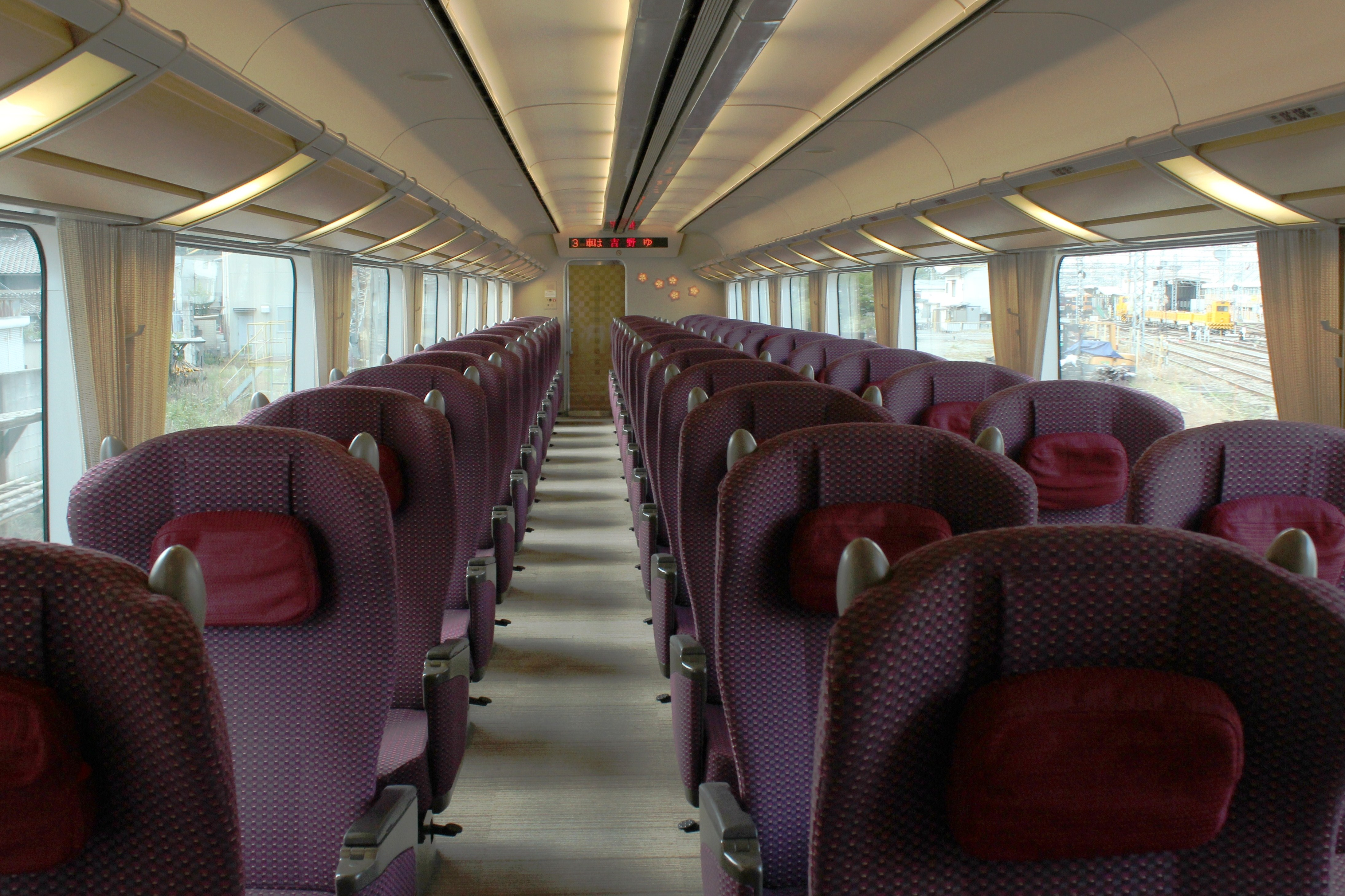
豪華座位 （Sakura Liner）
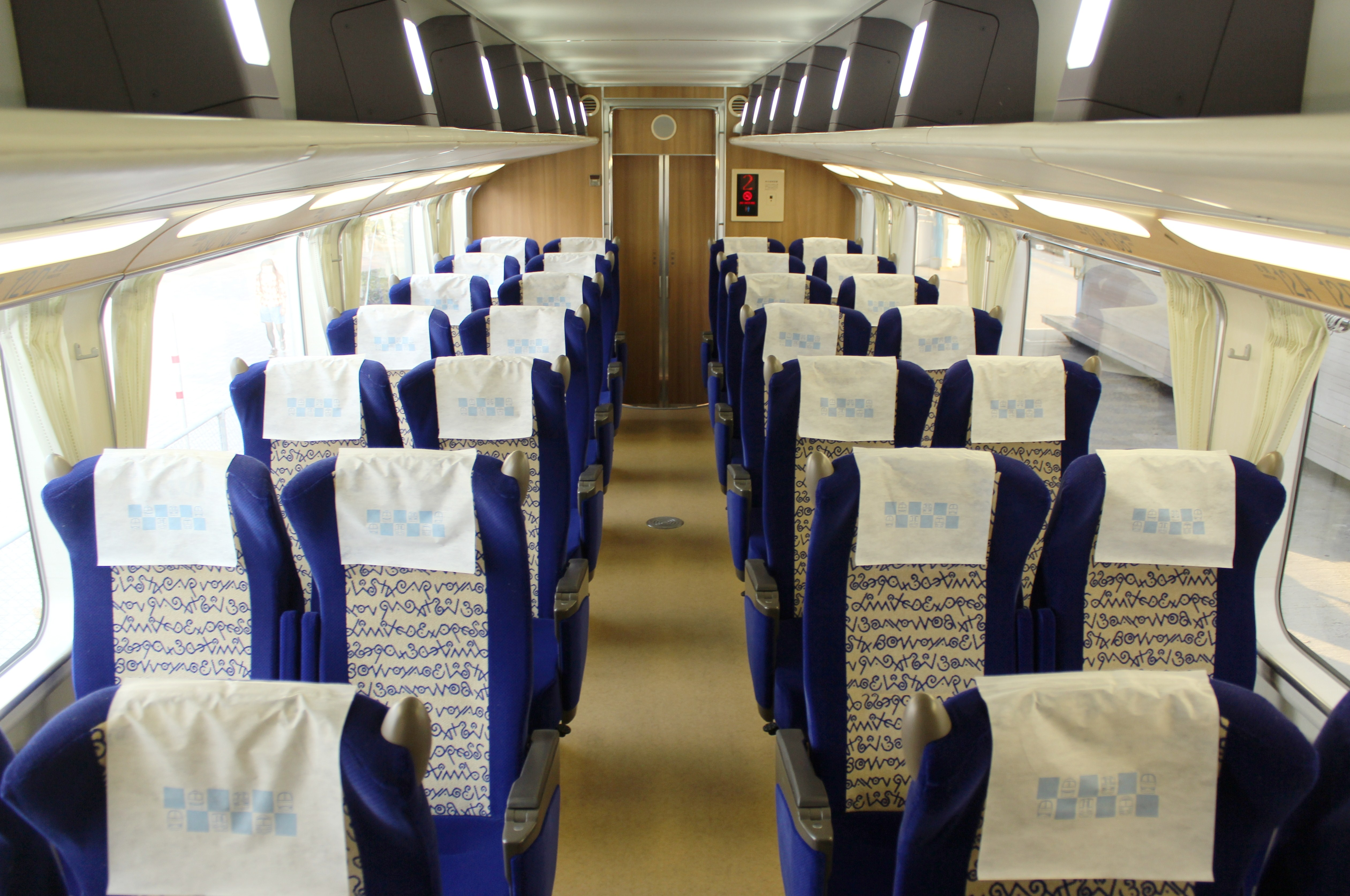
雙層車廂中上層座位 （Vista EX）
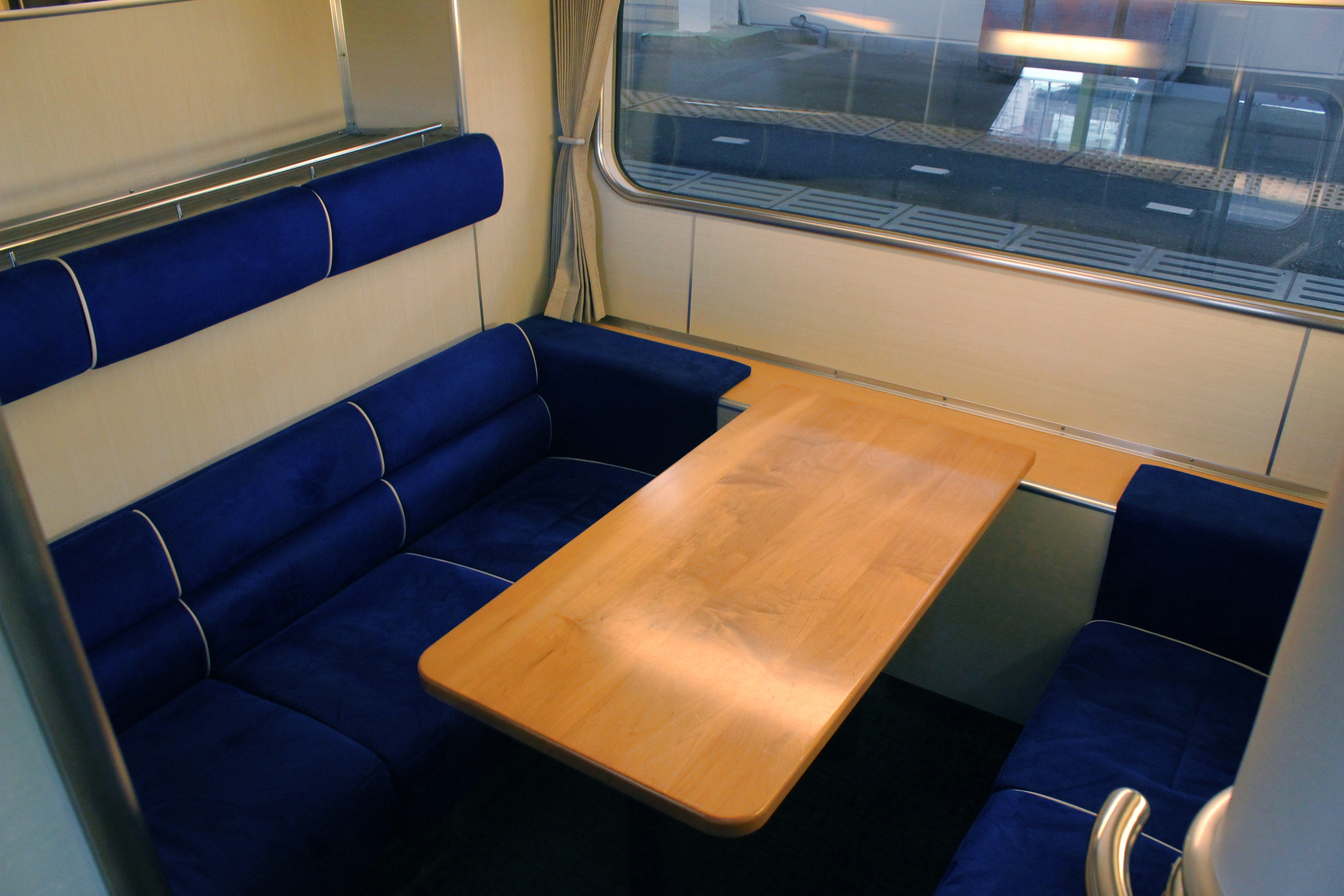
雙層車廂中下層座位 （Vista EX）
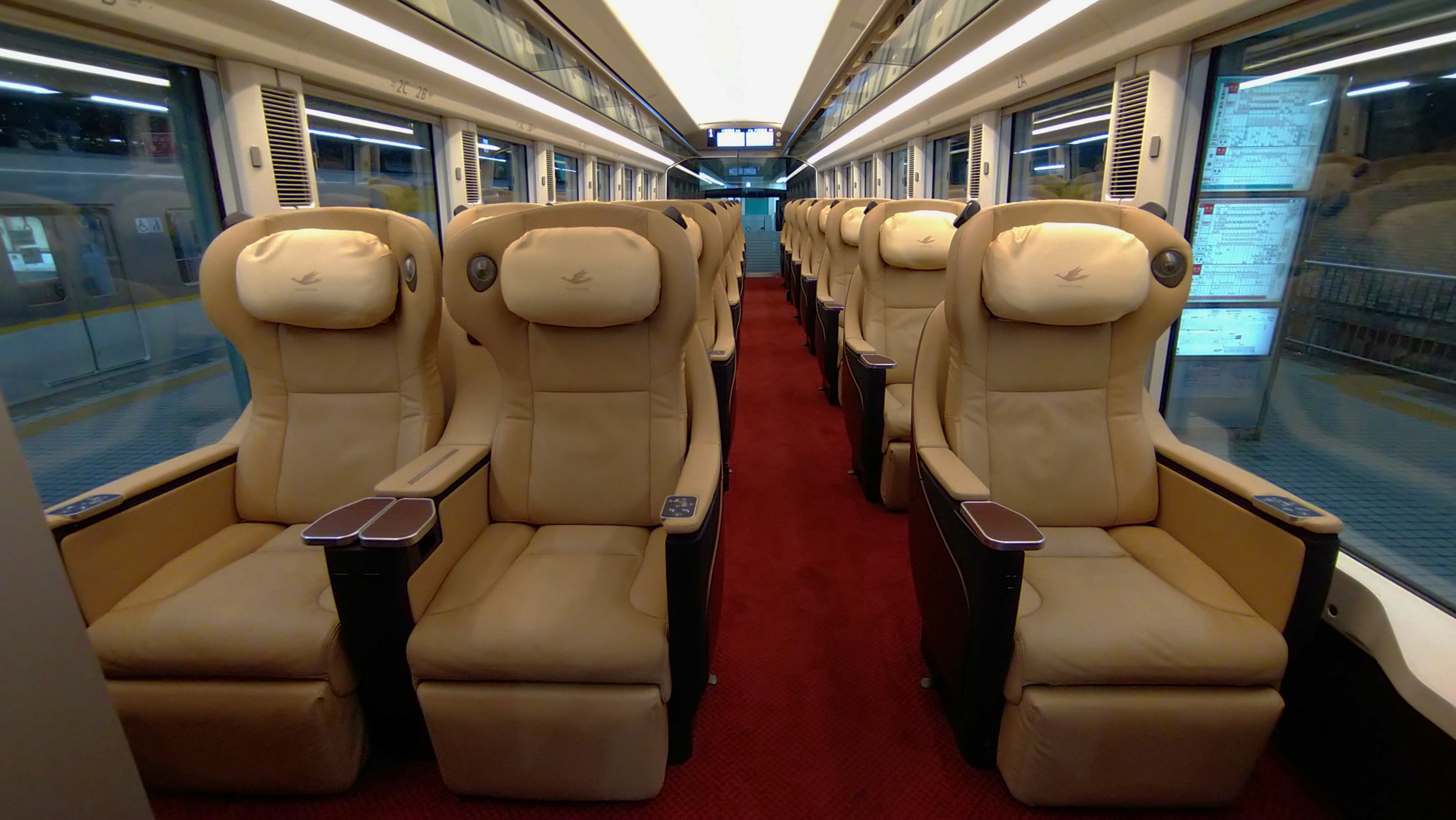
高級座位 （Hinotori）
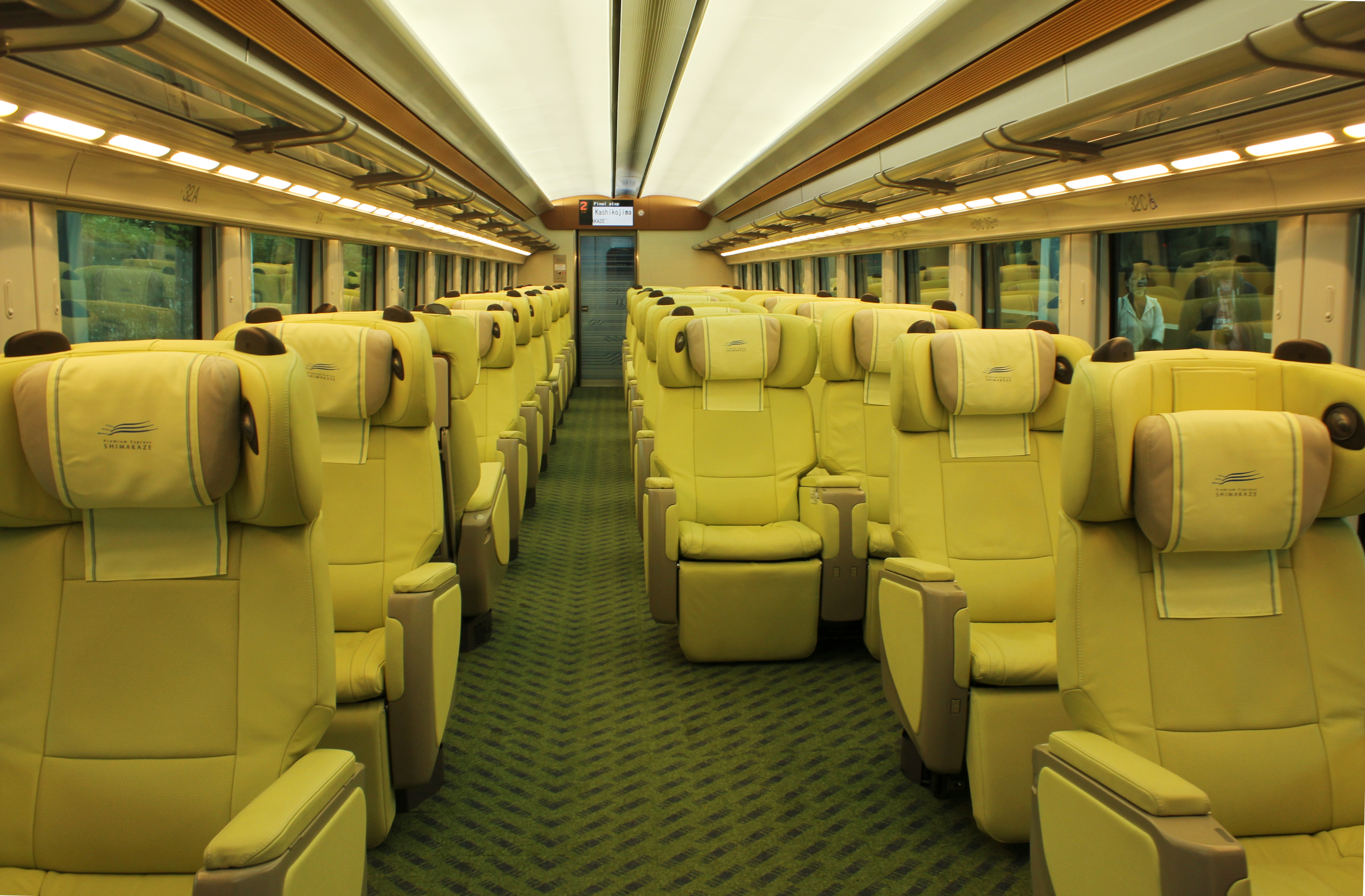
高級座位 （Shimakaze）
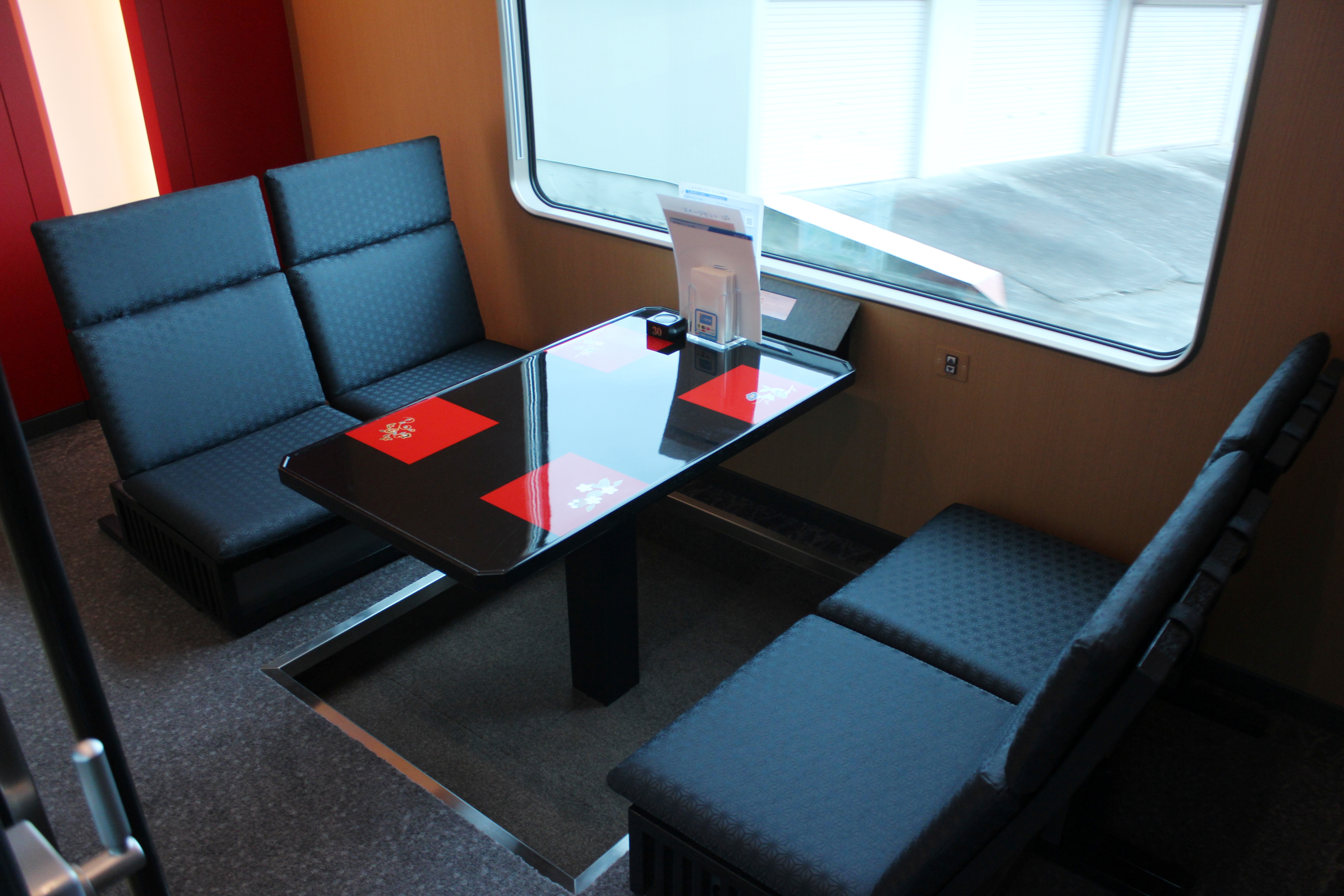
包廂 （Shimakaze）
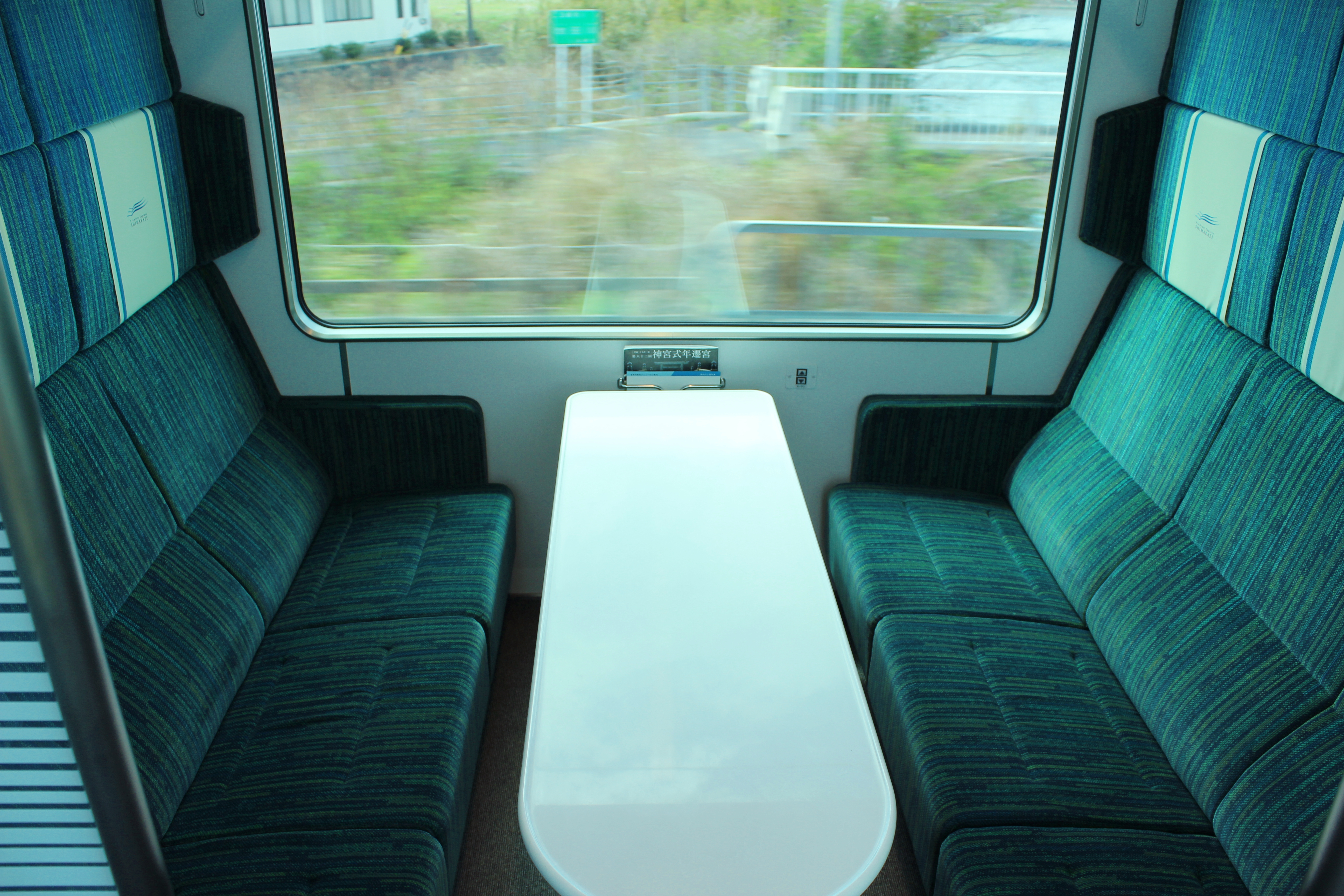
沙龍座位 （Shimakaze）

### 洗手間
每2卡車廂便設置一間洗手間與洗手盆。此外，Urban Liner與22600系均設有女性専用洗手間。而「Shimakaze」更設有化妝間。

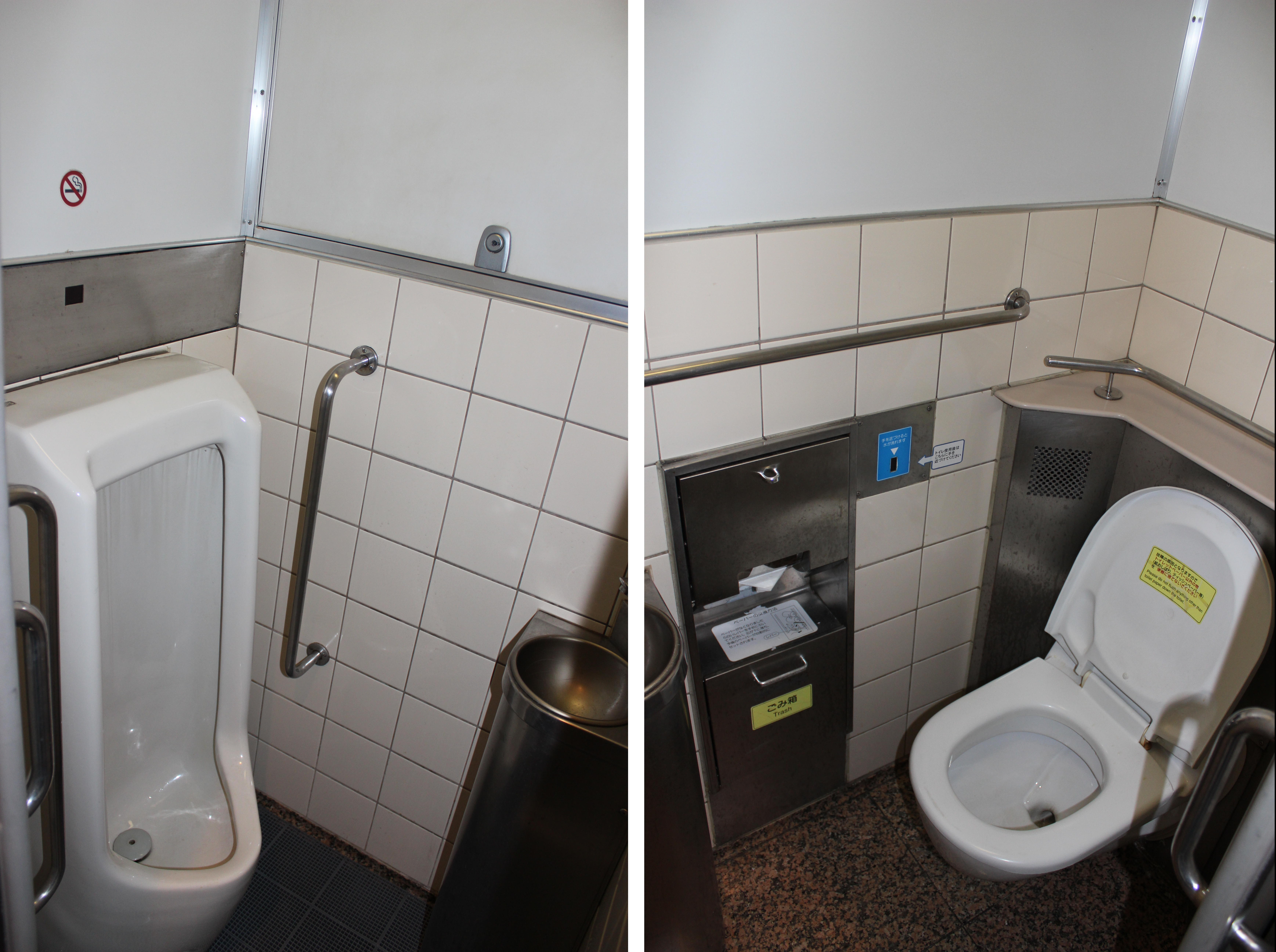
12400系的一般洗手間
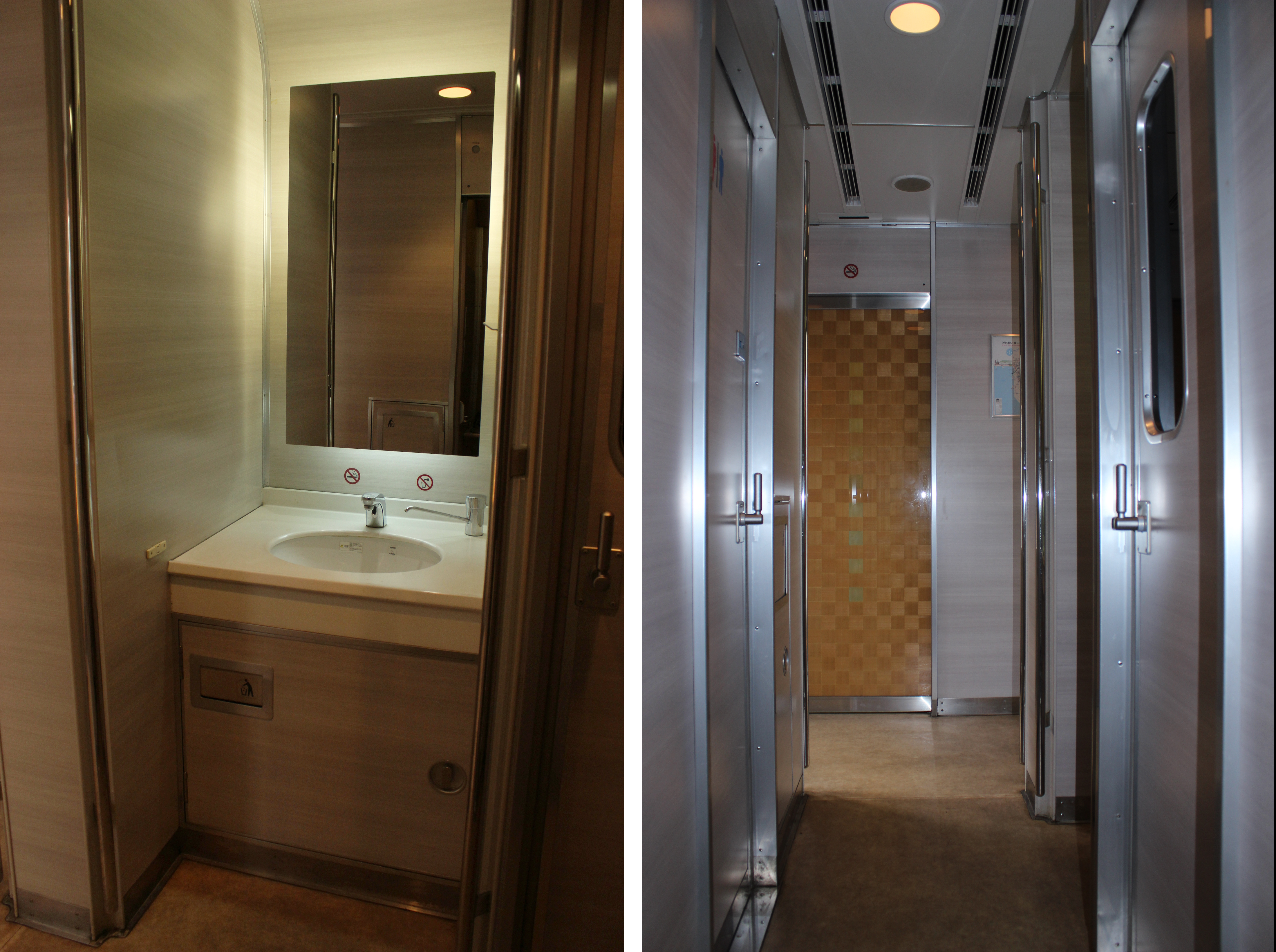
26000系的洗手盆
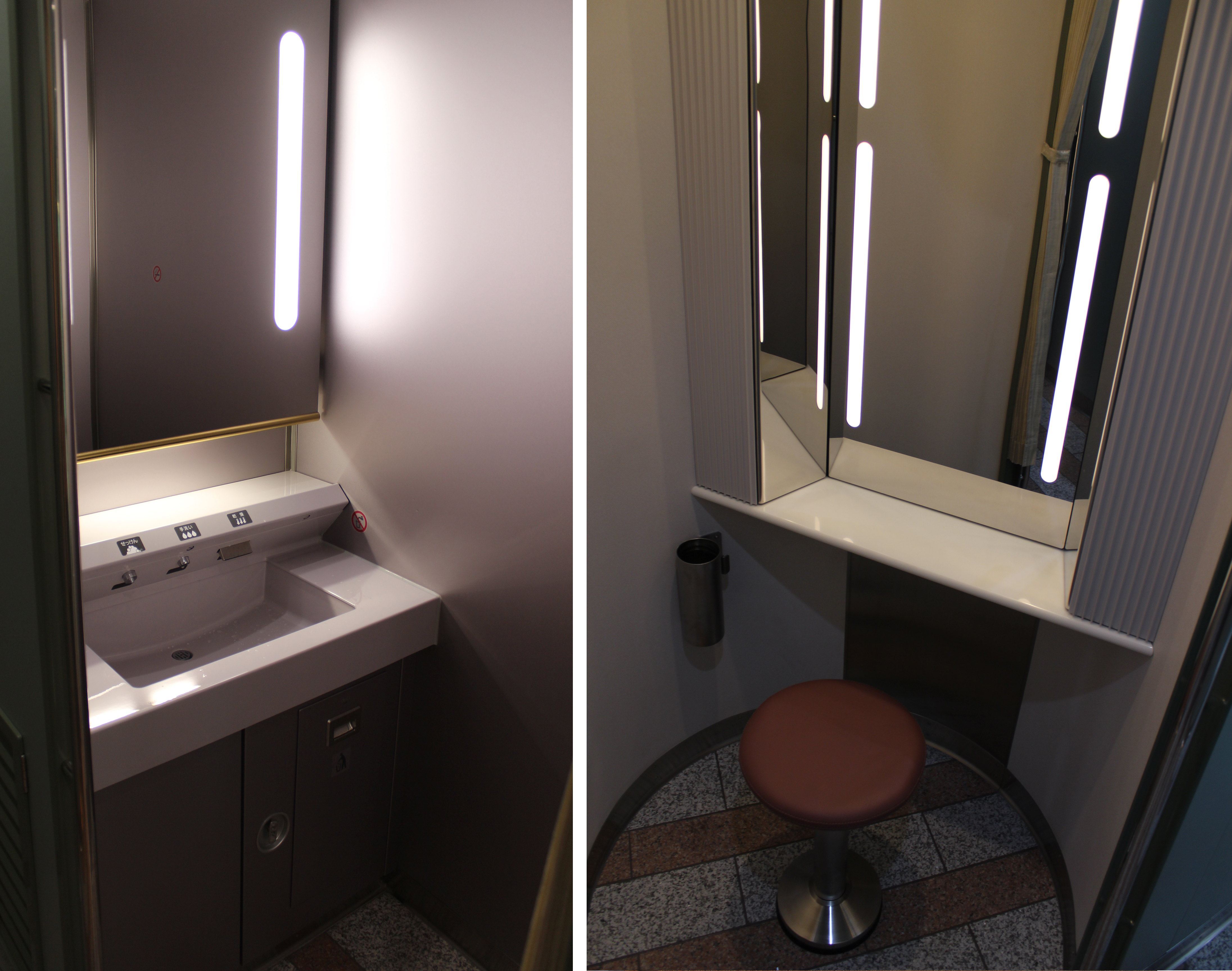
Shimakaze的洗手盆與化妝間

### 吸煙車廂與吸煙室
現時包括新幹線在內，其他日本鐵路公司的列車差不多全面禁煙。2020年以前，近鐵特急設有吸煙車廂，使吸煙者可以使用這些車廂吸煙。在購買特急票也可得知車廂是否禁煙。
關於設有吸煙車廂的班次中，直至2016年6月20日，標準軌線的一般特急（名阪・阪伊・名伊・京伊・京奈・京橿）吸煙車廂定在1號與5號車廂或A號與E號車廂，這些特急列車中並沒有設置吸煙室。在標準軌線的一般特急，使用通用特急車輛的3、7、9、C號車廂上，因應需求使這些車廂由原來的禁煙車廂會臨時改變為吸煙車廂。在這情況下，當由禁煙車廂變為吸煙車廂（或掉轉）時，車廂內會進行清潔、打掃和消臭。
設有吸煙室的列車，即代表所有車廂均為禁煙車廂，這些車輛包括21000系/21020系「Urban Liner next/plus」（一列列車中有2至3間吸煙室）、50000系「Shimakaze」、26000系「Sakura Liner」、23000系「伊勢志摩Liner」、22600系/16600系「Ace」、22000系/16400系「ACE」、16010系、30000系「Vista EX」、12410系「Sunny Car」、12600系
（以上列車中均只有1間吸煙室）。在這些車輛中，吸煙室會設在1號和5號車廂或A號和E號車廂，當3、7、9、C號車廂設定為吸煙車廂時吸煙室會關閉，如上述車輛編成中沒有設置吸煙室時，5或E號車廂將設定為禁煙車廂。
行走大阪阿部野橋至吉野之間的特急全部座位皆禁止吸煙，並在列車中設置吸煙室（在蔚藍交響曲中沒有設置吸煙室，即全車任何地方皆禁煙）。今後為了使所有座位禁煙化，所有特急車輛漸漸加設吸煙室，以加強分隔吸煙區與非吸煙區。
因應健康增進法修正案，在2020年2月1日起，所有座位皆禁止吸煙，吸煙者需前往吸煙室吸煙。但12200系將不會加設吸煙室，因為該車輛會在2020年度末退役，所以此車輛在任何地方皆禁煙（在櫃臺、售票機預約車票時會得知這個情況）。此外，設定為吸煙車廂的車輛在未經車廂改裝前均不會發售車票行走特急班次。另外，該法案也規定室內全面禁煙，因此在地下車站（難波線所有車站、近鐵名古屋站、近鐵奈良站），以及整個站被大廈覆蓋的大阪上本町站、京都站及大阪阿部野橋站，連同吸煙室內也不可吸煙。而在此法施行後才投入營運的80000系「Hinotori」，則在3號車廂設置吸菸室，並於列車其餘空間設置Nanoe空氣清淨機。

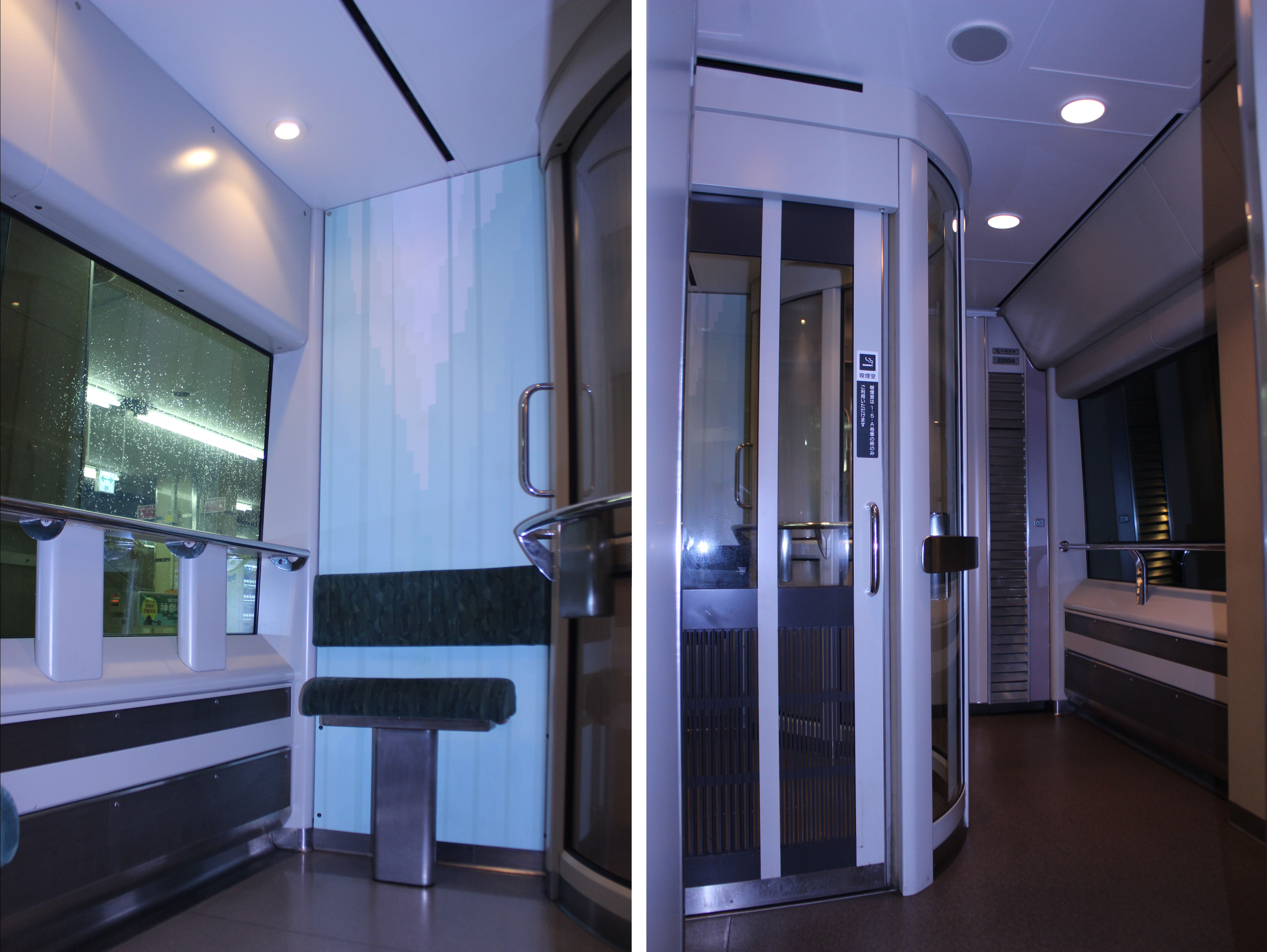
吸煙室入口附近
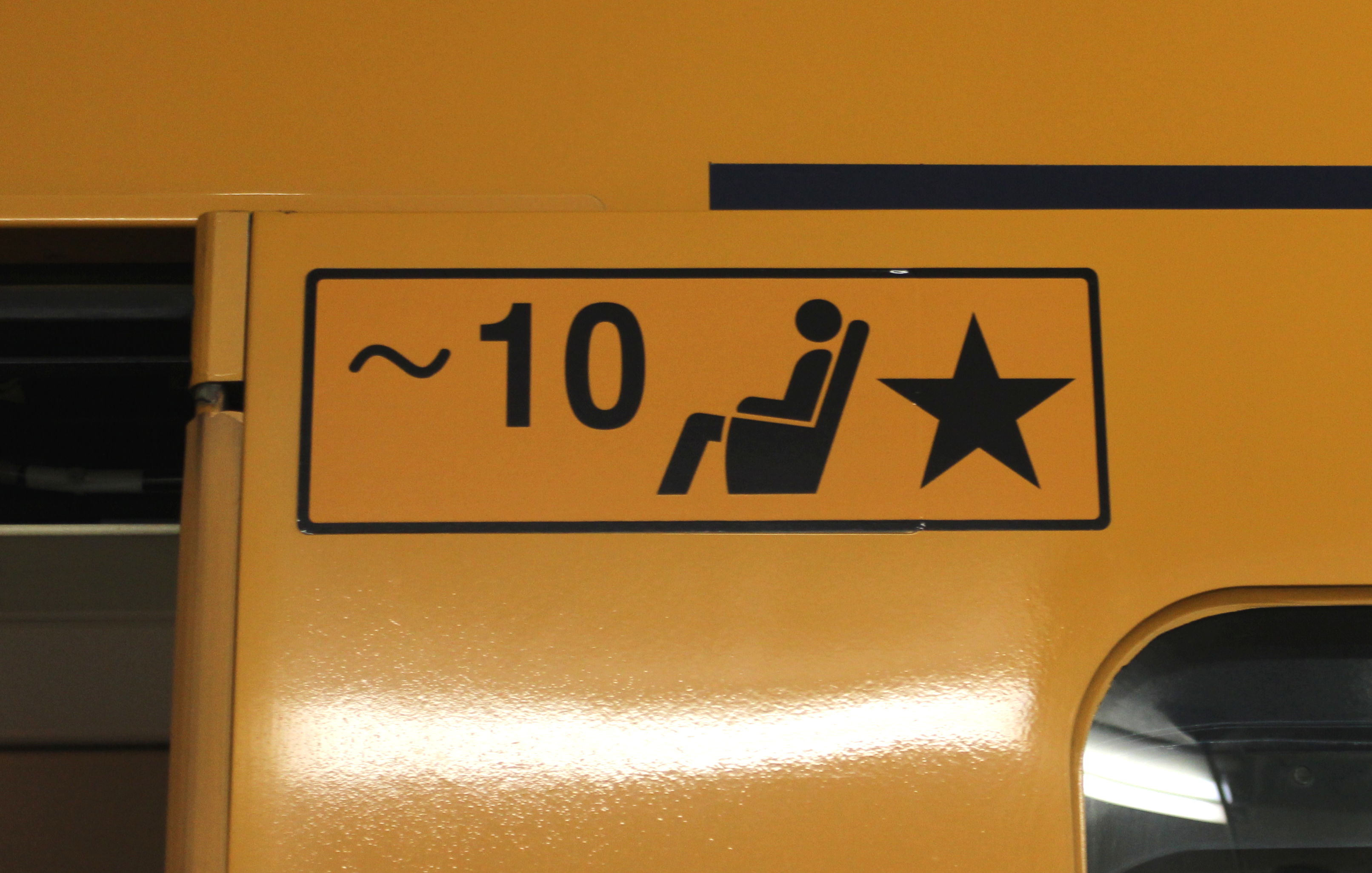
有吸煙室的車廂中，吸煙室入口會以星號標記
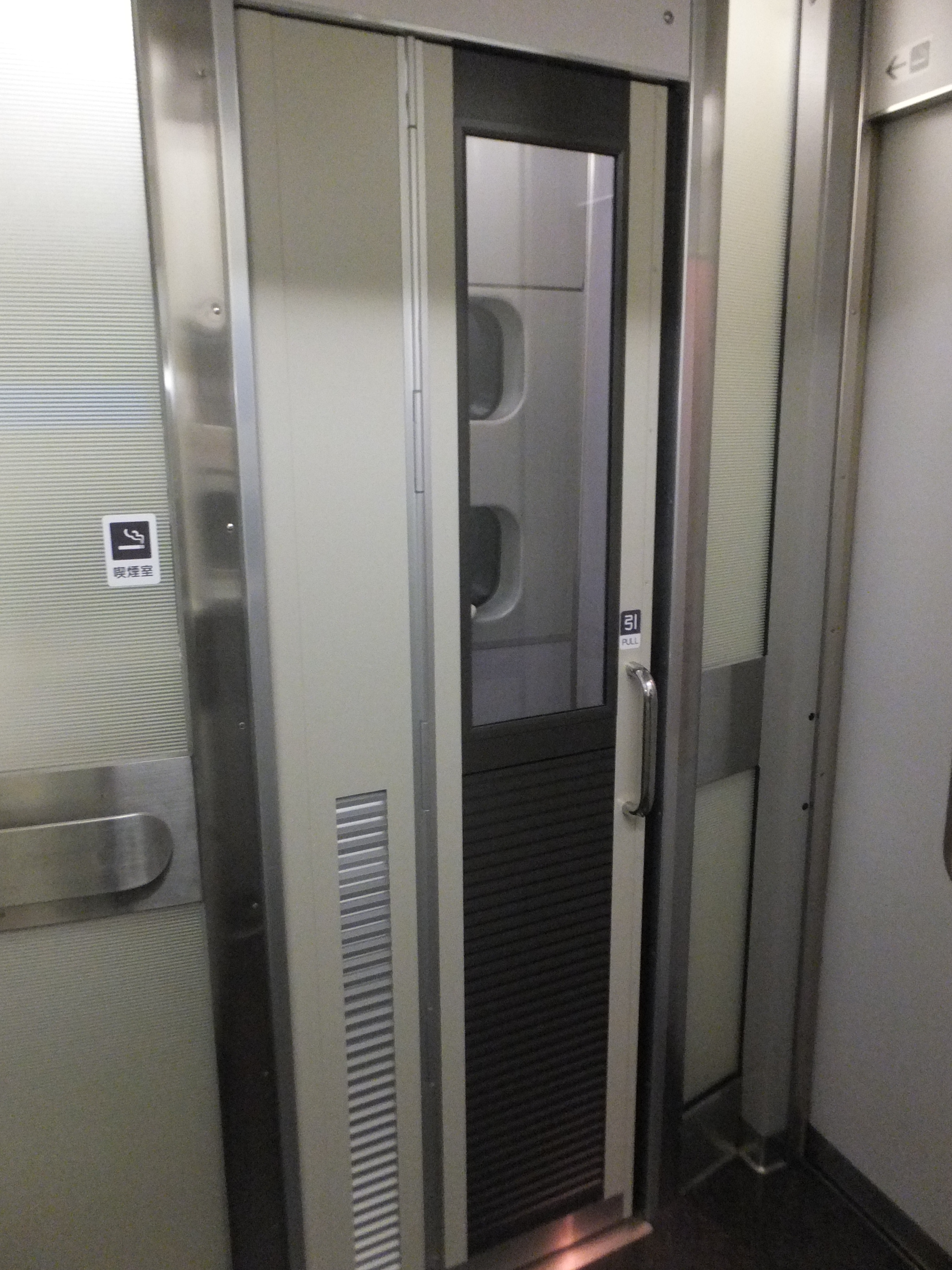
吸煙區 （21000系）
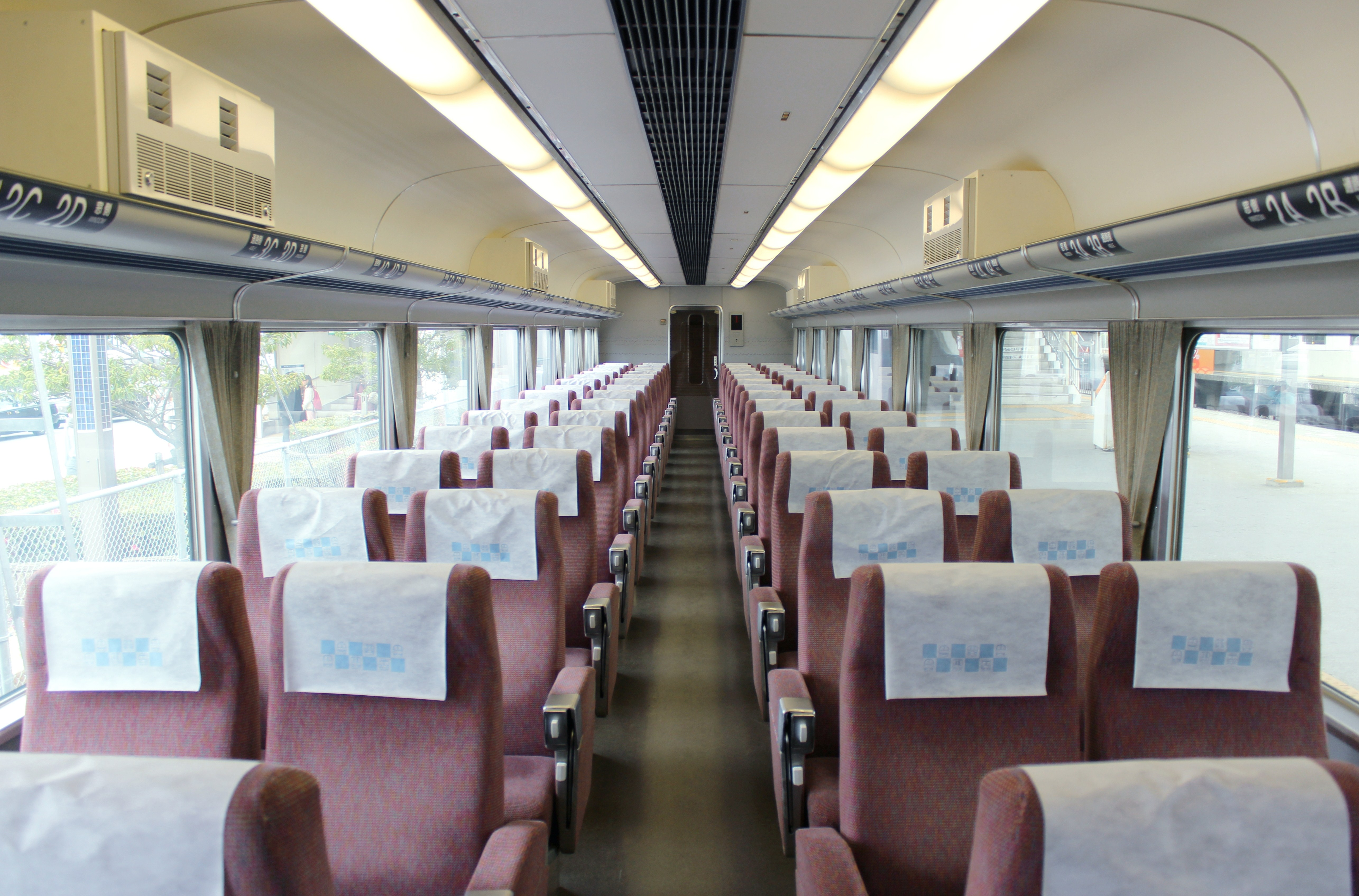
一般座位的吸煙車廂
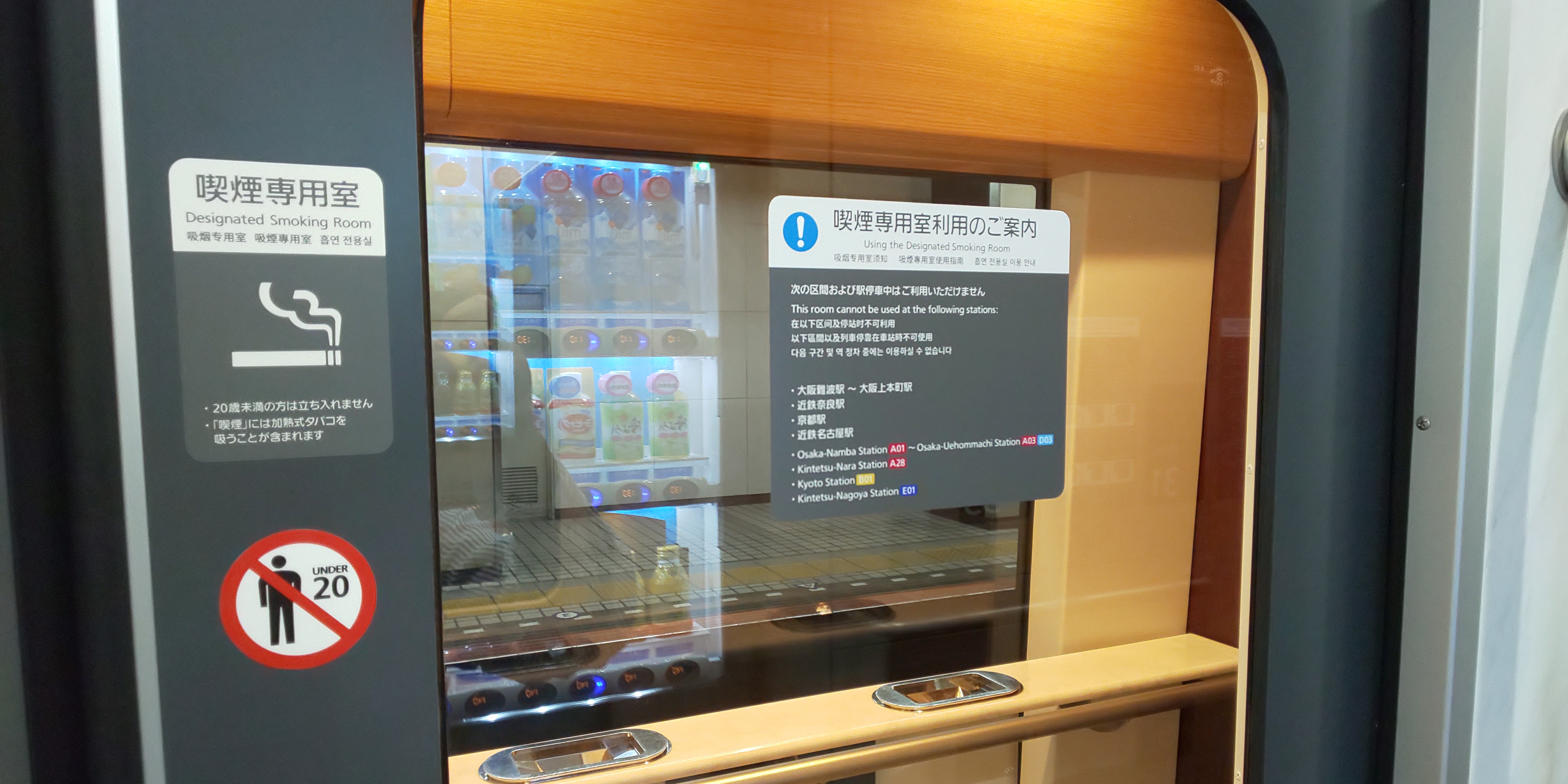
80000系吸菸室出入口處的說明

### 無障礙設備
近鐵特急列車設有可放置輪椅的車廂。Urban Liner、伊勢志摩Liner、Shimakze、Sakura Liner、Hinotori設有標準可放置輪椅的位置。但在其他特急列車方面，22000系、22600系（以4卡固定編成）、16400系和16600系也設有可放置輪椅的位置。在使用這些位置前需事前確定列車班次與車輛中，是否設有輪椅標記。另外，在部分沒有輪椅的車輛（12200系）的班次中，會盡量與設有輪椅的車輛運行串聯運輸，使該列列車可供輪椅人士使用。當特急班次只使用12600系4卡編成且沒有與其他車輛串聯運輸時，若有輪椅使用者需要乘坐，車輛將會改用運用22000系或22600系（同樣以4卡編成）。
輪椅的座位編號和協助者的座位編號會使用3x號作區別。可設置輪椅的車廂基本上是在普通車廂，團體車輛或豪華座位車輛並沒有設置。「Shimakaze」的可設置輪椅位置則在高級座位車廂中。
關於可放置輪椅的車廂號碼中，由往來大阪、京都的「Shimakaze」為2號車廂（往來名古屋則為5號車廂）、「Urban Liner」為5號車廂（在8卡編成時為7號車廂）、來往大阪的伊勢志摩Liner為2號車廂（往來名古屋則為5號車廂）、Sakura Liner為2號車廂（在8卡編成時為6號車廂）、Hinotori為4號車廂（在8卡編成時為6號車廂）。在其他車輛方面，由於其他路線經常有不同的編成組合，因此不能有準確車廂號碼。但是，在22000系和22600系4卡獨立編成時在3號車廂，吉野特急在2卡獨立編成時為1號車廂。

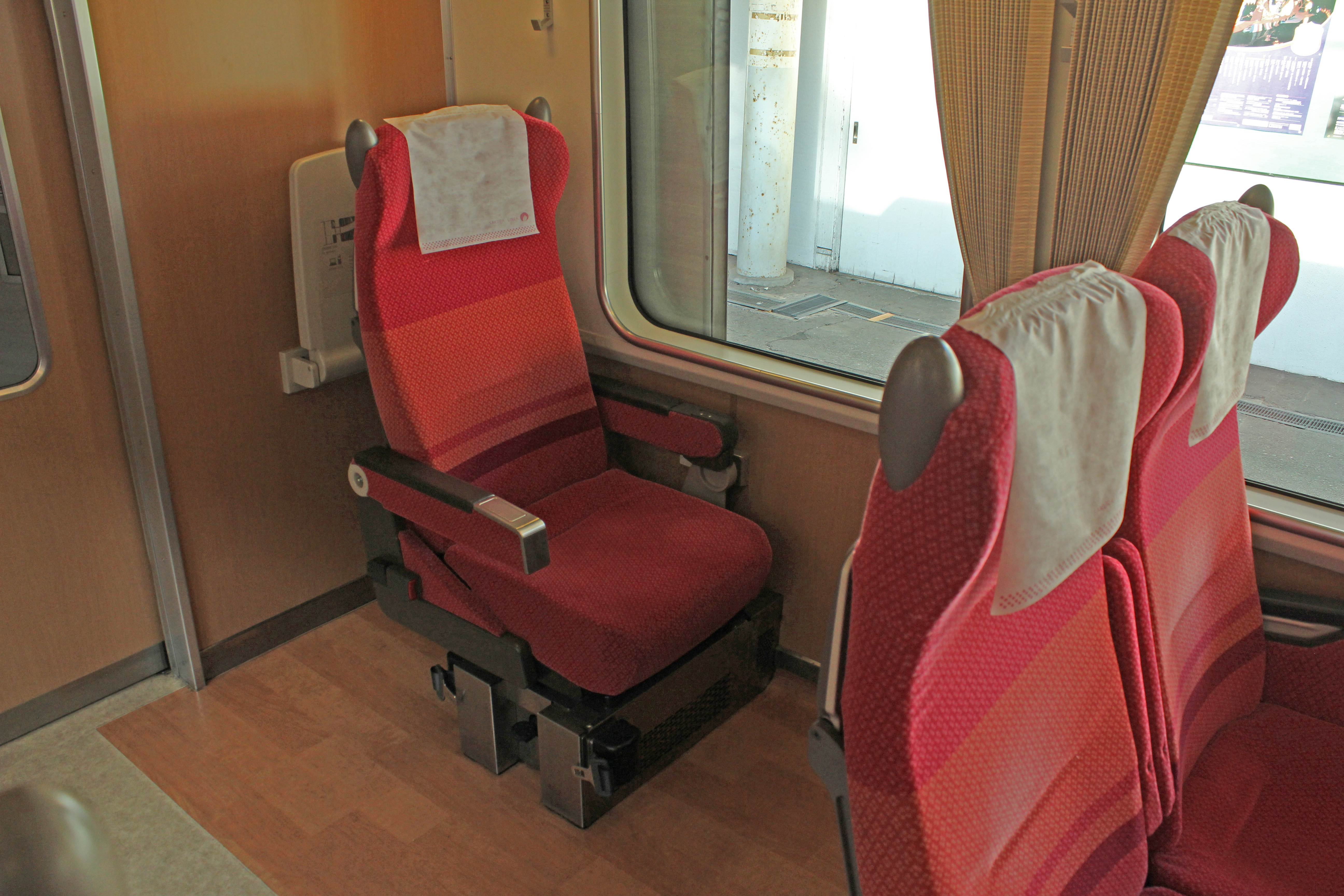
「Sakura Liner」可放置輪椅的座位
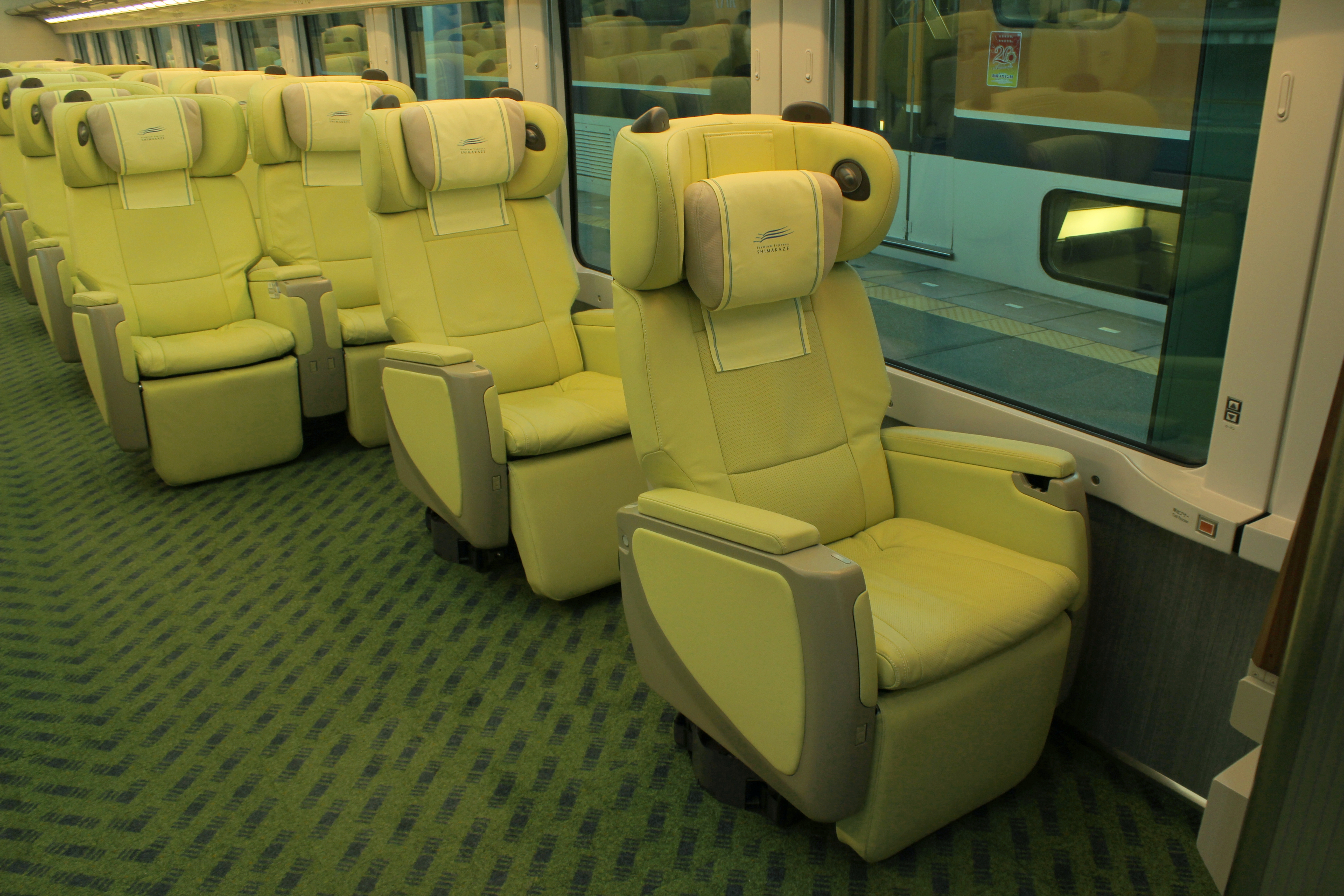
「Shimakaze」可放置輪椅的座位
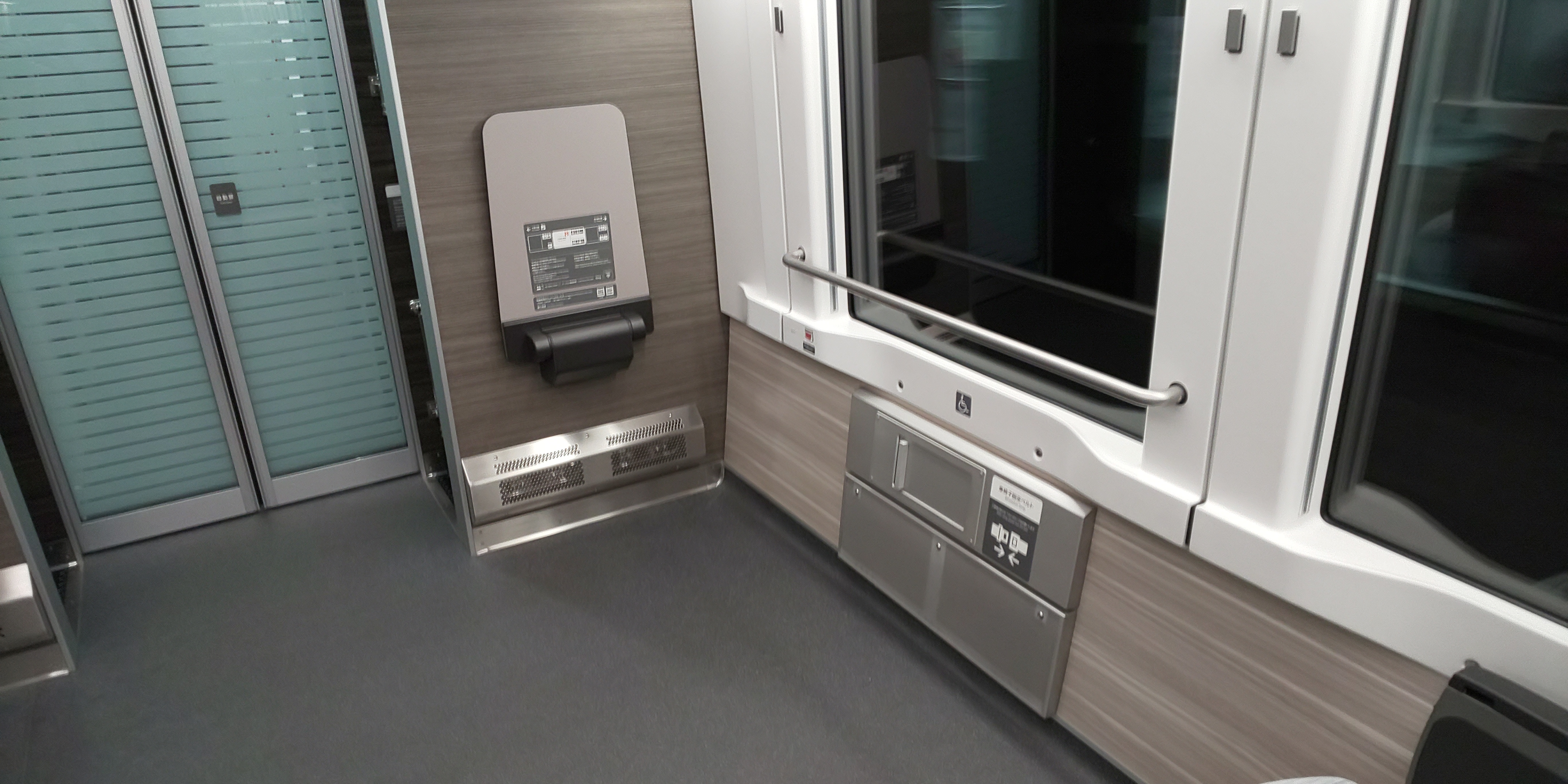
「Hinotori」的輪椅停泊位
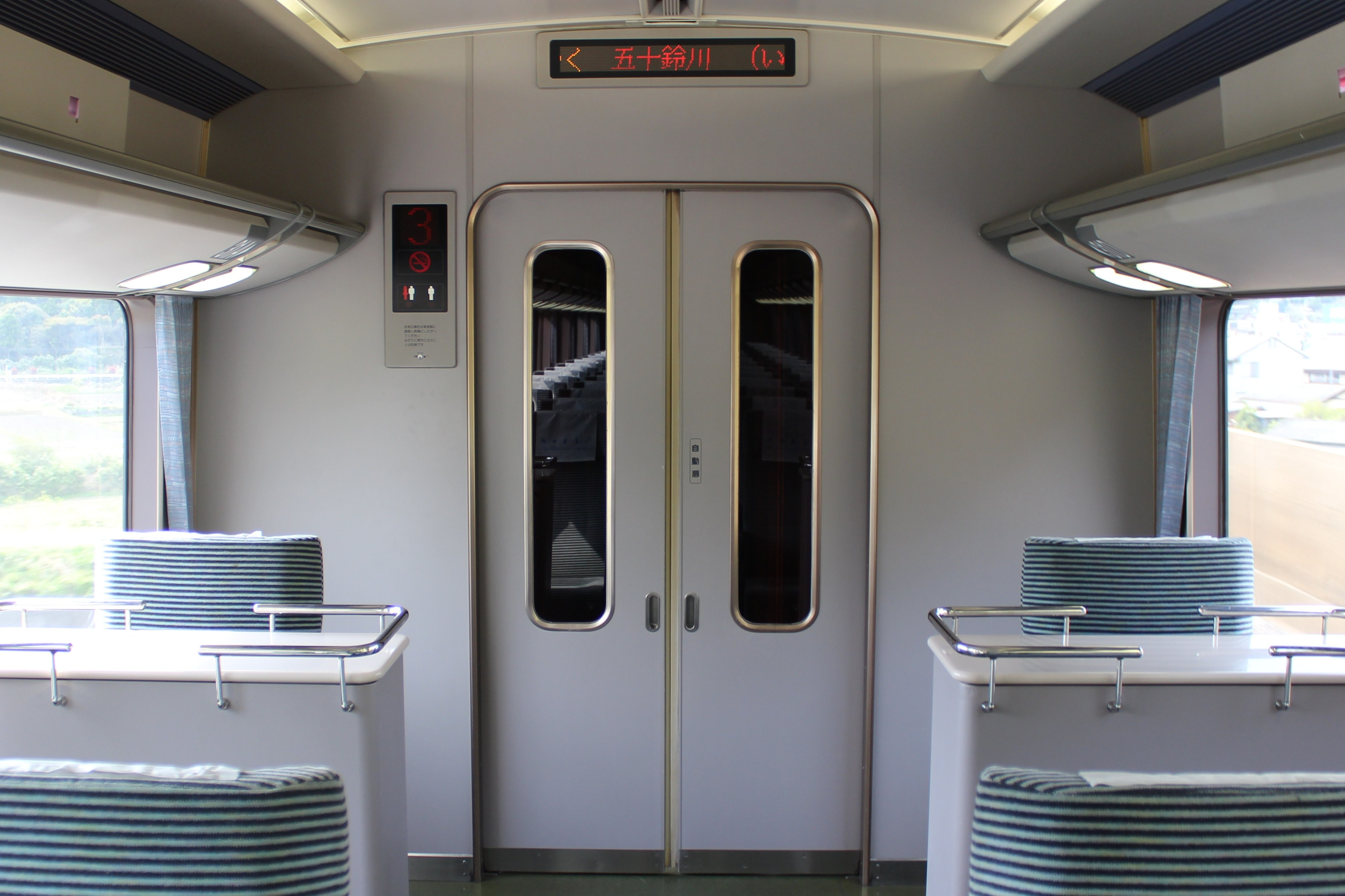
輪椅座位附近的門為雙門式（22000系ACE）
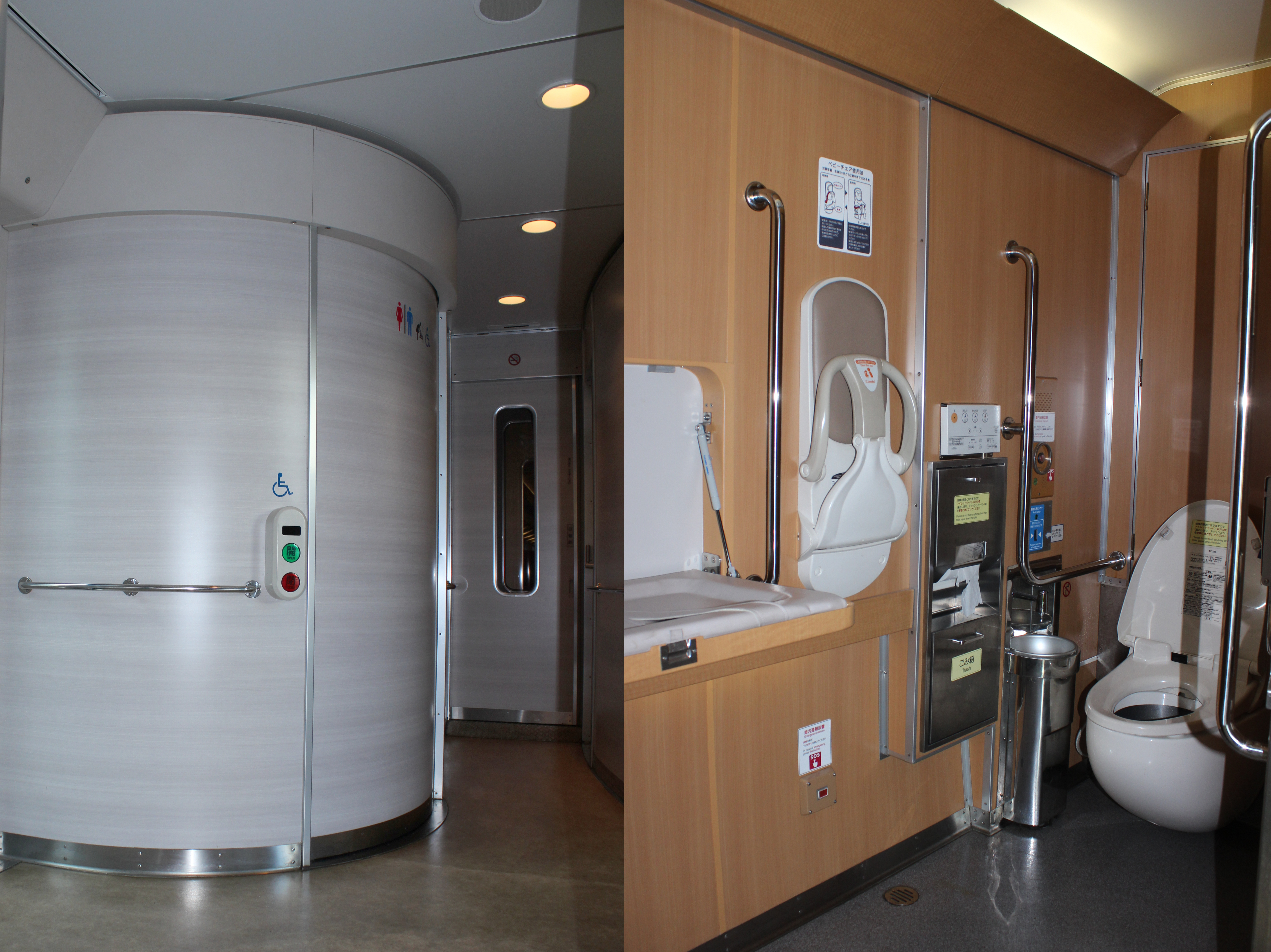
無障礙廁所（Sakura Liner）
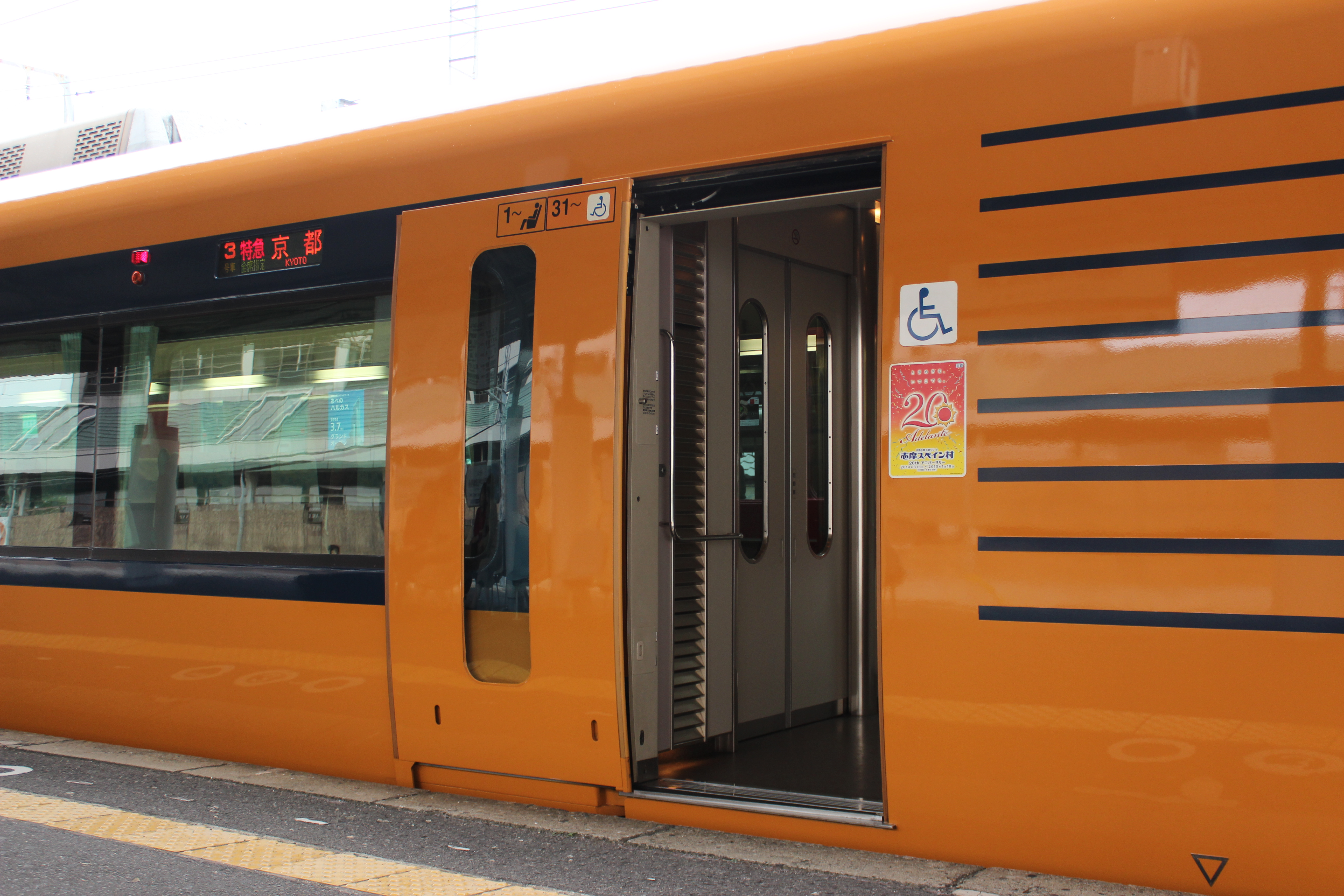
輪椅專門列車車門（22600系ACE）

## 編成方向與車廂編號以及席位編號

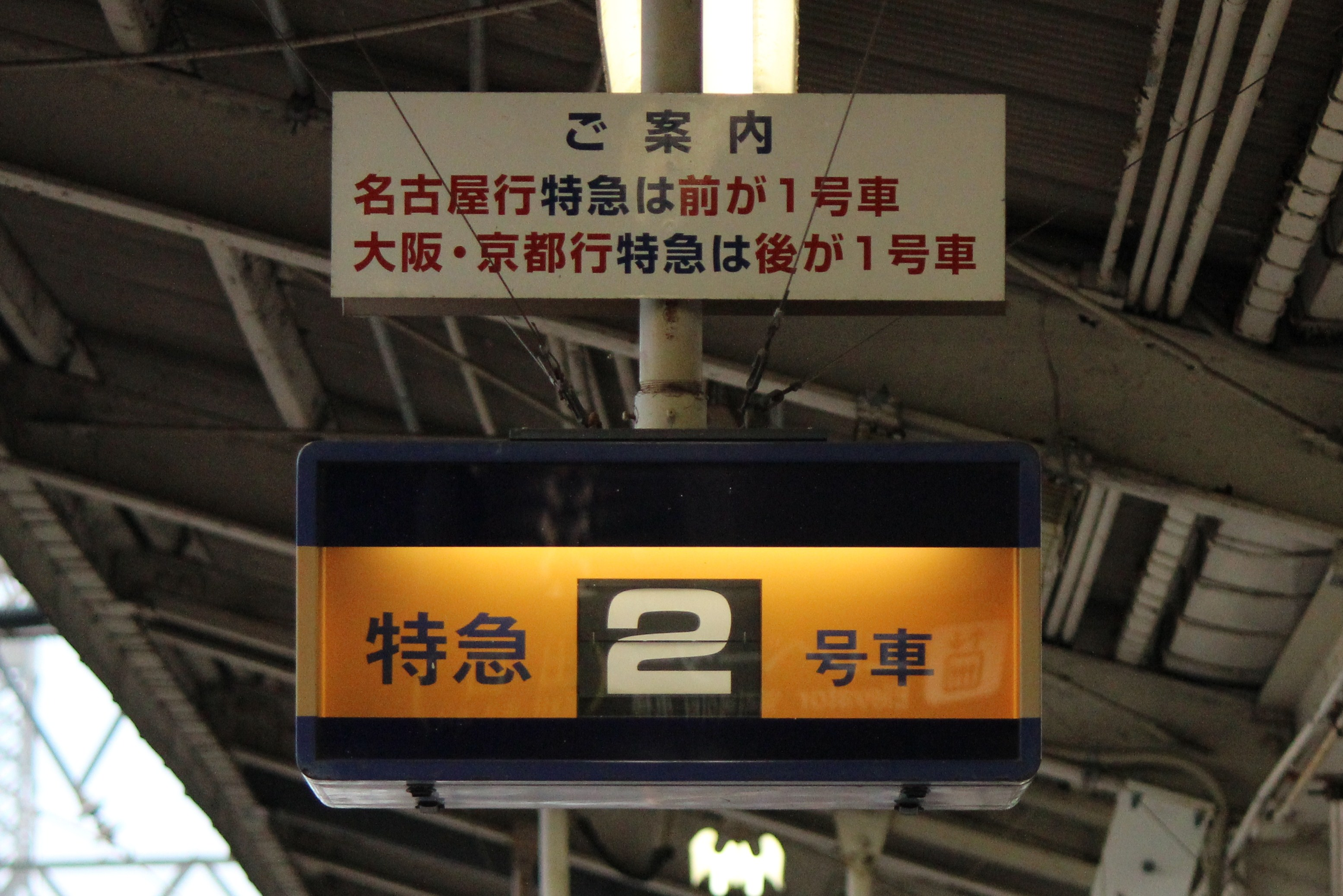
伊勢中川至賢島之間各個特急停車站中，往來大阪、京都特急與往來名古屋特急的車廂編號不同的，前者為順序，後者為倒序排列

由於每列車廂底的機器與管道排列不同，使一列列車在正面觀看時，實際上左右不是對稱的。在車廂間的電線配置亦有不同。在一整列車編成當中，必須嚴格管理車輛的方向。當中，在標準軌線的特急列車中，由於多數班次為直通運輸，其中在伊勢中川站這個交匯站中，設有三角形狀的路線配置，使有三個直通方向：大阪線直通山田線、山田線直通名古屋線及大阪線直通名古屋線。這三個方向都有特急列車使用。使在標準軌線中，會出現其中一個區域中，不同的特急路線的編成方向相異，而那個區域就是在伊勢中川站至賢島站之間。當中，阪伊、京伊特急與名伊特急的編成方向是倒轉的。另外，一般列車是不會使用中川短絡線，該列車必會進入伊勢中川站，因此在一般列車的編成方向都會是統一的。
此外，50000系「Shimakaze」與23000系「伊勢志摩Liner」在伊勢中川站至賢島站之間會按照該列車本身的目的地，以阪伊、京伊、名伊相應的特急路線使用同一個編成設定。但是在車廂編號編排方面，一般特急班次若編成方向是逆向的話，車廂編號也會按編成方向以倒序編排。因此，阪伊、京伊特急與名伊特急兩者之間的沙龍車廂和咖啡廳車廂的車廂編號會有所不同。
近鐵特急的座位編號中，一般座位（普通車）是以數字順序（由1、2開始至55、56順序排列）編排。在2014年9月21日起，定期列車將使用以下方法編排：
不論豪華車廂（特別車輛）、一般座位（普通車），都與JR特急車輛一樣，每排座位使用數字編排，一排座位中各座位再以英文字作標記（例如1A、1B、1C等）。在沙龍座位中，4人座的半包廂會以「日语：」再加ABCD英文字，2人用的半包廂則以「日语：」再加EF英文字作標記。另外，車廂編號基本上會使用數字（「1號車廂，2號車廂…」順序編排，而最大車廂編號為10號車廂）。在一列列車中有不同的特急路線串聯運輸時，會以「親子列車」來稱呼此列車，當中「子」列車的車廂編號以英文字來標記（「A號車廂，B號車廂…」順序編排，而最大車廂編號為F號車廂。但直至現時為止，還未實際設有E號車廂和F號車廂的班次）。此外在定期列車之中，「親子列車」在2018年3月17日之後並沒有再出現。
| 特急路線或指定特急車輛                                                 | 首卡車廂為1號 的車頭方向 | 車廂內首列座位為1號 的車頭方向 |
| ---------------------------------------------------------------------- | ------------------------ | ------------------------------ |
| 名阪特急                                                               | 名古屋                   | 大阪                           |
| 阪伊特急 京伊特急                                                      | 伊勢志摩                 | 大阪、京都                     |
| 名伊特急                                                               | 名古屋                   | 伊勢志摩                       |
| 50000系「Shimakaze」 23000系「伊勢志摩Liner」 （來往名古屋之班次）     | 名古屋                   | 名古屋                         |
| 50000系「Shimakaze」 23000系「伊勢志摩Liner」 （來往大阪或京都之班次） | 伊勢志摩                 | 大阪、京都                     |
| 阪奈特急 京奈特急 京橿特急                                             | 奈良、橿原神宮前         | 大阪、京都                     |
| 吉野特急                                                               | 大阪                     | 大阪                           |

- 在伊勢中川站至賢島站之間，阪伊、京伊特急與名伊特急兩者的車廂編號與座位編號都是掉轉的（50000系「Shimakaze」與23000系「伊勢志摩Liner」除外）。
- 在過往時期，京都站至大和西大寺站之間京橿特急與京奈特急串聯運輸，而後者特急的車廂編號會以英文字來作標記，車頭為奈良方向的首卡車廂為A號車廂。在列車前往橿原神宮前、奈良時，從車頭的車廂編號的順序為1、2、3、4、A、B號車編號，而往京都行向則掉轉[192]。

此外，在特急列車開始運行時，車廂編號以伊呂波順編成，即以「い號車廂、ろ號車廂」如此類推。此外，在2003年3月時間表修正前除吉野特急外，車廂編號的編排方向曾有所不同：
- 名阪特急：兩方向的最後一卡為1號車廂
- 阪伊特急、阪奈特急、京伊特急、京奈特急、京橿特急：車頭為大阪、京都的首卡為1號車廂

## 特急班次時間表的特徴
在「特急路線之間轉乘」一節提及，為方便特急轉乘，近鐵特急行車時間表之間會有刻意的設定。在特定時段中部分路線區間上，特急運行班次密度會特別頻密，形成連續運行情況，此情況方便了兩列特急列車前後互相轉乘。尤其是在一些有多於一條特急路線行走的鐵路線上，包括了大阪線、名古屋線、山田線、鳥羽線，這些鐵路線多數發生兩列特急前後相距較短的情況。以下為一些例子：
- 在名古屋出發的名伊（乙）特急可在津站轉乘往大阪難波方向之名阪甲特急，兩列列車在名古屋出發時相隔10分鐘（名伊（乙）特急先行出發），但由於甲特急在名古屋至津之間沒有停車站，因此兩列列車在津站到達時相隔縮短至5分鐘。
- 阪伊特急與名伊特急在山田線及鳥羽線的路段是重複的。因此，以鳥羽站為終點站的名伊特急會追隨前方往賢島方向的阪伊特急，並在重複區間中的特急車站進行轉乘。在這重複區間中，兩列列車是連續運行，相距只有3分鐘距離。
- 名阪特急前往大阪難波之列車在大和八木站可轉乘京伊特急前往京都，兩列列車在中川短絡線至大和八木站之間74公里路段中連續運行，相距只有2分鐘距離。

另外，橿原線、奈良線、南大阪線的特急路段大約為20至30分鐘、或1小時一班的班次運行。
同等列車待避情況
發生連續運行的原因不僅只是為了轉乘。由於近鐵特急擁有停車站較少快速班次與停主要站的一般班次，停車站較少的快速班次行走速度較高，因此在這情況下，使該列車與前方停主要站的特急的距離會續漸接近。在星期六、日及假期的時間表中，大阪出發的名阪甲特急與阪伊乙特急，以及在上述起及，在名古屋出發的名阪甲特急與名伊乙特急，兩種均發生這樣的情況。在這情況下兩列列車到達終點站或分岐點前都是連續運行。但部分情況下，由於時間上不容許，使較快速的班次會在中途站追越一般班次，這個情況在新幹線上也會出現。在近鐵特急上，會出現一架特急列車追越另一架特急列車。例如，在賢島出發前往京都的特急「Shimakaze」，會在伊勢中川站追越停車中的阪伊特急。另外，在晚上9時於大阪難波站出發的名阪甲特急在名張站會追越阪伊乙特急。

## 車輛運用

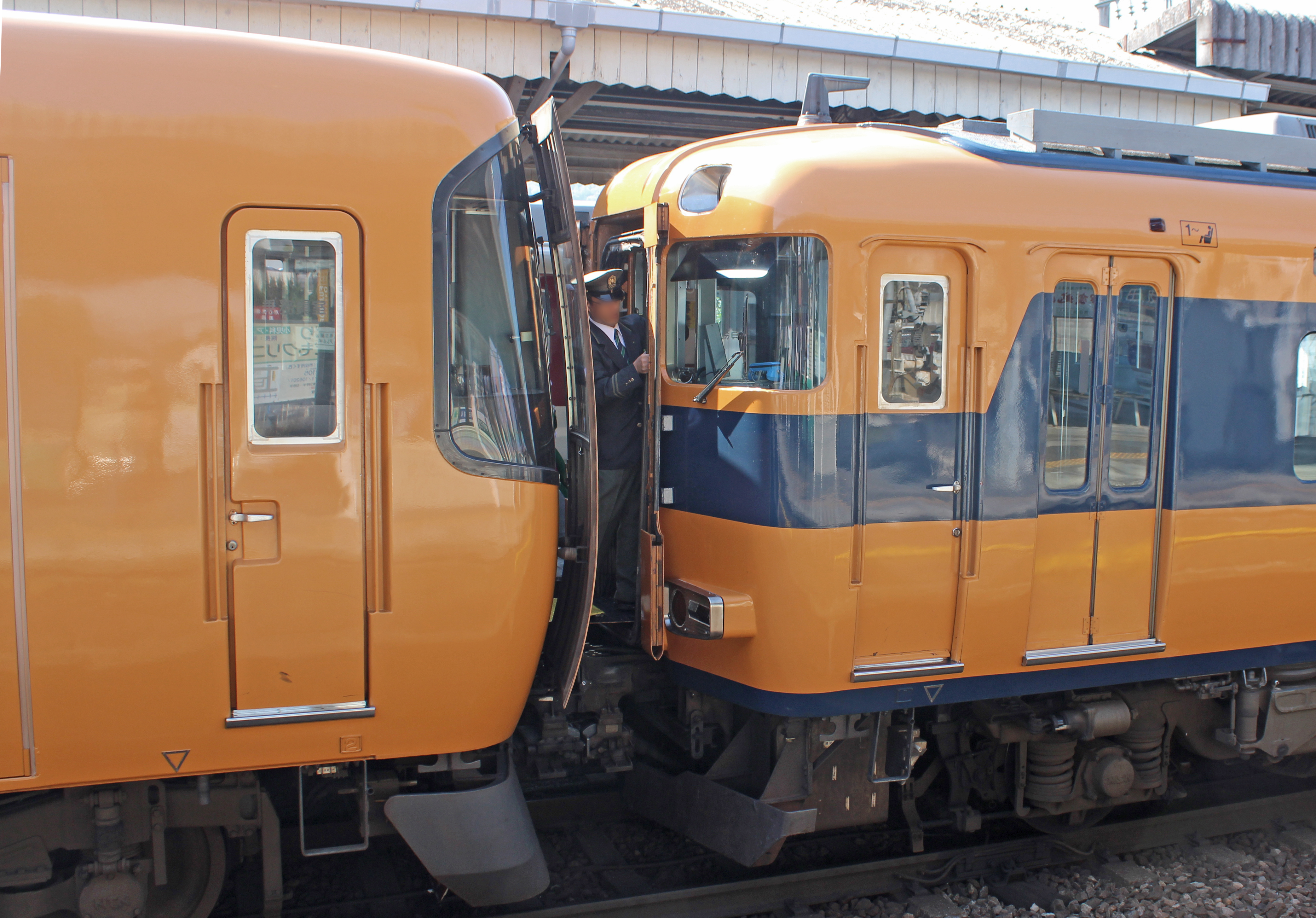
有需要時，列車會在中途站解連或連掛（圖中為名張站）

近鐵特急班次會根據需求而改變列車車廂數量，因此列車車輛經常會進行分離和結併。但為了提高車輛運行效率並降低運營成本，所有通用特急列車與Vista EX的車頭都設有貫通幌，使一列列車可以由最短2卡至4卡、6卡、8卡、10卡等編成。除了行走於窄軌的吉野特急外，所有全路線與車輛都可相互連結運行（吉野特急路線內的車輛也可相互連結）。使在不同日子、季節、時段、路線上因應客量變化，彈性安排特急列車班次的車廂編成數目。此外，固定編成的21000系「Urban Liner plus」（6卡編成）的列車中間可加入2卡車廂，以8卡編成運行。
在標準軌特急車輛可於全部標準軌線上運行，在這個大範圍運行區間下提高了車輛運用效率。原則上，通用特急車輛只會在指定的特急路線上行走，但是有部分情況下不會按此原則。例如，阪奈特急車輛在行走阪奈特急，由奈良前往難波後，下一程會改行名阪特急前往名古屋。又例如京奈特急車輛在行走京奈特急，由奈良前往京都後，下一程會改行京伊特急前往伊勢方向。在歷史上，一般列車在奈良線、京都線系與大阪線、名古屋線系由於編成方向不相同，兩者之間不可以互相結併，再者由於雙方的車輛構造有一定的差別，如需要結併時需要進行小改裝，所以在當時不可以全線共同使用某一款特急車輛。這個情況也與非特急車輛的運用上有所分別。
由於現時正在運行的通用特急車輛有幾個類別，所以在實際當日行走的車輛在3日前才能確定。在這個情況下未確定車輛前，當發售的特急票會使用通用座位編號。但是，在2020年2月1日以後，由於上節提及近鐵特急全部座位禁煙化，以及12200系的吸煙車廂終止使用，原則上可於1個月前確定當日行走的車輛。

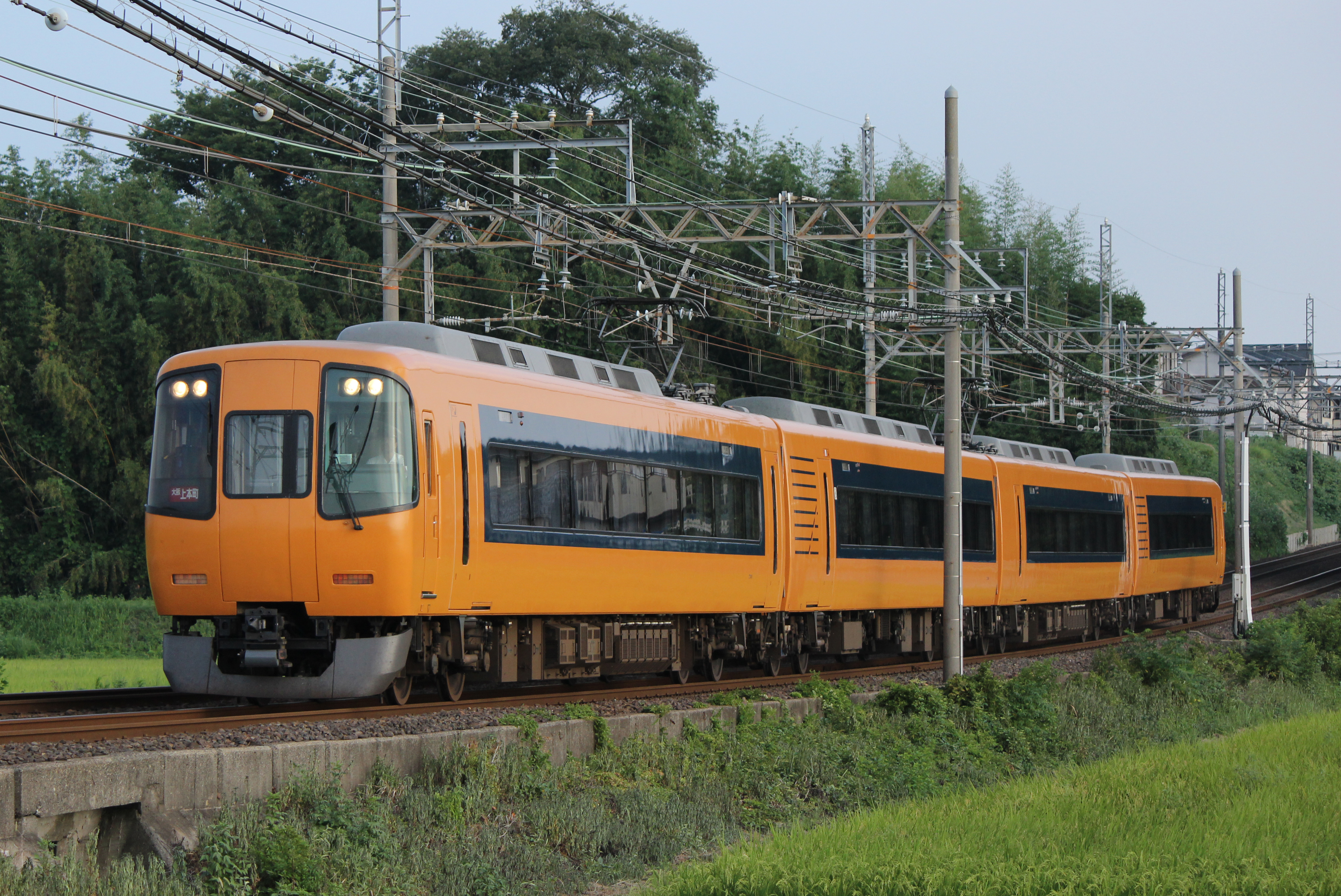
獨立4卡編成
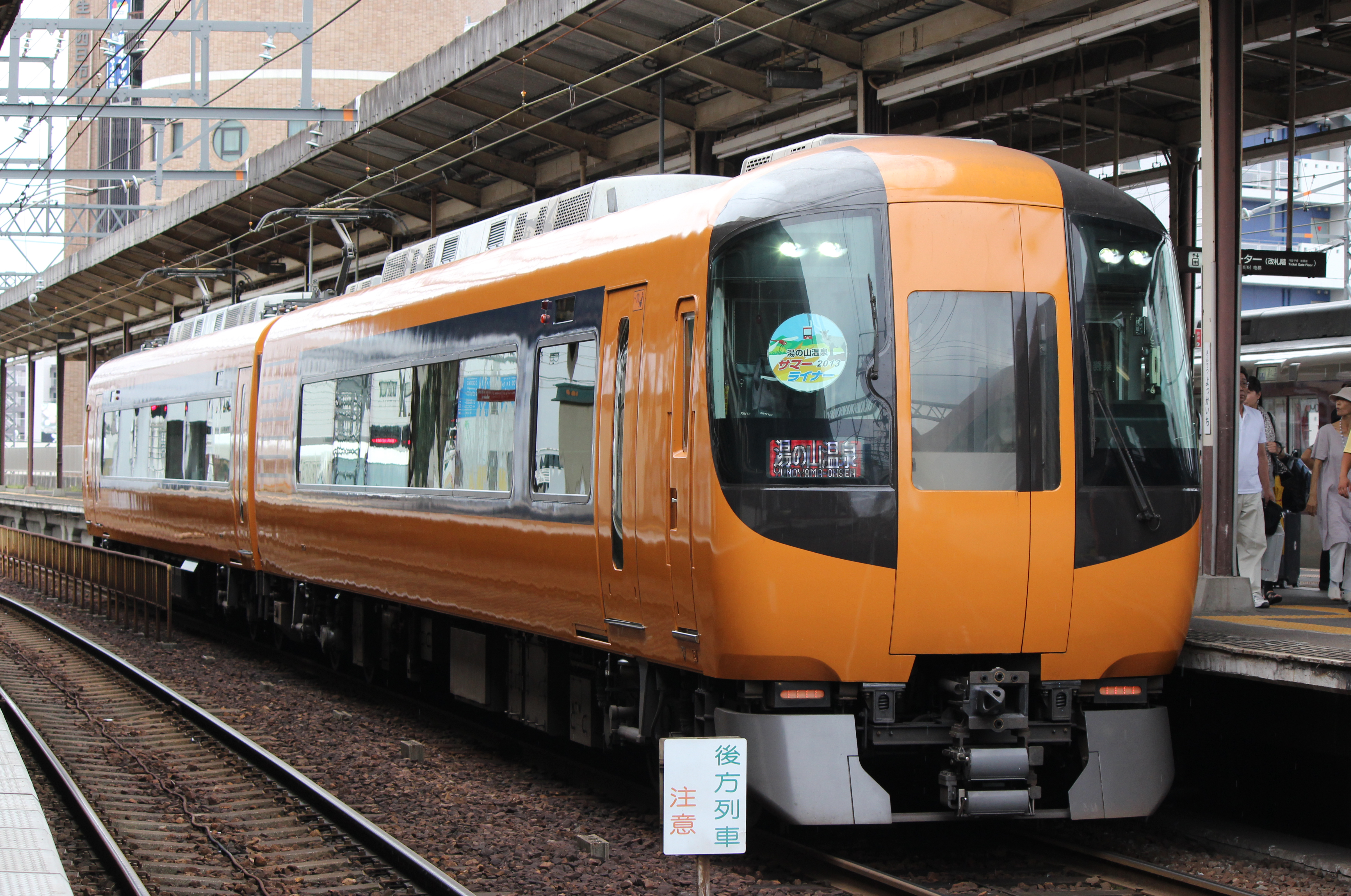
獨立2卡編成
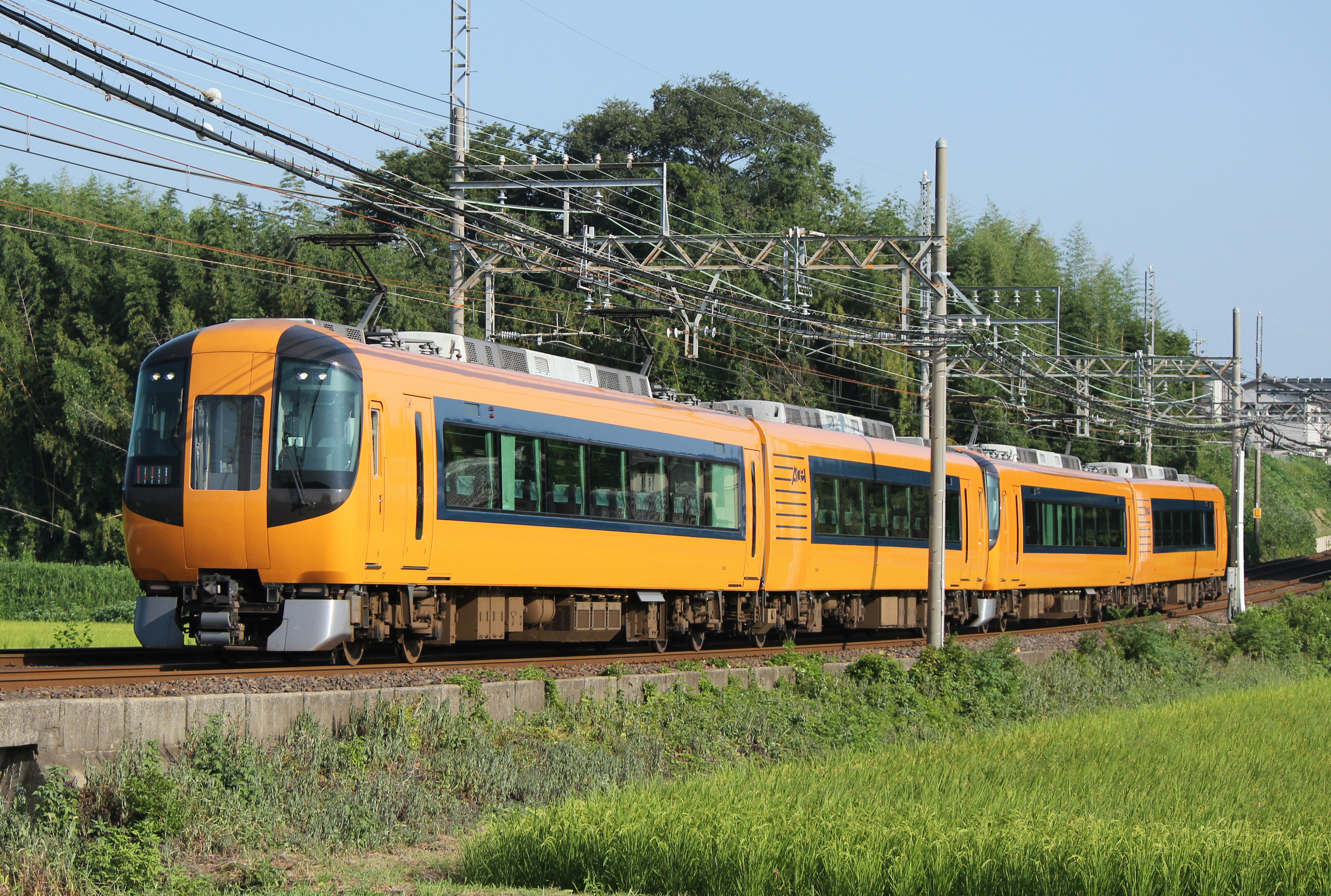
2+2卡編成（4卡編成）
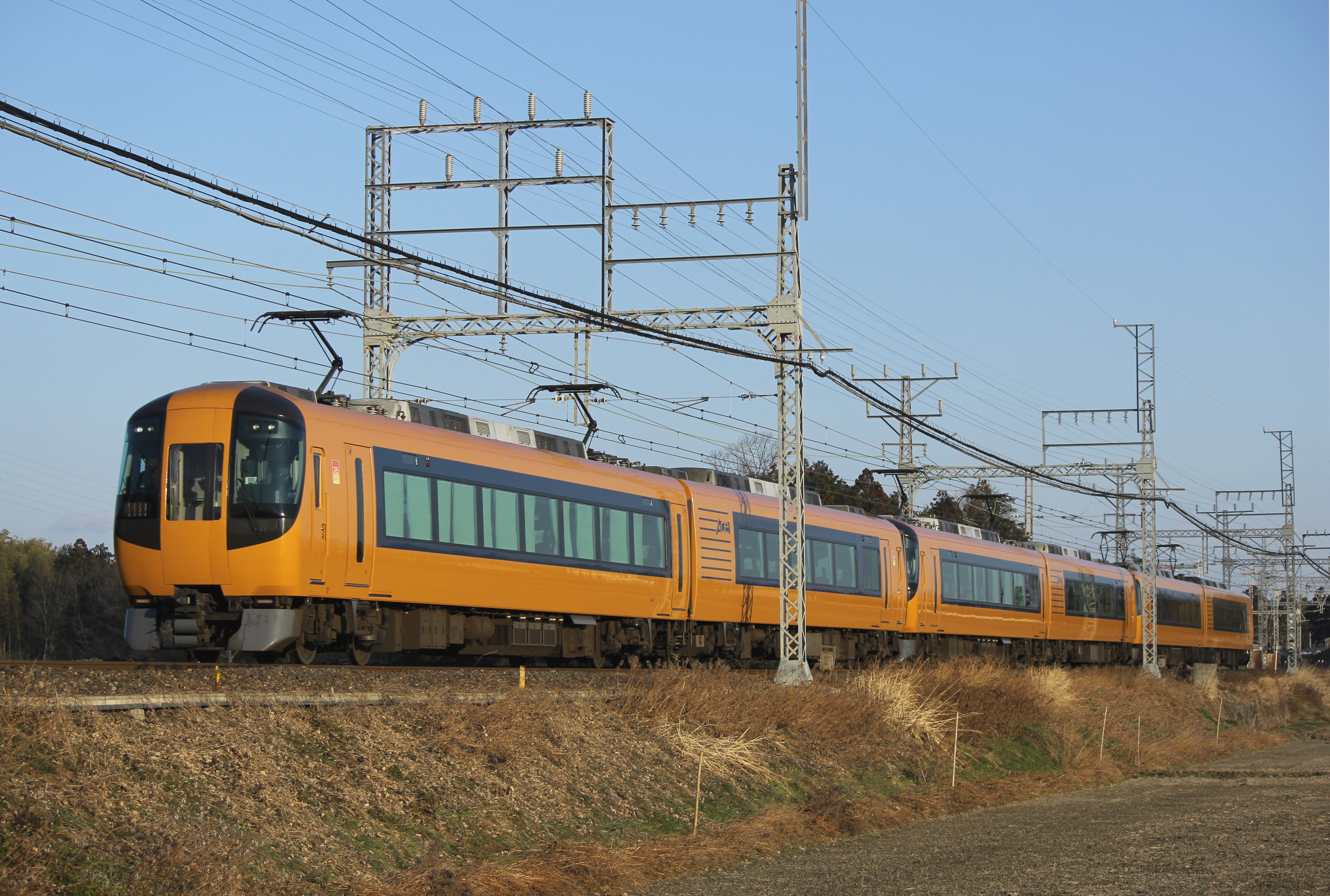
2+2+2卡編成（6卡編成）
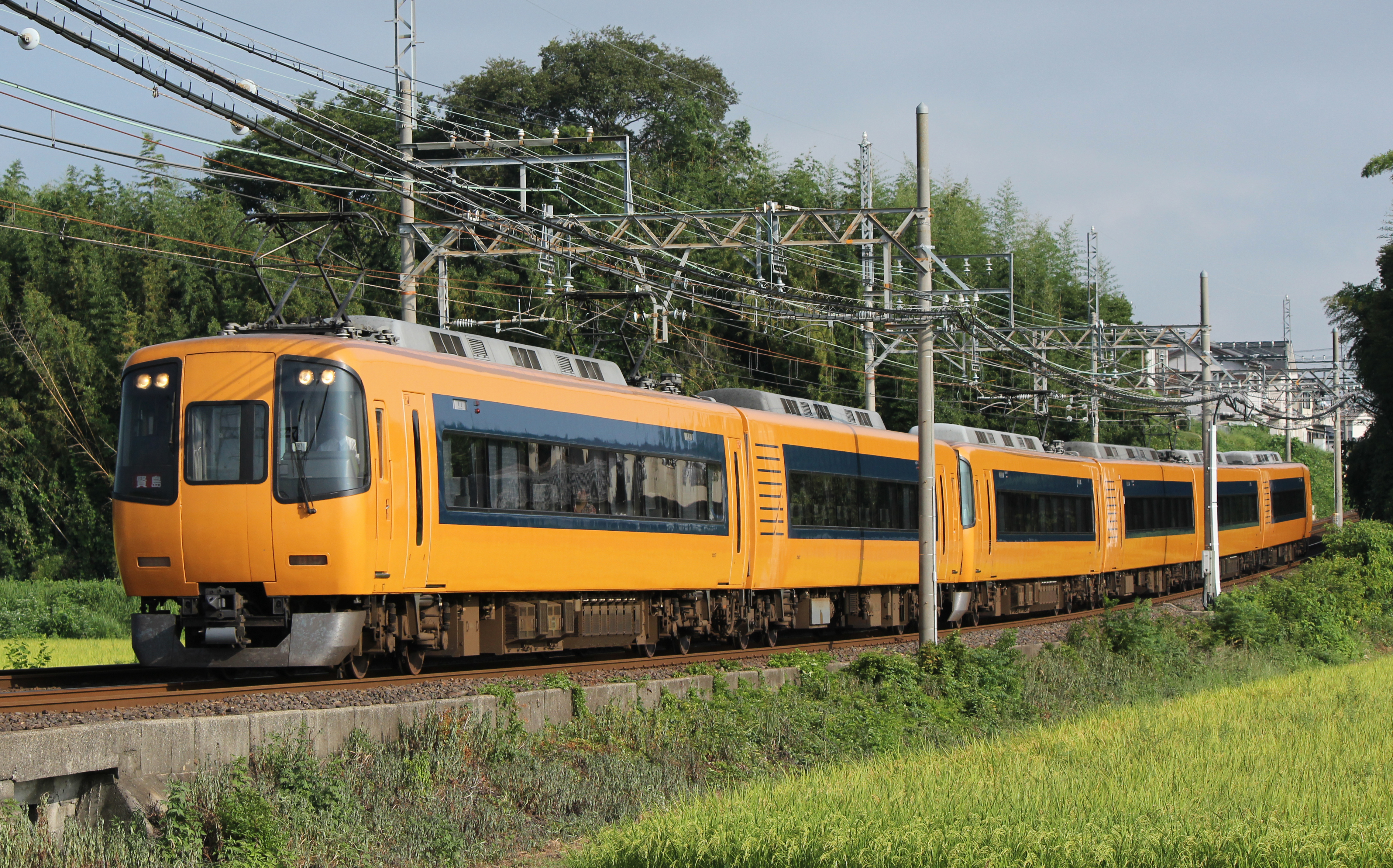
2+4卡編成（6卡編成）
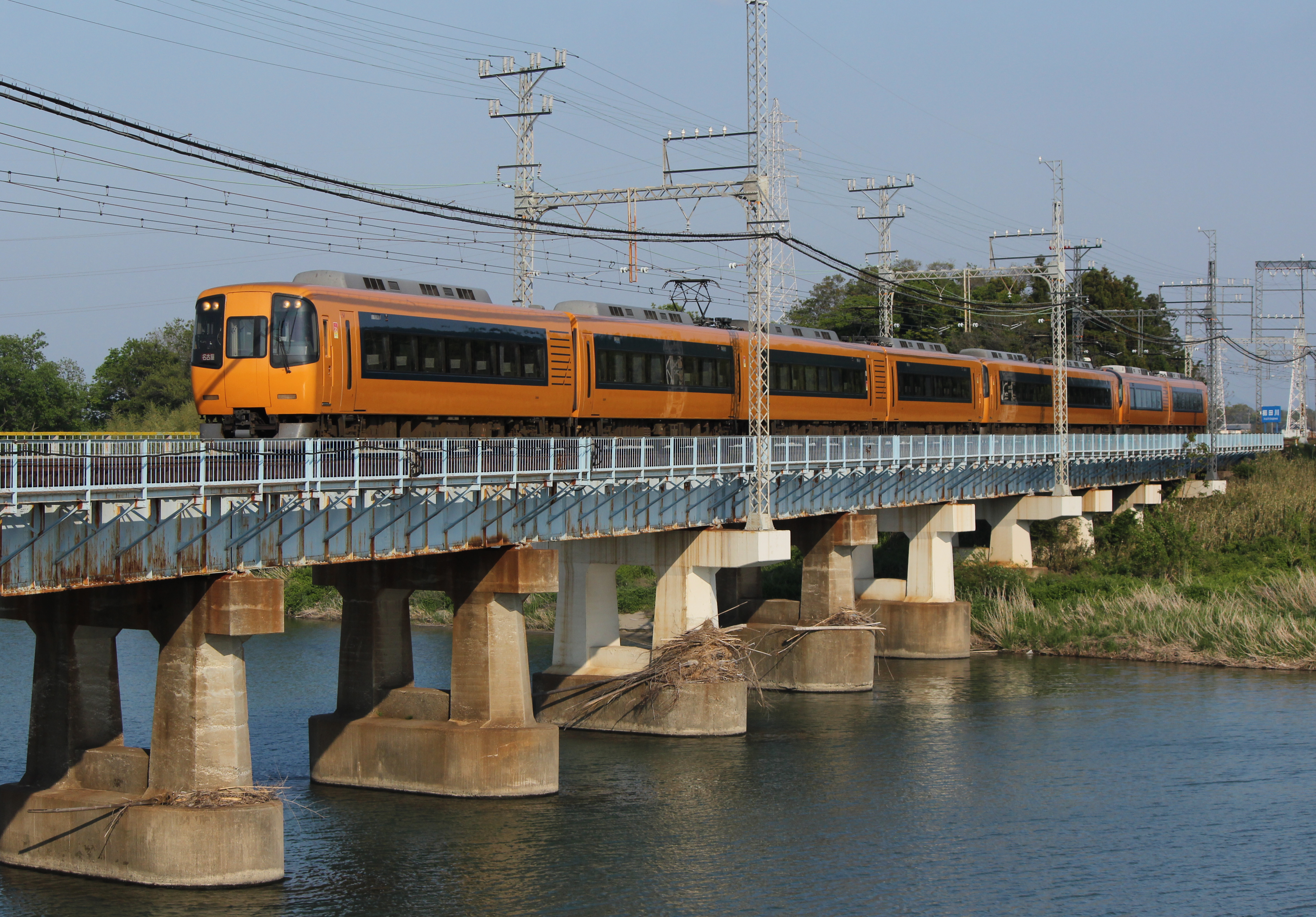
4+2+2卡編成（8卡編成）
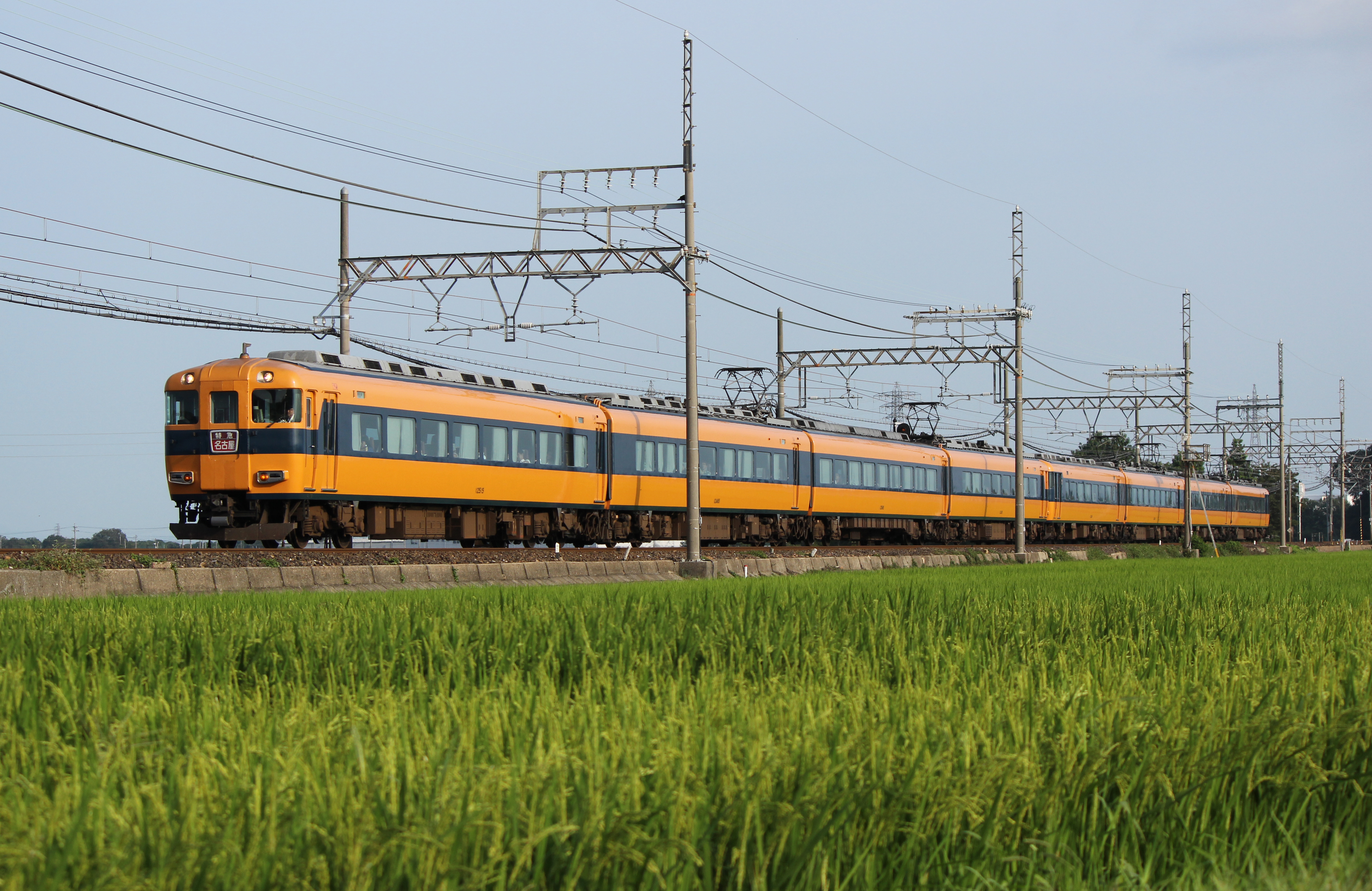
4+4卡編成（8卡編成）
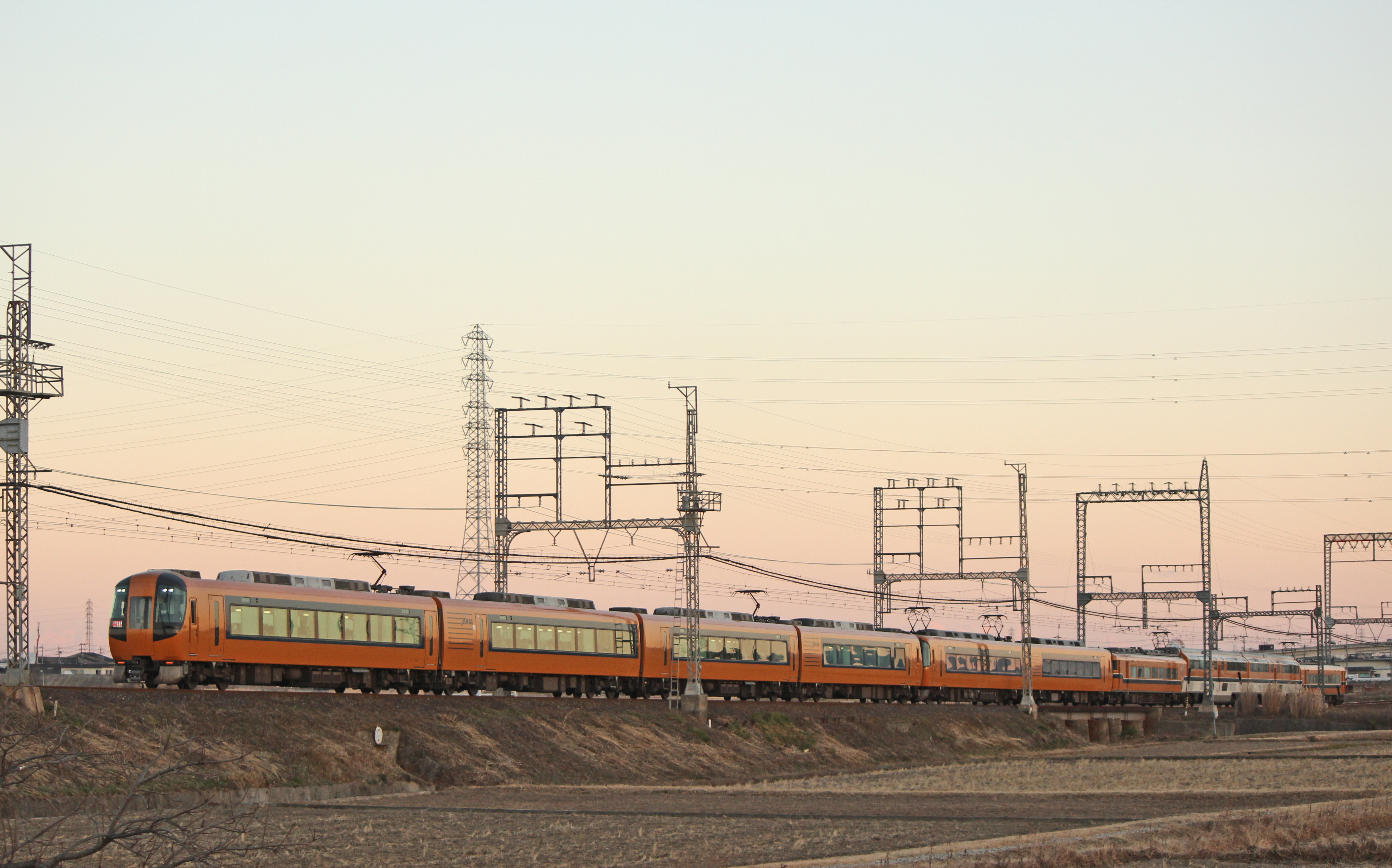
4+2+4卡編成（10卡編成）
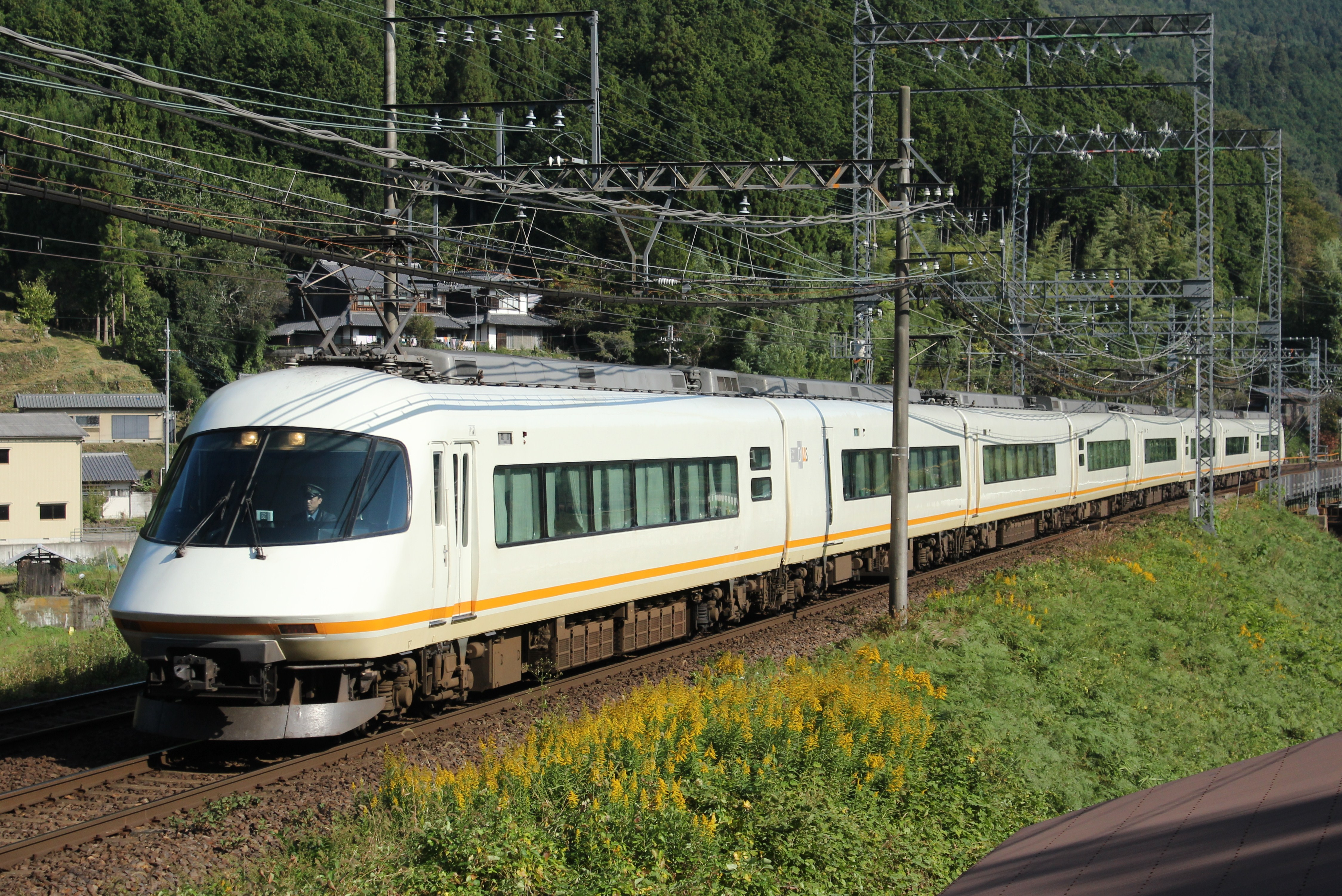
21000系（8卡編成）

## 特急行走的鐵路線與特色

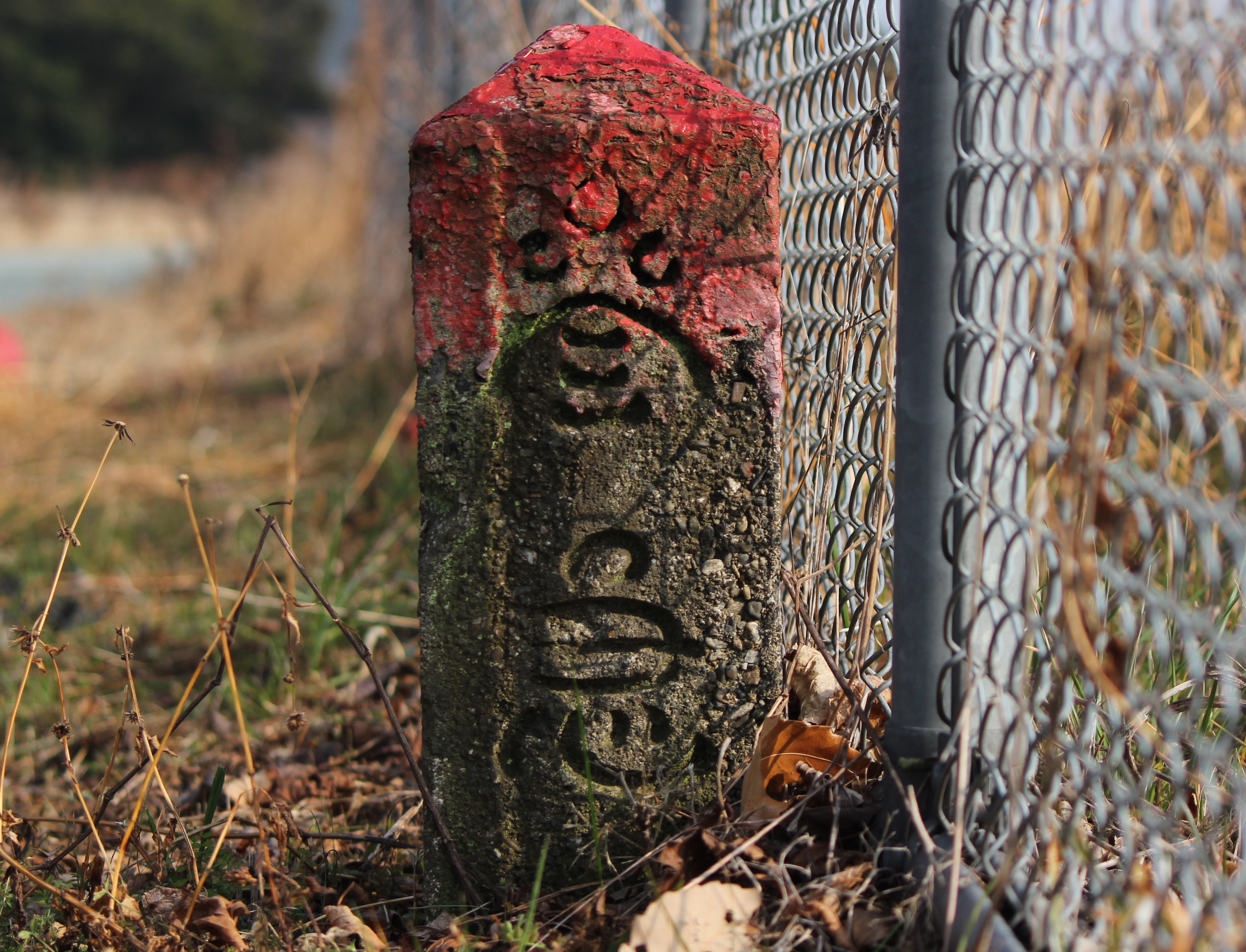
參宮急行電鐵時代的境界標，在近鐵合併後成為歴史遺物（齋宮站）。名阪、阪伊特急行走的部分主要區間中曾經是舊參宮急行電鐵的鐵路線，當中在榛原站附近的連續長坡路段到現時為止都是近鐵特急的一個重擔。

近鐵鐵路線總長501.2km中，當中405.8km（約8成路段）的路段設有特急班次行走。在特急行走的路線中，設有在大和八木站附近，連接橿原線與大阪線的新之口短絡線，在伊勢中川站附近，連接名古屋線與大阪線的中川短絡線，以及在鶴橋站附近，連接奈良線與大阪線的渡線等特急専用路軌。另外在鄰近近鐵名古屋站的米野車廠中，設有特急專用側線以及維修基地，這此設施使近鐵特急提供一個高頻率的班次。
在特急行走之路線中，標準軌線區佔340.8km，窄軌線區佔65.0km，而後者為行走大阪阿部野橋站至吉野站之的吉野特急。此外，行走的大部分路線是複線，單線區間只有部分志摩線與吉野線。
近鐵特急列車大部分行走的時速都在110km/h以上，甚至以130km/h高速行走。因此，近鐵在改善地面設備上、改良架空電纜、提高ATS上限速度、路軌強化等進行了相應的措施以對應高速運輸。此外，由於近鐵路線中有許多急彎，在這些區間之外的最高車速才可行走130km/h。
如本條目頭段提及，由於近鐵路線的盈利能力不高，因此特急費用是一個重要收入來源，使近鐵鐵道事業可持續下去，同時為各特急路線設定更方便的時間表。在大阪線榛原站以東至志摩線之間為偏避地帶，因此在部分時段中，急行以下的列車班次數目會與特急班次數目相同，甚至特急班次多於急行以下班次。此外，為了讓特急班次優先行走，設置了許多待避線，以便特急列車追越急行以下的列車以及高速運輸。
在大阪線櫻井站以東至山田線是由参宮急行電鐵建設的路線，當初的目標是建造鐵道線連接大阪與伊勢之間。當初許可建設的線路是位於現時路軌以南處，由於地形以及將來連接至名古屋的關係，線路改經伊賀盆地和布引山地。隨後，由於預計來往大阪至伊勢之間的所需時間約2小時30分，在伊賀盆地和布引山地的前後區間又會經過陡峭的坡段，因此為了要求列車可高速行駛，製造了2200系電聯車，當中採用了大功率的電動機與配備電阻制動。隨後，由近鐵接手後繼續承繼這情況。後來，新青山隧道的開通使這個負擔有所減輕，但至今依然是近鐵路線中為最大的重擔。
現時，特急大部分路線都可互相行走，這個情況是有賴過往不同路線中進行的改善工程。現時近鐵上所有路線，在歷史上是由多間不同的鐵路公司營運和建造，經過合併轉讓等成為現時的樣子。因此不同的鐵路公司的鐵路線會採用不一樣的規格，軌距、建築斷面界限和架空電纜電壓會有所不同。隨後，為了統一大阪線與山田線的規格，開始了許多工程。在1950年至70年代期間陸續進行了許多工程，包括名古屋線改軌距、奈良線、橿原線、京都線電纜升壓及擴大建築斷面界限、志摩線改軌距、以及大阪線全線複線化。這些工程使統一路線標準規格，讓特急車輛可全線互相運用，提高使用效率，增加及加密班次。
在難波線大阪上本町站至大阪難波站2公里之間為地底路段。建設目的是為了減輕乘客在鶴橋站或上本町站轉乘大阪市電與巴士前往難波方向時而造成的擠塞，所以實際上，難波線主要讓通勤與上學乘客使用，該線會讓奈良線一般列車優先，進行直通運輸。而特急列車中，則在不影響通勤上學乘客下直通運輸至難波線。當中，直通運輸至難波線的特急包括了許多即日來回的商務客乘坐的名阪特急，以及阪伊特急的賢島直通班次。在1994年至2003年，特急來往伊勢志摩玄關口之班次統一在上本町站出發，在日間，阪伊（甲和乙）特急也在上本町站出發，在阪神難波線開業後至今也是這樣運行。

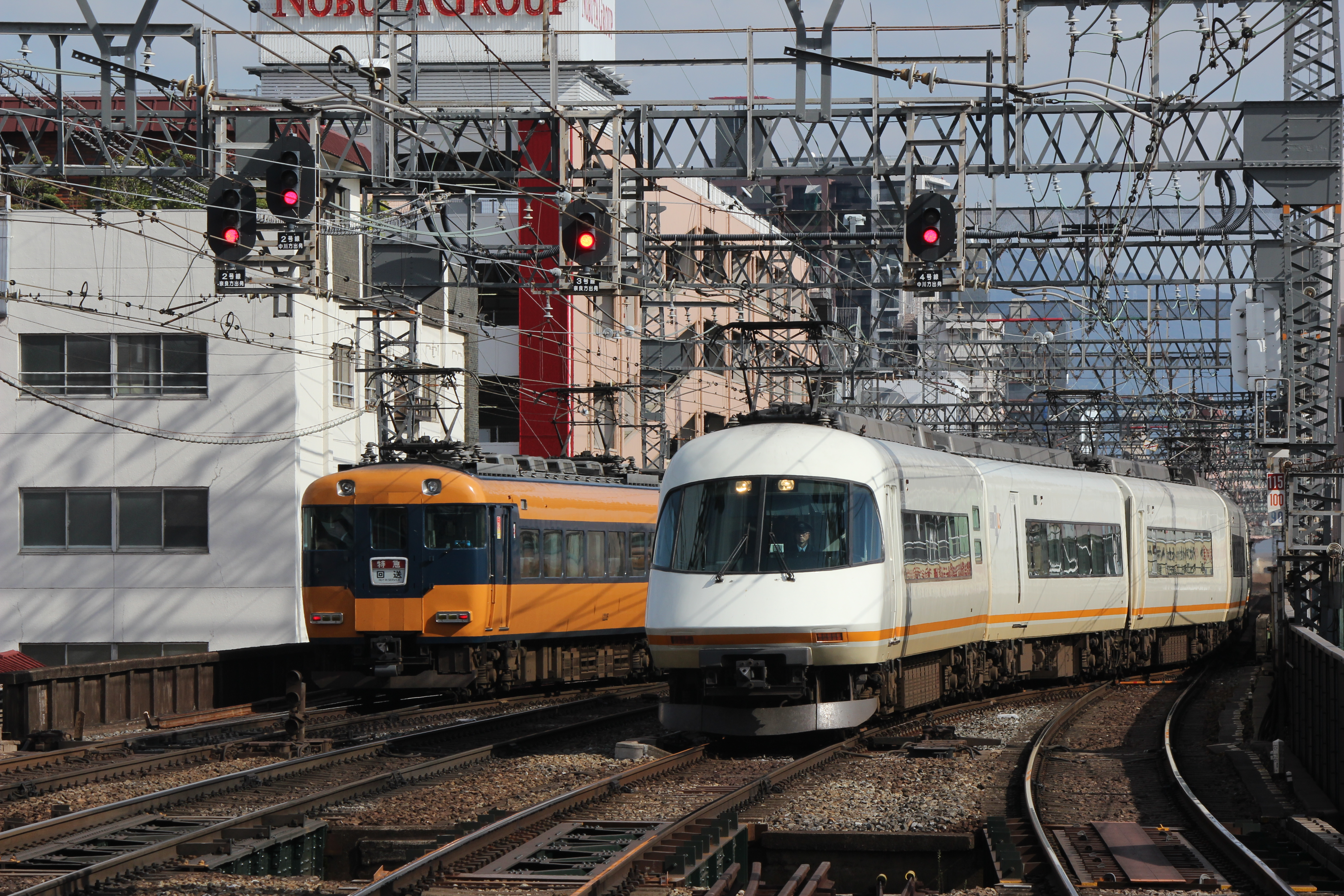
名阪特急在鶴橋站附近使用渡線
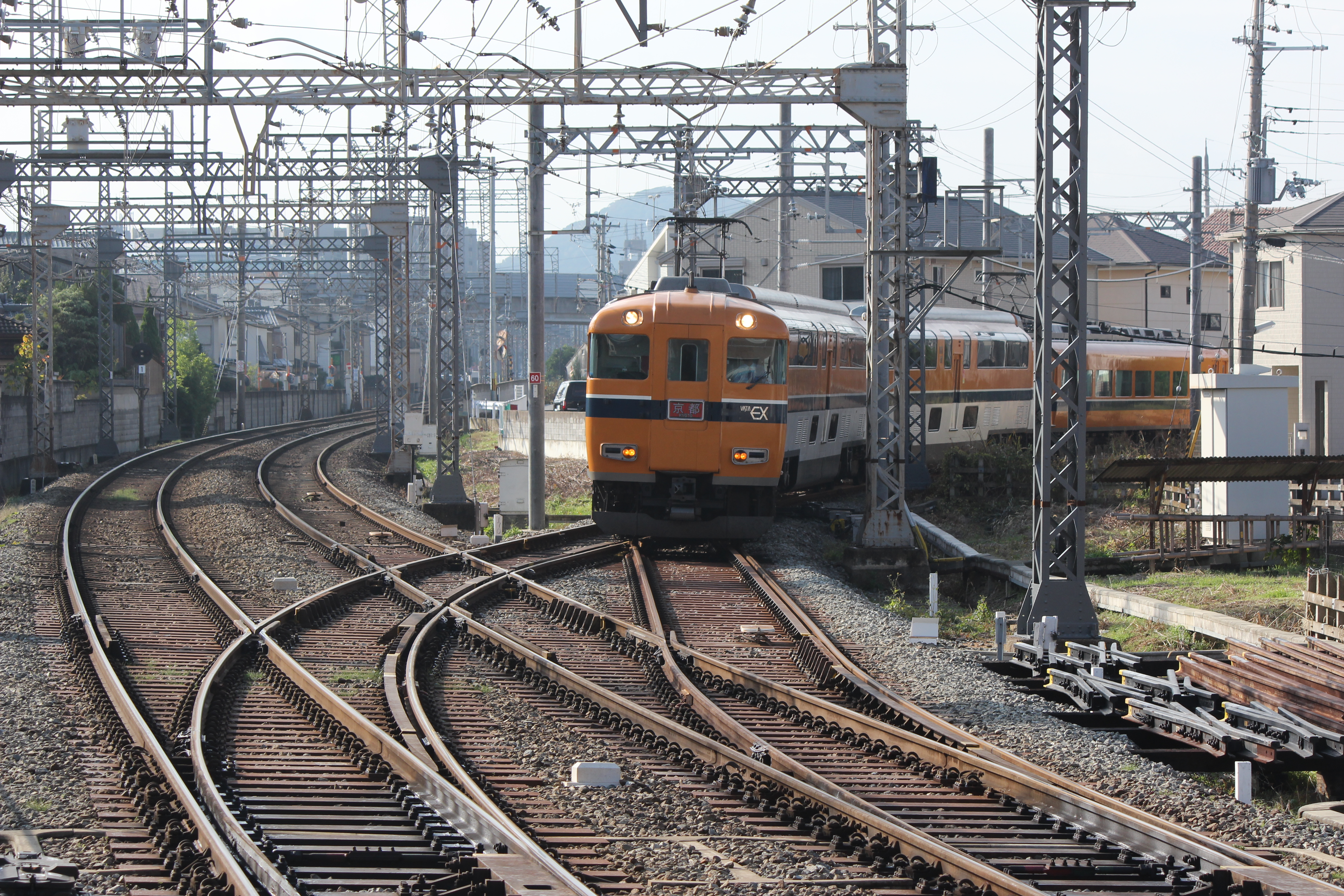
京伊特急在新之口短絡線上行走 左方路軌是橿原線橿原神宮前方向
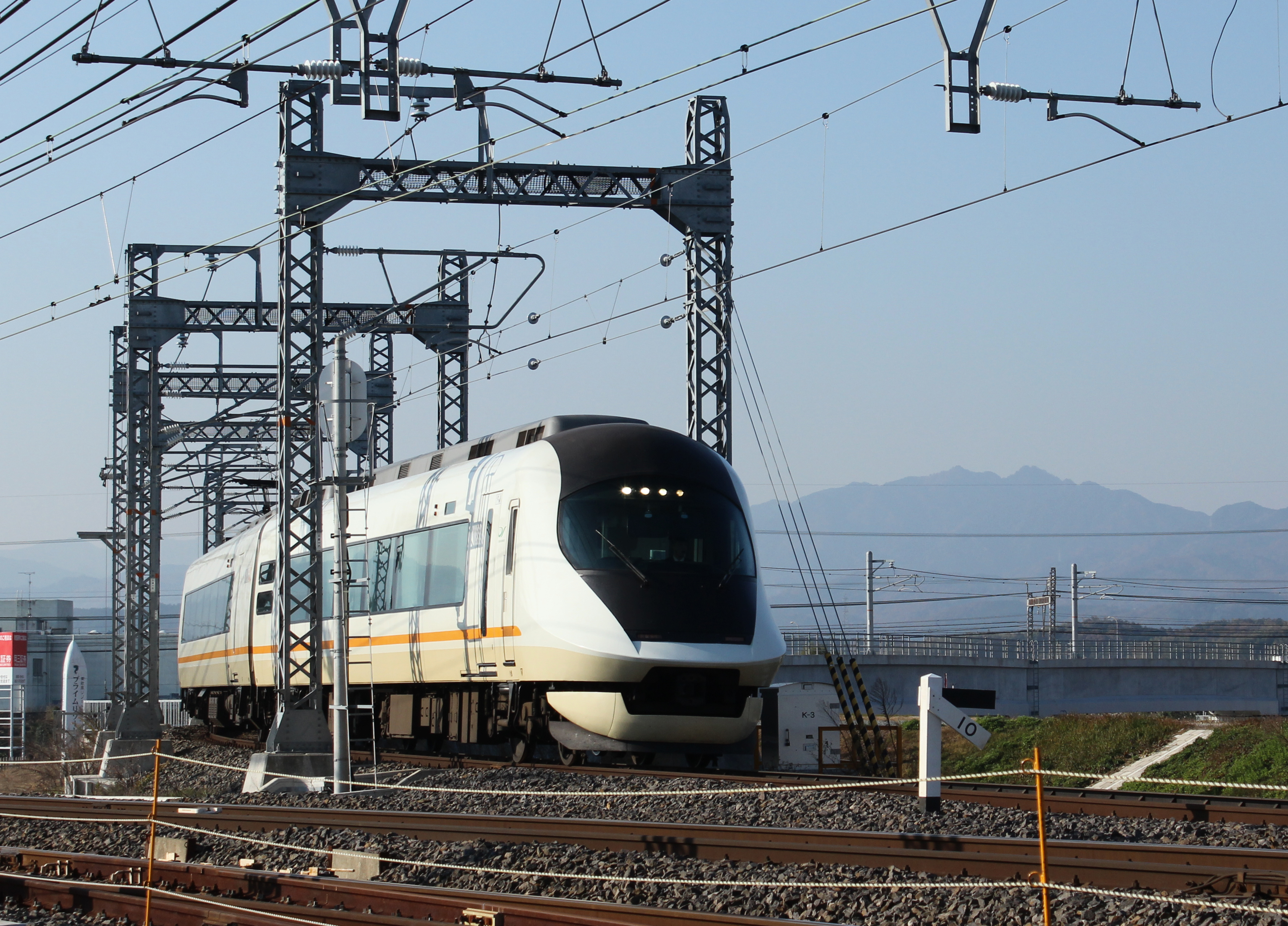
名阪特急在中川短絡線上行走
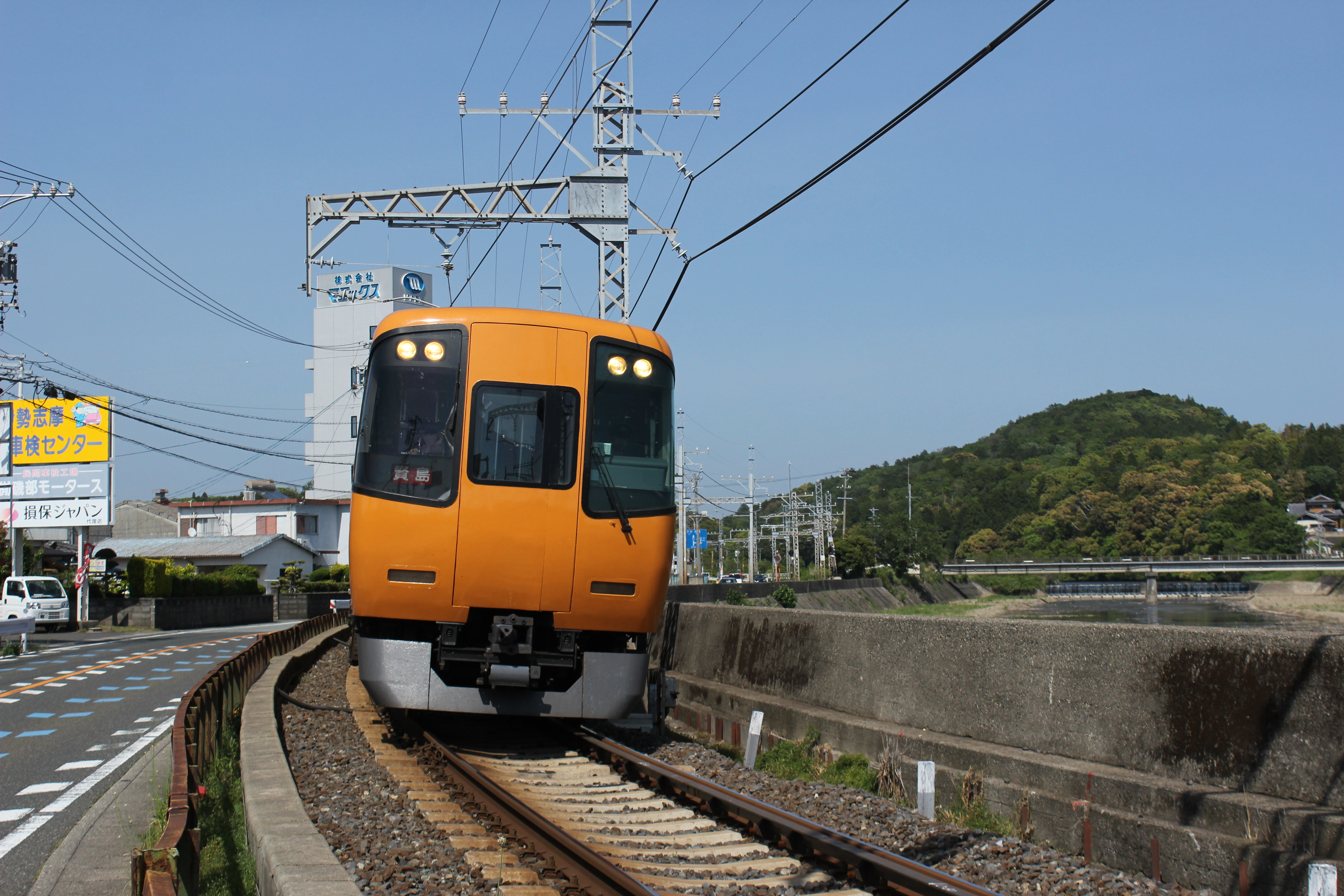
22000系在志摩線單線區間上行走（上之鄉站附近）
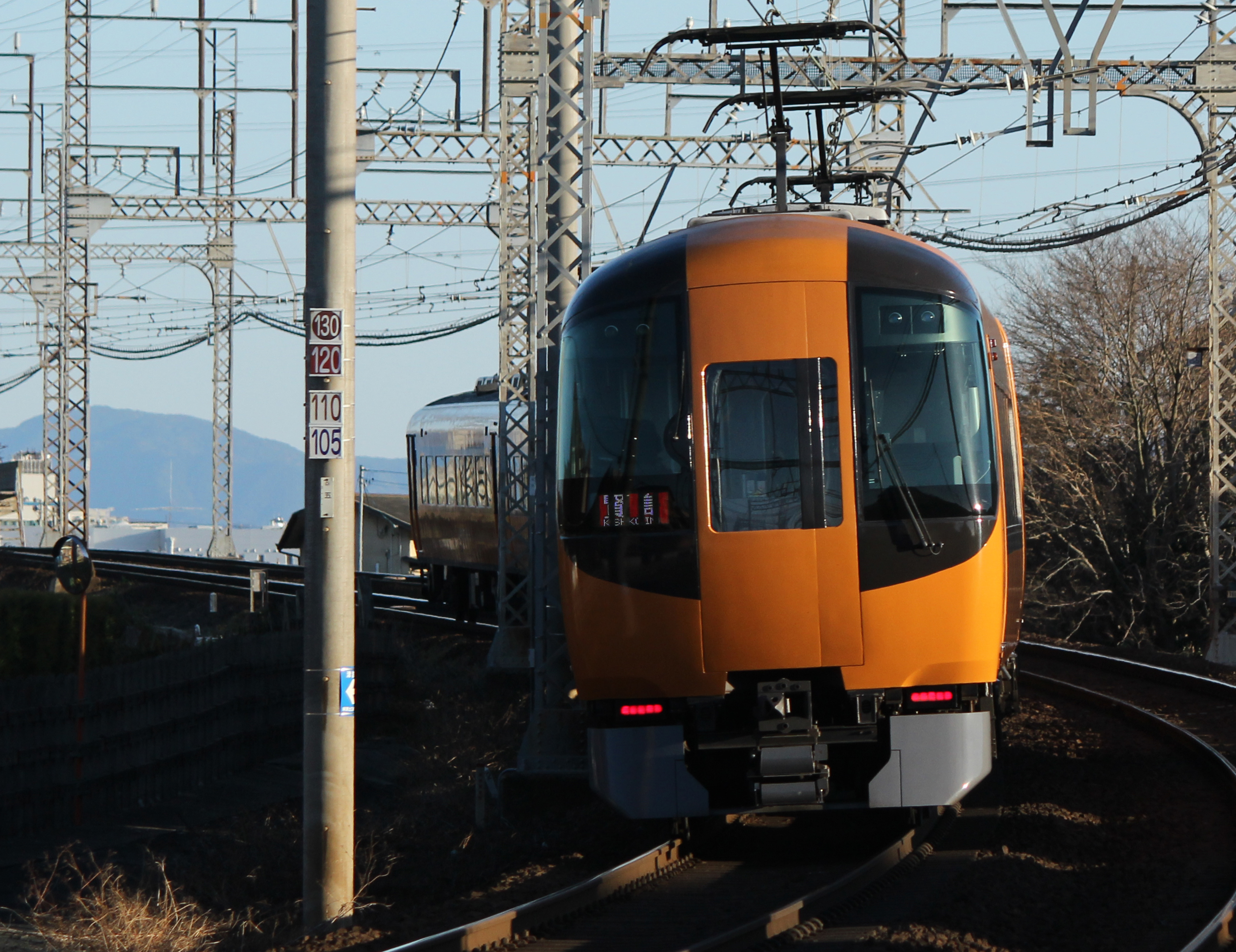
容許最高時速130km/h的標誌（東松阪站附近）
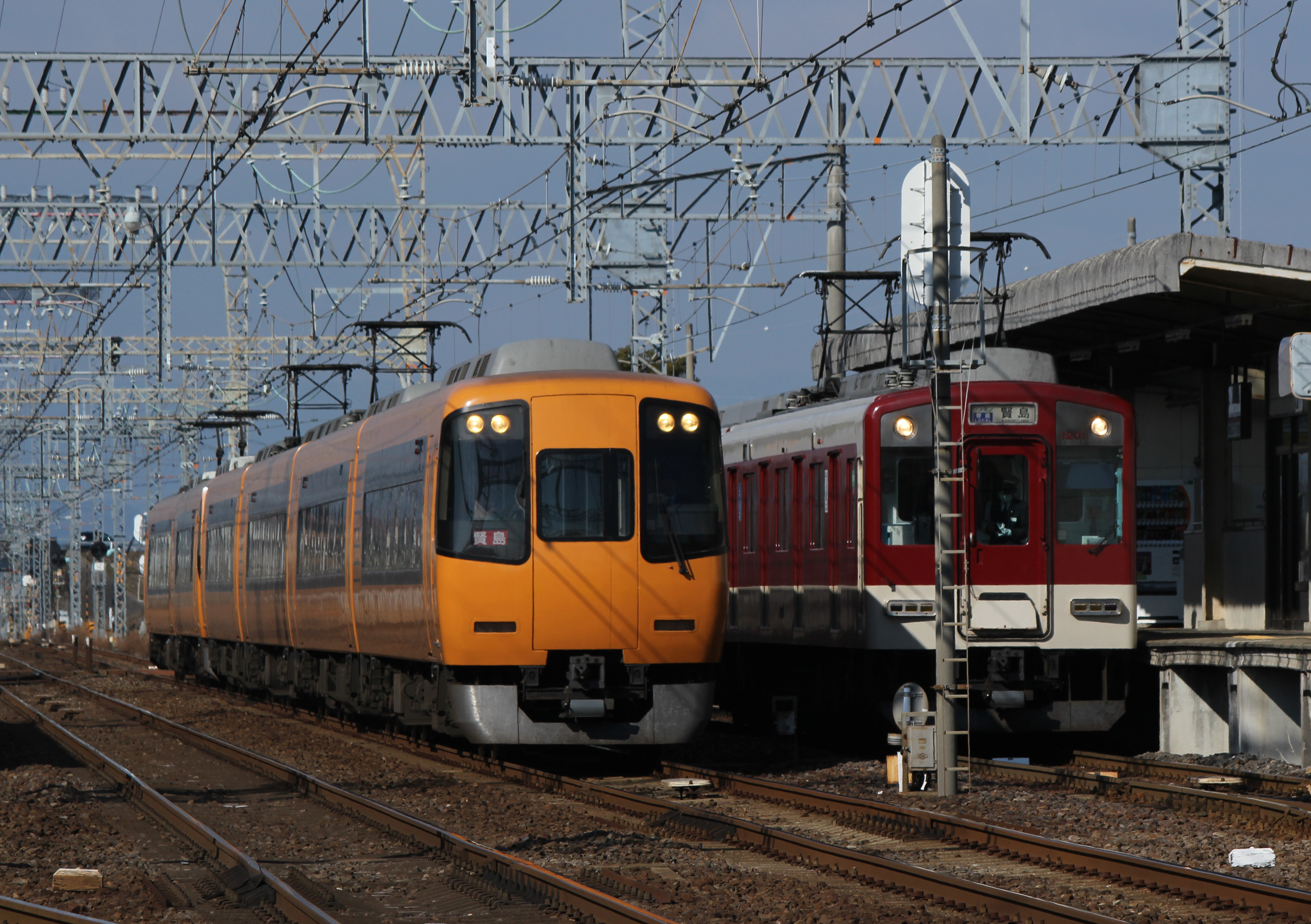
在有特急列車運行的近鐵車站中，有許多站設有待避線（櫛田站）

## 車輛設計

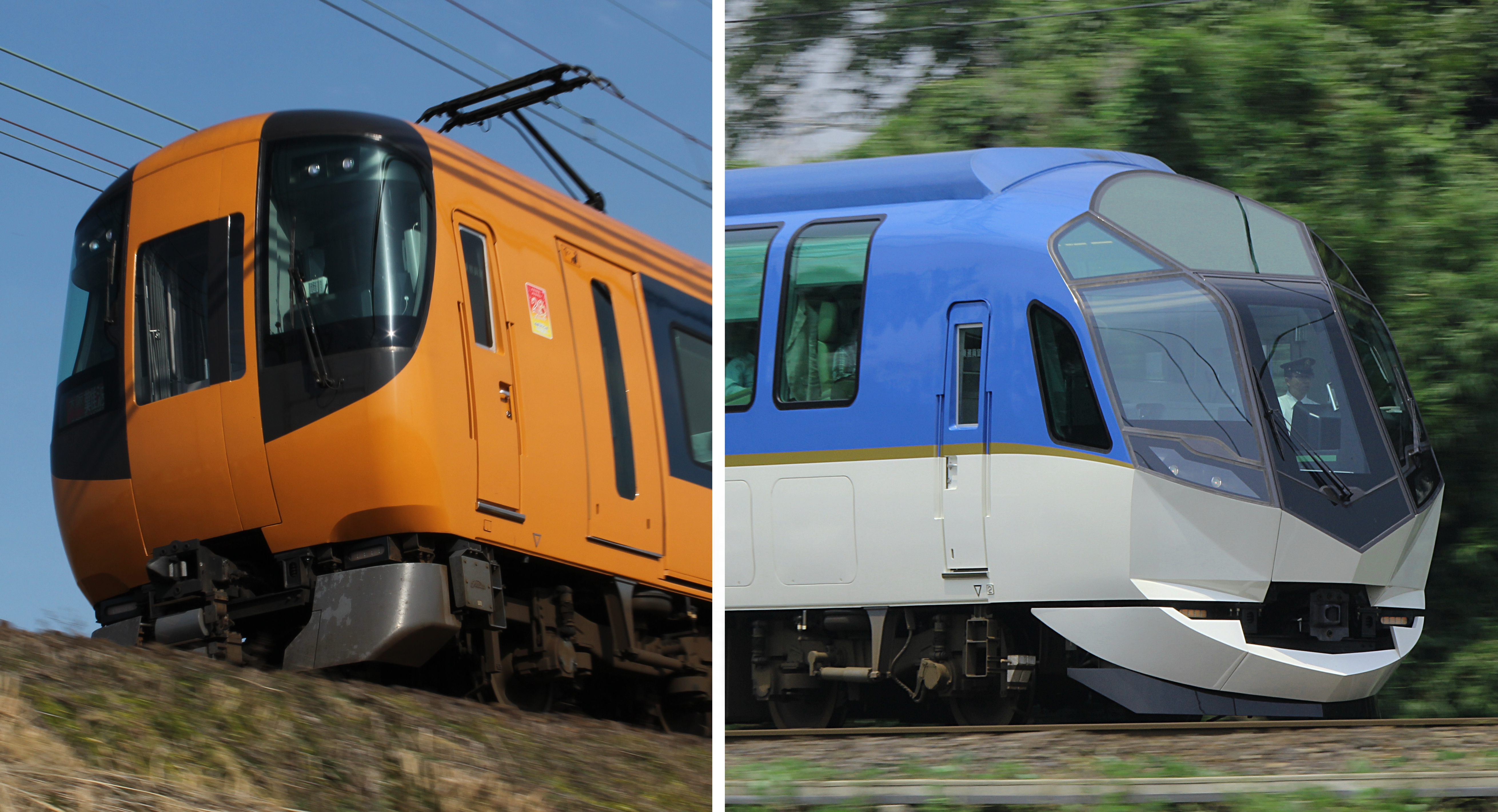
近鐵特急是由製造商和營運商合作決定車輛設計

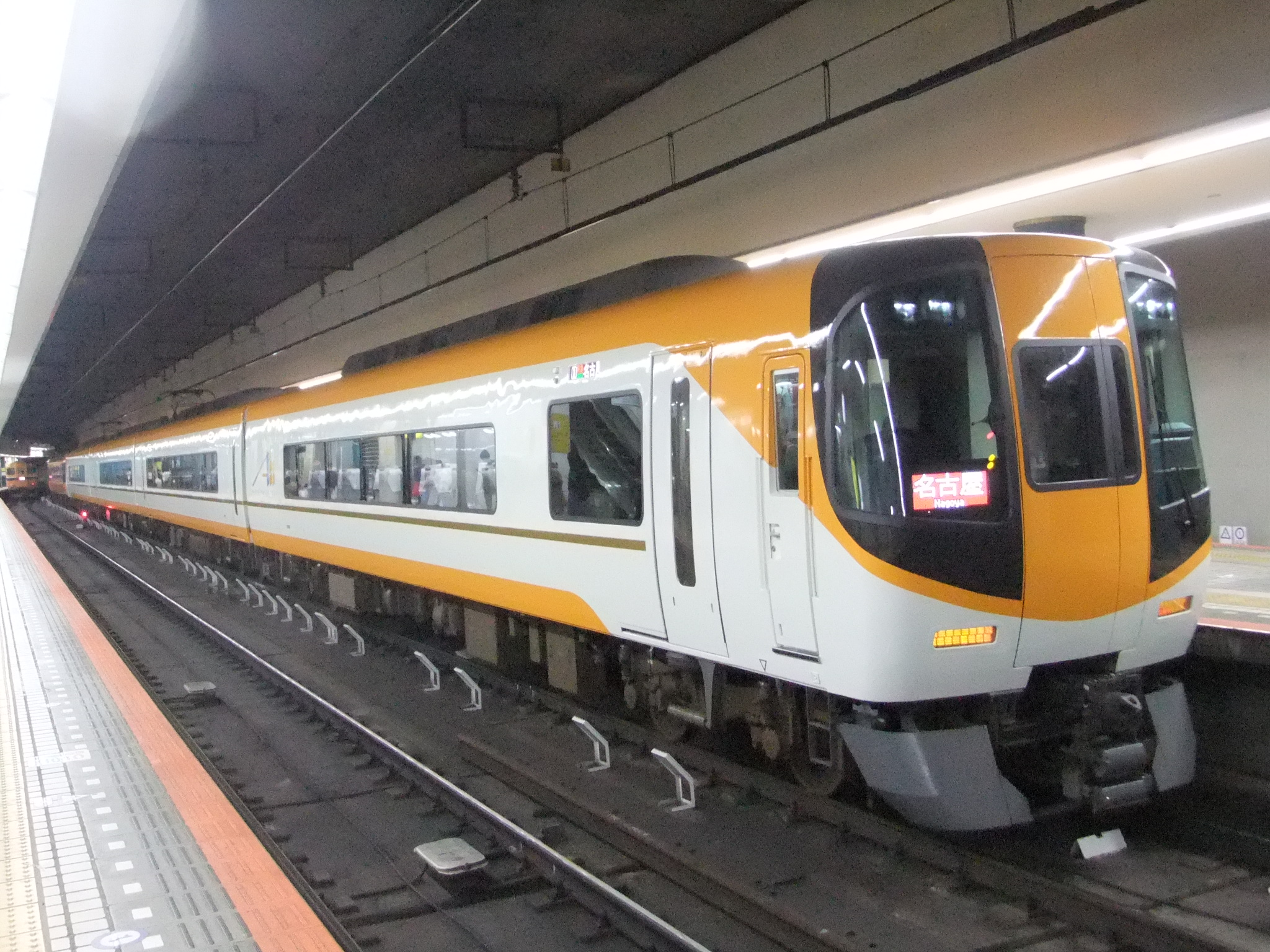
22000系更新車使用新塗裝

近鐵所有車輛均由近畿車輛製造。車輛設計是由近畿車輛負責，同時也與近鐵技術部門之員工，以及在美術、造型、建築各領域的員工共同作業而成。
當中，美術部門員工透過圖像素描和縮小模型決定外部設計，而內部設計中，會決定座位形狀、內部物料以及顏色配搭。在50000系「Shimakaze」列車中，
由山內陸平監督設計，而井上昭二擔當車輛整體設計。
在研究21000系「Urban Liner」的設計時，招聘了兩名學術專家尋求設計方案，以及概念指導。這個設計開發方法，在之後設計新的近鐵特急列車，以及其他鐵路公司的列車時也使用這個方法。

### 車身塗裝
近鐵特急的車身塗裝分為：通用特急系列與固定編成系列二種。
在通用特急系列中，顏色以海軍藍和飛鳥橙為主要色彩，從1958年的10000系「Vista Car I世」起在塗裝使用此顏色。海軍藍是日本傳統顏色，而飛鳥橙則為人體肌膚的顏色，結合這兩隻顏色，表達近畿地區具有很高的文化氣息和形象。在1992年起，該兩隻略作改變至現時所使用的顏色，此改變以增加透明感與明亮度。
在長久以及近鐵特急的塗裝都以這兩隻顏色作標準，但在1988年起的Urban Liner以後，開設了固定編成系列専用塗裝。
2015年11月，近鐵發布在同年12月開始運行的22000系更新車以後。直至2019年度中，開始把通用特急車輛的塗裝變為水晶白配亮黃色和金色。12400系至22600系的標準軌線通用特急車輛（包括30000系）及所有窄軌線通用特急車輛，共236架車將會轉用新塗裝。

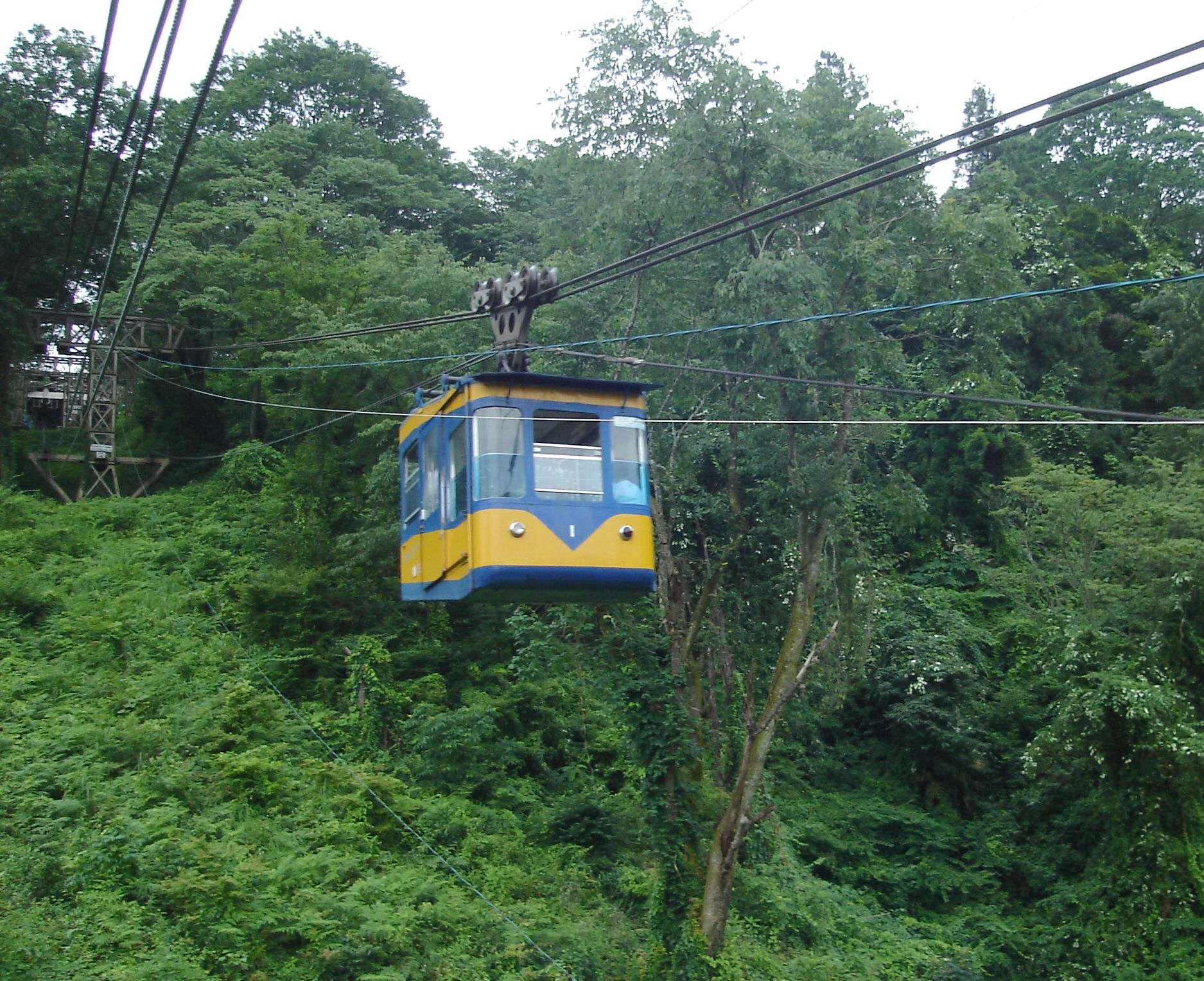
吉野索道的車廂（舊塗裝）

此外，雖然與近鐵沒有資本關係，連接吉野站由吉野大峰索道自動車營運的吉野索道車廂外也使用與運用特急車相似的塗裝。

## 特急車輛的維護與保養

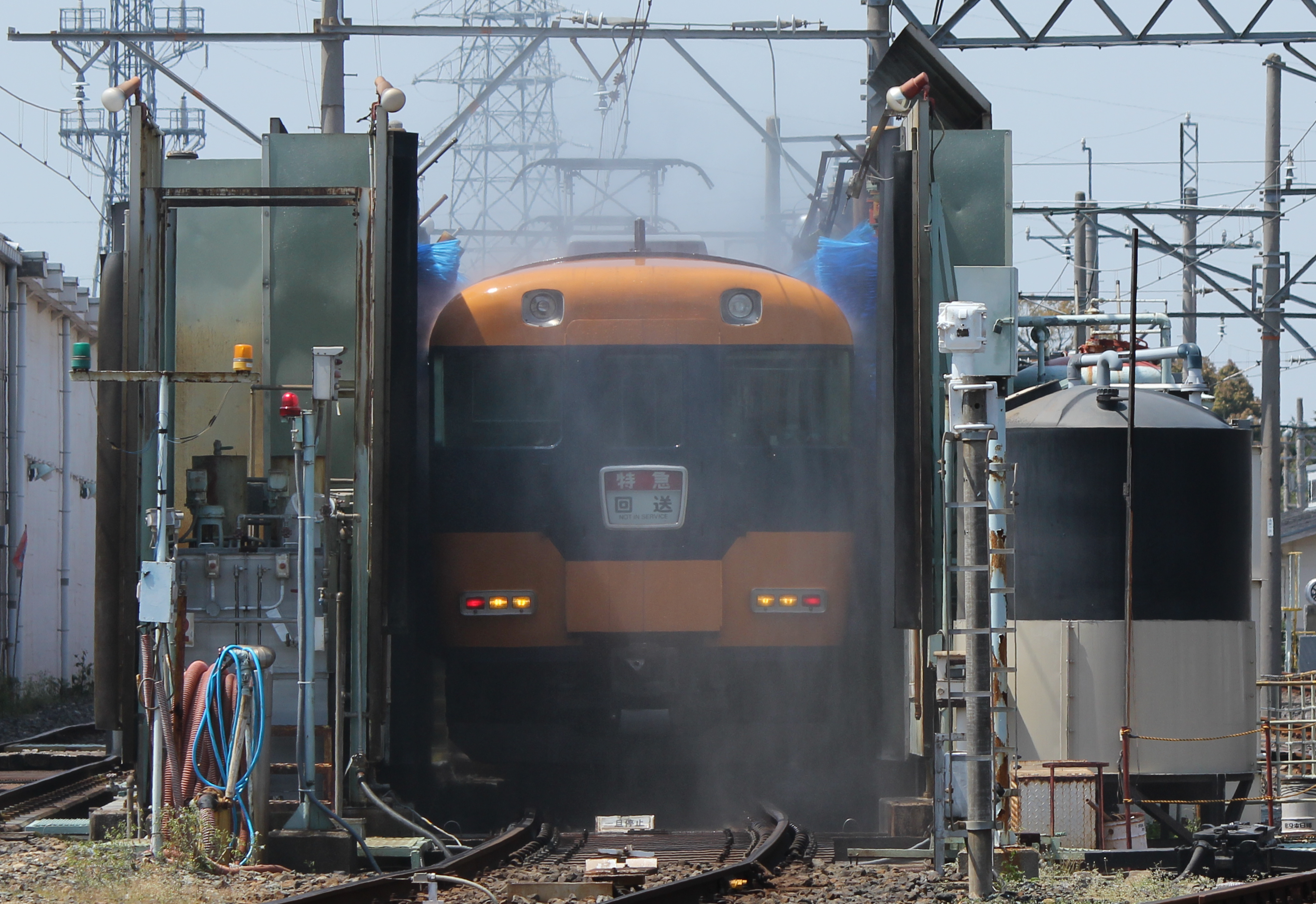
特急車輛每日會洗1次車。

在近鐵擁有特急車輛約450架，分別隸屬不同的車廠。而每3個月和10日進行檢查。在車廠內，會進行分離和結併列車、洗車、車內清潔等工作。以下將會列出所有車廠，部分車廠並沒有停放特急車輛但設有檢查車輛設備：
- 米野車廠（近鐵名古屋站附近）- 設有來往近鐵名古屋之特急專用側線，以及維修基地，可供檢查特急列車之用[230]。沒有特急車輛隸屬此車廠[179]。
- 富吉檢車區（富吉站旁邊）- 在名古屋一方的車輛基地。名阪特急、名伊特急的特急車輛停放在此基地。Urban Liner車輛隸屬此車廠[179]。
- 明星檢車區（明星站旁邊）- 在伊勢一方的車輛基地。名伊特急、阪伊特急、京伊特急的特急車輛停放在此基地[230]。
- 高安檢車區（高安站旁邊）- 在大阪（大阪線系統）一方的車輛基地。主要是停放阪伊特急車輛。伊勢志摩Liner和Shimakaze車輛隸屬此車廠[179]。
- 名張車廠（名張站旁邊）- 因應大阪線的輸送量變化，車輛會在此處分離、結併或折返。設有維修基地。沒有特急車輛隸屬此車廠[179]。
- 西大寺檢車區（大和西大寺站附近）- 京都、奈良一方的車輛基地，京伊特急、京奈特急、京橿特急等特急車輛停放在此基地。
- 東花園檢車區（東花園站附近）- 大阪、奈良一方的車輛基地，主要是停放名阪特急、阪奈特急車輛。設有折返路軌，以及維修保養設備[230]。
- 天美車庫（河内天美站旁邊）- 大阪一方（南大阪線系統）的車輛基地，設有列車檢査設施。由於此基地較近大阪阿部野橋站，因此也會停放特急車輛[230]。沒有特急車輛隸屬此車廠[179]。
- 古市檢車區（古市站附近）- 吉野特急所有車輛隸屬此車廠[179]。

另外，車輛每8年便需要接受一次全面檢査，每4年便需要一次重要檢査。兩個檢查的位置是在以下2個檢查場所。在進行檢查時，車體與機器會分開以作檢査，也會翻新車身塗裝。此外，車輛壽命將至的報廢車輛會前往高安檢修中心或鹽濱檢修車廠進行車輛解體工序。而由近畿車輛製造完成的新車輛會先行前往高安檢修中心。在車身翻新工程中，會在包括高安檢修中心之內三個地方進行，工程内容會在下節記述。
- 五位堂檢查車廠（五位堂站附近）- 為一個大型工場以檢查近鐵車輛（包括所有特急車輛）。也會檢查包括「Sakura Liner」在內的窄軌線特急車輛[注釋 48]。以管理高安檢修中心各個工程。
- 鹽濱維修車廠（鹽濱站旁邊）- 名古屋線車輛在此車廠檢査（在1992年10400系退役後，再沒有特急車輛在此處檢査）。

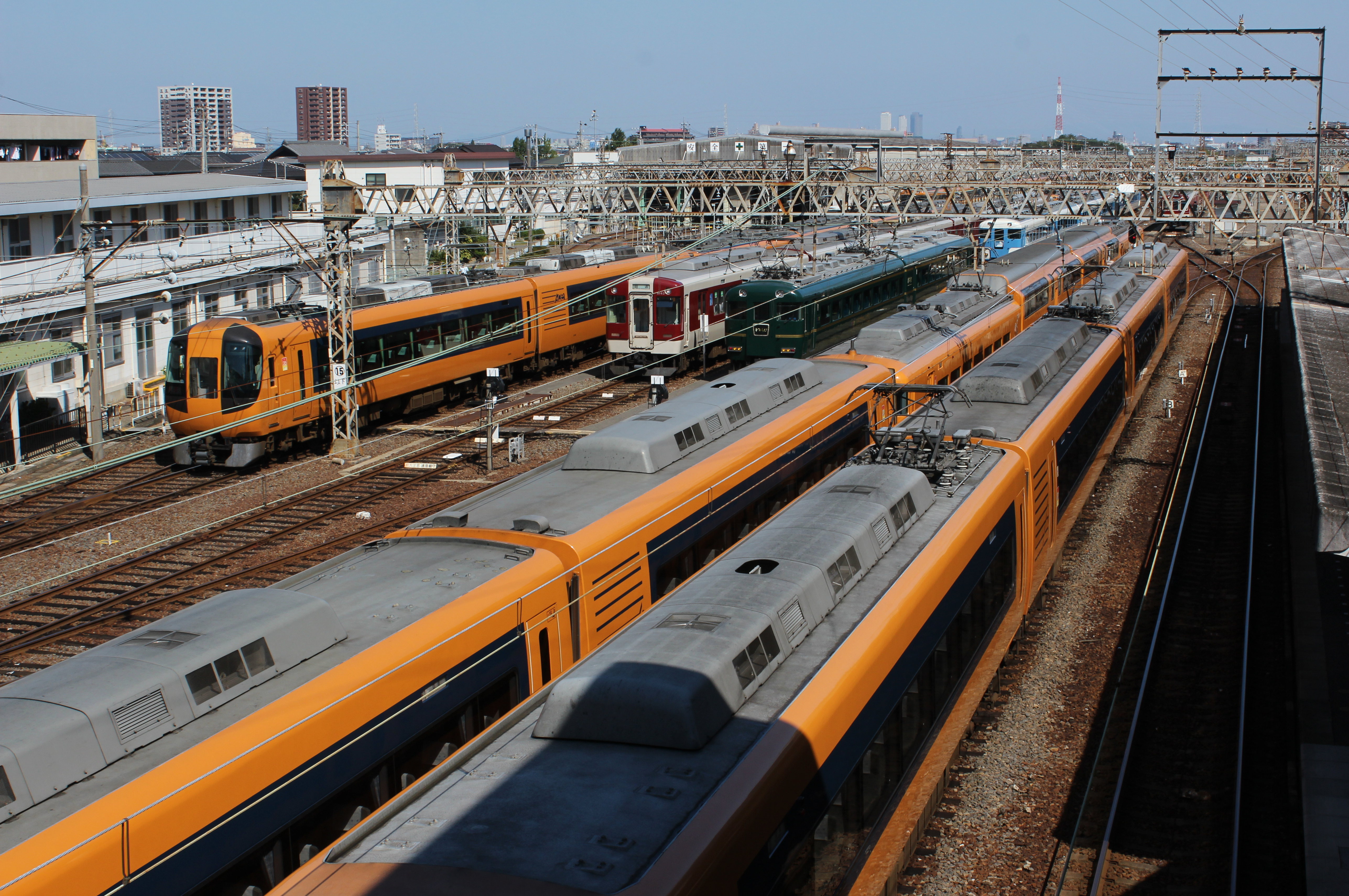
富吉檢車區
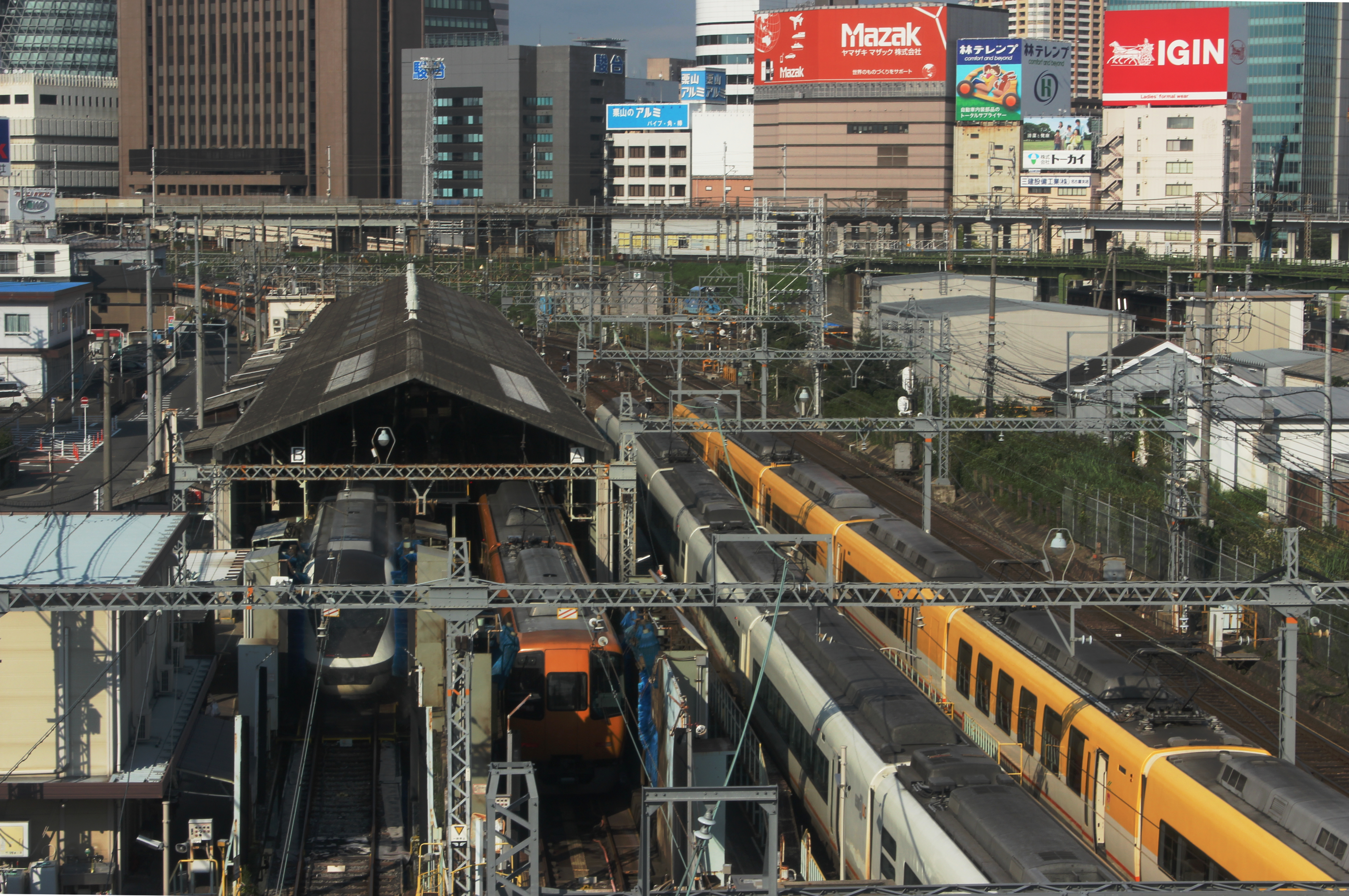
米野車廠
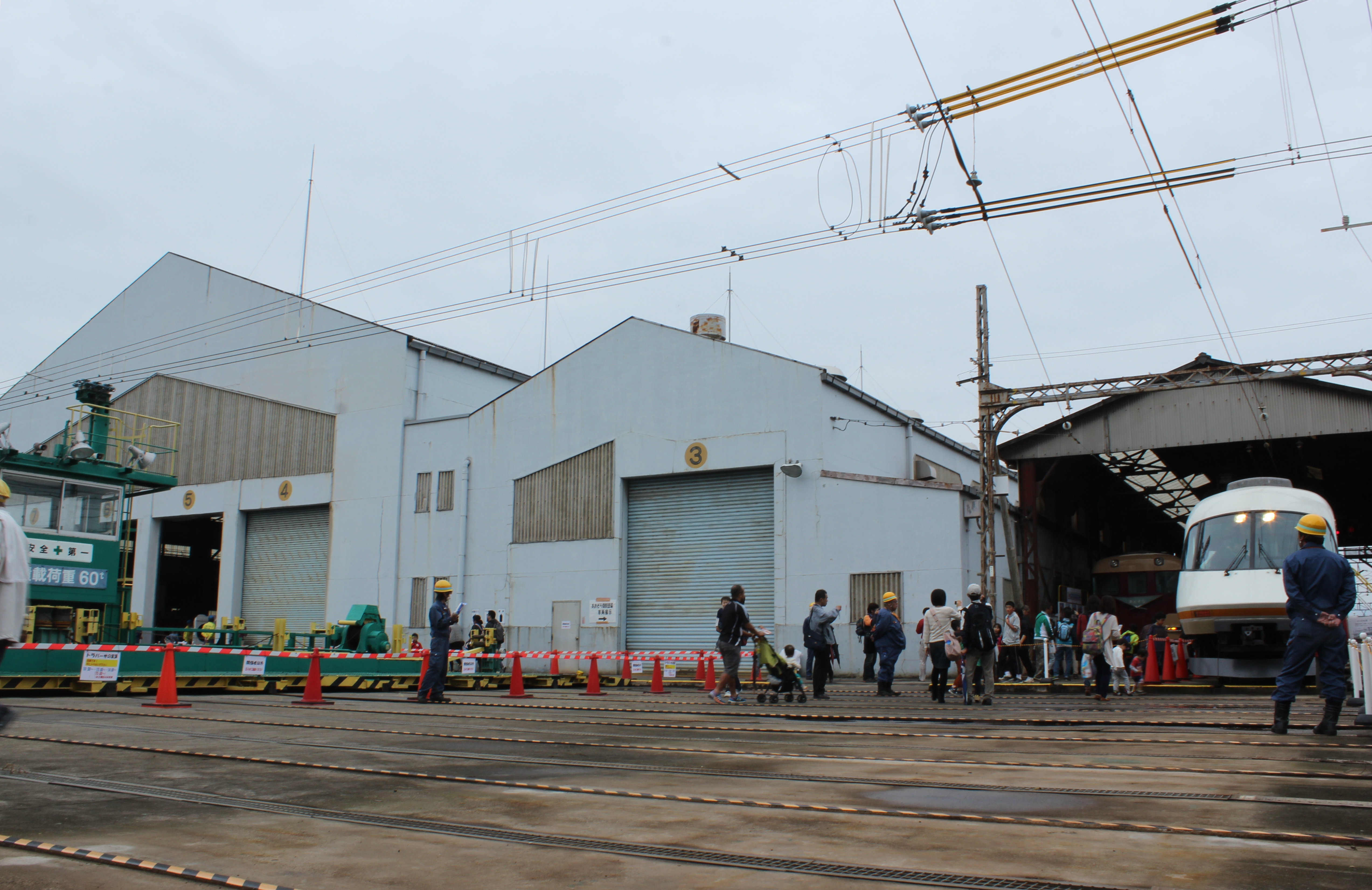
高安檢車區
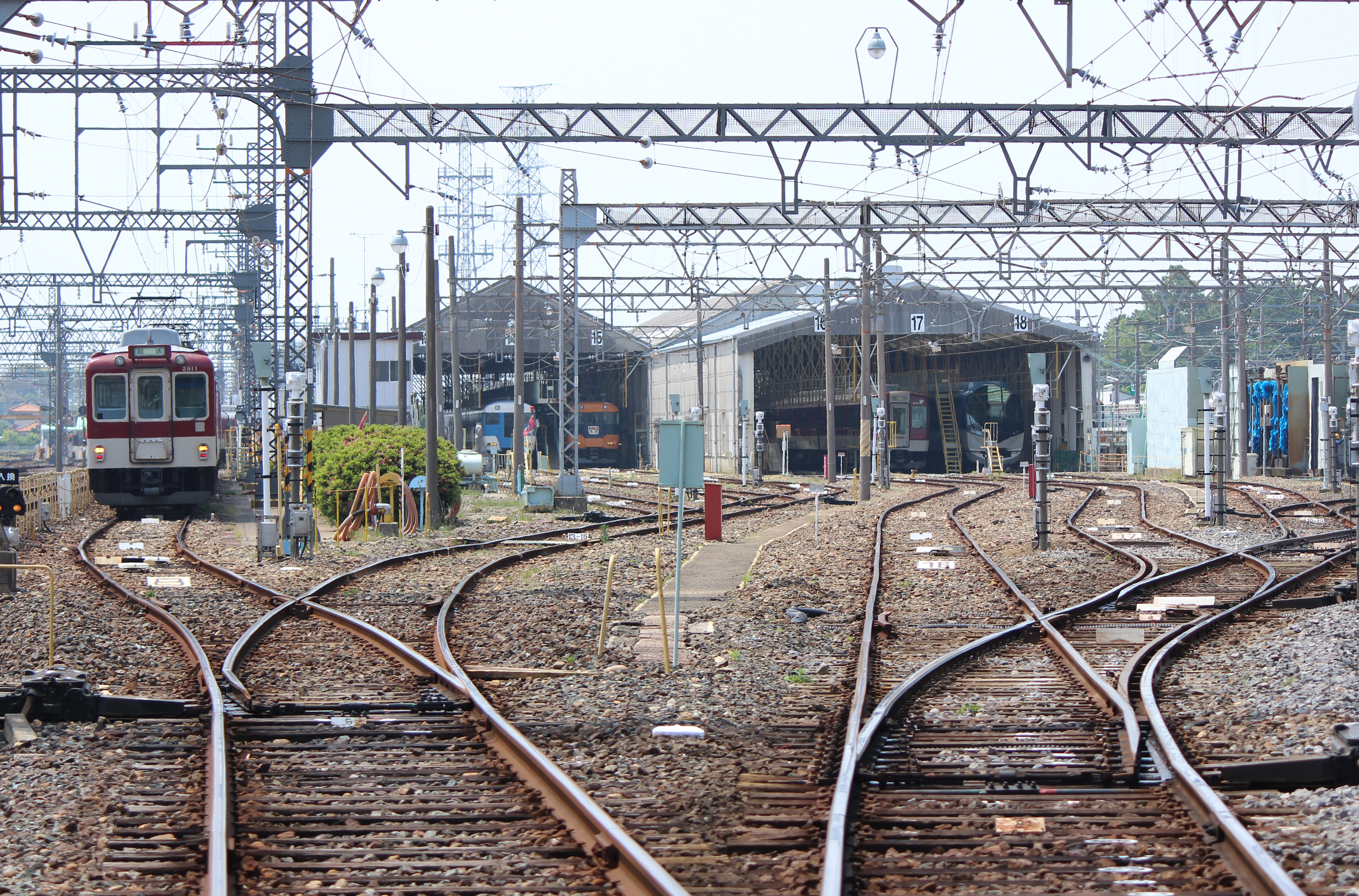
明星檢車區
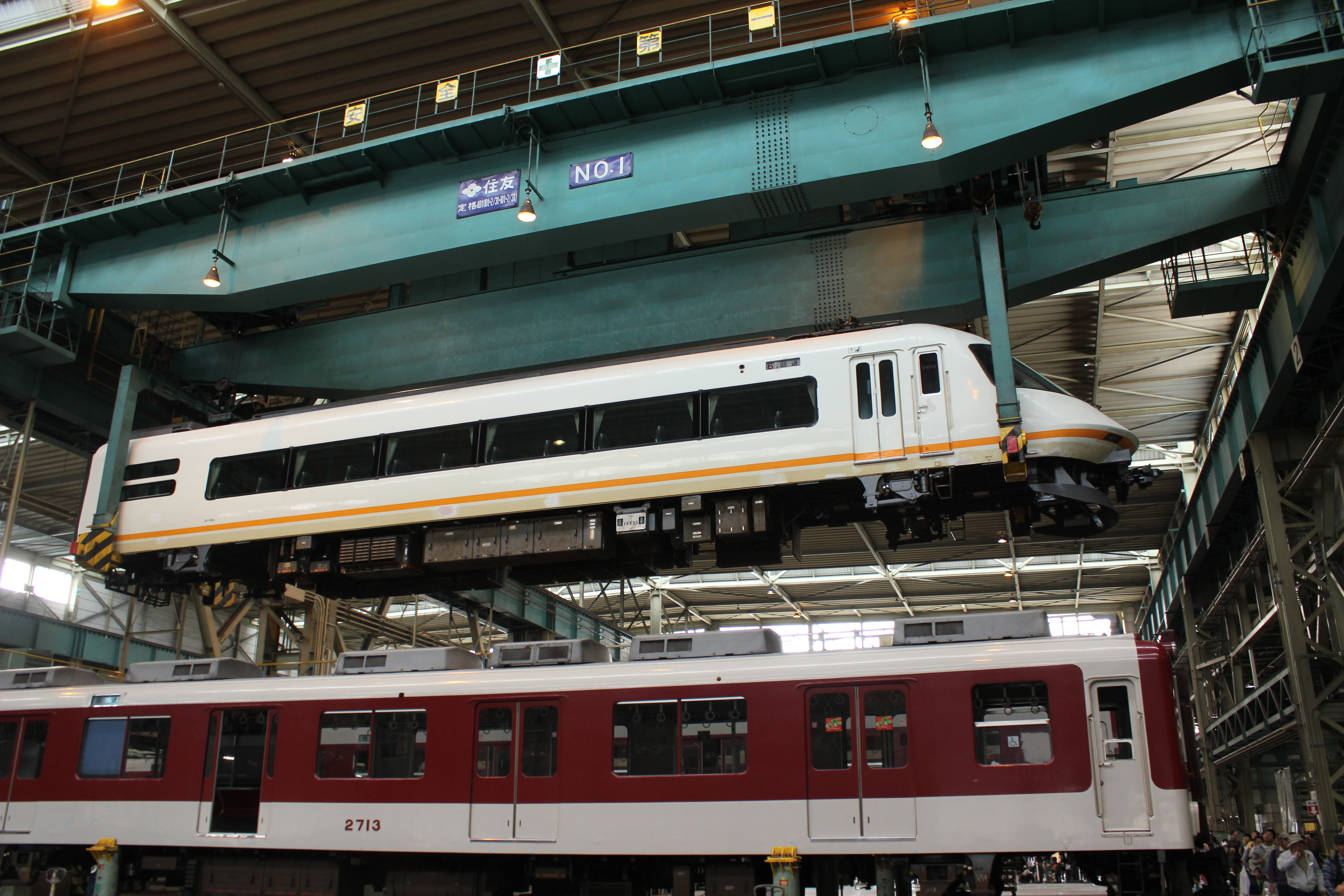
五位堂檢修車廠
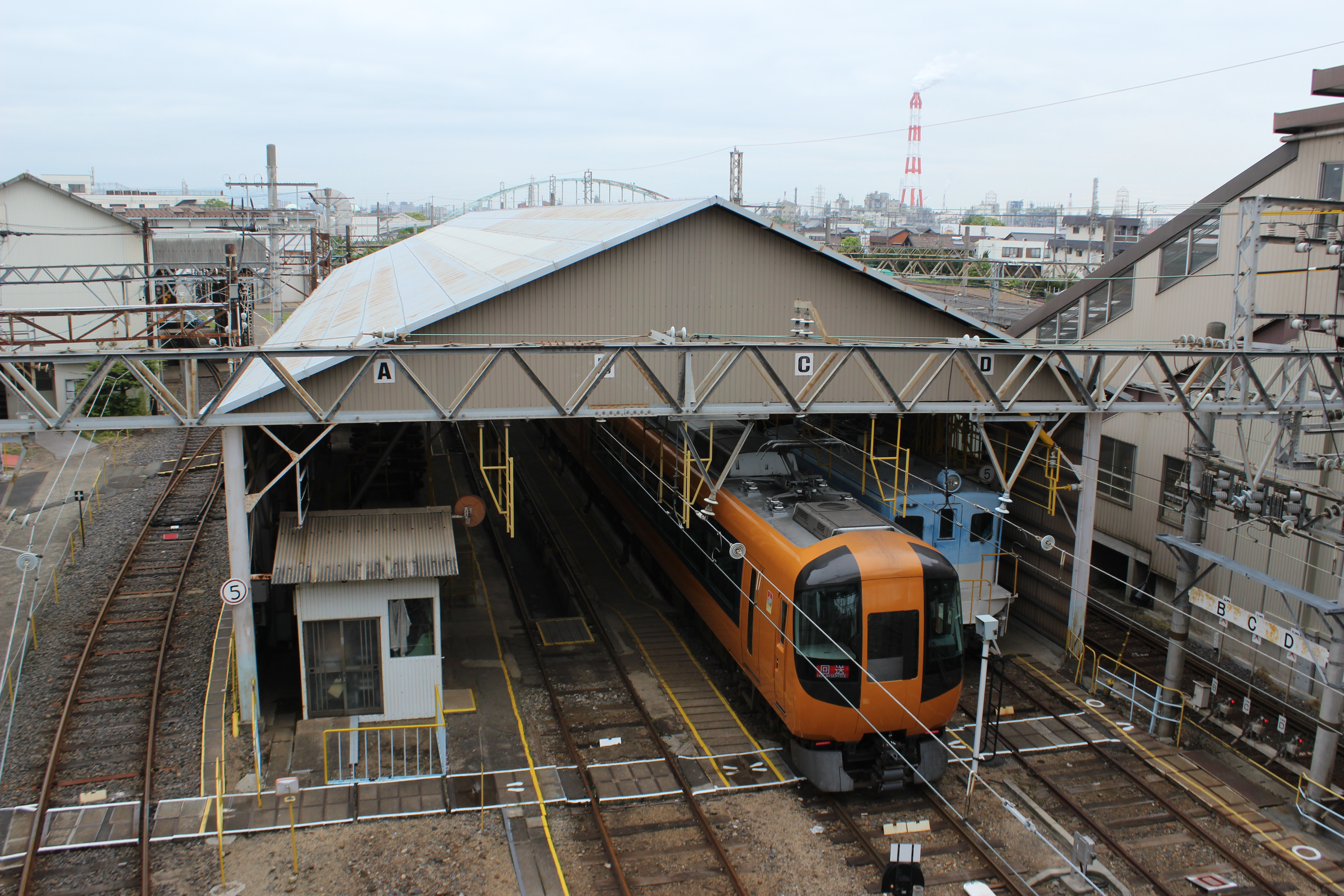
鹽濱檢修車廠

### 車身翻新工程
車輛在每4年及8在需要進行車身和機器修理。經過長年累月運行，車身會發生腐蝕和變形情況。所以車輛在建造後大約15年便會進行大規模修葺工程以延續壽命。修葺工程也是車身翻新工程。與汽車及電器用品不同，當其壽命將到時會廢棄，是鐵路車輛特有的生命週期。
在近鐵行駛的車輛中，通勤車的壽命大約為30年，特急車大約為25年，在整段壽命期間（建造後大約15年）會進行車身翻新工程。雖然在1990年代的經濟衰退使旅客人數減少，為了限制投資於新車建造和保護資源的出發點，列車的壽命將延長多10年。分別在第30年和第25年進行第2次車身翻新工程。但是，在21世紀後，車輛的車身翻新工程延遲了進行，車輛在第18至20年才進行第1次車身翻新工程。「Sakura Liner」26000系的第1次翻新是在第21年，第30年會進行第2次，使車輛壽命延長至40年將成為一個主流。
在車身翻新工程中，特急車輛會進行車身修理，修補各處腐蝕地方。車輛經過長期間使用後，車內環境的時代感會減退，因而進行車內翻新工程。此外，也會為因應現今社會主流而作出一些工程，例如因為推行禁煙化而廢棄禁煙車廂，以及加設無障礙設施。

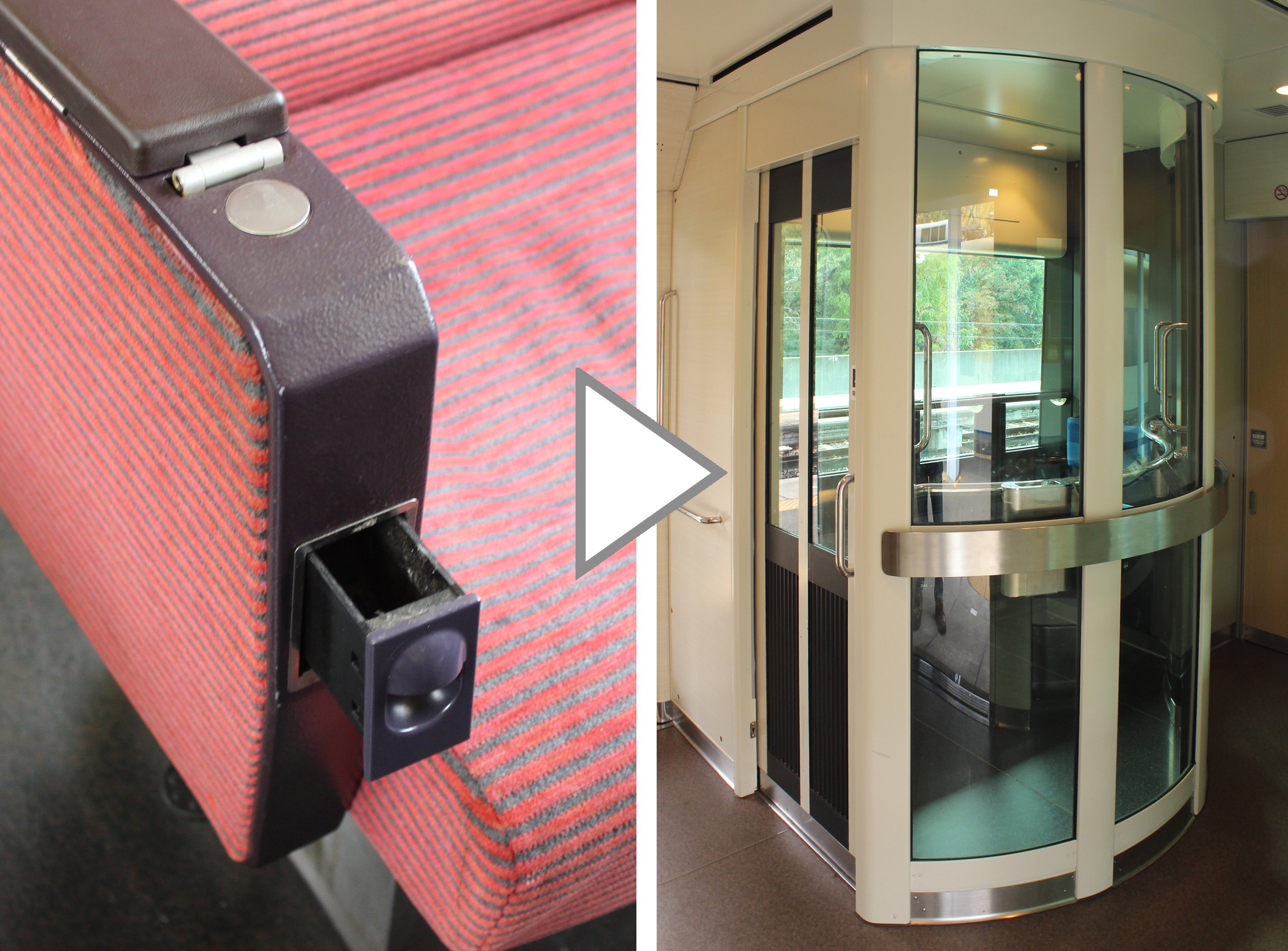
翻新工程例如由吸煙席改變至設立吸煙室 （23000系）
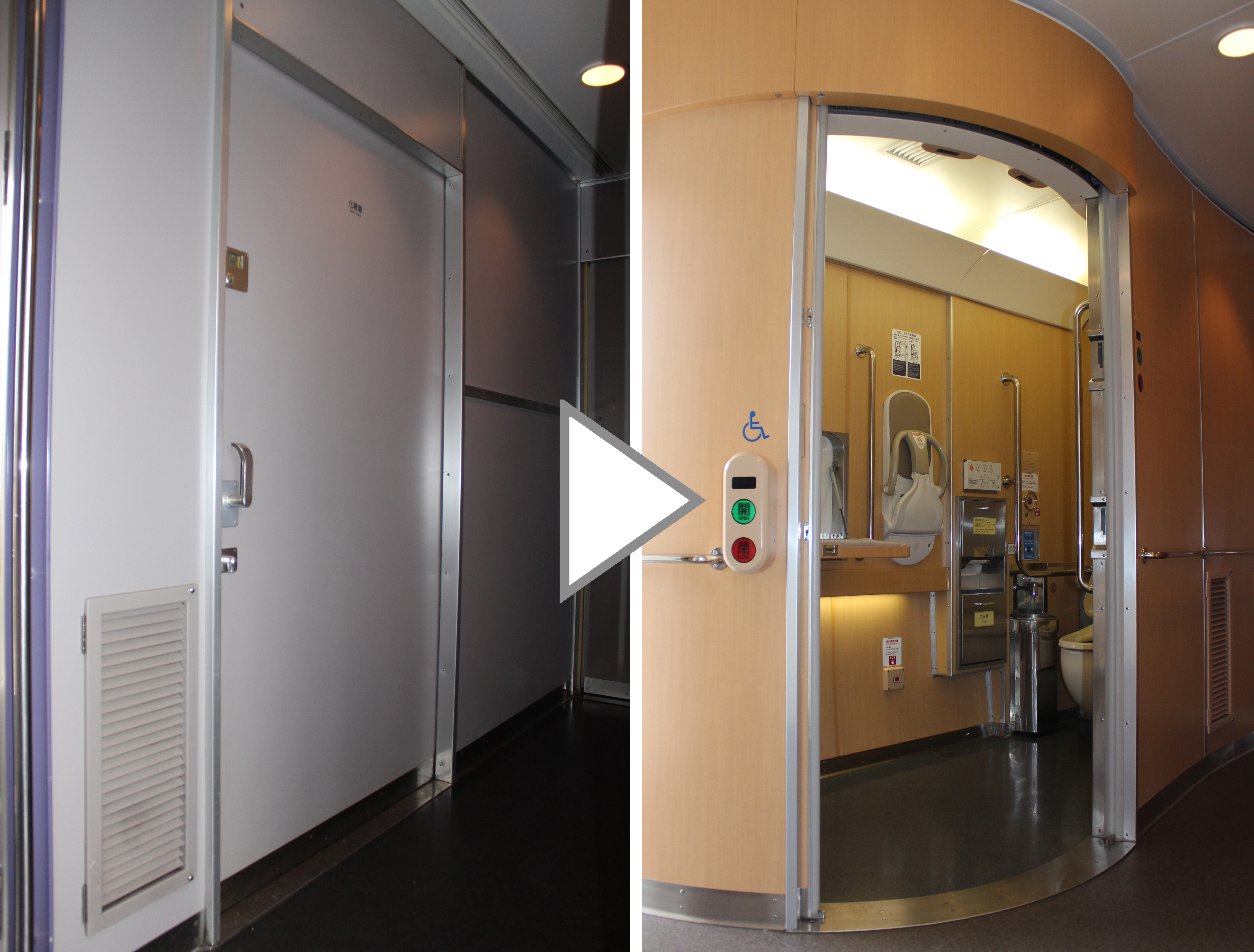
由一般廁所改變至無障礙廁所（23000系）
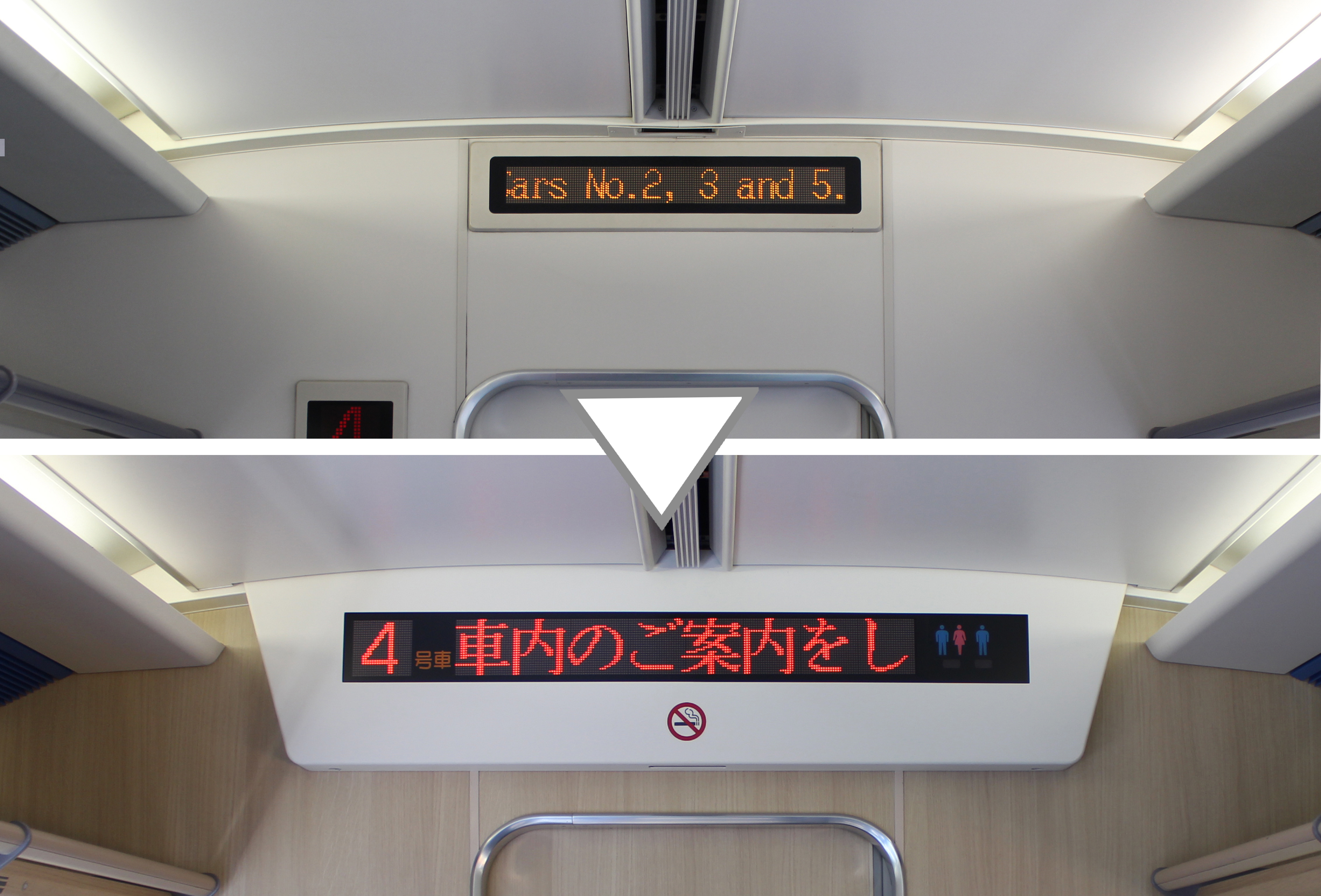
擴大信息顯示牌（23000系）

## 乘務員
不像部分JR特急列車內設有列車長室，近鐵列車中沒有獨立的乘務員室，因此列車長會在最尾車廂的駕駛艙兼用乘務員室中，執行列車長的工作，包括進行列車廣播和控制開關車門。
在長距離特急班次，乘務員不會在整個行程中執行工作，只會在其擔當的線區中執行工作，因此乘務員中途會進行交班。
列車長的工作也包括為車內乘客進行補票手續、補售特急票、手持流動終端機檢查特急票發售情況。在以前，特急票在列車到達終點站前在車内剪票，中途站由車站職員剪票。在2001年3月起，車廂乘務員會攜帶終端機，連接ASKA系統以檢查特急票發售情況，因此不會再在車内剪票，提升業務效率。但是要注意部分列車和部分其行走區間中，還會進行車内剪票情況。
在長距離特急班次中，在過去曾出現名阪甲特急在中川短絡線行走時列車司機與列車長在車上交班。正如上述提及，乘務員只會在其擔當的線區中執行工作，過往列車會在伊勢中川站運輸停車，並於停車時進行交班，在交班後繼續行程。但是，在1961年中川短絡線啟用，列車不再在伊勢中川站運輸停車，在鶴橋站至近畿日本名古屋站（現時：近鐵名古屋站）之間不停站運輸，因此發生沒有合適時間進行交班。為此，運輸省（現時：國土交通省）特別認可列車上同時有2名列車司機進行乘務（分別來自高安列車區與富吉列車區），當在短絡線上行走時進行交班。在交班之際，由於部分車輛的車廂內可以看到駕駛艙，在行駛中的列車上交班會有機會使乘客感到不安，因此在交班時會把用布簾遮擋。此外，在擔當的線區以外的列車司機會擔當列車長的角色執行工作。但是，在1990年開始部分甲特急開始停津站，那些列車以及名阪乙特急列車會在津站進行交班工作。最終在2012年的白紙時間表修正中，甲特急所有列車皆停津站，而交班地點統一在津站進行，在車上交班的情況從此消失。

## 車內服務

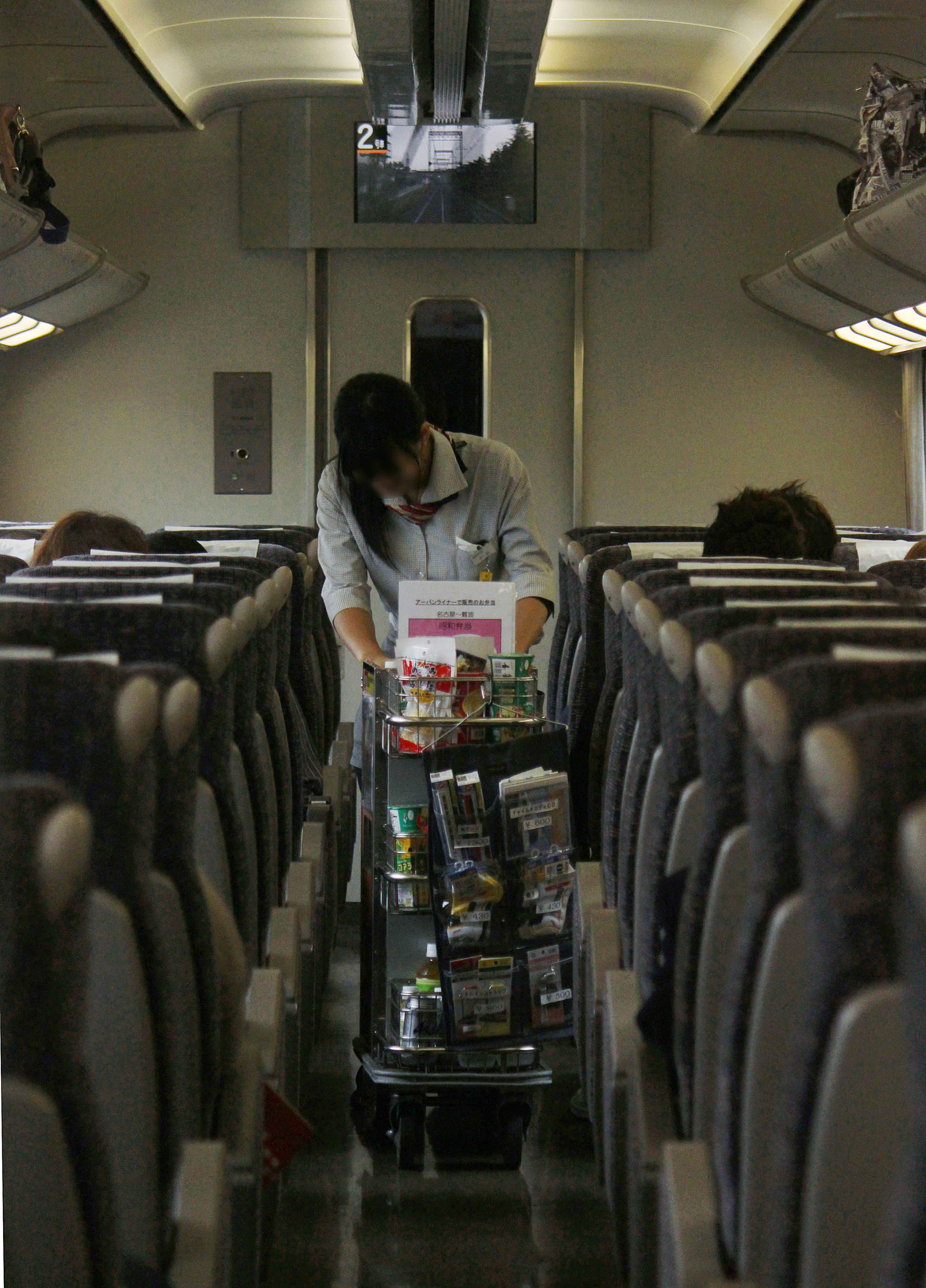
部分特急班次提供車內販賣服務

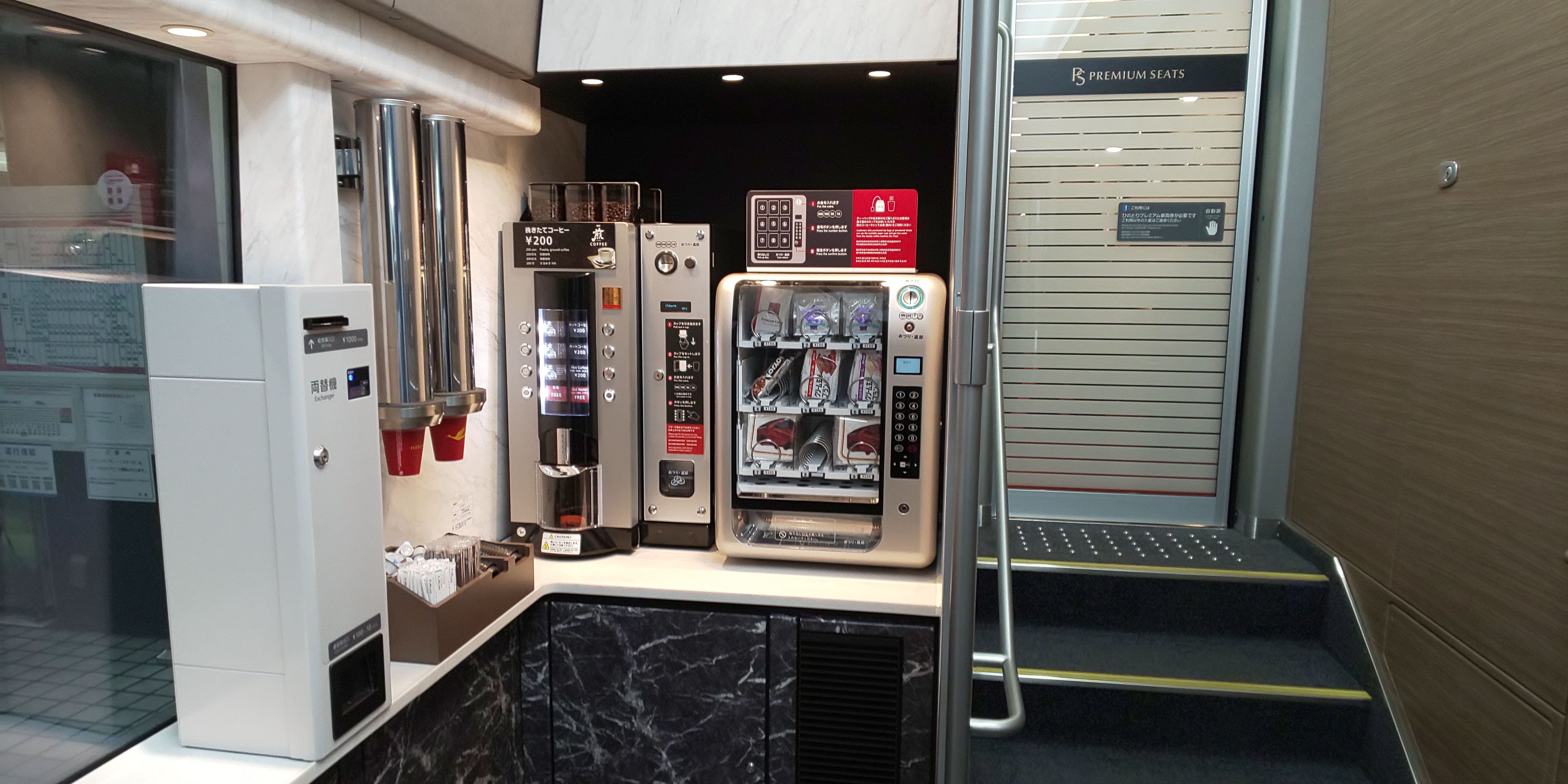
Hinotori的小型咖啡廳

### 車內販賣
在1948年7日，近鐵特急開始設有車內販賣服務，當時行走大阪線的班次由近鐵百貨店負責，而名古屋線則由中央酒店（即後來的名古屋都酒店，該酒店在2000年結業）負責。在1951年2月以後，車內販賣服務由關急產業（即後來的近鐵觀光）負責。隨後，開始有更多列車提供此服務。在1967年，名阪不停站特急班次的車內販賣服務指定由名古屋都酒店負責，在這些班次中設有小吃部，供應經微波爐加熱的食品，包括咖哩飯、中華料理等。但由於當時受到新幹線的競爭，使名阪甲特急的客量開始下跌，最後在1975年2月，小吃部終止提供餐點服務，回復至與其他特急列車一樣，由近鐵觀光提供一般車内販賣服務。
在1980年代以後，在車站中由於開設了便利店，使乘客可在乘車前在便利店購買商品，因此車內販賣的銷售量下跌。在2002年3月，曾一度停止車內販賣。
在2006年11月起在星期六、日及假期，由23000系「伊勢志摩Liner」運行的阪伊、名伊、京伊特急，上下行共12班班次中再次提供車內販賣服務。當時此服務是由近鐵營運，但是實際業務上是委托子公司近鐵零售進行車內販賣服務。在2007年10月8日起在星期六、日及假期日間時段，名阪特急（只限21000系、21020系）再次提供車內販賣服務。在2013年3月開始營運的特急「Shimakaze」中，也有専屬服務員在咖啡廳車廂中提供輕食和飲品販賣服務，也同時設有車内販賣服務，這些服務也是由近鐵零售提供。在「Shimakaze」的車內販賣和咖啡廳中，可使用智能卡（IC卡）（ICOCA、Suica等。但不可使用PiTaPa）支付。不過，2020年3月8日起，除了「Shimakaze」「蔚藍交響曲」「伊勢志摩Liner（星期六、日及假期部分列車）」外，其他列車的車內販賣服務取消。
除了車內販賣服務外，在伊勢志摩Liner、Urban Liner、ACE、Hinotori部分車輛設有飲品自動販賣機，銷售樽裝及罐裝飲品。當中，Hinotori還設有發售現沖飲品與零食的小型咖啡廳。

### 毛巾服務
在1951年11月起，近鐵特急車內會發放經蒸熱的濕毛巾（日语：*/?）。但隨著車內販賣的銷售下跌，提供毛巾的班次也縮小。至1996年後，改用濕紙巾以自助形式服務。乘客在洗手間牆邊領取濕紙巾（但是，部分設有無障礙廁所車輛中，領取濕紙巾地方會有所不同）。

### 資訊與音響設備
在Shimakaze的咖哩廳車輛和包廂內設有電視熒幕，可收看BS數碼電視以及直播列車前方視像。在外，在Shimakaze的2或5號車廂，Urban Liner車廂內車門上方也設有電視熒幕直播列車前方視像。
在26000系以後的車廂內的山花板設有LED式顯示屏，顯示屏會以走馬燈方法提供新聞、天氣預報、近鐵車票以及觀光資訊。在引入車站編號後，在2015年12月28日至2016年3月之間，陸續在所有班次上開始提供日、英、中、韓4種語言的車內廣播，列車長會使用平板電腦操作該列車廣播系統。
在1988年以後製造並經過翻新工程的車輛，以及在2002年以後新製造的車輛中，在甲板中車門左右兩邊設有出入台燈。若只中一邊著燈的話代表在下一停車站該邊的車門將會打開。此外，在車門開啟時會播放音樂。
Shimakaze、伊勢志摩Liner、Sakura Liner、Urban Liner（只限豪華車廂）、Hinotori、22000系翻新車、16400系、22600系、16600系各車輛的座位上設有插座（但是部分車輛中，每2個座位只提供1個插座），讓乘客可以為手提電腦或智能電話充電。
在Urban Liner或22000系的車輛中曾經設有插電話卡式公共電話。但隨著手提電話的普及，現時已撒去公共電話。此外，在列車越過青山或山區時，由於接收不到電話信號，因此公共電話在這區間不能使用，在此行走區間時前會有列車廣播告知乘客該事項。另外，在列車在經過隧道內或山區時，也不能接收手提電話網絡信號。為解決這個問題，日本各大電訊商在各隧道內裝設發射台。當中，NTT docomo在大阪線大部分隧道內已經裝設，而au和軟銀也在在難波線和奈良線新向谷隧道內已經裝設。在50000系「Shimakaze」車內更設有Wi-Fi熱點。

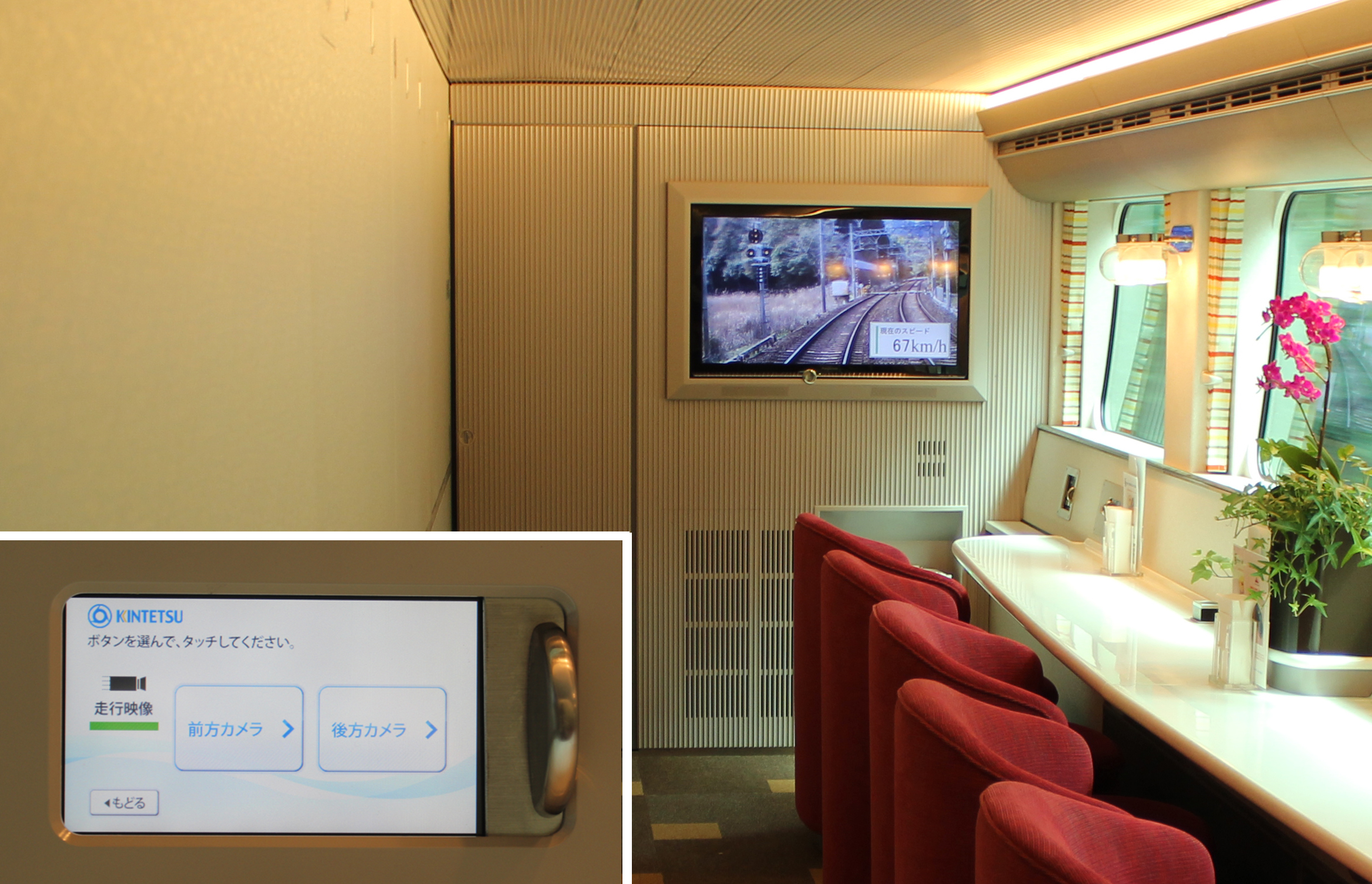
Shimakaze車內熒幕
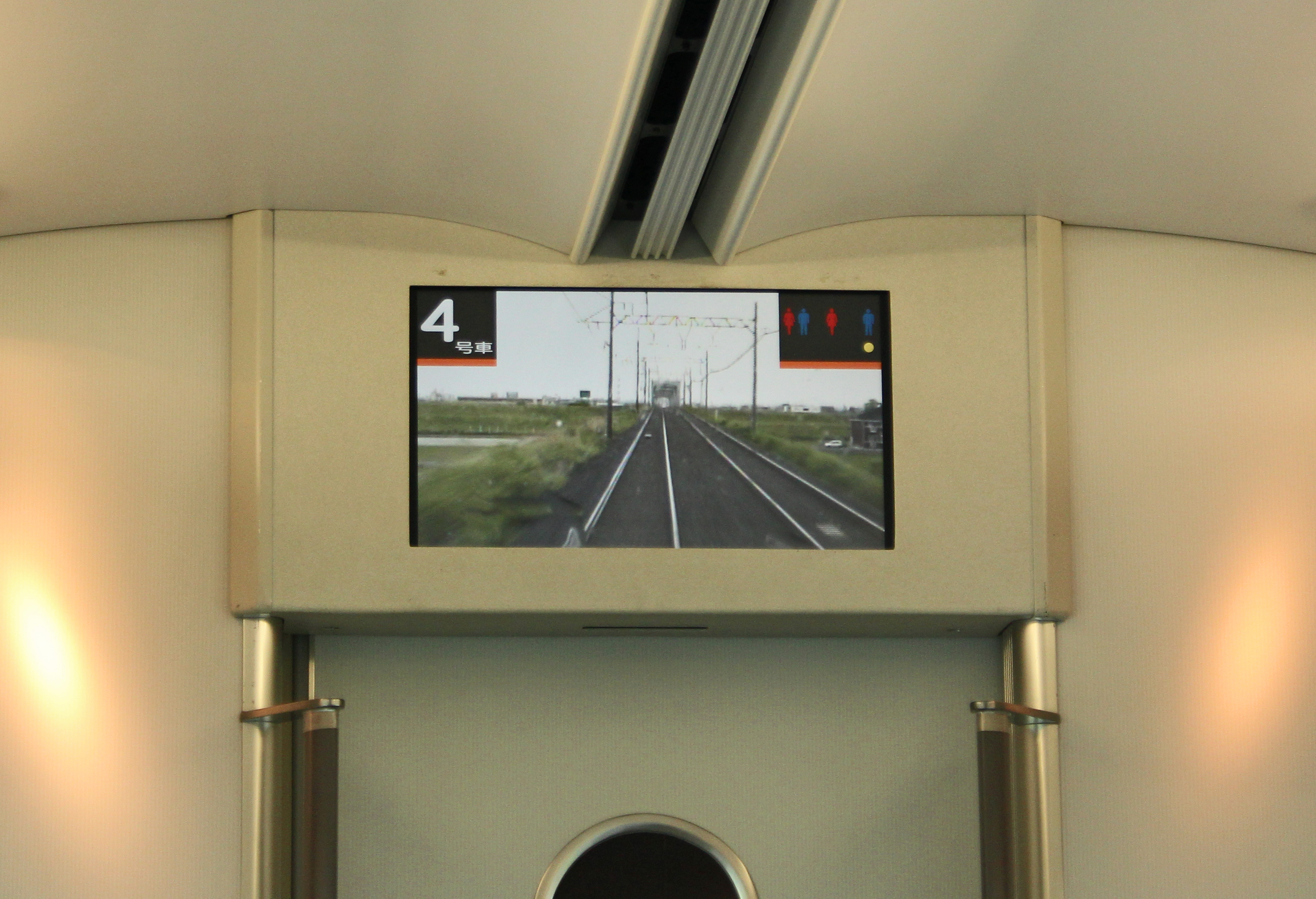
Urban Liner車廂內山花板中的熒幕
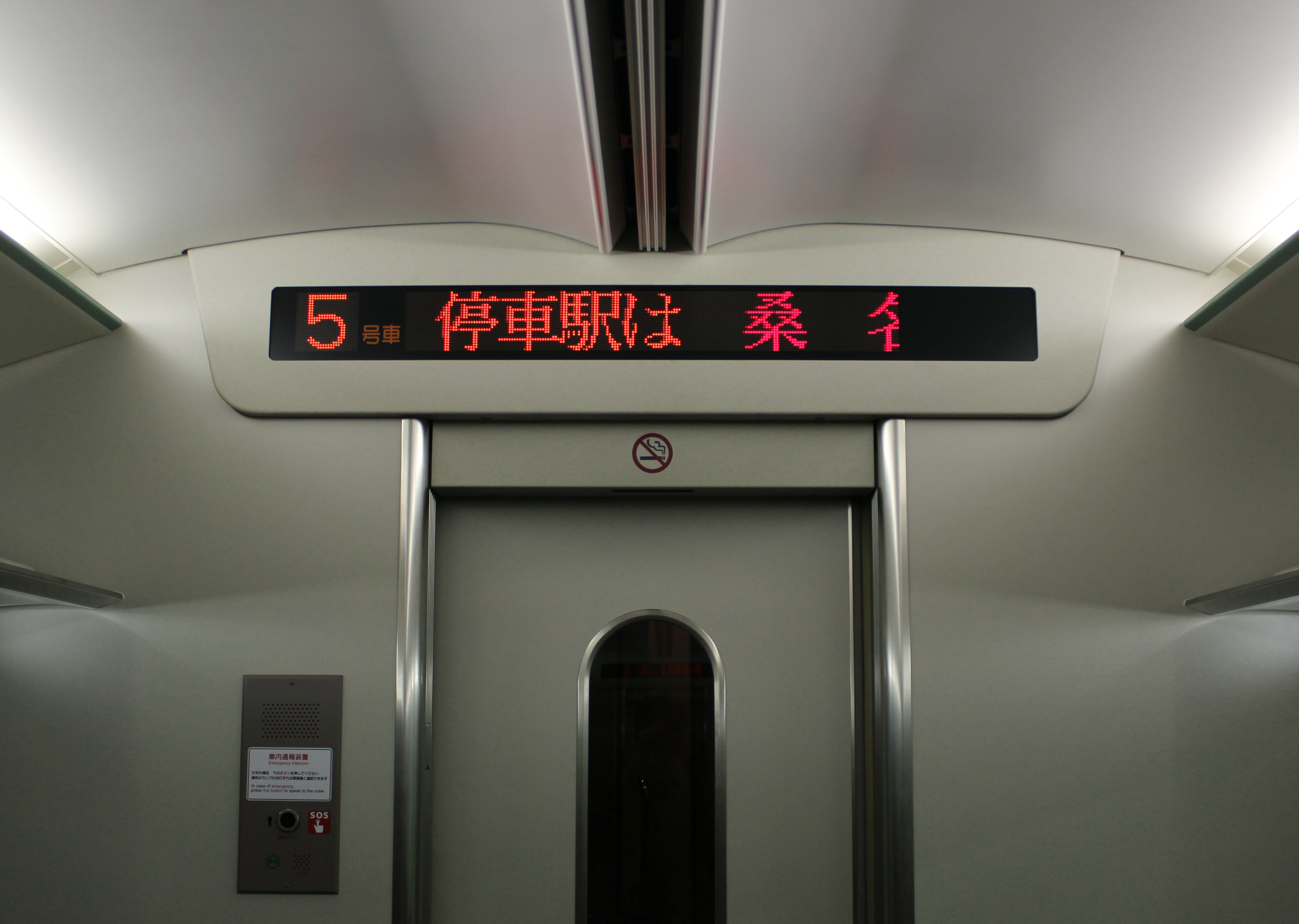
LED顯示器
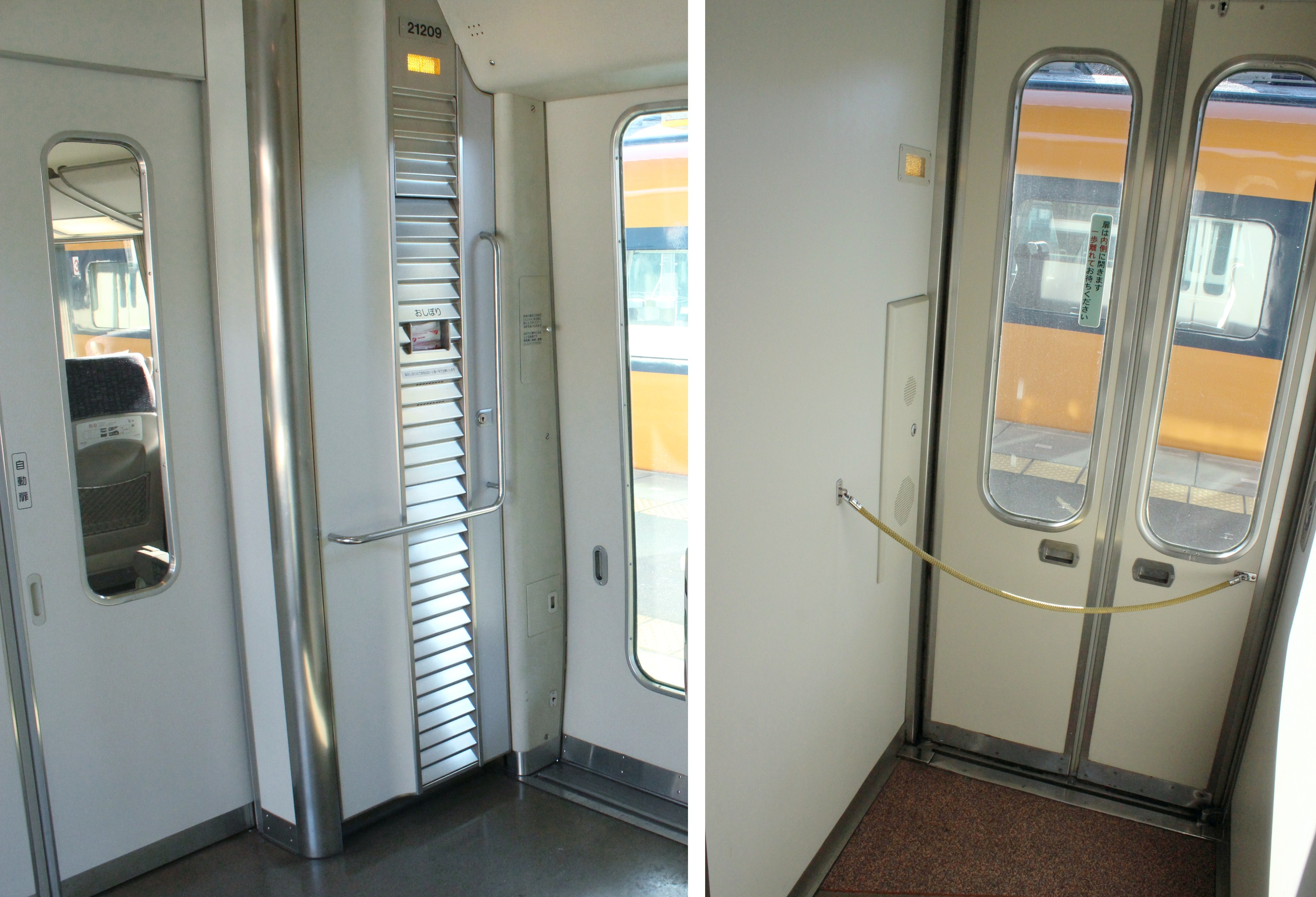
Urban Liner車廂內出入台燈與音響設備
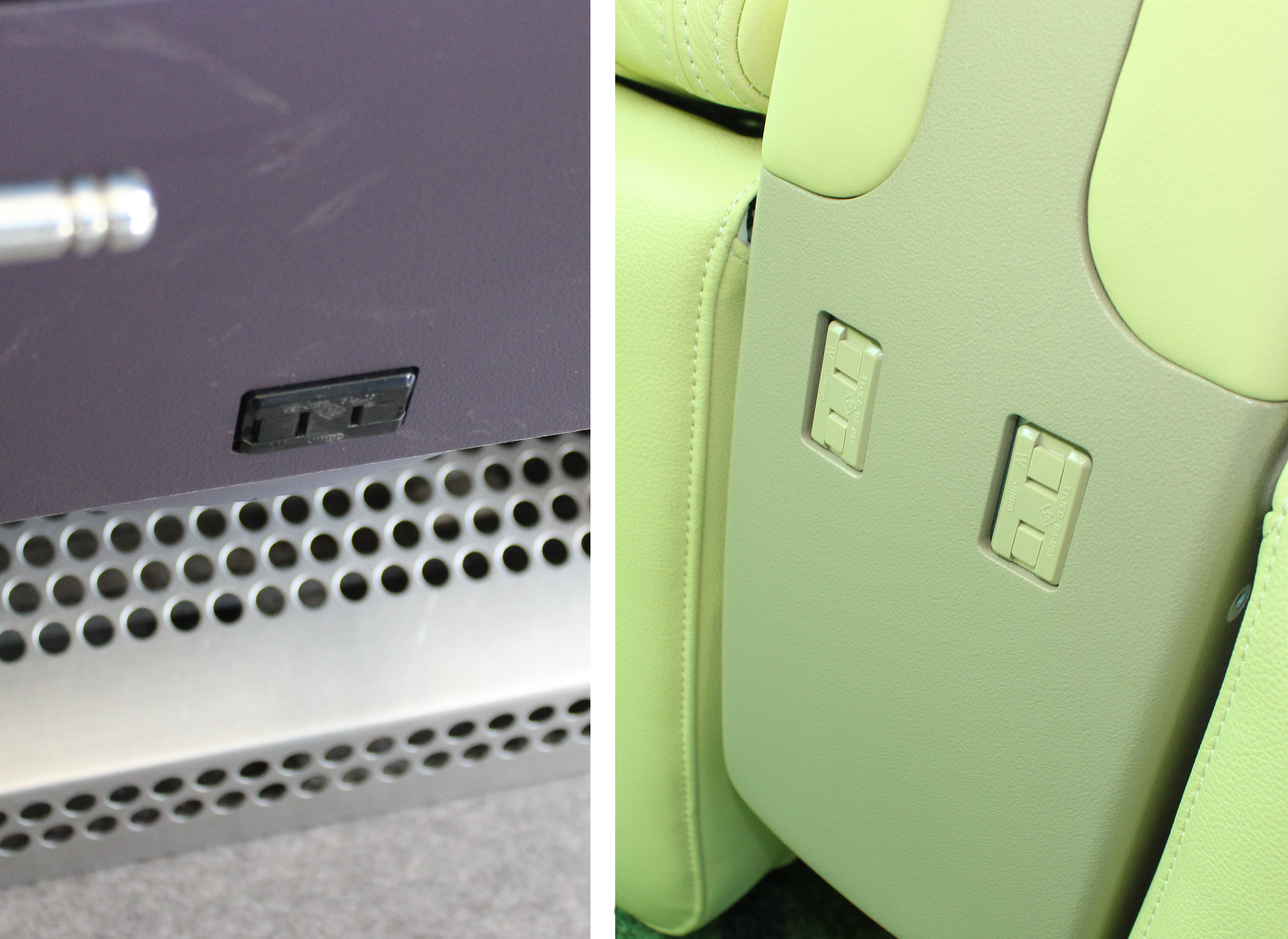
Shimakaze的座位中設有插座

## 特急車站
在特急班次停靠的月台上會設有乘車位置和車廂編號資訊顯示屏（又或是指示牌）。另外，月台上也設有特急票自動售賣機，使減輕售賣特急票櫃台負荷，以及方便乘位急行以下的列車轉乘特急列車的乘客。
基本上特急列車會與急行以下的列車使用同一路線，行走和共用同一個月台。但在近鐵名古屋站、賢島站、大阪上本町站（地面月台）、京都站及大阪阿部野橋站內設有特急専用月台。
在東京、廣島、福岡各地乘客會乘坐新幹線轉乘近鐵特急，在名古屋站及京都站均可轉乘新幹線。在新大阪站需經大阪市高速電氣軌道（Osaka Metro）御堂筋線在天王寺站下車前往大阪阿部野橋站，或在難波站下車前往大阪難波站轉乘近鐵特急。在航空交通方面，乘客可由中部國際機場乘坐名鐵前往名鐵名古屋站，在此下車前往近鐵名古屋站轉乘近鐵特急。在關西國際機場或大阪國際機場則乘坐JR（只限關西國際機場）、南海電鐵（只限關西國際機場）或機場巴士前往大阪難波、大阪阿部野橋（天王寺）、大阪上本町或鶴橋各站轉乘近鐵特急。
每個特急停車站都有不同的特徴，在本節中會以伊勢中川站和大和八木站作為事例。
伊勢中川站是大阪線、名古屋線和山田線三線的轉乘站，由戰後以來一直擔當連接名阪之間的使命。現時，名阪（甲和乙）特急班次為每小時2往返復班次。除此之外，乘客可使用阪伊和名伊特急班次來往名阪之間，在兩特急路線之間在伊勢中川站進行轉乘。當中在伊勢中川站，為了方便乘客轉乘列車，名古屋出發前往伊勢志摩的（名伊）特急與伊勢志摩出發前往大阪的（阪伊）特急會在差不多同一時間到達，並停在相鄰的月台上，使乘客可以進行跨月台轉乘，不需使用樓梯前往另一個月台轉乘列車。此外，為了減少轉乘時的步行距離，在發售需轉乘的特急票時，如購買時沒有指定座位，會自動安排最近轉乘路線的車廂與座位號碼。
大和八木站是大阪線和橿原線兩線轉乘站（交通立體化的車站），這車站是在東海道新幹線開業後的契機下，特急網絡轉換期之間擔當一個重要的角色。現時此站可與名阪和京橿之間、名阪和京伊之間及阪伊和京橿之間各特急路線互相轉乘。當中，名阪和京伊的轉乘是在第2層跨月台轉乘，其他則需要使用樓梯來往第1層與第2層以進行轉乘。

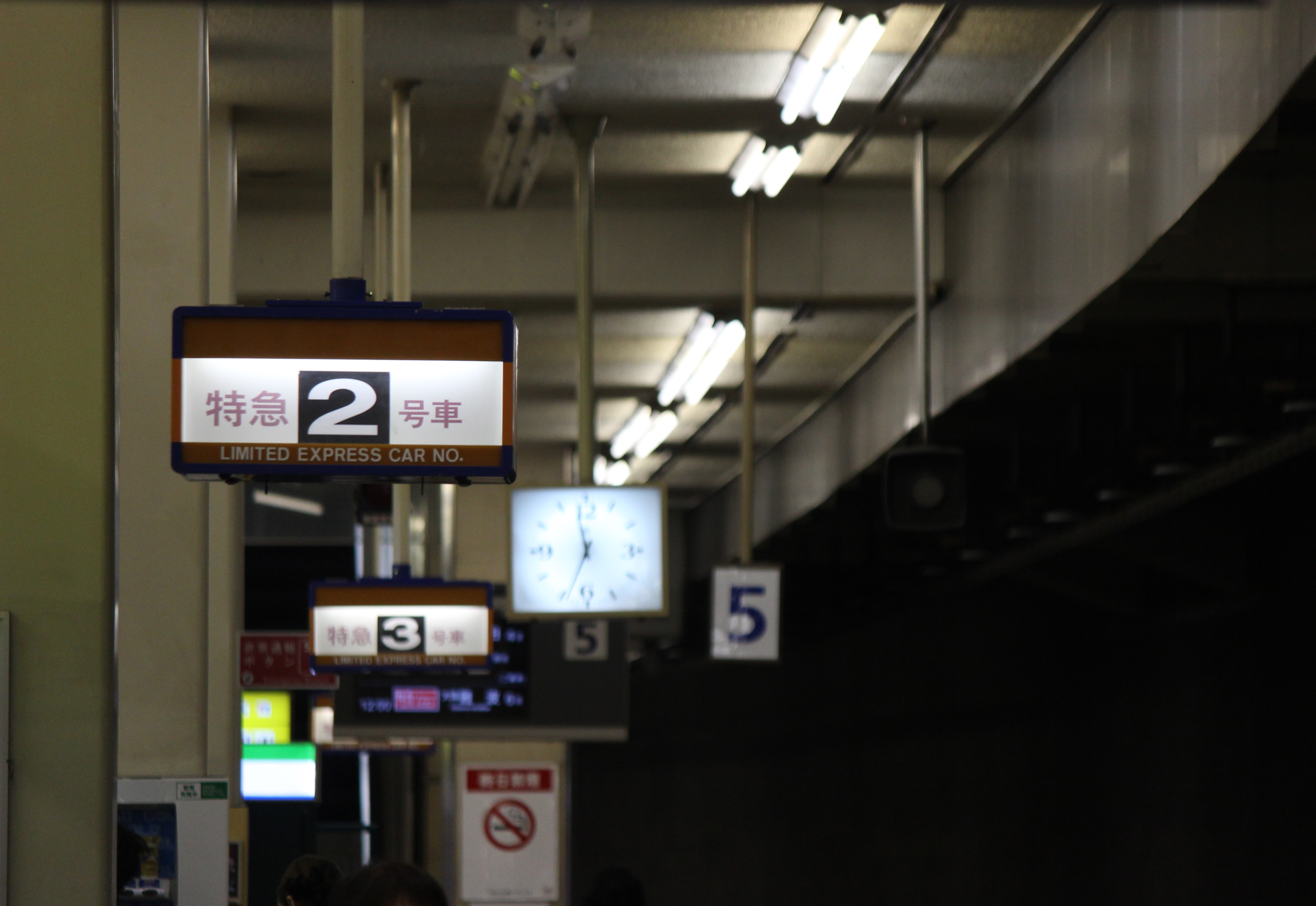
近鐵名古屋站月台上的車廂編號資訊指示牌（2013年11月29日）
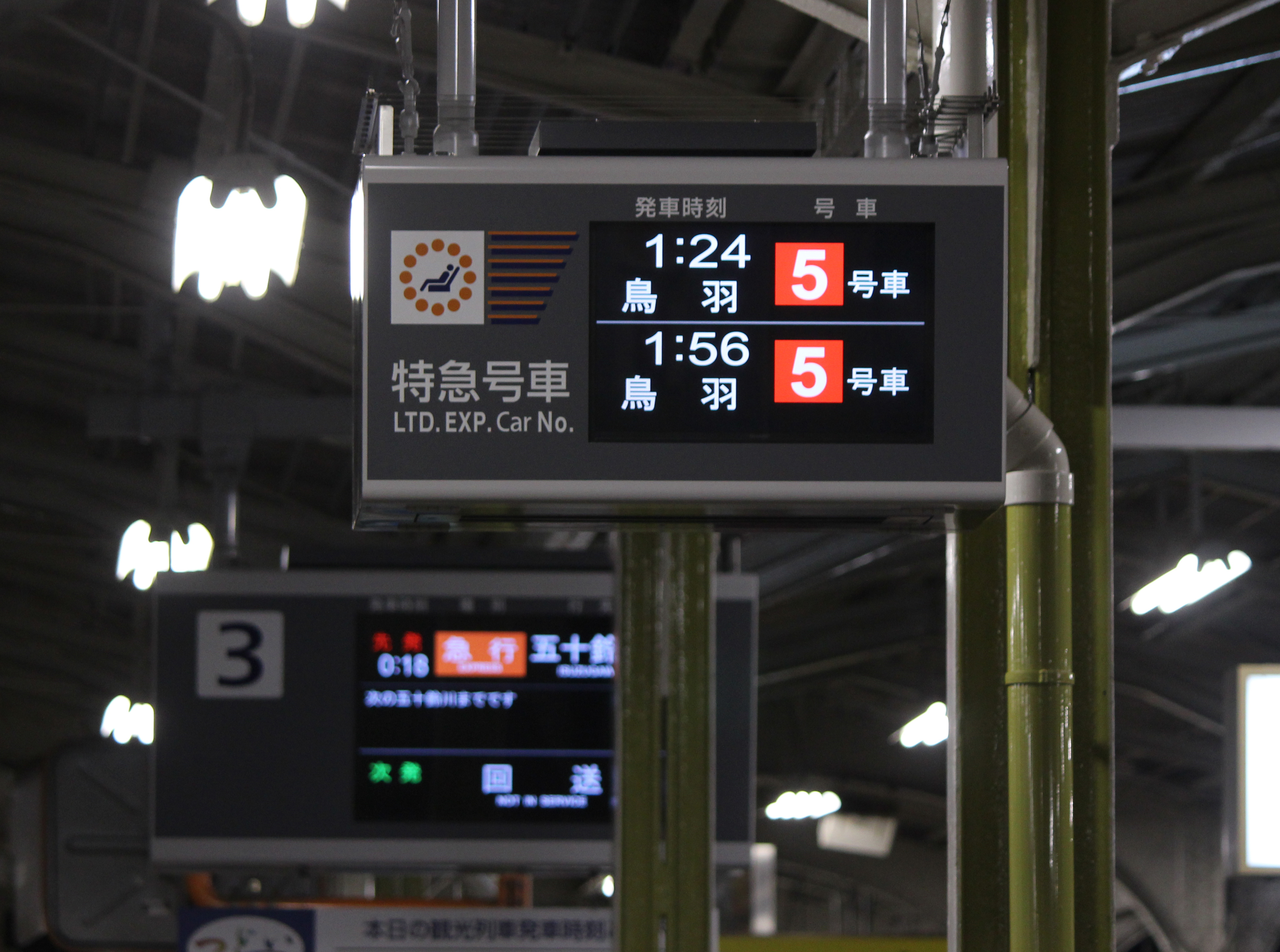
宇治山田站車廂編號資訊LCD顯示屏（2014年1月1日）
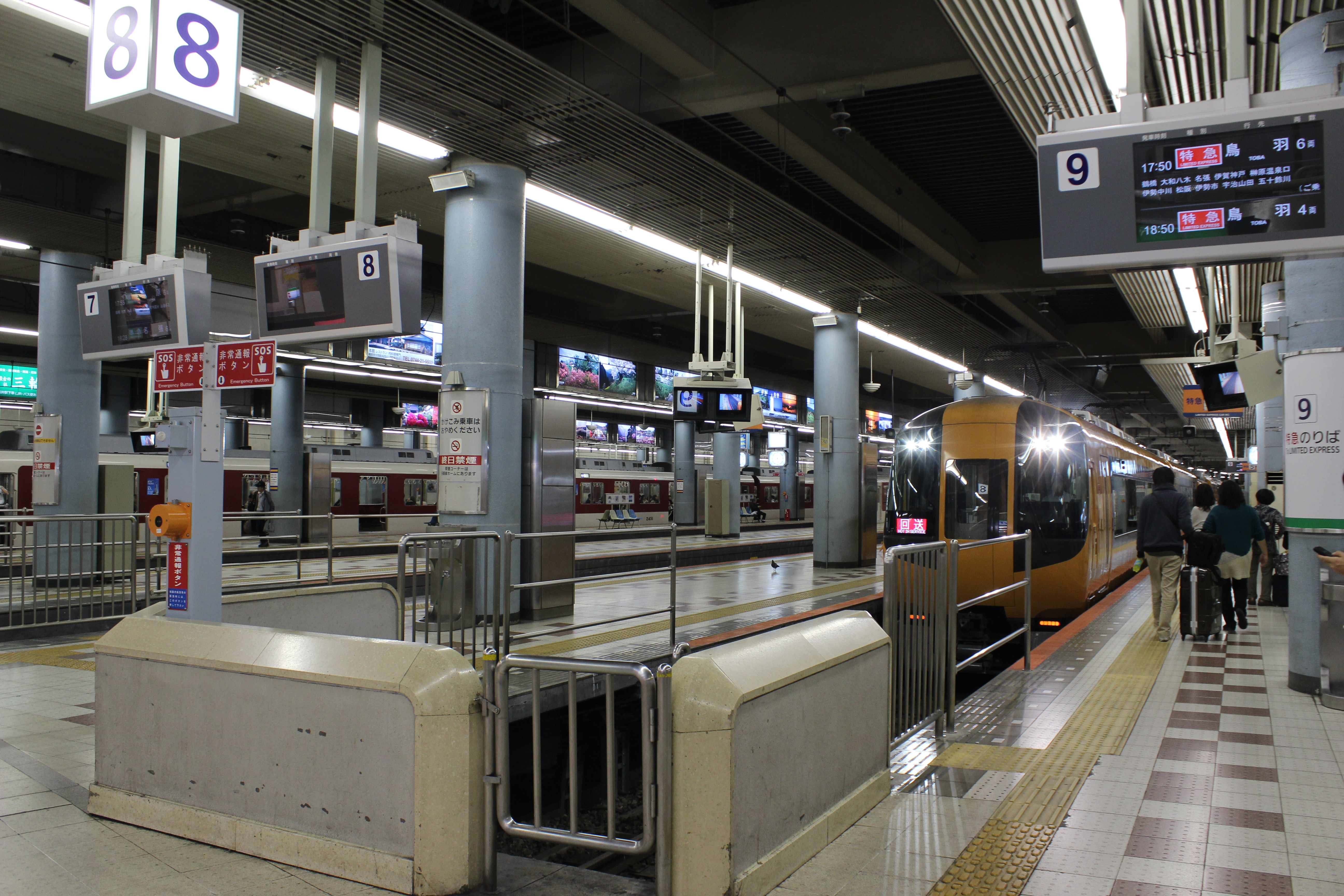
大阪上本町站在地面月台的特急專用月台
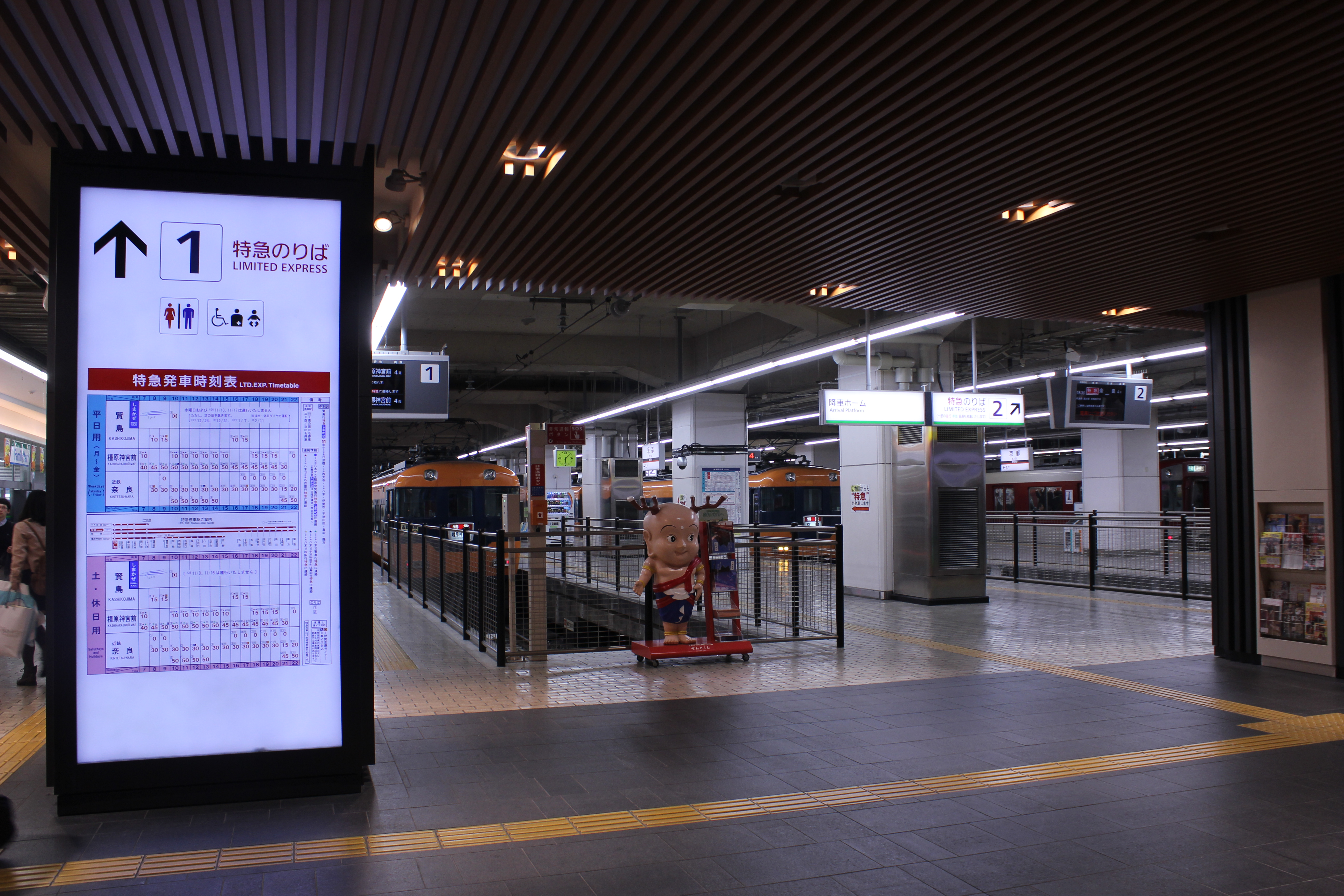
京都站特急專用月台
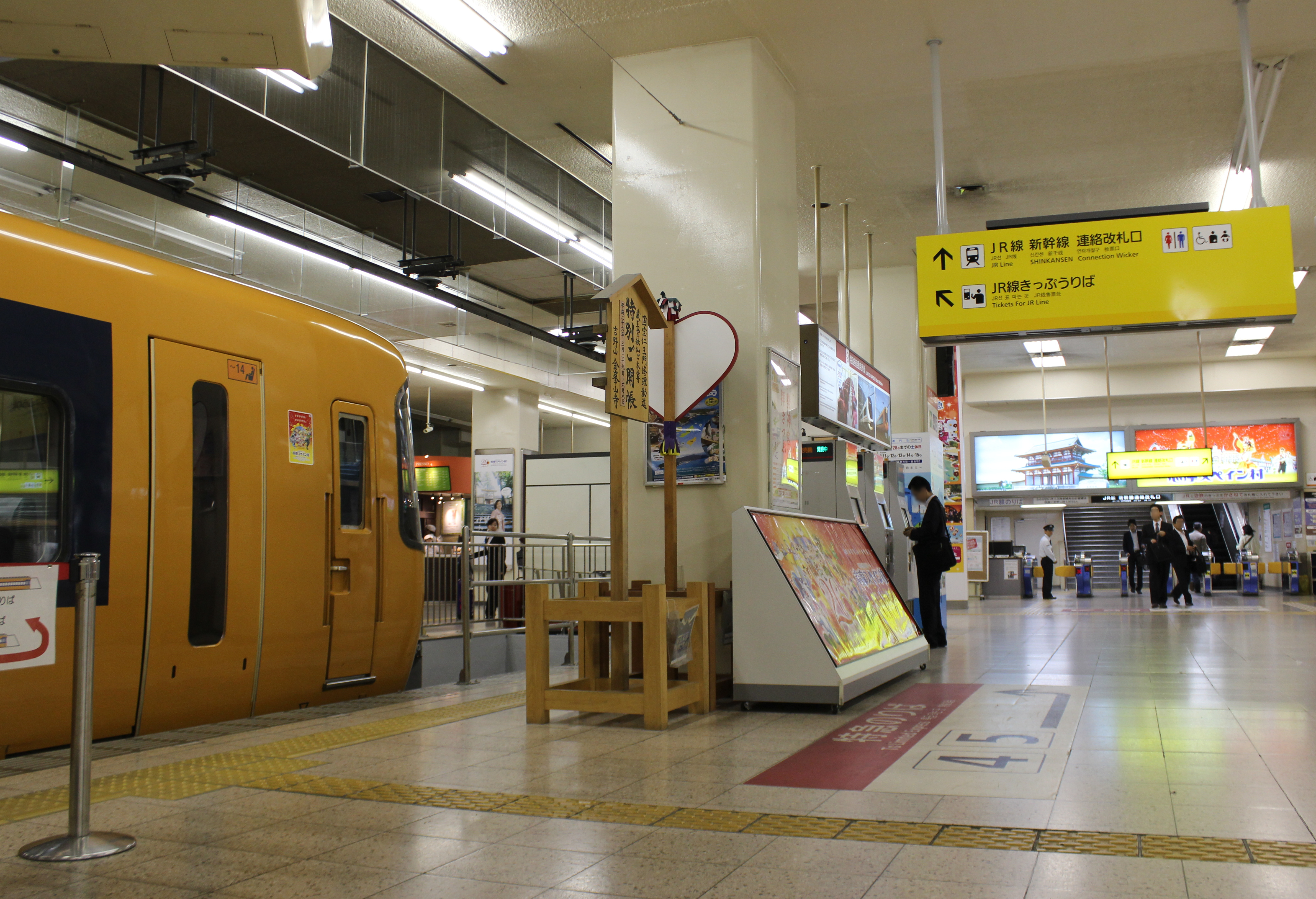
在近鐵名古屋站下車後，設有通道前往JR在來線與新幹線的轉乘剪票口。
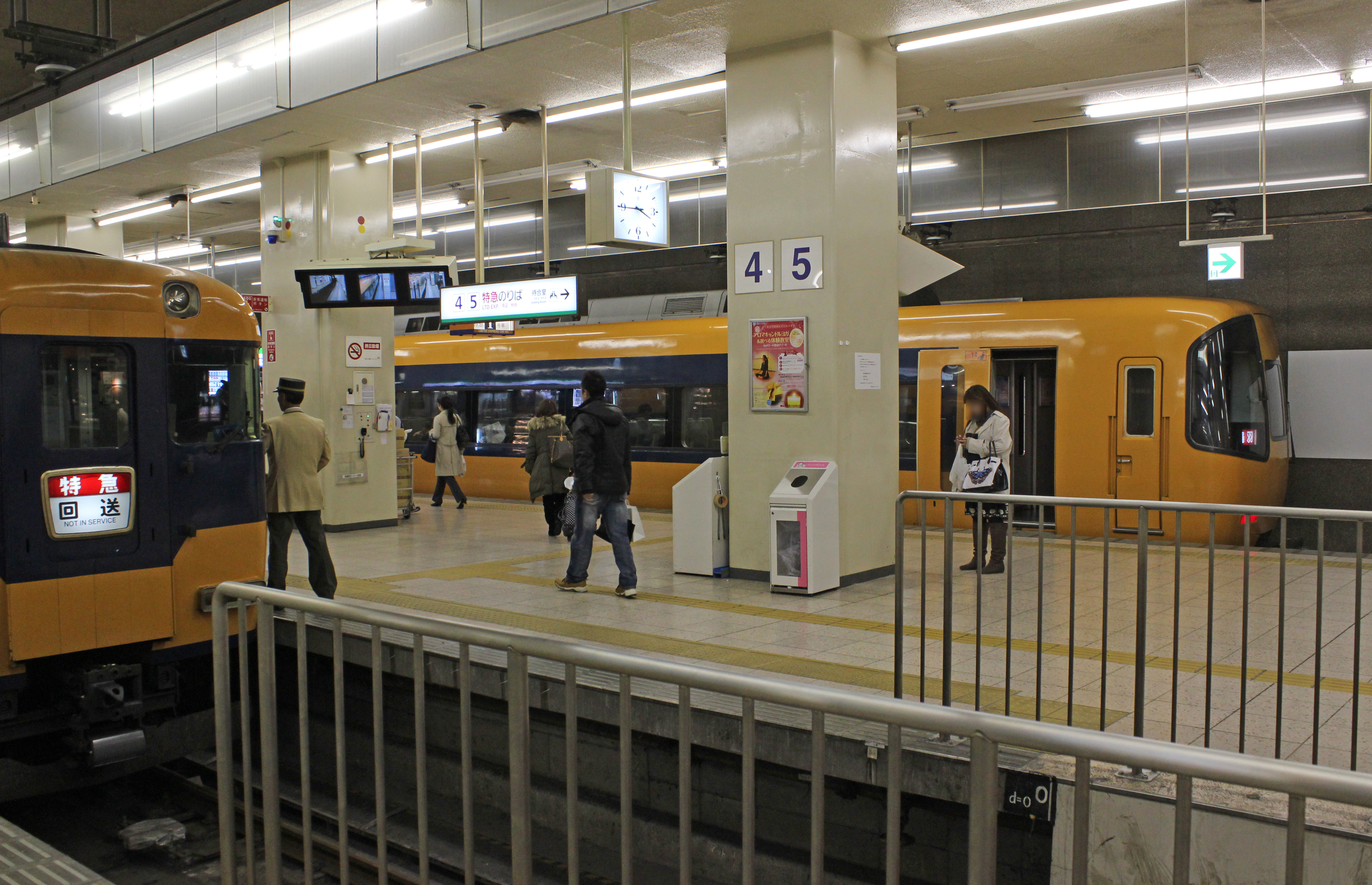
近鐵名古屋站特急專用月台
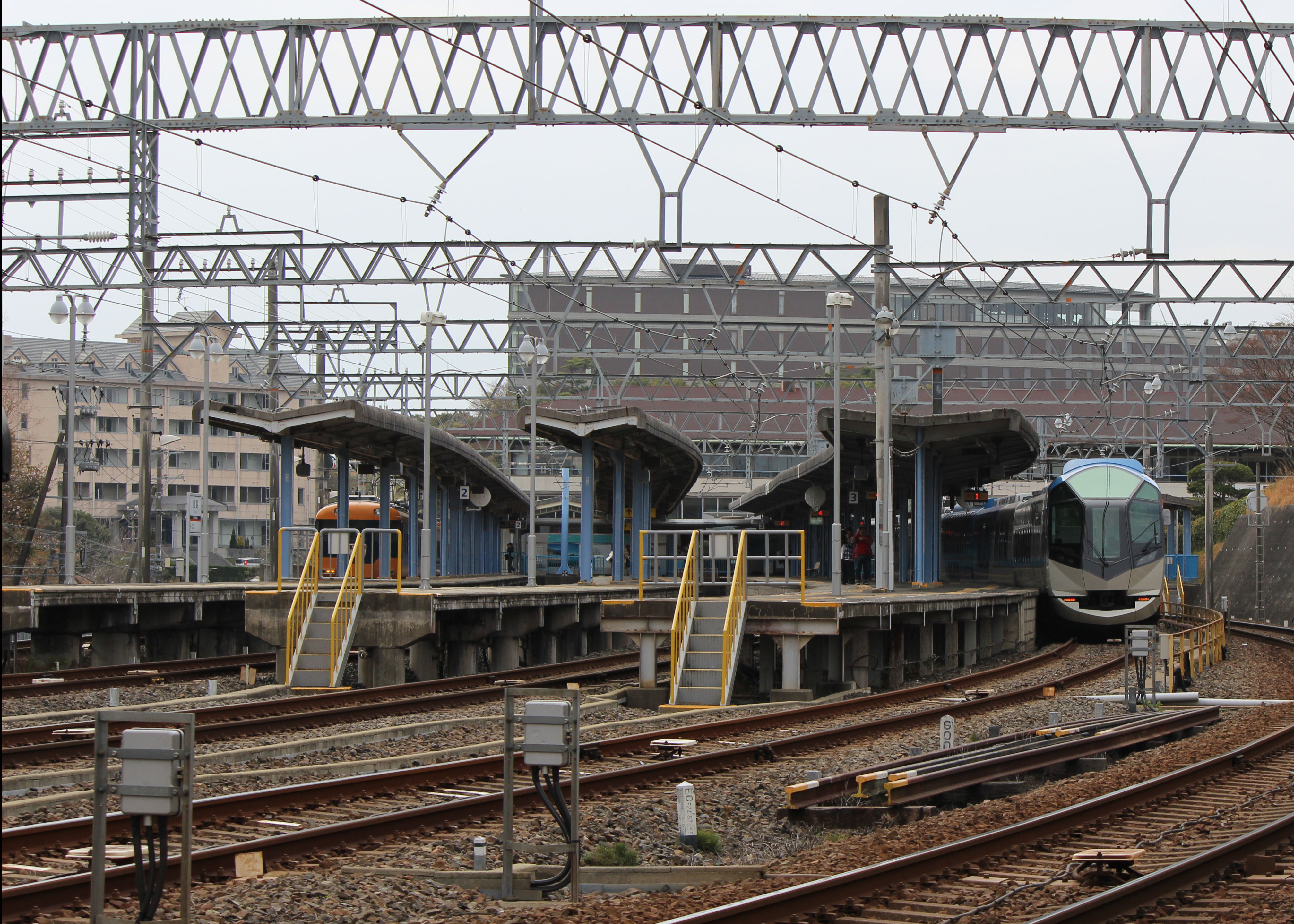
賢島站的4號或5號月台為特急専用月台
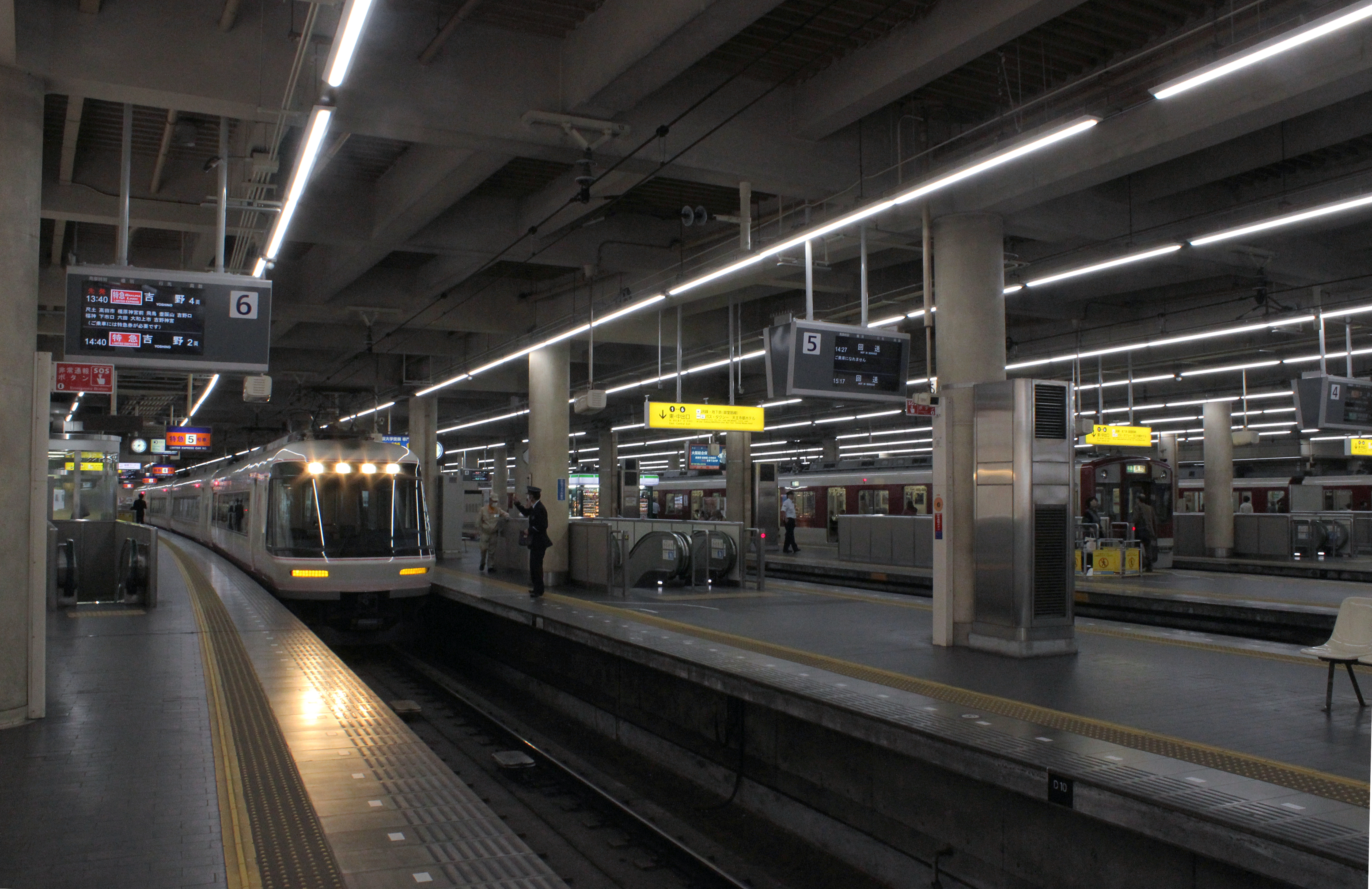
大阪阿部野橋站特急専用月台（左方月台）

## 競爭與挑戰
近鐵特急與不同交通機構之間存在競爭。在直接競爭中，包括了因應更多高速公路和一般國道落成，擴展道路網的私家車、東海道新幹線、以及來往JR名古屋站與鳥羽站之間的快速「三重」列車。在間接競爭中，日本內外有許多渡假勝地，例如沖繩與亞太地區的渡假勝地與伊勢志摩等。近年開辦了前往沖繩或日本國外的低成本航空公司航線，受透過近鐵特急前往近鐵沿線的渡假勝地客源受到影響。在近畿、東海地區以外各城市前往伊勢志摩，有機會比乘坐飛機前往日本國外還要貴。
另外，在近鐵名古屋站與京都站是東海道新幹線的轉乘站，使新幹線乘客可在該轉乘站前往乘坐近鐵路線。
在建設名神高速道路時，近鐵已經意識到將會在汽車普及化的進展下會有一個危機。在1970年代，近鐵在定期外收入（包括特急票收入）一直持平，這代表汽車普及化已經對近鐵鐵路業務有一定的影響。日本擁有私家車的家庭每年遞增，同時日本的道路網，以及高速公路網也同時擴展。現今，名伊特急、阪伊特急、京伊特急均與高速公路與一般國道沿線展開競爭，在今後與私家車的競爭仍然會持續。特別在行走名伊特急中的其中一個縣——三重縣，本來在站前的購物中心遷移至市郊，使私家車使用者可前往市郊購物中心，相反對鐵路使用者不便，也使客量下降。在生活中開始多以私家車代步多於使用鐵路。
特急票的收入很多時取決於當時的經濟環境，在1990年代中期經濟景氣低迷，使國內觀光萎靡不振。前往伊勢志摩旅遊的需求也大受打擊。連同前往伊勢志摩的特急營運上也大受打擊，在2012年前往伊勢志摩的特急運輸量，只有1994年的4成。此外，在中短距離的特急客因為了在生活上節省開支，那些乘客開始改乘急行列車以節省特急費。在休閒活動多元化以及在日本國內外的觀光地加強競爭下，由於互聯網媒界與遊戲機的發展，使在旅行以外的娛樂活動增加，從此推測出這也是收入下降原因之一。再者，由於日本人口開始下降，出生率下降和老齡化，使鐵道沿線人口減少，最後令鐵路業務收入的增長顯得緩慢。
在本條目開頭提及，近鐵鐵路線沿線多數都是過度偏避地帶，使盈利能力不高。除此之外，特急列車的客量受到其他交通機構的競爭，以及社會與生活上的改變。但在種種不利的情況下，近鐵仍然主力營運特急列車，一直在軟件與硬件層面改善特急服務。為對應近年來日益嚴峻的特急服務，採取了以下設施，包括增加了特急停車站、改變團體席的使用限制、於互聯網上預訂和購買特急票，以及查閱特急班次空位情況、推出各種優惠套票（Mawaryanse、伊勢神宮參拜車票等）、減少特急車輛、建造為乘客而設車輛等。

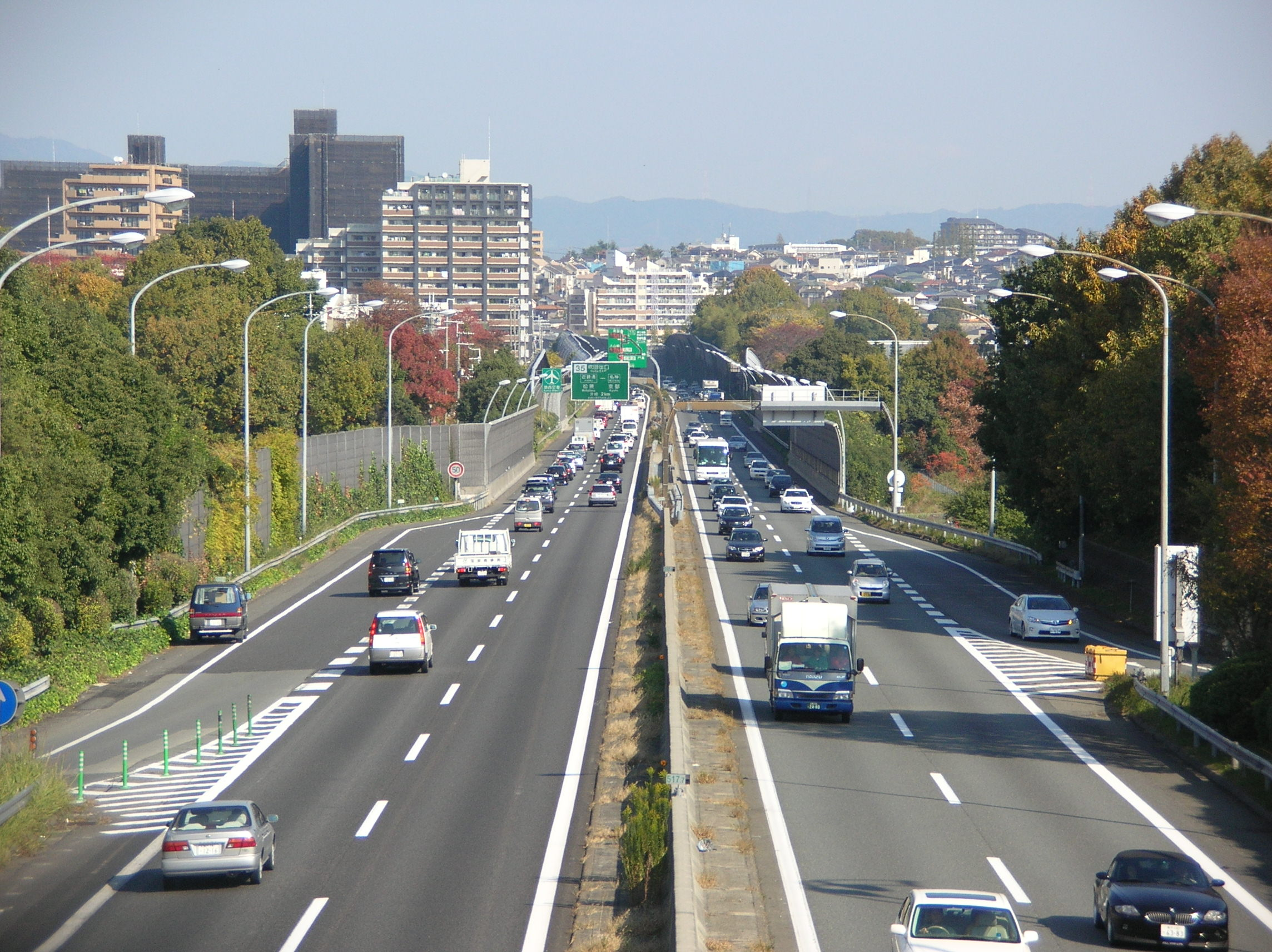
汽車普及化
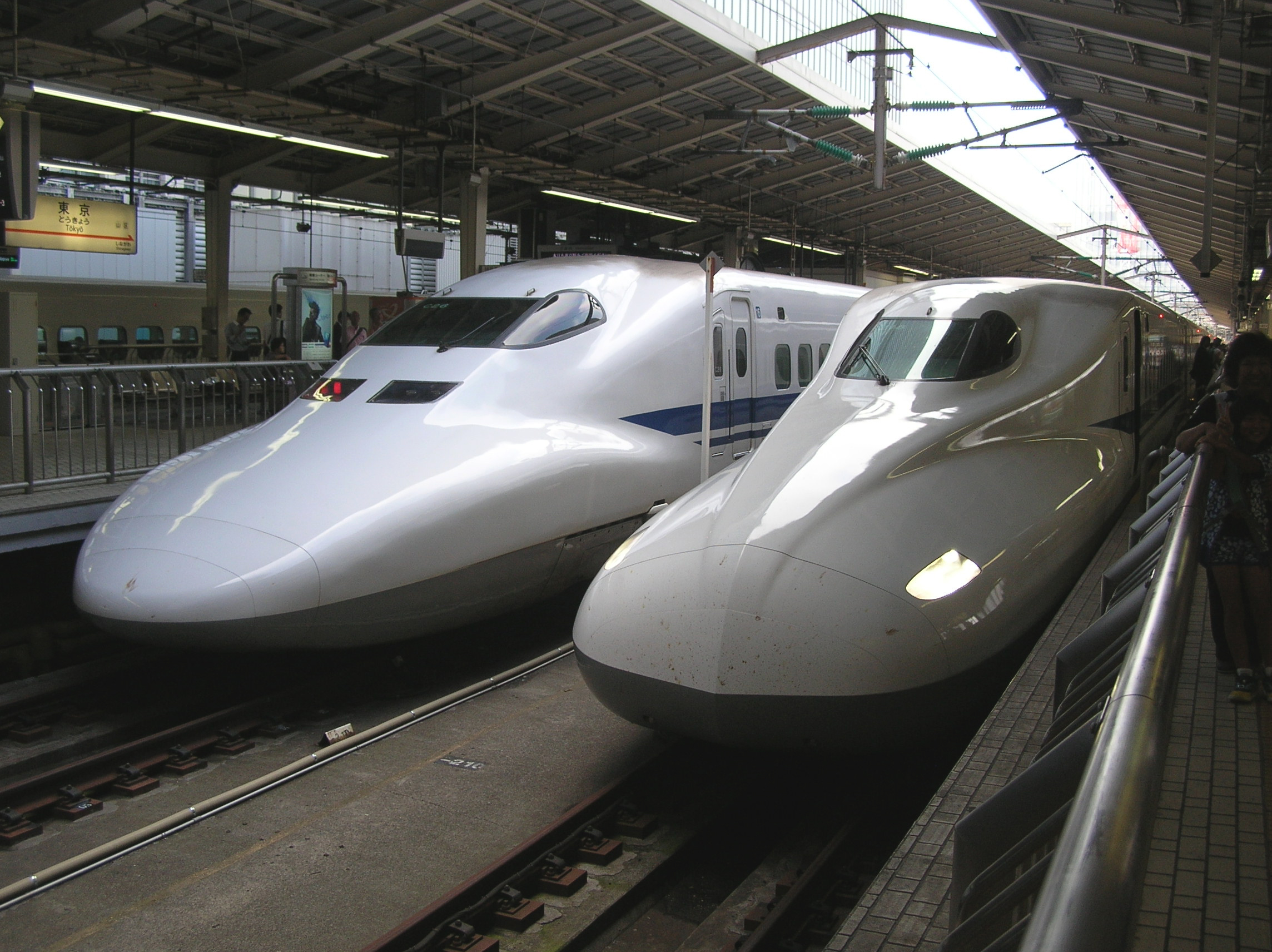
東海道新幹線
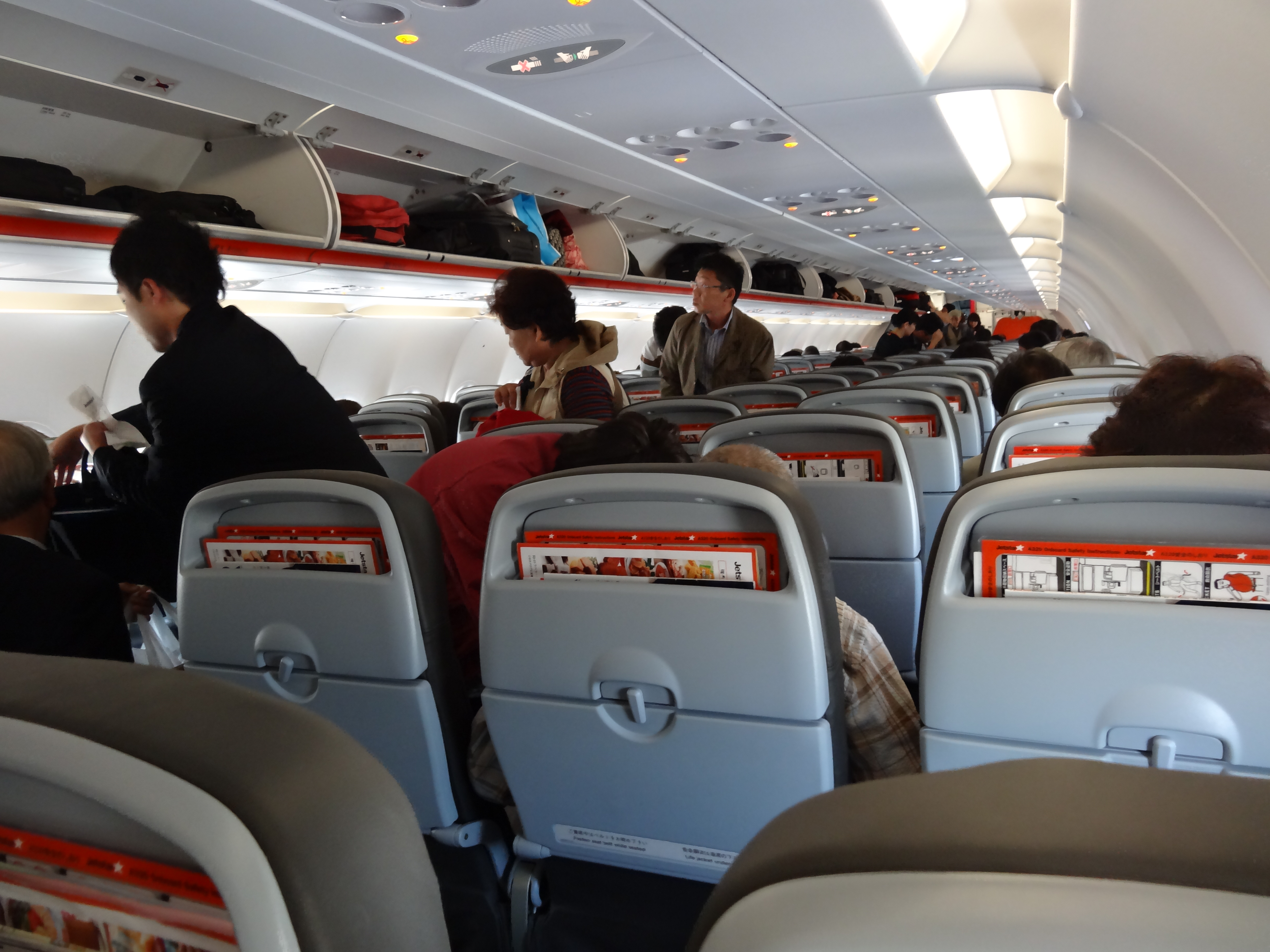
低成本航空公司航線（圖中為捷星日本航空機內）

## 對應東海地震的措施

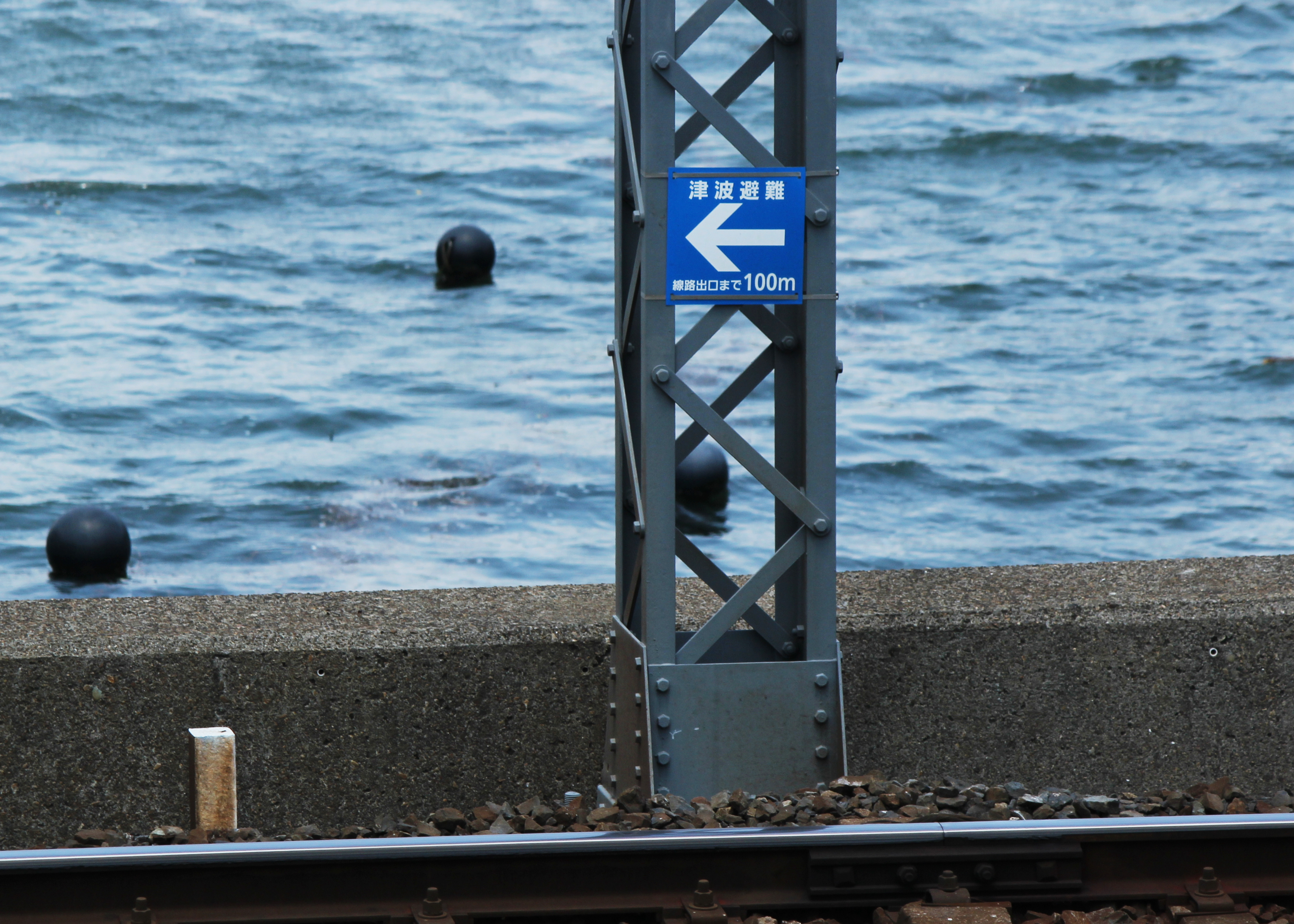
在伊勢灣沿線架空電纜柱上設有緊急疏散指導標

近鐵在近鐵名古屋站至川越富洲原站之間，以及明星站至賢島站之間是位處於東海地震的「地震防災對策強化地域」。當發表「東海地震警戒宣言」時，各區間的列車將會中止運行，當中，川越富洲原站 - 伊勢中川站 - 明星站之間的特急列車也會同時停止運行。
在東海、東南海或南海發生地震時，名古屋線中近岸的地方會預計發生海嘯。為了保障乘客的安全，在2013年2月設置了緊急疏散指導標。此外，在特急車輛和通勤車輛中，各列車中會有1至2架車輛中設有緊急逃生梯。

## 事故
近鐵沿線設有許多平交道，當中為了避免平交道事故，當在平交道有障礙物時，防護無線系統會通知附近所有走行中的列車有危險事故。
近年大阪線的山區特別發生了與鹿等之內的動物碰撞事故。根據近鐵資料，在2015年內，一年間發生最多313宗（包含近鐵所有列車）動物碰撞事故。
另外，有關牽涉近鐵特急車輛而令職員或乘客死亡的事故共有2宗：
- 1966年11月12日：一名駕駛特急列車的司機忽視了信號燈，使特急列車與一列在河內國分站停車中的準急列車發生猛烈碰撞，兩列列車都嚴重損壞。列車司機死亡，另外也有多名乘客輕傷和重傷[282]。

- 1971年10月25日：在東青山站至榊原溫泉口站之間的總谷隧道入口附近，發生兩列特急列車互相衝撞，使車輛出軌翻側，導至4架車輛需要報廢，另外造成多名乘務員和乘客死傷。當時大阪線已經正在計劃複線化，而事故發生在剩餘的單線區間，在事故後更促進了大阪線全線複線化的計劃[283]。

除了以上事故，還發生另1件事故使列車報廢：
- 1969年8月5日：在伊勢中川站内（中川短絡線的分岐地點），一列由上本町出發往宇治山田的特急列車出軌，從路堤上墮下來[284]。12000系2両廃車[285]。

## 列車名稱
在特急班次不多的時代，每個班次都有特定名稱，包括了。但是，在特急班次陸續增加，以及特急路線多樣化後，在選擇特定列車意識的必要性開始薄弱，乘客不再需要指定列車名稱。在名古屋線改軌距後，1960年1月所有定期列車的列車名廢止。但是，在假日時部分不定期特急會設有列車名。
隨後在1970年，在時間表修正時，部分列車會附上等愛稱。在1970年代中期，列車名字再停止使用。隨後在官方列車名上一貫使用「近鐵特急」這名字。此外，也設有「伊勢志摩Liner」「Urban Liner」等愛稱在指定的車輛上，而這些車輛也在特急網絡之中，也會一貫稱為「近鐵特急」。
因此，在購買特急票時，在購買JR特急票時只需要記錄列車名字與號碼。但在購買近鐵時，由於近鐵特急沒有列車名，因此需要向職員告訴目的地，其次告訴出發時間以及希望乘坐的班次。

## 與伊勢神宮的關係
近鐵與伊勢神宮的關係密切，歴史上，近鐵的前身是大阪電氣軌道與姊妹公司参宮急行電鐵（該公司建設鐵路來往伊勢地區）。並可追溯至1920年代。現時，近鐵線連接大阪、京都、名古屋三個城市，以及連接由新幹線沿線各城市至伊勢地區，當中參拜客也會使用近鐵特急前往伊勢地區。
在1947年近鐵特急開始運行以來，伊勢神宮的活動會影響近鐵特急營運。特別是在每20年一次的神宮式年遷宮期間，會有許多参拜者到訪。使當年也會有新特急車輛引入服務或翻新等事項。以下是在1953年第59次神宮式年遷宮至今，每次舉行期間近鐵的重點改動：
- 1953年（第59次）　2250系引入服務[289]與增加特急班次
- 1973年（第60次）　增加12200系列車，鳥羽線宇治山田站至五十鈴川站之間複線化（1971年12月完工），以及增加特急班次[88][137]
- 1993年（第61次）　在翌年志摩西班牙村開業，以及23000系「伊勢志摩Liner」開始建造（在翌年引入服務），志摩線複線化並提速至130km/h
- 2013年（第62次）　50000系「Shimakaze」引入服務[290]，以及23000系列車翻新[259]

此外，最接近伊勢神宮外宮（豐受大神宮）的近鐵特急車站是伊勢市站，而最接近内宮（皇大神宮）的近鐵特急車站是宇治山田站和五十鈴川站。

## 御召列車
由於皇室的祖先會在伊勢神宮進行拜祭，以及包含神武天皇御陵在內，許多文化遺產和宮殿都在近鐵沿線，因此皇室出行前往上述地點時很多時皆使用近鐵列車。而近鐵每一次都會改裝特急車輛以作御召列車之用。
在當初的近鐵御召列車，皆使用通用特急車輛，而御座所的椅子會由近鐵百貨店準備和設置，1990年以後，則改用Urban Liner等固定編成的列車，並使用特別車輛作御座所。
每一次出行的御召列車的列車和編成都有所不同，詳情參見各車輛項目：12200系、12400系、16010系、21000系、23000系、21020系、50000系。

## 直通至其他鐵路公司路線的計劃

### 直通至阪神、山陽電氣鐵道

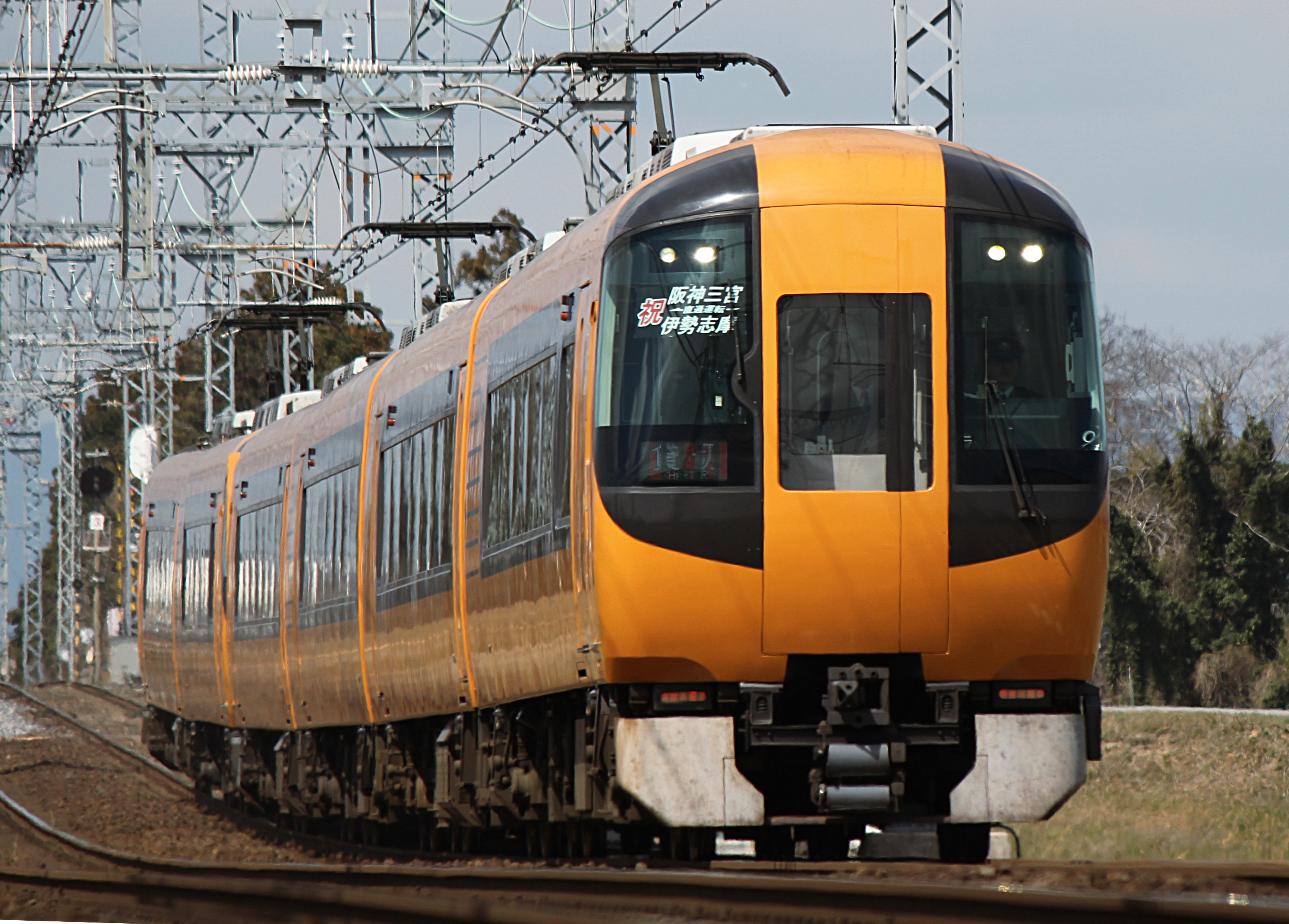
阪神直通運輸開始第一日（22600系）（2014年3月22日）

在2014年3月22日，團體臨時列車開始運行，來往阪神神戶三宮站至賢島站之間。
實際上直通至阪神的近鐵特急列車中，不只是可以來往伊勢志摩（神伊特急），也可設定特急路線來往中京地區（名神特急）及奈良地區（神奈特急），甚至也可以從山陽姫路來往伊勢志摩（姫伊特急）、中京地區（名姫特急）等直通構想，當中神伊特急、姫伊特急將研擬引進3列神姫直通專用近鐵50000系「Shimakaze」運行，並規劃3列隸屬於近鐵、阪神、山陽電鐵各訂造1列。
近鐵在阪神難波線開業前，已經為近鐵特急在阪神線内直通運輸作好準備，包括了解阪神線內的系統，但是由於阪神線路上的時間表難以再加入班次、使用需求上不明確、在特急票發售系統與乘務員培訓成本種種原因，使難以實際運行。但是在阪神難波線開業後，繼續構思直通計劃，終於在2013年達成協議，設置團體臨時列車，並於2014年開始投入服務。

### 直通至Osaka Metro中央線
2019年1月19日，近鐵發表了計劃開設新特急路線，經京阪奈線與Osaka Metro中央線前往夢洲。同時，該路線的終點站計劃設定在近鐵奈良站。在東生駒站（奈良線）與東生駒號誌站（京阪奈線）的近生駒站處之間預計會建設連絡線以便直通運輸。由於京阪奈線的供電方式是使用軌道供電，因此也檢討開發「夢奈特急」専用的特急列車。同年5月14日，發表將由日本國外的製造商（沒有發布哪一間製造商）負責車輛開發。在11月14日，近鐵計劃開設直通特急列車來往伊勢志摩至夢洲萬博會場。
但是在實際上，直通至Osaka Metro中央線會比直通至阪神、山陽線有更多問題需要解決，由於奈良線與京阪奈線、Osaka Metro線的供電、信號、列車無線方式、車輛斷面界限都不同。制定京阪奈線和Osaka Metro的特急費，以及Osaka Metro與近鐵之間的售票系統兩個問題也需要解決。在2021年8月10日，日本特許廳收到了近畿車輛的專利申請，當中近畿車輛會製造一架設有兩套電力系統的列車，以便同時行走使用架空電纜的近鐵奈良線和第三軌的京阪奈線與Osaka Metro線。雖然如此，但是其他問題仍未解決。

## 車內鐘聲
近鐵特急所有車輛都設有車內鐘聲。以下為列車在各站時播放的車內鐘聲：
| 站名         | 車內鐘聲                 | 站名       | 車內鐘聲                 |
| ------------ | ------------------------ | ---------- | ------------------------ |
| 大阪難波     | 安妮蘿莉（英語：Annie Laurie）       | 大阪上本町 | 美麗的夢中人（英語：Beautiful Dreamer）   |
| 大阪阿部野橋 | 愛情的喜悅     | 鶴橋       | 旅愁           |
| 京都         | 爺爺的古老大鐘 | 近鐵丹波橋 | 快樂的農夫（德語：Fröhlicher Landmann）     |
| 大和西大寺   | 哦，蘇珊娜（英語：Oh! Susanna）     | 近鐵奈良   | 乘着歌聲的翅膀（英語：On Wings of Song） |
| 大和八木     | 故鄉的親人（英語：Old Folks at Home）     | 橿原神宮前 | 美麗的風鈴草（英語：Bluebells of Scotland）   |
| 飛鳥         | 依然在我心深處（英語：Believe Me, If All Those Endearing Young Charms） | 吉野       | 櫻花（日语：花 (瀧廉太郎)）           |
| 伊勢中川     | 田園                     | 伊勢市     | 踏上歸途的牧羊人         |
| 宇治山田     | 四季的「春」             | 鳥羽       | 我是大海之子   |
| 鵜方         | 當然西班牙村   | 賢島       | 我的邦妮（英語：My Bonnie Lies over the Ocean）       |
| 近鐵四日市   | 原始鐘聲                 | 近鐵名古屋 | 往事難忘（英語：Long, Long Ago）       |

以下為曾經列車在各站時播放的車內鐘聲，現在已經不會再播放：
| 站名       | 舊車內鐘聲                    | 站名       | 舊車內鐘聲                      |
| ---------- | ----------------------------- | ---------- | ------------------------------- |
| 布施       | 故鄉                | 京都       | 散塔露琪亞（義大利語：Santa Lucia）        |
| 近鐵丹波橋 | 幽默曲 (德沃夏克) | 生駒       | 紅莓果（波蘭語：Szła dzieweczka）              |
| 學園前     | 小步舞曲                      | 近鐵奈良   | 喀秋莎（俄语：Катюша）                |
| 名張       | 牧場上的家（英語：Home on the Range）          | 桔梗丘     | 雪絨花                          |
| 伊賀神戶   | 花                            | 榊原溫泉口 | 伊比呀呀（英語：She'll Be Coming 'Round the Mountain）              |
| 松阪       | 深深的摯愛          | 伊勢市     | 第1鋼琴協奏曲                   |
| 五十鈴川   | 彩虹之上（英語：Over the Rainbow）            | 鳥羽       | 海                              |
| 志摩磯部   | 當然西班牙村        | 鵜方       | 你微笑的影子（英語：The Shadow of Your Smile）          |
| 賢島       | 佩內洛普永恆的回歸（法語：Penelope "L'eternel Retour"）  | 津         | 小奏鳴曲                        |
| 白子       | Birthday March                | 桑名       | Crazy Gallop/可愛的家（英語：Home! Sweet Home!） |
| 近鐵名古屋 | 這條路上（日语：この道）            |            |                                 |

## 形象歌曲
在1960年代中期，由楠敏江（作詞、作曲三木雞郎）吹奏形象歌曲「近鉄特急之歌」，也曾設有「近鐵星期五劇場」節目並在節目中播放廣告。

## 發車音樂
近鐵名古屋站曾使用圓舞曲之「多瑙河之波」作為特急發車音樂，在2015年7月10日至2016年12月26日期間，名伊特急的班次使用西野加奈的「Call Me Up」作為發車音樂。在2012年3月20日至2017年3月19日期間，在關西一邊的終點站使用堂本剛的「結緣」作為特急發車音樂。這些車站在2017年3月20日起，使用「水上音樂」作為特急發車音樂。
此外，近鐵在2017年9月29日在官方網站中公開發車音樂的曲目，並於官方YouTube頻道中上載該發車音樂。

## 注腳